# Колчак, Александр Васильевич
Алекса́ндр Васи́льевич Колча́к (4 [16] ноября 1874, Александровское, Санкт-Петербургская губерния — 7 февраля 1920[…], Иркутск, Иркутская губерния, Российское Государство) — русский государственный политический и военный деятель, учёный-океанограф, полярный исследователь (1900—1903), флотоводец (1915—1917), в 1914—1917 годах — вице-адмирал и адмирал Балтийского флота, с 1916 по 1917 год — командующий Черноморским флотом, член-корреспондент Петербургской Академии наук. Во время Гражданской войны в России стал известен как руководитель Белого движения; на подконтрольных движению территориях бывшей Российской империи в должностях Верховного правителя России и Верховного главнокомандующего Русской армией возглавлял режим военной диктатуры до своей гибели.
Участник Русско-японской и Первой мировой войн. Георгиевский кавалер. Адмирал (1918).
В январе 1920 года, во время отступления белых войск и эвакуации сил Антанты из Сибири, был выдан в Иркутске командованием Чехословацкого корпуса местным властям в обмен на свободное продвижение чехословацких эшелонов и союзных военных миссий во Владивосток. 7 февраля 1920 года расстрелян по постановлению Иркутского военно-революционного комитета от 6 февраля 1920 года, возглавлявшегося большевиками и действовавшего по личному указанию председателя Совета народных комиссаров РСФСР Владимира Ленина. 24 января 2017 г. решением суда города Санкт-Петербург расстрел А.В. Колчака был квалифицирован как внесудебная расправа, совершенная с грубейшим нарушением процессуальных норм, действовавших в то время.  

## Биография

### Происхождение
Род Колчаков относился к служилому дворянству Российской империи, был довольно обширным, в разных поколениях его представители очень часто оказывались связанными с военным делом.
Согласно одной версии, предком А. В. Колчака был турецкий военачальник, принявший ислам боснийский серб Илиас Колчак (или Калчак)-паша, комендант крепости Хотин на Днестре, взятый в плен фельдмаршалом Б. Х. Минихом (1739).
Известно, что у него было два сына: Мехмет-бей (1708 г. р.) и Селим-бей (1728 г. р.). Селим-бей был отправлен в Турцию, а потомки Мехмет-бея якобы получили российское подданство. Однако никаких доказательств, свидетельствующих о родственных связях «новых» Колчаков, начиная с Лукьяна, с хотинским комендантом и его сыновьями, не найдено. Современные российские историки указывают, что скорее всего Колчаки оказались в России не ранее второго раздела Польши в 1793 году — гораздо позже событий, связанных с русско-турецкой войной и пленением хотинского коменданта русскими войсками.
В источниках времён Павла I и Александра I упоминается сотник созданного в 1803 году и охранявшего границы России по Днестру Бугского казачьего войска Лукьян Колчак, который вместе со своими братьями получил земельные наделы в Ананьевском уезде Херсонской губернии, близ Балты, Жеребково и Кантакузенки, — прадед А. В. Колчака. Три сына сотника, Иван (1790 г. р.), Антон (1802 г. р.) и Фёдор (1817 г. р.), после смерти отца разделили между собой его имение. Фёдор Лукьянович выбрал военную службу и дослужился до чина полковника. Иван Лукьянович продал свою часть имения и уехал в Одессу, где приобрёл дом и поступил на гражданскую службу. Антон Лукьянович, судя по ревизской сказке о мещанах Одессы от 20 мая 1858 года (Государственный архив Херсонской области, ф. 22, оп. 1, д. 84, л. 834об.), семьи не имел и потомства не оставил. Указом Сената от 1 мая 1843 года Колчаки были утверждены в потомственном дворянстве и внесены в родословную книгу дворян Херсонской губернии.
Иван Лукьянович был отцом многодетного семейства: он воспитал троих сыновей и нескольких дочерей. Сыновей звали Василий, Пётр и Александр. Все они выбрали для себя военную карьеру, став морскими артиллеристами. Младший сын, Пётр, дослужился до капитана 1-го ранга; Александр, от которого взяла начало средняя линия Колчаков — помещиков Тамбовской губернии, закончил службу в чине генерал-майора.

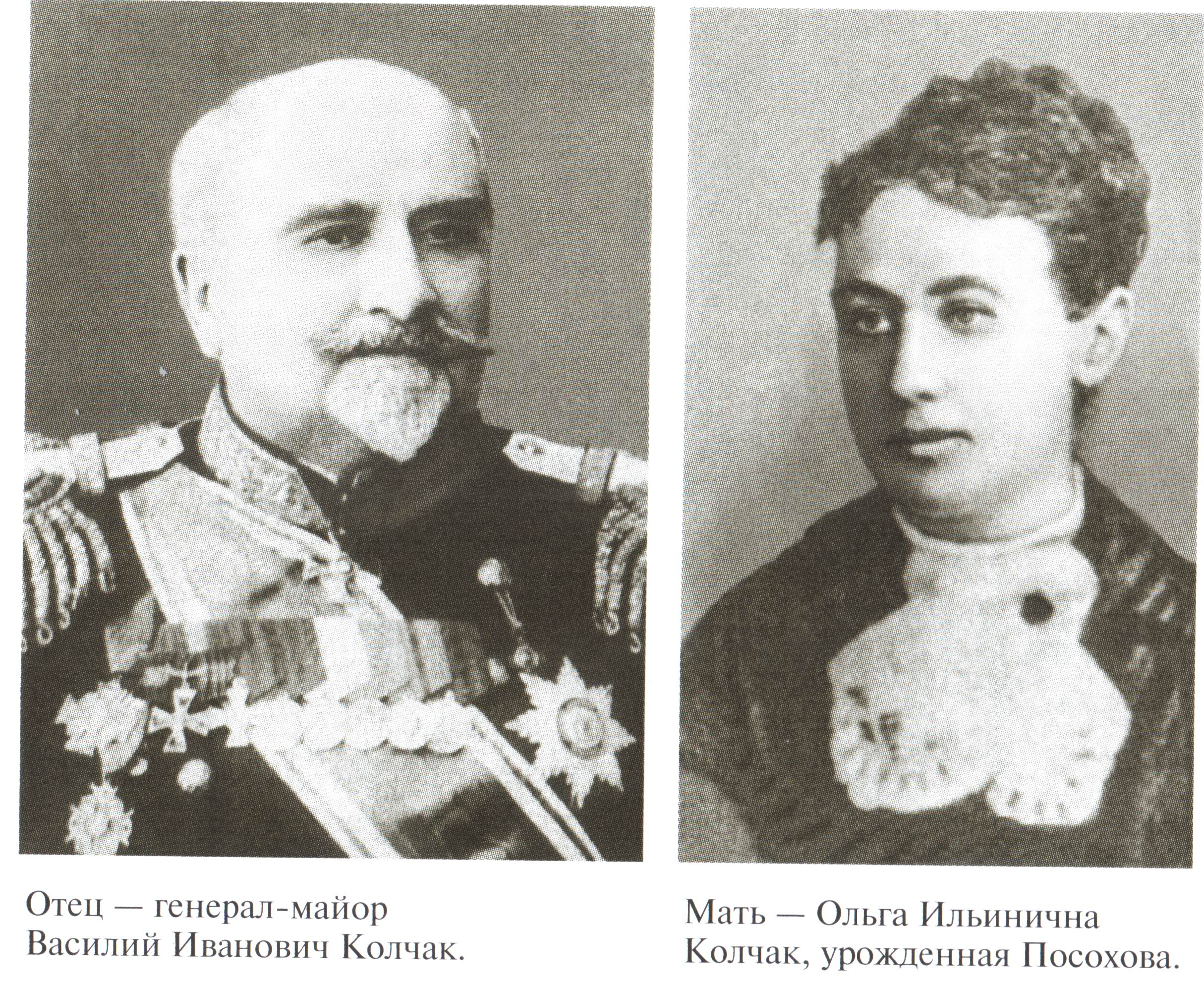
Родители А. В. Колчака

Старший сын Василий родился 1 января 1837 года. Воспитывался в одесском Ришельевском лицее, хорошо знал французский язык и был поклонником французской культуры. Василия родители готовили к гражданской службе, но в 1853 году началась Крымская война, и он по окончании лицея (1854) поступил на службу в морскую артиллерию Черноморского флота в младшем офицерском чине, в ходе обороны Малахова кургана отличился и был награждён солдатским Георгиевским крестом. Получив ранение при обороне Севастополя, получил чин прапорщика. После войны окончил Горный институт в Петербурге и был командирован для прохождения практики на Урал, в Златоуст. Дальнейшая судьба Василия Ивановича была связана с Обуховским сталелитейным заводом, начиная с его пуска в 1863 году. Вплоть до отставки он служил здесь приёмщиком Морского министерства, имел репутацию человека прямого и крайне щепетильного. После выхода в отставку в 1889 году (с присвоением чина генерал-майора) ещё 15 лет продолжал трудиться на заводе, заведуя пудлинго-прокатной мастерской. Был специалистом в области артиллерии, опубликовал ряд научных трудов о сталелитейном производстве, в 1903 году вышла его книга по истории Обуховского завода. В 1904 году вышла его книга
«Война и плен. 1853—1855 гг.» (из воспоминаний о давно пережитом).
Мать А. В. Колчака Ольга Ильинична (урождённая Посохова) (1855—1894) происходила из одесской купеческой семьи (хотя на допросе в 1920 году Колчак говорил о её дворянском происхождении). Её отец Илья Михайлович был потомственным почётным гражданином, многолетним гласным Одесской городской думы. Ольга Ильинична имела спокойный и тихий характер, отличалась набожностью и стремилась всеми силами передать её и своим детям.

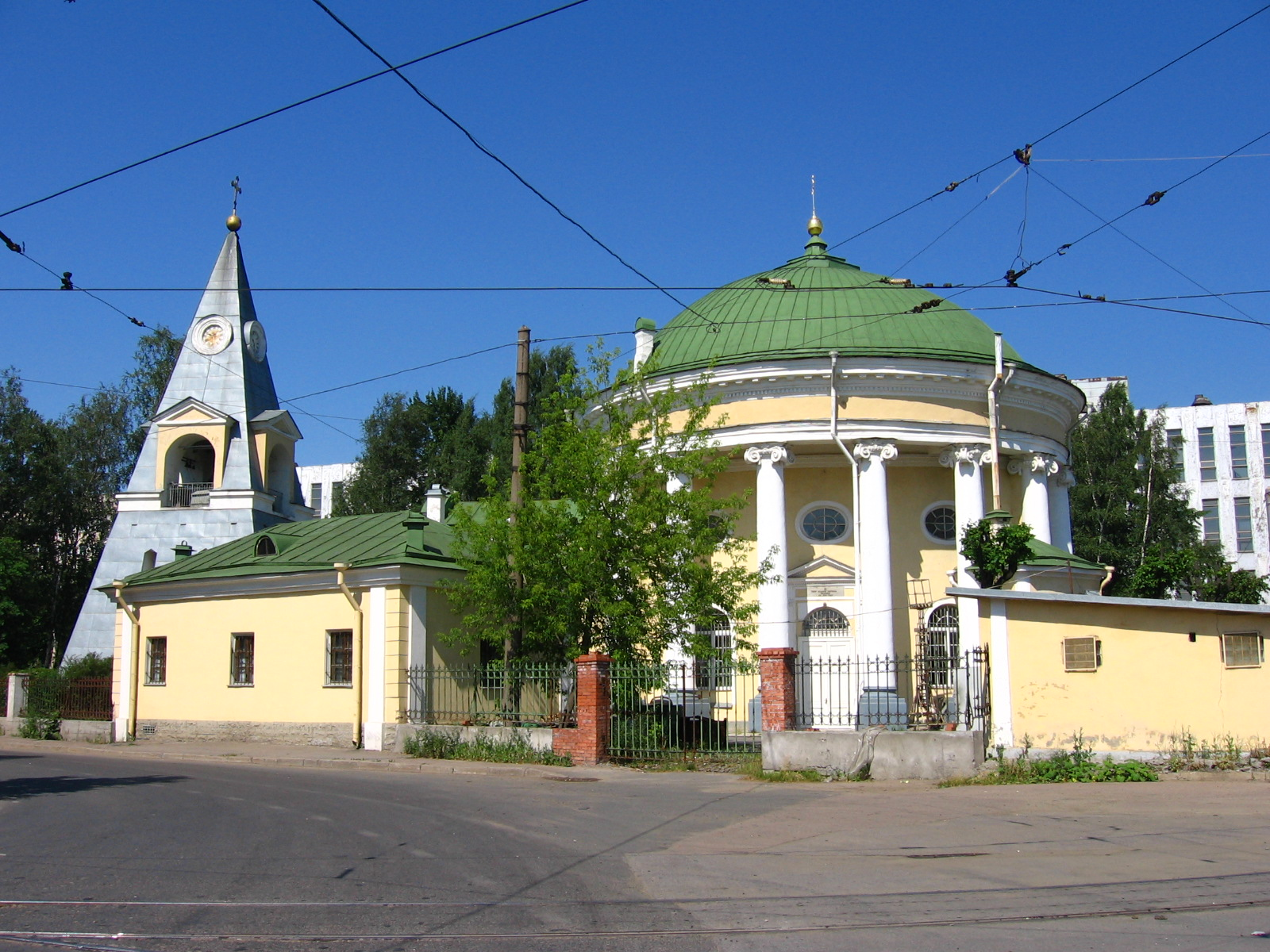
Троицкая церковь «Кулич и Пасха», где был крещён Александр Васильевич Колчак

Поженившись в начале 1870-х годов, родители А. В. Колчака поселились близ Обуховского завода, в селе Александровском, практически за тогдашней городской чертой. Супруга была на 18 лет моложе своего мужа. 4 ноября 1874 года у них родился сын Александр. Родители и сестра были похоронены неподалёку от Обуховского завода, на Успенском православном кладбище на Троицком поле; в советское время кладбище было ликвидировано.
Александр Васильевич Колчак родился 4 (16) ноября 1874 года.
Документ о рождении свидетельствует:

…в метрической 1874 года книге Троицкой церкви с. Александровского Санкт-Петербургского уезда под № 50 показано:
Морской артиллерии у штабс-капитана Василия Ивановича Колчак и законной жены его Ольги Ильиничны Колчак, обоих православных и первобрачных, сын Александр родился 4 ноября, а крещён 15 декабря 1874 года. Восприемниками его были: штабс-капитан морской Александр Иванович Колчак и вдова коллежского секретаря Дарья Филипповна Иванова.— 
Крестили мальчика в местной Троицкой церкви. Крёстным отцом новорождённого был его дядя, младший брат отца.

На допросах в Чрезвычайной следственной комиссии (январь — февраль 1920 года) Колчак о своём раннем детстве сообщил следующее: 
Я православный, до времени поступления в школу я получил семейное воспитание под руководством отца и матери.
Мать водила детей в церковь близ Обуховского завода.

### Годы учёбы
Классическая гимназия
В 1885—1888 годах Александр учился в 6-й Петербургской классической гимназии, где закончил три класса из восьми. 6-я гимназия в сравнении с другими столичными учебными заведениями имела довольно демократичный состав учащихся. В одном классе с Александром обучались представители всех основных классов и сословий. Значительная часть учеников были детьми мелких чиновников и младших офицеров. Сын подполковника Александр Колчак и Вячеслав Менжинский, сын статского советника, будущий чекист и преемник Ф. Э. Дзержинского на посту главы ОГПУ, представляли «элиту» общества. Один из лучших учеников в классе Колчака был потомком дворового мужика. Александр учился плохо и при переводе в 3-й класс, получив двойку по русскому языку, тройку с минусом по латинскому, тройку по математике, тройку с минусом по немецкому и двойку по французскому языку, чуть не был оставлен «на второй год». На повторных устных экзаменах по русскому и французскому языкам исправил оценки на три с минусом и был переведён в 3-й класс.
Морской корпус

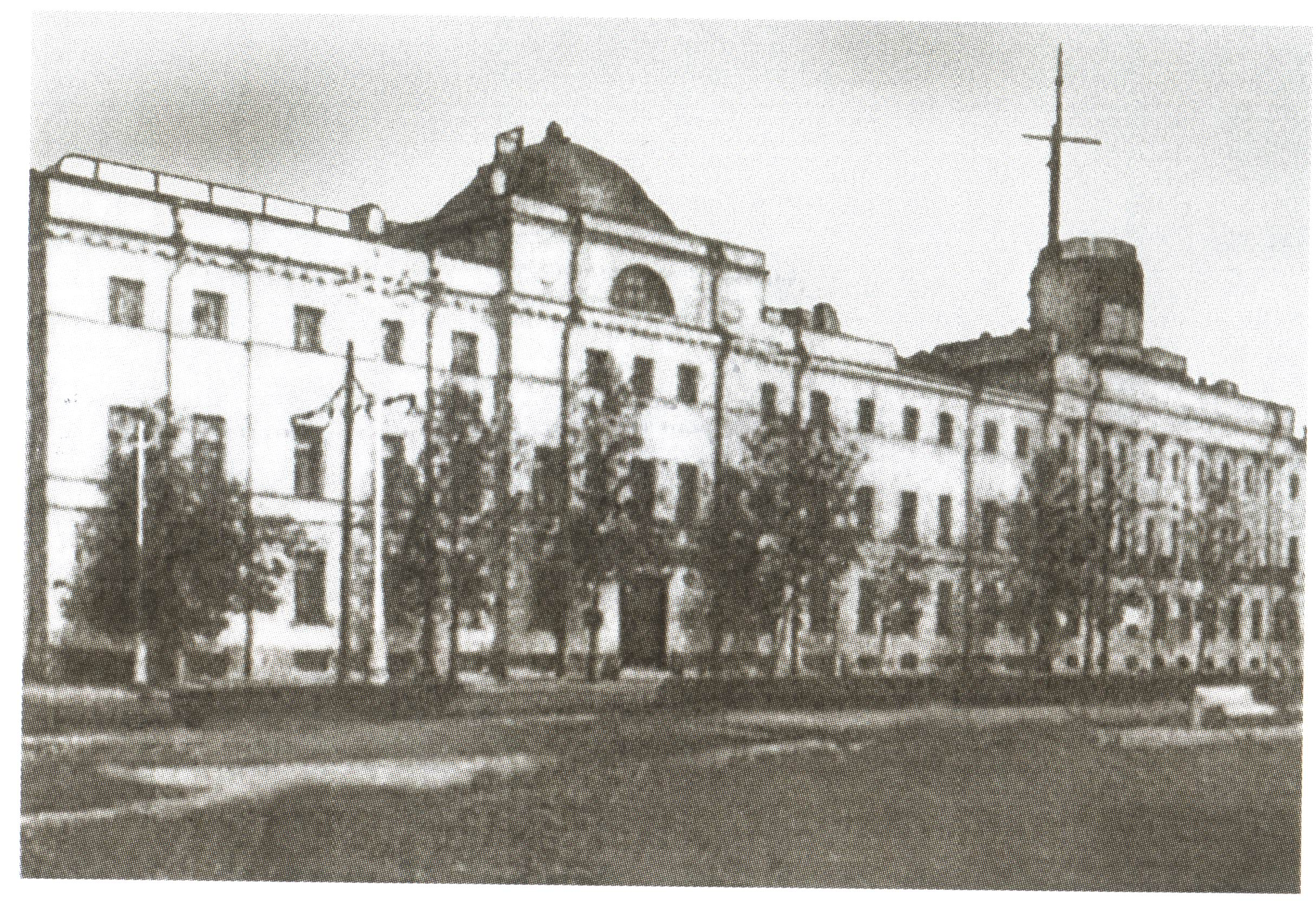
Здание Морского кадетского корпуса. Открытка начала XX века

В 1888 году «по собственному желанию и по желанию отца» Александр поступил в Морское училище.
С переходом из гимназии в Морское училище отношение к учёбе у юного Александра изменилось: обучение любимому делу для него стало осмысленным занятием, появилось и чувство ответственности. В стенах Морского кадетского корпуса, как с 1891 года стало называться училище, проявились способности и таланты Колчака. Он много и упорно трудился, тщательно изучал науки, военно-морское дело. Появились результаты. Александр выделялся успехами: он шёл в своём выпуске то первым, то вторым, периодически меняясь местами со своим другом Дмитрием Филипповым, с которым Александр познакомился ещё до поступления в училище.
Автор опубликованной в 1944 году статьи «Выпуск Колчака» контр-адмирал и писатель-маринист Д. В. Никитин, обучавшийся в Морском корпусе одновременно с Колчаком, писал:
В третьей роте корпуса идёт вечернее приготовление уроков. …за своими конторками, уставленными вдоль длинной комнаты… сидят кадеты и зубрят. Среди лёгкого, как шелест листьев, шума, неизбежного, когда несколько десятков людей занимаются наукой, до меня доносится чей-то негромкий, но необыкновенно отчётливо произносящий каждое слово, как бы отпечатывающий каждый отдельный слог голос: «Прежде всего ты должен найти в пятой таблице величину косинуса…»

Кадет, среднего роста, стройный, худощавый брюнет с необычайным, южным типом лица и орлиным носом поучает подошедшего к нему высокого и плотного кадета. Тот смотрит на своего ментора с упованием… Ментор этот, один из первых кадет по классу, был как бы постоянной справочной книгой для его менее преуспевающих товарищей. Если что-нибудь было непонятно в математической задаче, выход один: «Надо Колчака спросить»
— Никитин Д. В. Выпуск Колчака // Морские записки. — Нью-Йорк, 1944. — № 3. — С. 234—235.
В 1890 году Колчак впервые вышел в море. 12 мая по прибытии в Кронштадт Александр вместе с другими младшими кадетами был определён на броненосный фрегат «Князь Пожарский». На этом корабле был поднят и флаг командующего учебной эскадрой контр-адмирала Ф. А. Геркена. Эскадра под его командованием в ходе учебного плавания заходила в Бьёрко, Гельсингфорс, Ревель и 6 августа вернулась в Кронштадт. В ходе плавания Колчак вместе с другими младшими воспитанниками занимался на шлюпках. К концу учений состоялись общие гребные и парусные гонки, а затем прошло и десантное учение.
Гардемарины, согласно учебной программе Морского корпуса, должны были участвовать в учебной экскурсии на Обуховский сталелитейный завод для получения общего представления о «последовательных процессах полной фабрикации орудий… а также и о приготовлении стали». Александр много раз бывал у отца на заводе и стремился досконально изучить производство. Однако возобновившиеся занятия в Морском корпусе заставили отложить остальные дела и увлечения. Между тем известно, что приезжавший на Обуховский завод английский изобретатель и пушечный король У. Дж. Армстронг предлагал Александру отправиться в Англию, изучить дело на его заводах и стать инженером. Однако желание «плавать и служить в море» в желаниях и мечтах молодого Колчака взяло верх.
В 1892 году Александр был произведён в младшие унтер-офицеры. С переходом в гардемаринский класс он был произведён в фельдфебели как лучший по наукам и поведению, в числе немногих на курсе, и назначен наставником в младшую роту. Кадет той роты, впоследствии на протяжении долгих лет друг и помощник Колчака, его первый биограф М. И. Смирнов вспоминал о том времени:
В 1893 году гардемарин Колчак был назначен фельдфебелем младшей роты. Здесь я с ним впервые познакомился, будучи воспитанником младшей роты. Колчак, молодой человек невысокого роста с сосредоточенным взглядом живых и выразительных глаз, глубоким грудным голосом, образностью прекрасной русской речи, серьёзностью мыслей и поступков, внушал нам, мальчикам, глубокое к себе уважение.
— Смирнов М. И. Адмирал А. В. Колчак. — Париж, 1930. — С. 8.
В наступившем 1894 году, выпускном для молодого офицера, в его жизни произошли ещё два важных события. На сороковом году жизни после долгой болезни умерла мать. В этом же году на престол вступил император Николай II, с которым Колчак в течение своей жизни несколько раз встречался и чей уход от власти впоследствии определил и окончание военно-морской карьеры Колчака.
По окончании выпускного учебного года гардемарины прошли сложное месячное плавание на корвете «Скобелев» и приступили к сдаче выпускных экзаменов. На экзамене по морскому делу Колчак единственный из выпуска ответил на все пятнадцать заданных вопросов. Что касается остальных экзаменов, то Колчак все из них также выдержал на «отлично», кроме минного дела, ставшего впоследствии на практике предметом его гордости, по которому удовлетворительно ответил на четыре из шести вопросов. В списке, составленном после экзаменов в порядке убывания успеваемости, Колчак значился в выпуске на первом месте. Его друг Филиппов шёл вторым, уступив Колчаку только в оценке за поведение. Колчак возмутился, что кондуитный журнал определяет первое место в выпуске, и отказался от первенства в пользу Филиппова, которого счёл способнее себя. Комиссия была вынуждена посчитаться с его мнением, и в результате Александр стал вторым и получил как утешение премию адмирала П. И. Рикорда с вручением 300 рублей, полагавшуюся «отличнейшему во всех отношениях воспитаннику».
Приказом от 15 сентября 1894 года Колчак в числе всех выпущенных гардемаринов был произведён в мичманы.
В 2001 году руководство Морского корпуса в Санкт-Петербурге решило в честь своего знаменитого воспитанника установить памятную мемориальную доску. Замысел был реализован в 2002 году.

### Начало научной работы
Выйдя из Морского корпуса в 7-й флотский экипаж, в марте 1895 года Колчак был назначен для занятий штурманским делом в Кронштадтскую морскую обсерваторию, а вскоре его определили вахтенным офицером на новый броненосный крейсер 1-го ранга «Рюрик», отправлявшийся из Кронштадта на Дальний Восток. Уже тогда он увлёкся океанографией и гидрологией Тихого океана; особенно его интересовала северная его часть — Берингово и Охотское моря. В перспективе он надеялся исследовать и южные полярные моря, задумывался о рывке к Южному полюсу и о продолжении русской исследовательской работы в тех широтах, приостановленной после экспедиции Ф. Ф. Беллинсгаузена и М. П. Лазарева. Самостоятельной научной работе и исследованиям морских течений, которые начал делать молодой офицер, не соответствовала, однако, обстановка флагманского военного корабля, на котором находился и командующий эскадрой адмирал Е. И. Алексеев.

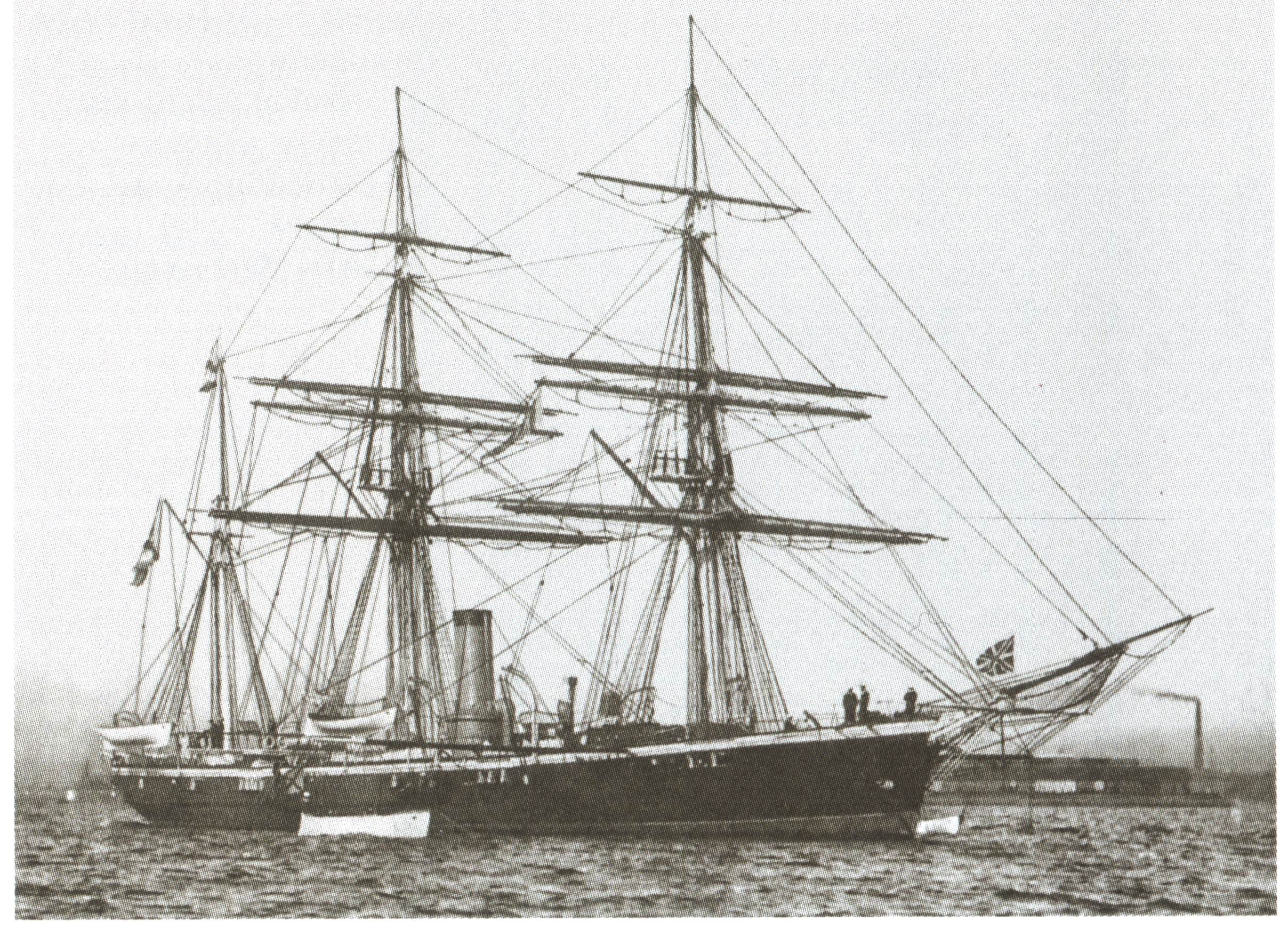
Клипер «Крейсер», на котором начал служить мичман Колчак

В 1897 году Колчак подал рапорт с просьбой перевести его на канонерскую лодку «Кореец», которая направлялась в то время к Командорским островам, где молодой офицер планировал заняться исследовательской работой, однако вместо этого был направлен в качестве вахтенного учителя на парусно-винтовой клипер «Крейсер», который использовался для подготовки боцманов и унтер-офицеров. Командир «Крейсера» Г. Ф. Цывинский оставил такой отзыв о молодом офицере:

Одним из вахтенных учителей был мичман А. В. Колчак. Это был необычайно способный и талантливый офицер, обладал редкой памятью, владел прекрасно тремя европейскими языками, знал хорошо лоции всех морей, знал историю всех почти европейских флотов и морских сражений.
Местом якорной стоянки «Крейсера» был избран корейский порт Генсан, где Колчак продолжил свои гидрологические исследования. Зиму 1897/98 года корабль провёл в Нагасаки.
5 декабря 1898 года «Крейсер» отправился из Порт-Артура в распоряжение Балтийского флота, 6 декабря Колчак был произведён в лейтенанты. В этом чине из-за перевода в Императорскую академию наук Колчак пробудет около 8 лет (впрочем, в то время лейтенанты могли командовать крупными судами).
Во время плавания по Тихому океану Колчак узнал, что к походу на Шпицберген в составе русско-шведской экспедиции готовится шхуна «Бакан», а новейший мощный ледокол «Ермак» готовится отплыть в путешествие в глубины Арктики под руководством вице-адмирала С. О. Макарова. Молодому офицеру была известна знаменитая лекция Макарова «К Северному полюсу напролом», прочитанная адмиралом в 1897 году в Русском географическом обществе. Колчак стремился попасть в одну из этих экспедиций.
По прибытии в Кронштадт Колчак посетил адмирала Макарова:
Я просил взять меня с собой, но по служебным обстоятельствам он не мог этого сделать, и «Ермак» ушёл без меня. Тогда я решил снова идти на Дальний Восток, полагая, что, может быть, мне удастся попасть в какую-нибудь экспедицию, — меня очень интересовала северная часть Тихого океана в гидрологическом отношении. Я хотел попасть на какое-нибудь судно, которое уходит для охраны котикового промысла на Командорские острова к Беринговому морю, на Камчатку. С адмиралом Макаровым я очень близко познакомился в эти дни, так как он сам много работал по океанографии.
Команда ледокола была уже укомплектована, а без санкции министерства перейти с одного судна на другое было невозможно. 
В 1899 году Колчак свёл воедино и обработал результаты собственных наблюдений над течениями Японского и Жёлтого морей и опубликовал в «Записках по гидрографии», издаваемых Главным Гидрографическим Управлением, свою первую научную статью «Наблюдения над поверхностными температурами и удельными весами морской воды, произведённые на крейсерах „Рюрик“ и „Крейсер“ с мая 1897 года по март 1899 года».
Колчак знал, что в Академии наук готовится проект Русской полярной экспедиции с задачей пройти Северным морским путём от Кронштадта до Владивостока, исследовать район Северного Ледовитого океана к северу от Новосибирских островов и попытаться отыскать легендарную Землю Санникова. Руководить экспедицией был назначен известный полярный исследователь Э. В. Толль, с которым Колчак встречался в сентябре 1899 года. Определённого ответа Толль не дал, а Колчак тем временем был назначен на броненосец «Петропавловск» и отправился на нём на Дальний Восток.
Служба на новейшем броненосце увлекла молодого офицера, однако вскоре он увидел, что и здесь «есть служба, но нет практики, нет возможности плавать и жить». Колчак решил принять участие в начавшейся осенью 1899 года Англо-бурской войне. К этому его толкало не только романтическое желание помочь бурам, но и стремление получить опыт современной войны, совершенствоваться в своей профессии. Но вскоре, когда корабль стоял в греческом порту Пирей, Колчаку доставили телеграмму из Академии наук от Э. В. Толля с предложением принять участие в экспедиции на шхуне «Заря» — той самой, в которую он так стремился попасть ещё в Петербурге. Толля, нуждавшегося в трёх морских офицерах, заинтересовали научные работы молодого лейтенанта в журнале «Морской сборник». Колчак сообщил о своём согласии и был временно переведён с военной службы в распоряжение Императорской Академии наук.

### Русская полярная экспедиция (1900—1902)

Плавание «Зари» в навигацию 1900—1902 годов, маршруты Толля и спасательной экспедиции Колчака 1903 года

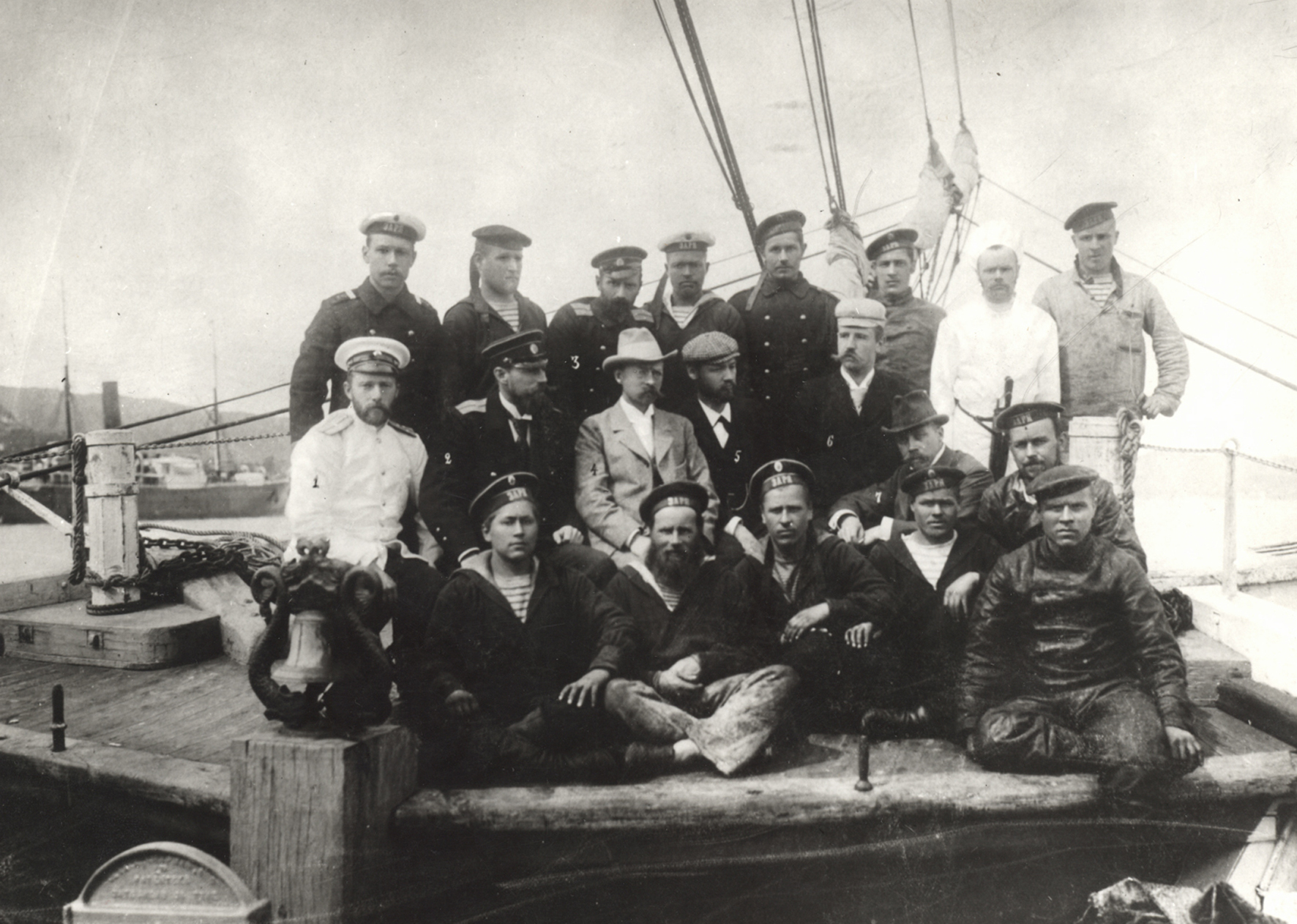
Участники экспедиции Толля на борту шхуны «Заря». В верхнем ряду: третий слева над Толлем — Колчак.
Второй ряд: Н. Н. Коломейцев, Ф. А. Матисен, Э. В. Толль, Г. Э. Вальтер, Ф. Г. Зееберг, А. А. Бялыницкий-Бируля.

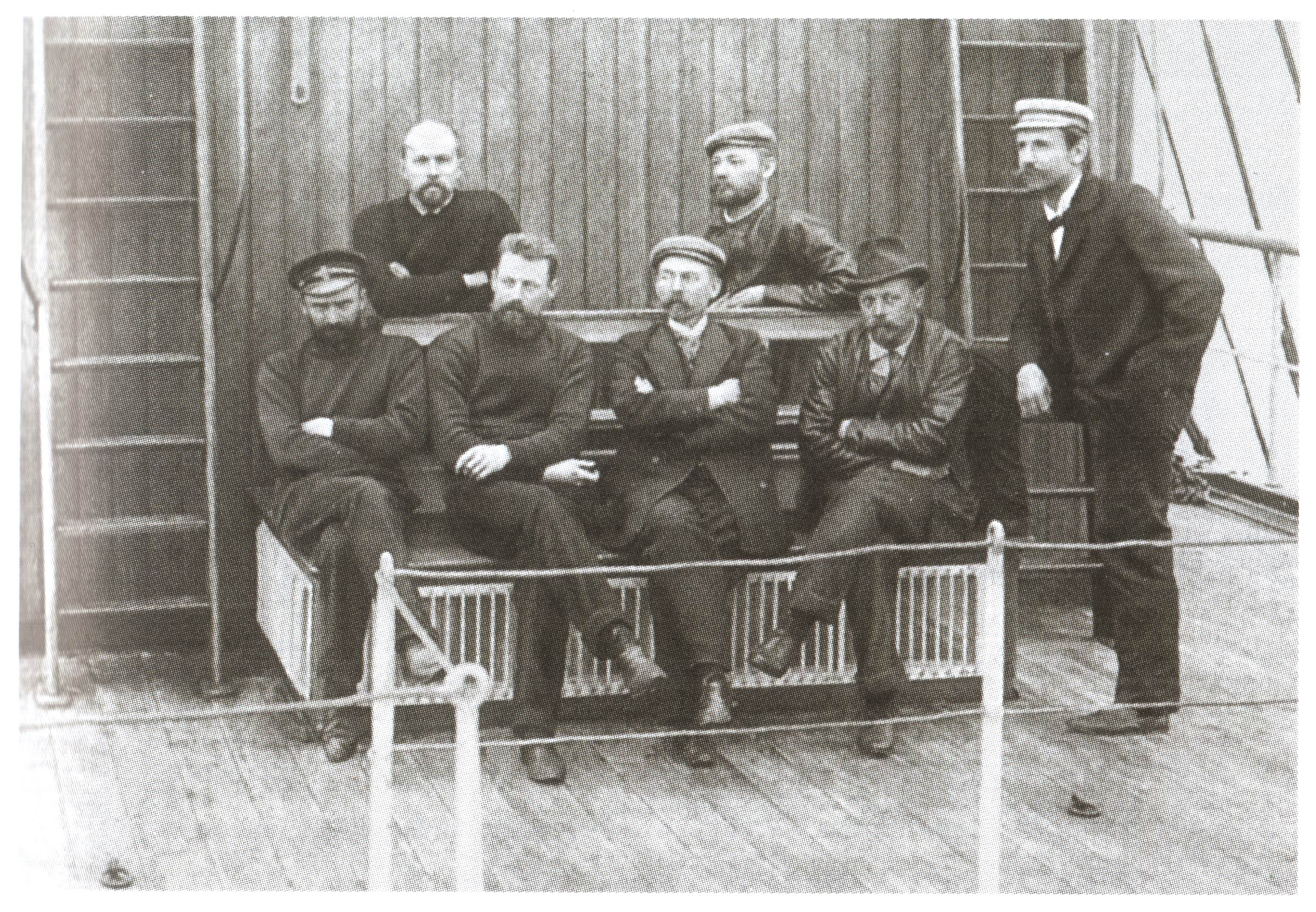
Участники северной экспедиции на «Заре». Крайний слева — А. В. Колчак

В начале января 1900 года Колчак на торговом пароходе прибыл в Петербург и 21 января был официально назначен в состав экспедиции. Начальник экспедиции предложил ему руководить гидрологическими работами, а также исполнять обязанности помощника магнитолога. Всю зиму и весну Колчак готовился к экспедиции: прошёл специальный курс и практику в Главной геофизической обсерватории (Петербург) и Павловской магнитно-метеорологической обсерватории, совершил командировку в Норвегию для консультации с Ф. Нансеном, в течение некоторого времени проходил у него стажировку. Кроме того, он участвовал в комплектовании команды.
8 июня 1900 года путешественники вышли в путь. Пройдя Балтийским морем, обогнув Скандинавский полуостров и загрузившись углём в Екатерининской гавани (Кольский залив), 5 августа мореплаватели уже держали курс в направлении Таймырского полуострова. 22 сентября 1900 года экспедиция остановилась на зимовку на западном побережье Таймыра, в районе бухты Колина Арчера.
Лейтенант Колчак полностью заведовал гидрологическими исследованиями, а также занимался гидрохимическими исследованиями и наблюдениями по земному магнетизму, топографическими работами, проводил маршрутную съёмку и барометрическое нивелирование, а во время ночей с ясным небом определял широты и долготы различных географических объектов. На протяжении всей экспедиции Колчак составлял подробное описание берегов и островов Ледовитого океана, изучал состояние и развитие морских льдов.
Колчак сопровождал Толля в двух его санных поездках в малоисследованную восточную часть полуострова Таймыр, на полуостров Челюскина (15-19 октября 1900 года и 6 апреля — 18 мая 1901 года). Во время первой поездки, проходившей в 30-градусные морозы, Колчаку, производившему по дороге астрономические уточнения ряда точек, удалось внести существенные уточнения и исправления в старую карту, сделанную по итогам экспедиции Нансена 1893—1896 годов.

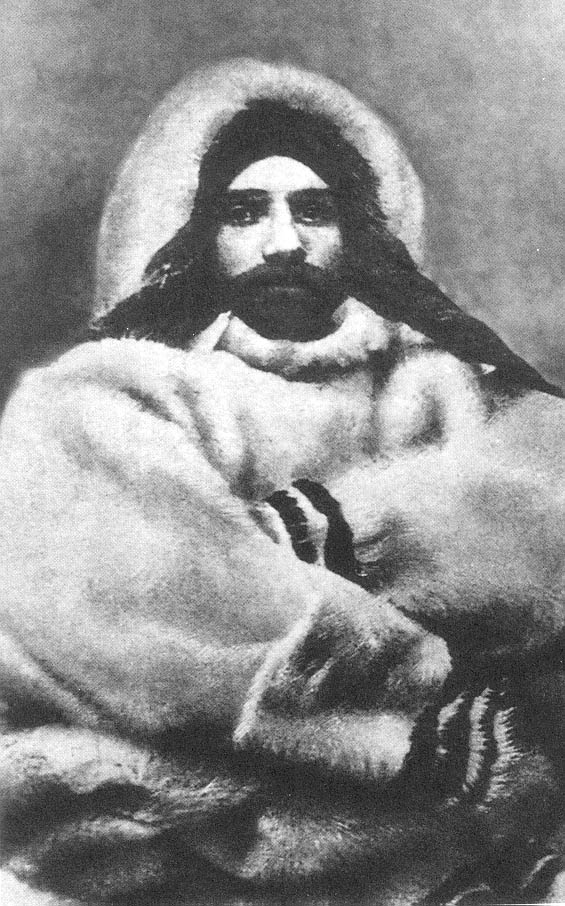
А. В. Колчак на зимовке у полуострова Таймыр.
1900—1901 гг.

Весной за 41 день Толль и Колчак преодолели 500 вёрст пути, занимаясь маршрутной съёмкой и геологическими изысканиями. Из-за нехватки собак часто приходилось самим впрягаться в собачьи упряжки.

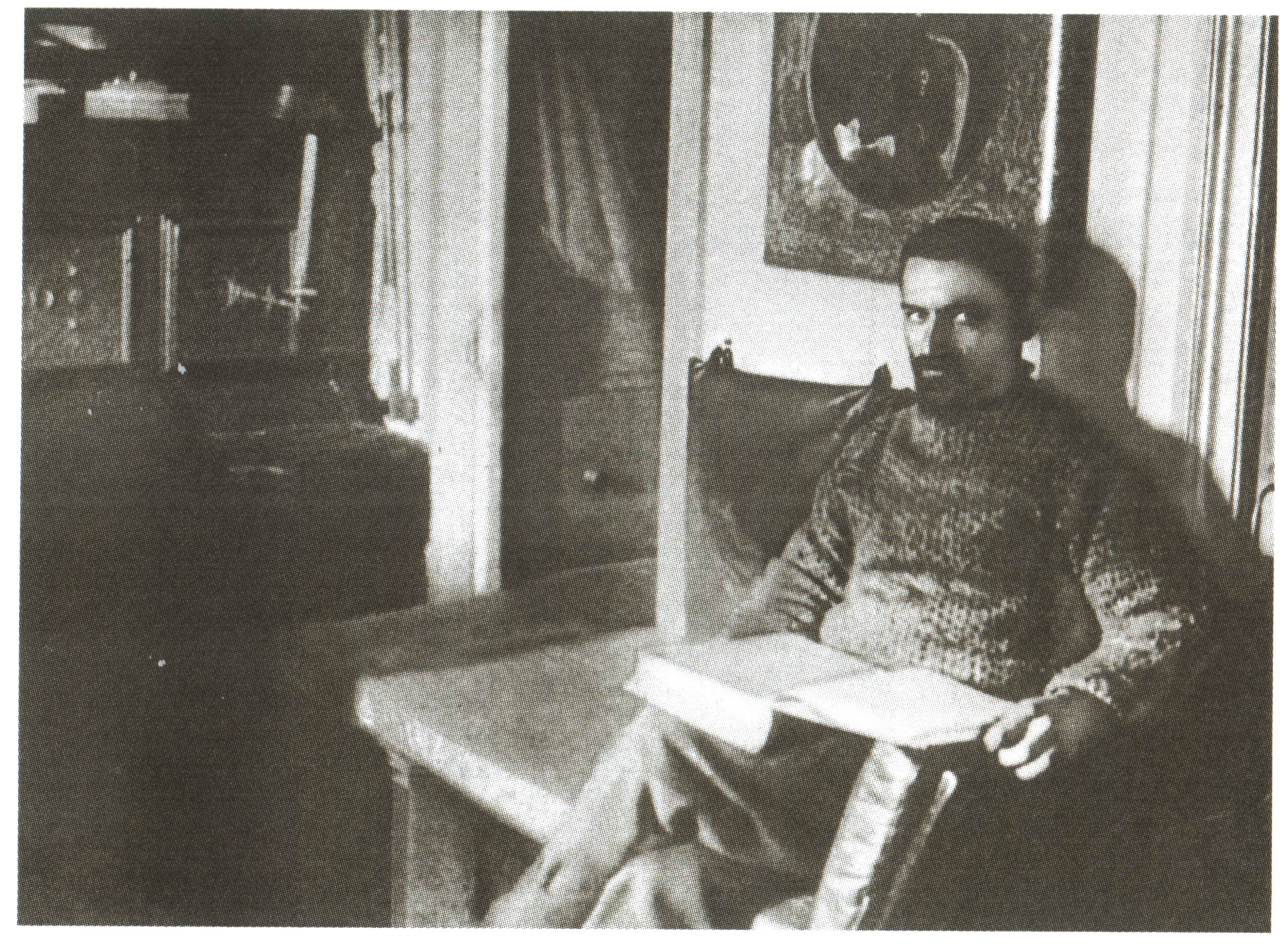
Колчак в кают-компании «Зари»

В своём донесении президенту Академии наук великому князю Константину Константиновичу барон Толль как руководитель экспедиции отметил энергию и преданность делу науки, проявленную Колчаком, а в своих дневниковых записях характеризовал его как лучшего офицера и отмечал любовь Колчака к гидрологии.
В 1901 году Толль назвал в честь Колчака один из открытых экспедицией островов в Таймырском заливе и мыс в том же районе. При этом сам Колчак во время своих полярных походов назвал другой открытый им остров в Карском море и южный мыс на полуострове Чернышёва острова Беннетта именем своей невесты — Софьи Фёдоровны Омировой — дожидавшейся его в столице. Мыс Софьи сохранил своё название до нашего времени.

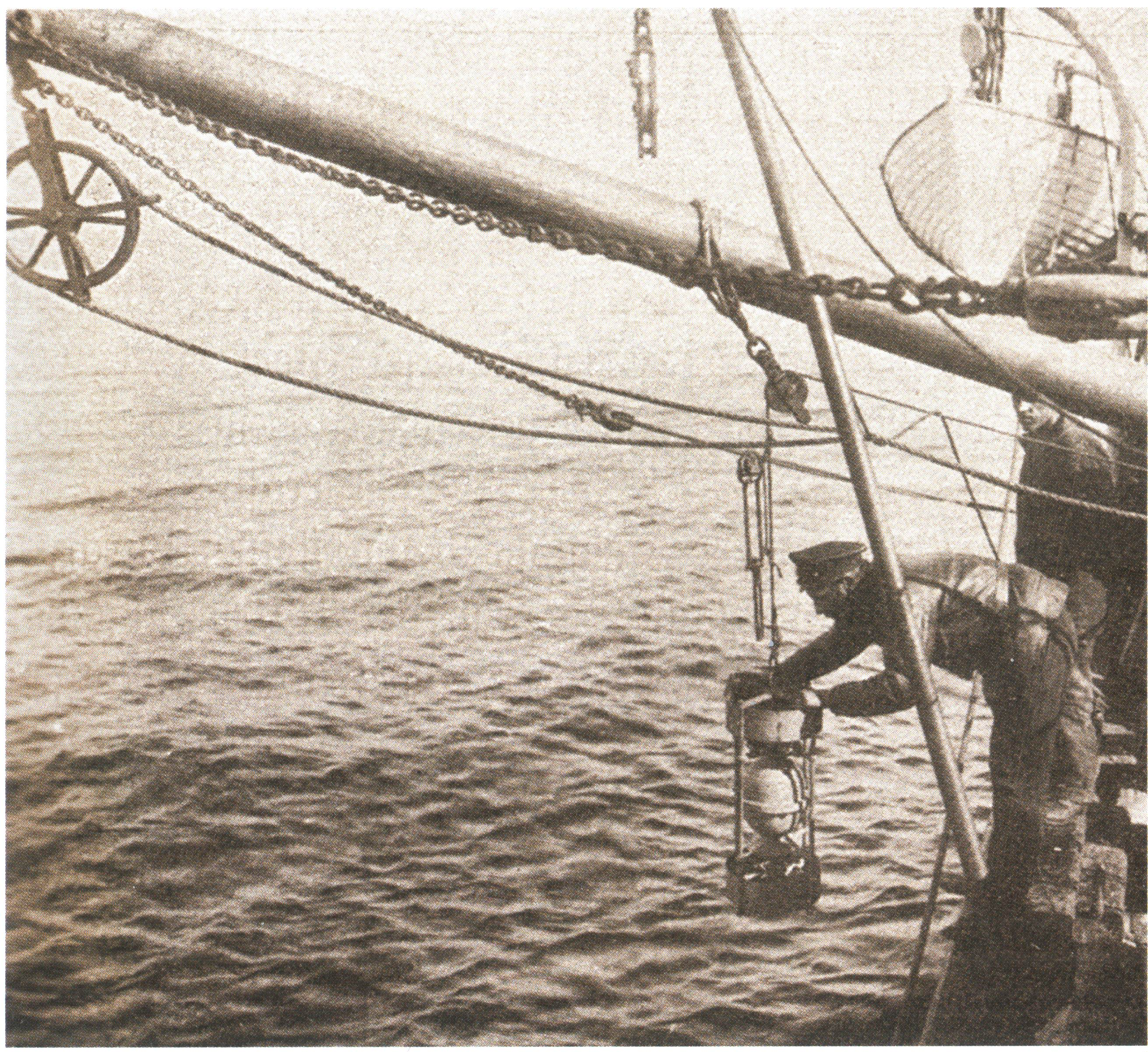
Гидрограф А. В. Колчак берёт пробу воды на гидрохимический анализ батометром Тимченко. 1901 г.

Навигация 1901 года продолжалась ровно 25 суток, за которые яхта прошла 1350 миль. 19 августа «Заря» пересекла долготу мыса Челюскин, став 4-м судном после «Веги» Норденшёльда с её вспомогательным кораблём «Лена» и «Фрама» Нансена, обогнувшим северную точку Евразии.

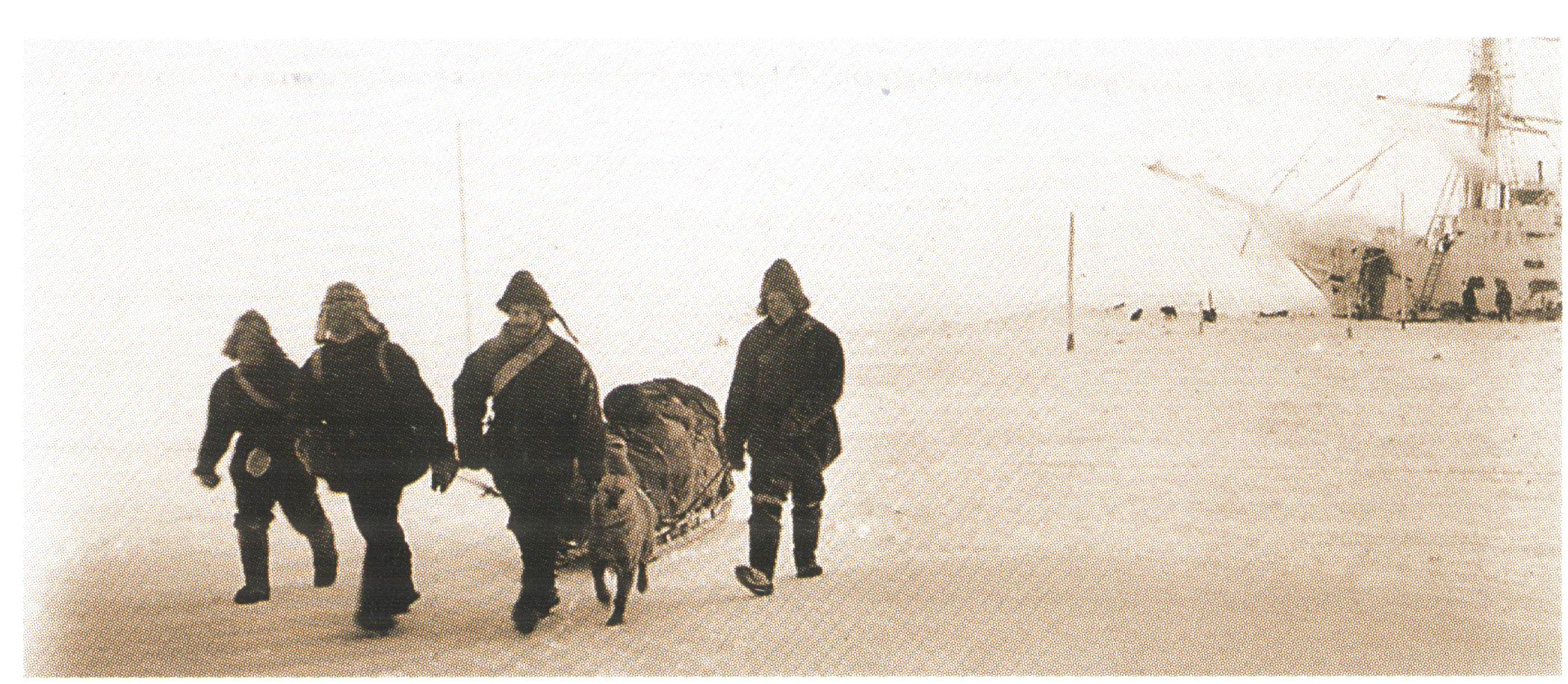
Лейтенант А. В. Колчак (3-й слева) со спутниками отправляется на о-в Бельковский во время второй зимовки «Зари»

10 сентября 1901 года началась вторая зимовка экспедиции у западного побережья острова Котельный (Новосибирские острова). Колчак, как и во время первой зимовки на Таймыре, старался не терять времени даром и при любом удобном случае с товарищами или самостоятельно отправлялся изучать остров Котельный, а весной — ещё и Бельковский.
Тем временем, отчаявшись найти Землю Санникова, Толль решил хотя бы провести изучение неисследованного острова Беннетта. 23 мая 1902 года он с тремя спутниками отправился с места зимовки в сторону острова. После окончания работ полярников (группу Толля и группу Бялыницкого-Бирули, ушедшую 29 апреля на остров Новая Сибирь) должна была подобрать «Заря».
Лишь 8 августа оставшиеся члены экспедиции смогли, освободившись из ледового плена, отправиться на «Заре» в направлении островов Беннетта и Новая Сибирь, но за две недели не смогли пробиться через льды и были вынуждены повернуть на юг, к материку, поскольку иначе угля на возвращение уже не хватило бы.

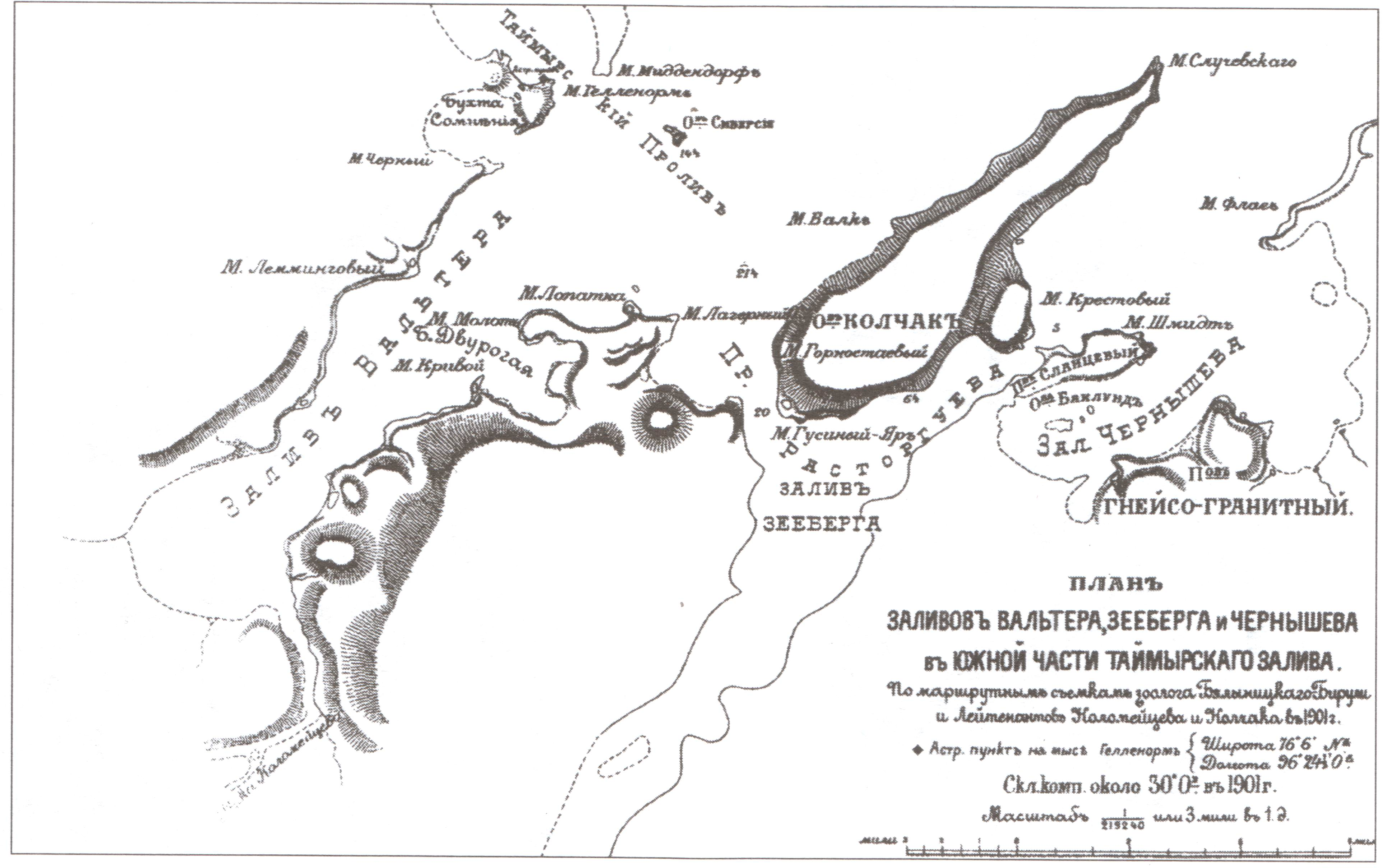
Остров Колчак на карте южной части Таймырского залива, составленной по съёмкам участников Русской полярной экспедиции

25 августа искалеченная льдами «Заря» еле доползла до устья Лены и подошла к берегу в бухте Тикси — на вечную стоянку. Все наиболее ценные коллекции и оборудование перегрузили на борт пришедшего парохода «Лена», на котором путешественники добрались до Якутска. Уезжая, лейтенант Матисен, которому Толль передал руководство экспедицией на время своего отсутствия, распорядился подготовить оленей для группы Толля, а в случае, если тот не появится до 1 февраля, — отправляться на остров Новая Сибирь и ждать его там.
В начале декабря 1902 года Колчак с другими участниками экспедиции добрался до столицы.
За Русскую полярную экспедицию лейтенант Колчак был награждён орденом Святого Владимира 4-й степени. 1 февраля 1906 года по итогам экспедиции он был также избран действительным членом Императорского Русского географического общества. На материалах экспедиции Колчак выполнил фундаментальное исследование, посвящённое льдам Карского и Восточно-Сибирского морей, представлявшее собой новый шаг в развитии полярной океанографии. В своей монографии «Лёд Карского и Сибирского морей», занимающей более 170 страниц с приложением 11 таблиц и 24 фотографий разных форм льда, автор, в числе прочего, не только сформулировал основные направления происходящего под влиянием ветров и течений движения льдов в районе Новосибирских островов, но и предложил схему движения арктического пака для всего полярного бассейна.

### Спасательная экспедиция 1903 года
По прибытии в Санкт-Петербург Ф. А. Матисен и А. В. Колчак, отчитавшись перед Академией наук о проделанной работе, сообщили о предпринятом Э. В. Толлем пешем походе на остров Беннетта. Учитывая отсутствие каких-либо вестей о судьбе двух групп исследователей, которых не удалось забрать при завершении экспедиции (второй была группа Бялыницкого-Бирули), их участь крайне беспокоила Академию наук, Императорское Русское географическое общество и самих вернувшихся участников экспедиции.
Острое чувство ответственности и товарищеский долг толкали А. В. Колчака на быстрые и решительные действия. Готовый взяться лично руководить спасательной экспедицией, он изложил на бумаге свой план и подал бумагу председателю Комиссии по снаряжению Русской полярной экспедиции академику Ф. Б. Шмидту.
9 декабря 1902 года Комиссия приняла предложенный Колчаком план санно-шлюпочного похода к Беннетту, хотя шлюпочное предприятие Колчака обещало быть не менее рискованным, нежели сам пеший поход барона Толля.
Колчак впоследствии рассказывал по этому поводу так:
Предприятие это было такого же порядка, как и предприятие Толля, но другого выхода не было, по моему убеждению. Когда я предложил этот план, мои спутники отнеслись к нему чрезвычайно скептически и говорили, что это какое-то безумие, как и шаг барона Толля. Но когда я предложил самому взяться за выполнение этого предприятия, то Академия наук дала мне средства и согласилась предоставить мне возможность выполнить этот план так, как я нахожу нужным
— А. В. Колчак
Столь ответственное поручение привело к тому, что Колчаку пришлось отложить свою свадьбу с С. Ф. Омировой.
Тем временем пришло известие о благополучном возвращении на материк с Новой Сибири партии Бирули, однако о судьбе Толля и он ничего сообщить не мог.
9 февраля 1903 года Колчак отправился в Иркутск, а к 8 марта все участники предприятия Колчака собрались в Якутске. Пройдя по реке Алдан и её притоку Нёре, путешественники достигли Верхоянска, перейдя через Верхоянский хребет и пройдя вдоль устья реки Сартангу. Далее участники экспедиции перевалили через хребет Кулар и 10 апреля уже были в селении Казачий на Яне.
Одновременно с продвижением спасательной партии к Новосибирским островам был отправлен один из вельботов «Зари» вместе со снаряжением и продовольствием для спасателей.
5 мая 1903 года Колчак выступил с материка в направлении Новосибирских островов, имея своей конечной целью остров Беннетта. Общая численность экспедиции составляла 17 человек, в том числе семь человек так называемой вельботной команды (начальник экспедиции, два матроса и четыре мезенских помора). Экспедицию сопровождали 10 нарт с продуктами, одеждой, боеприпасами, каждую из которых тащили 13 собак. Сам вельбот был погружён на 2 нарты, которые тащили 30 собак. Снег и лёд становились рыхлыми, собаки тянули с трудом, хотя вся экспедиция шла в лямках и впрягалась наравне с собаками. Шли только ночами, когда подмораживало, но всё равно более шести часов собаки тянуть отказывались, и проходить удавалось лишь несколько вёрст в сутки. 23 мая путники добрались до острова Котельный.

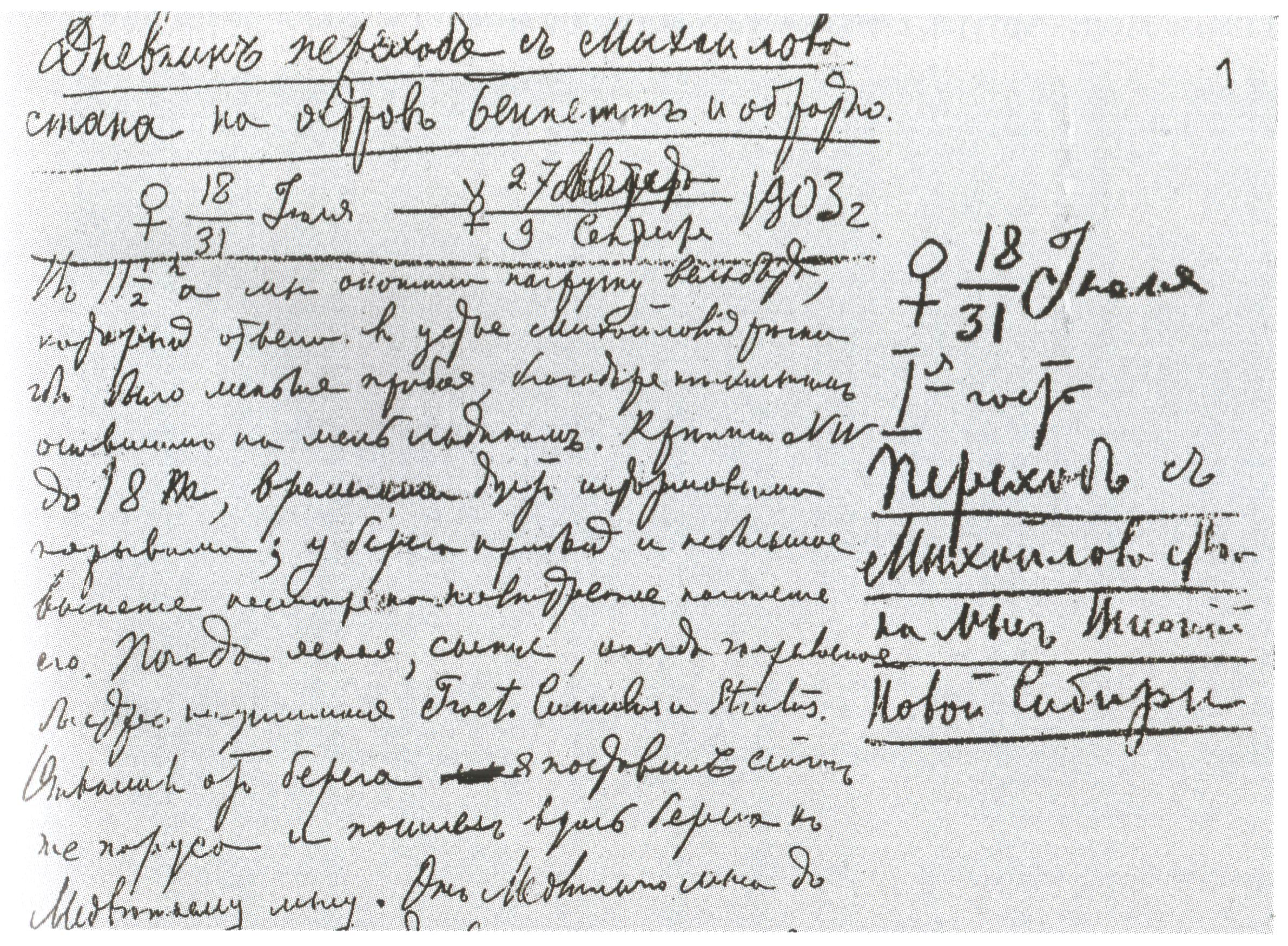
Первая страница рукописи А. В. Колчака «Дневник перехода с Михайлова стана на остров Беннета и обратно»

18 июля, когда ветер отогнал лёд от берега, семь человек продолжили путь на вельботе по морю в сторону острова Фаддеевский. В этом переходе путешественников сопровождал постоянный сплошной снег, превращавшийся в потоки воды и вымачивавший людей сильнее дождя. На мысу Высокий на острове Новая Сибирь, согласно договорённости, их ждал руководитель вспомогательной группы Бруснев. Ещё в марте ему удалось обнаружить здесь первую записку Толля (датированную 11 июля 1902 года), где барон сообщал об отправке на остров Беннетта. Отдохнув сутки у Бруснева, вельботная команда продолжила свой путь на остров Беннетта.
По открытому морю шли то на вёслах, то под парусами. Снег шёл, не переставая, заваливая вельбот влажным мягким покровом, который, тая, вымачивал людей хуже дождя и заставлял мёрзнуть сильнее, чем в морозный зимний день. 4 августа высадились на острове Беннетта и начали поиски следов группы Толля. На мысе Эммы Колчак нашёл бутылку с запиской и планом острова, которую Толль оставил здесь, как условились перед расставанием на зимовке.
Переход через ледник едва не закончился трагически для Колчака: не рассчитав прыжок через трещину, он упал в ледяную воду и потерял сознание от температурного шока. Это купание в ледяной воде всю последующую жизнь сказывалось на здоровье Колчака.
На восточном берегу острова в поварне Толля была найдена его последняя записка, адресованная президенту Академии наук и содержавшая краткий отчёт о проделанной на острове работе. Записка заканчивалась словами: «Отправляемся сегодня на юг. Провизии имеем на 14—20 дней. Все здоровы. 26 октября 1902 г.».
Колчак провёл на острове трое суток, побывав во всех трёх его концах. Северо-восточную оконечность острова Колчак назвал мысом Эммелины Толль, юго-восточную — полуостровом Чернышёва, а мысу на этом полуострове Колчак дал имя Софии в честь своей невесты Софьи Фёдоровны. Самая высокая гора получила имя Де-Лонга, другая стала называться горой Толля. Двум ледникам на вершинах этих гор было присвоено имя Зееберга.
Другая часть экспедиции Колчака тем временем обследовала все острова Новосибирской группы, однако следов группы Толля нигде так и не обнаружила. По-видимому, полярники погибли во время перехода с Беннетта на Новую Сибирь. Оставленные для них на южном направлении запасы продовольствия были обнаружены нетронутыми.
Выяснив относительно судьбы Толля всё, что только представлялось возможным узнать, 7 августа Колчак и его люди отправились в обратный путь. С собой взяли документы и небольшую часть геологических коллекций, брошенных бароном Толлем при уходе с острова. 27 августа с трудом, в условиях сильного снегопада и мороза, достигли Котельного острова. Сентябрь и октябрь ждали становления льдов и промышляли охотой. За время экспедиции были обследованы все берега Котельного, Земли Бунге, Фаддеевского острова и Новой Сибири. 16 ноября тронулись в путь по ещё не окрепшему льду. Когда в начале декабря путешественники пришли в Казачье, выяснилось, что с осени экспедицию ожидает какая-то дама. Это была невеста Колчака, Софья Фёдоровна Омирова. Морозы в это время здесь доходили до −55 °C. Завершив в Казачьем дела по сдаче имущества экспедиции, в начале января 1904 года Колчак со спутниками добрался до Верхоянска.
26 января, приехав в Якутск, Колчак дал телеграмму президенту Академии наук, в которой сообщил, что партия Толля покинула остров Беннетта осенью 1902 года и исчезла без вести. Эта телеграмма Колчака была опубликована многими газетами.
Экспедиция Колчака достигла цели и вернулась без потерь в своём составе, чем её начальник мог гордиться. Кроме поиска группы Толля экспедиция Колчака решала и важные исследовательские задачи. Колчак открыл и описал неизвестные до него географические объекты, уточнил очертания линии берегов, внёс уточнения в характеристики льдообразования.
Знаменитый путешественник П. П. Семёнов-Тян-Шанский оценивал экспедицию Колчака как «важный географический подвиг». В 1906 году Русское географическое общество присудило Колчаку свою высшую награду — Константиновскую медаль:

Совѣтъ Императорскаго Русскаго Географическаго Общества въ засѣданіи 30 января с. г. присудилъ дѣйствительному члену Общества Лейтенанту Александру Васильевичу Колчаку за участіе въ экспедиціи барона Э. В. Толя и за путешествіе на островъ Беннета, составляющее важный географическій подвигъ, совершеніе котораго было сопряжено съ большими трудностями и опасностью для жизни, — свою высшую награду — Константиновскую медаль.— Императорское Географическое общество
А. В. Колчак был четвёртым из полярных путешественников, получивших эту почётную награду; до него этой медали удостаивались лишь три знаменитых полярных исследователя: Ф. Нансен, Н. Норденшёльд и Н. Д. Юргенс.

### Русско-японская война

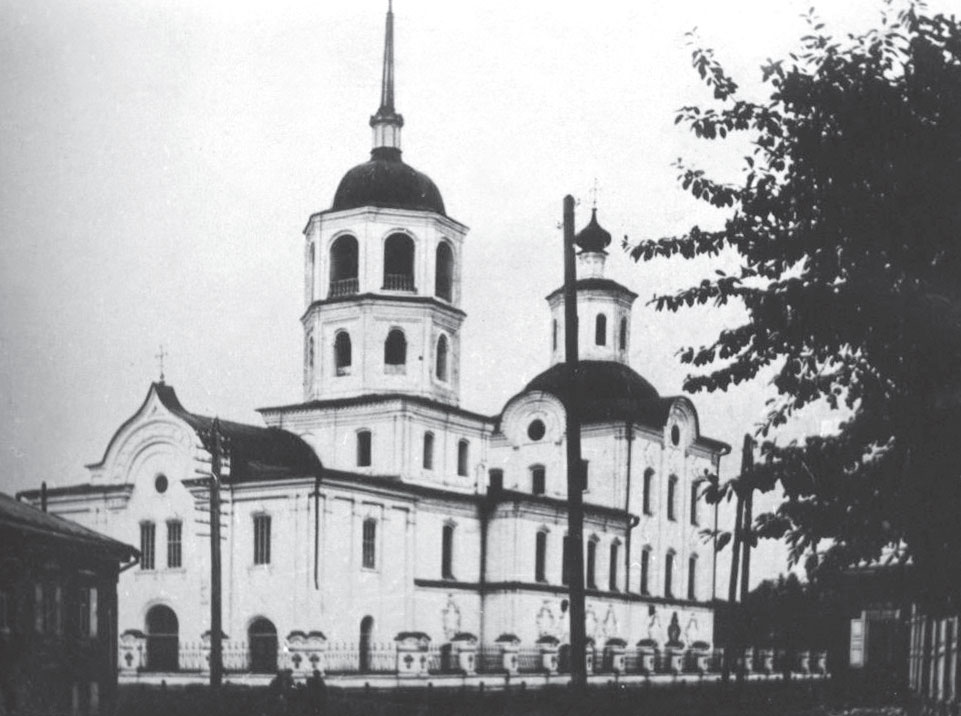
Иркутск. Харлампиевская церковь, в которой венчался А. В. Колчак

По прибытии в Якутск Колчак узнал о нападении японского флота на русскую эскадру на рейде Порт-Артура и о начале Русско-японской войны. 28 января 1904 года он по телеграфу связался с Константином Константиновичем и попросил о своём переводе из Академии наук в Морское ведомство. Получив разрешение, Колчак ходатайствовал о направлении в Порт-Артур.
В конце февраля прибыл в Иркутск и, проведя здесь около двух недель, буквально на ходу обвенчался 5 марта с С. Ф. Омировой в местной Михаило-Архангельской (Харлампиевской) церкви.
Сдав дела по экспедиции, 9 марта отправился на Дальний Восток. Вместе с ним выехал Бегичев.
Колчак прибыл в Порт-Артур 18 марта. На следующий день лейтенант встретился с командующим Тихоокеанским флотом адмиралом С. О. Макаровым и попросил назначения на боевую должность. Однако Макаров назначил его вахтенным начальником на крейсер 1-го ранга «Аскольд». Этим назначением командующий хотел предоставить лейтенанту возможность отдыха после полярной экспедиции и приблизить его к себе, чтобы познакомиться получше. Через две недели адмирал Макаров, которого Колчак считал своим учителем, погиб на борту эскадренного броненосца «Петропавловск», подорвавшегося на японской мине.

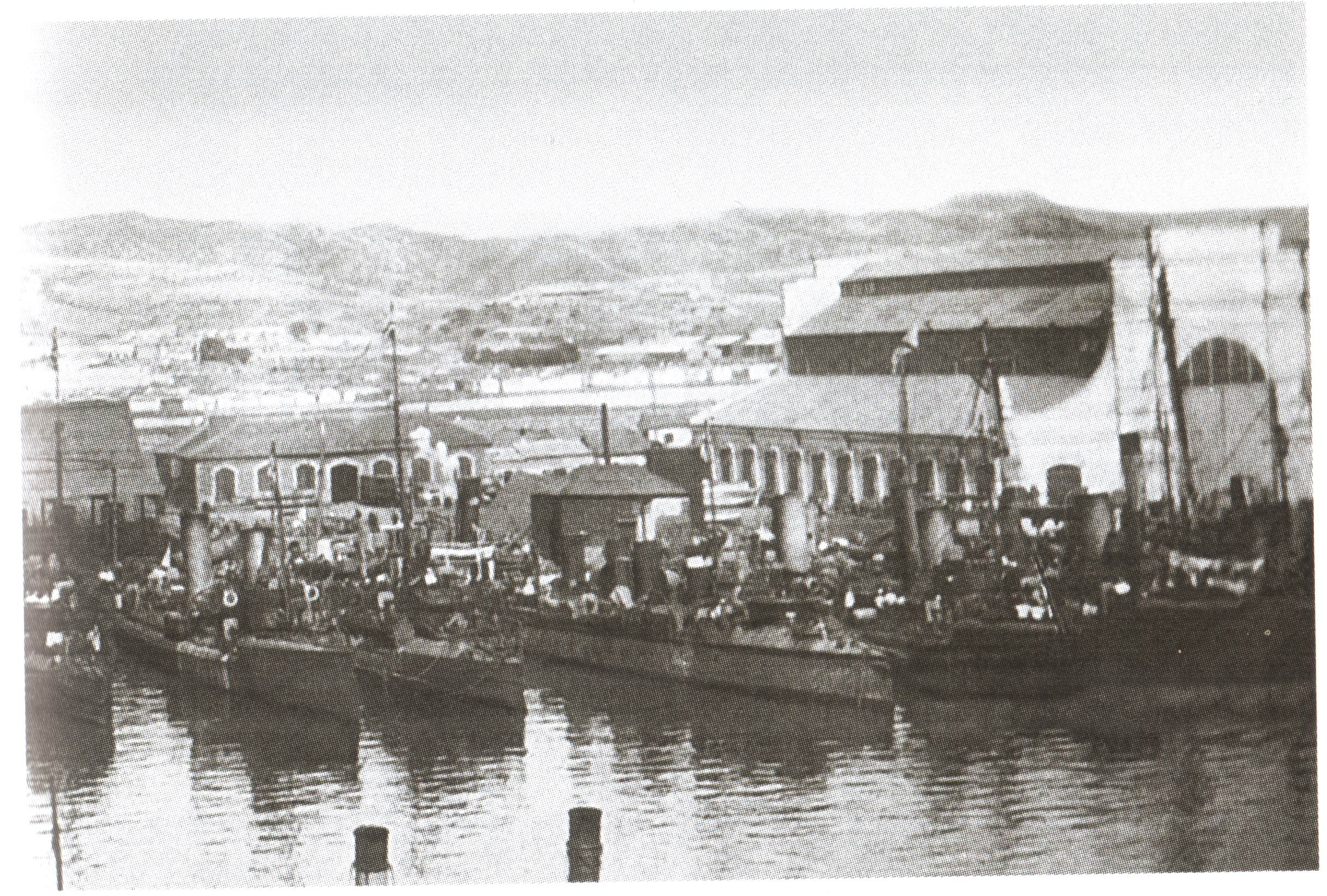
Русские миноносцы в гавани Порт-Артура. 1904

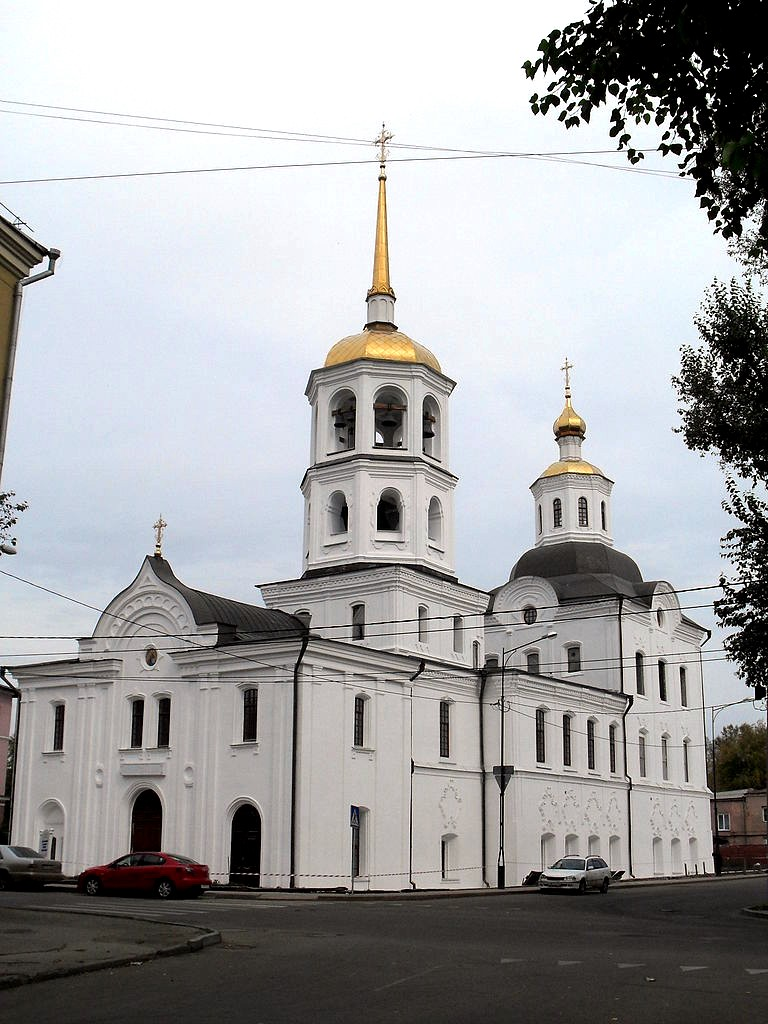
Харлампиевская церковь в Иркутске (современное фото)

Колчак, больше всего не любивший монотонную и рутинную работу, добился своего перевода на минный заградитель «Амур». Перевод состоялся 17 апреля. Видимо, это было временное назначение, так как уже через четыре дня он был назначен командиром на эскадренный миноносец «Сердитый». Корабль относился ко второму отряду миноносцев, уступавших лучшим кораблям первого отряда и потому занятых на охране входа в гавань или сопровождении тралящих судов. Назначение на такую работу было ещё одним разочарованием для рвущегося в бой молодого офицера. Тем не менее, как отмечал впоследствии Ненюков, Колчак отлично справился со своими обязанностями и «оказал большую пользу делу защиты Порт-Артура». Вместе с тем, по воспоминаниям С. Н. Тимирёва, в мае разрабатывался проект, увлёкший и лейтенанта Колчака:
Мы оба были в Порт-Артуре, где в конце мая 1904 года должны были участвовать в одной и той же экспедиции на транспорте «Ангара»… Разработка плана этой экспедиции (прорыв блокады и действия на путях движения японских транспортов в Жёлтом море и Тихом океане) в значительной степени принадлежала А. В. Колчаку… К сожалению, экспедиция наша не состоялась, так как в последнюю минуту адмирал В. К. Витгефт (командовавший флотом после Макарова), вначале относившийся сочувственно к нашему плану, отменил его, испугавшись рискованности предприятия.
— С. Н. Тимирёв
Беспокойный и в чём-то даже авантюрный по характеру Колчак мечтал о рейдерских операциях на коммуникациях противника. Ему, скучавшему от оборонной тактики, хотелось участвовать в наступлениях, схватках с врагом лицом к лицу. Однажды на восторг сослуживца от быстрого хода судна лейтенант угрюмо ответил: «Чего же хорошего? Вот если бы мы шли так вперёд, на неприятеля, было бы хорошо!»
С 21 по 30 апреля ежедневной работой второго отряда миноносцев было траление внешнего рейда.
1 мая впервые с начала военных действий на востоке Колчаку довелось принять участие в серьёзном и опасном задании. В этот день началось выполнение операции, разработанной командиром минного заградителя «Амур» капитаном 2-го ранга Ф. Н. Ивановым. В то время как «Амур» занимался установкой минной банки, «Сердитый» под командованием Колчака вместе со «Скорым» шли с тралами впереди «Амура», расчищая ему путь. На следующий день, подорвавшись на расставленных минах, погибли японские броненосцы «Хацусэ» и «Ясима», что стало самым громким успехом Первой Тихоокеанской эскадры за всю кампанию.

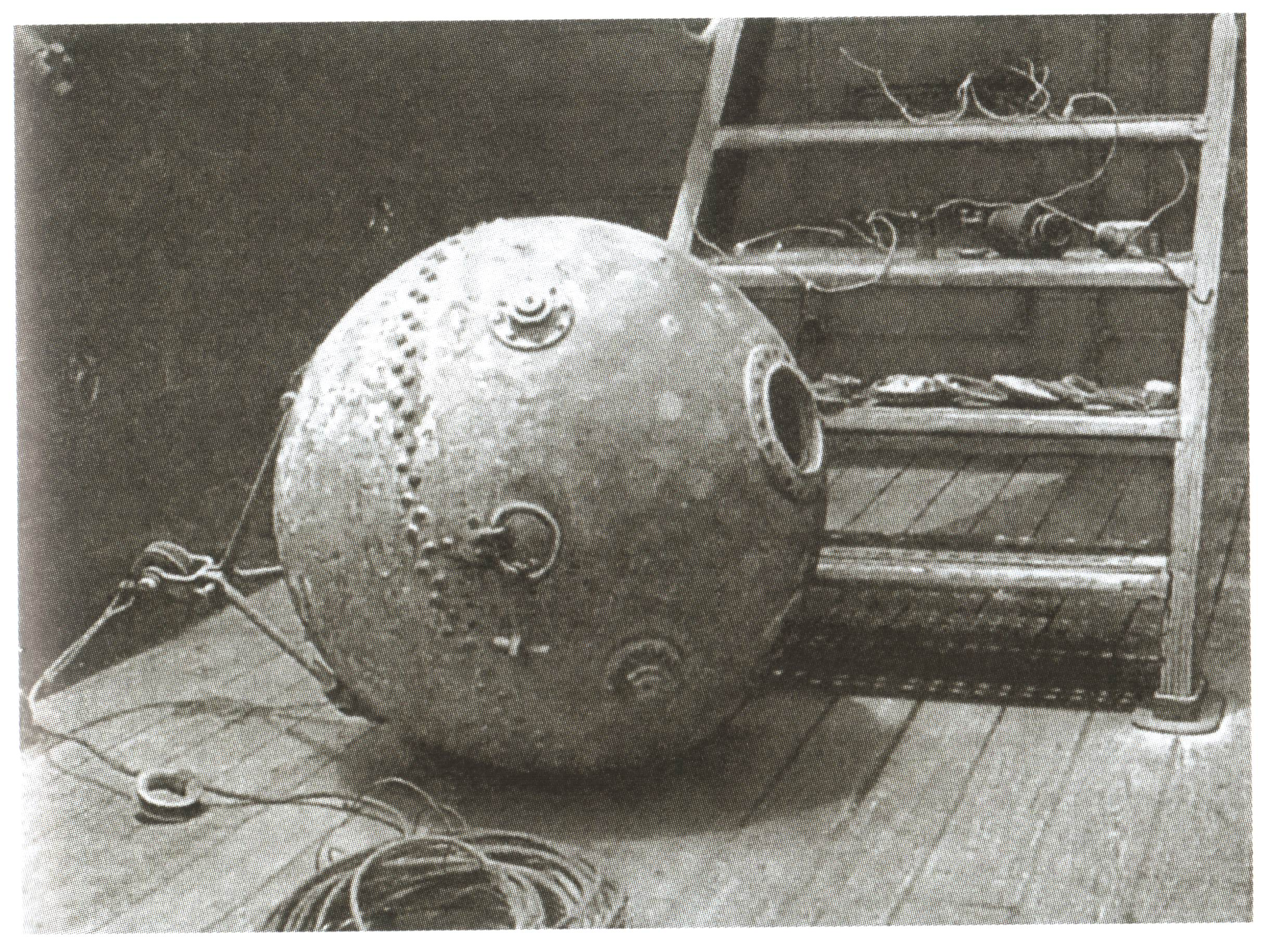
Русская морская мина. 1904

Первое самостоятельное командование Колчака боевым кораблём продолжалось до 18 октября, с почти месячным перерывом на излечение в госпитале от воспаления лёгких. И всё же Колчак успел совершить воинский подвиг на море. Ведя свою каждодневную рутинную работу, Колчак на своём миноносце ежедневно тралил внешний рейд, дежурил на проходе в бухту, обстреливал неприятеля, ставил мины. Он выбрал место для установки банки, но в ночь на 24 августа ему помешали три японских миноносца. Офицер проявил настойчивость — в ночь на 25 августа «Сердитый» вновь вышел в море, и Колчак поставил-таки 16 мин в облюбованном им месте в 20½ милях (38 км) от гавани, на которых в ночь с 29 на 30 ноября подорвался и затонул японский крейсер «Такасаго». Этот успех был вторым по значению для русских военных моряков после потопления японских броненосцев «Хацусе» и «Ясима». Колчак гордился этим успехом, упоминал о нём в автобиографии 1918 года и на допросе в Иркутске в 1920 году.

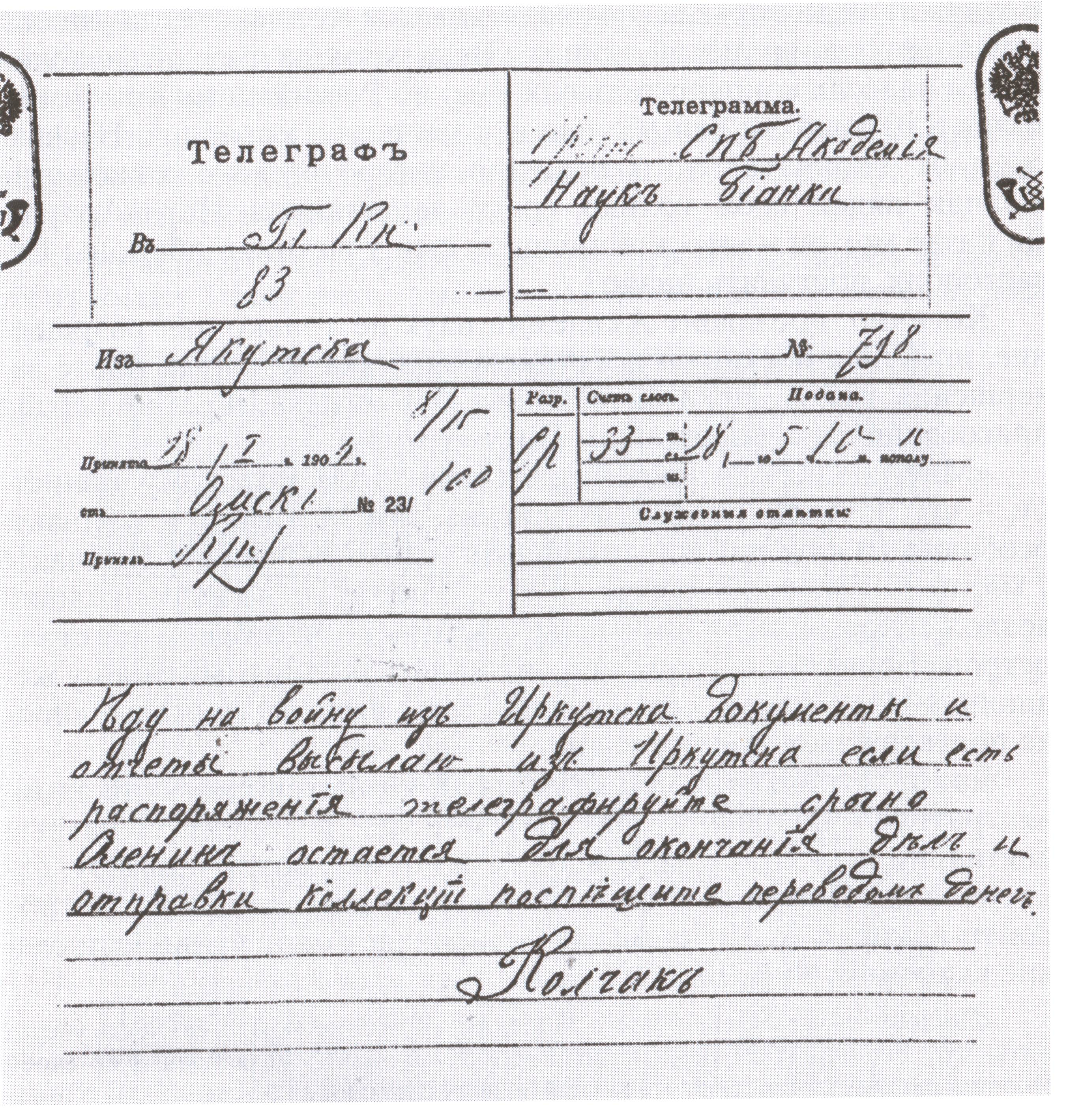
Телеграмма А. В. Колчака «Иду на войну…»

С 19 сентября миноносцы и канонерские лодки были переведены на бессменное дежурство близ входа на внешний рейд. Периодически ставили мины. Однако служба на миноносце становилась к этому времени всё однообразнее, и Колчак сожалел, что находится не в гуще событий, где решалась судьба Порт-Артура.
18 октября Колчак по его собственной просьбе в связи с состоянием здоровья был переведён на сухопутный фронт, куда к этому времени переместились основные события военной кампании.
Здесь он командовал сводной батареей разнокалиберных орудий на артиллерийской позиции «Вооружённый сектор Скалистых гор», общее командование которым осуществлял капитан 2-го ранга А. А. Хоменко. В составе батареи Колчака были две небольшие батареи 47-мм орудий, стрелявшее по удалённым целям 120-мм орудие, батарея из двух 47-мм и двух 37-мм пушек. Позднее хозяйство Колчака было усилено ещё двумя старыми пушками с лёгкого крейсера «Разбойник».
7 ноября произошёл первый для Колчака сухопутный бой:
В пятом часу открыли огонь почти все японские и наши батареи; стреляли 12-дюймовыми по Кумирненскому редуту. Через 10 минут сумасшедшего огня, сливавшегося в один сплошной гул и треск, все окрестности заволоклись буроватым дымом, среди которого совершенно не видны огни выстрелов и взрывания снарядов, разобрать ничего было нельзя; …среди тумана поднимается облако чёрного, бурого и белого цветов, в воздухе сверкают огоньки и белеют шарообразные клубы шрапнелей; корректировать выстрелы невозможно. Солнце тусклым от тумана блином зашло за горы, и дикая стрельба стала стихать. С моей батареи сделали по окопам около 121 выстрела.
— А. В. Колчак
Всё время до момента сдачи крепости А. М. Стесселем Колчак провёл в огне сражения, отражая в артиллерийской дуэли с японцами атаки их пехоты.
Во время осады Порт-Артура лейтенант Колчак вёл записи, в которых систематизировал опыт артиллерийской стрельбы и собирал свидетельства о неудачной июльской попытке прорыва судов порт-артурской эскадры во Владивосток, проявляя себя вновь в качестве учёного-артиллериста и стратега.
К моменту капитуляции Порт-Артура Колчак тяжело заболел: к суставному ревматизму добавилось ранение. 22 декабря он попал в госпиталь. В апреле госпиталь был эвакуирован японцами в Нагасаки, и больным офицерам было предложено лечиться в Японии или возвращаться в Россию. Все русские офицеры предпочли Родину. 4 июня 1905 года Колчак прибыл в Санкт-Петербург, но после очередного обострения он опять попал в госпиталь.
Признание военных заслуг
За «сторожевую службу и охрану прохода в Порт-Артур, обстреляние неприятельских позиций», произведённых за время командования «Сердитым», 15 ноября 1904 года А. В. Колчак был награждён орденом Святой Анны 4-й степени с надписью «За храбрость».
12 декабря 1905 года «за отличие в делах против неприятеля под Порт-Артуром» лейтенант был награждён Георгиевским оружием с надписью «За храбрость».
По возвращении из японского плена был награждён орденом Святого Станислава 2-й степени с мечами.
К ордену Святого Владимира 4-й степени, которым Колчак был награждён за Русскую полярную экспедицию, в 1906 году ему были пожалованы мечи.
В этом же году ему была вручена серебряная медаль в память о Русско-японской войне.
В 1914 году Колчак был удостоен нагрудного знака участника обороны Порт-Артура.

### Продолжение научной работы

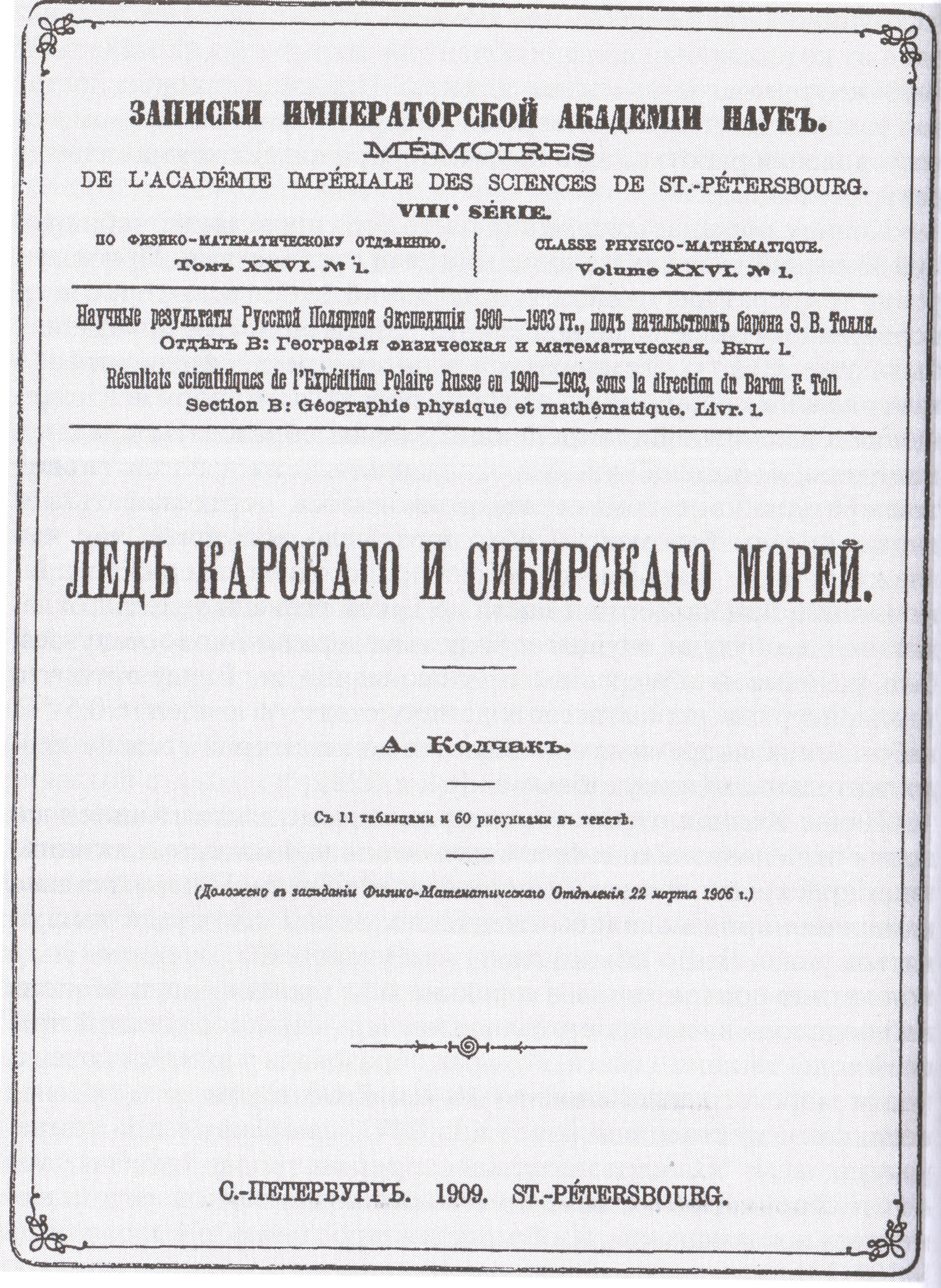
Титульный лист монографии А. В. Колчака «Лёд Карского и Сибирского морей»

После выписки из госпиталя Колчаку был предоставлен шестимесячный отпуск.
В этот период он стал членом Российского географического общества и занялся обработкой материалов полярных экспедиций, которые оказались настолько богатыми, что для их изучения была создана специальная комиссия Академии наук, проработавшая до 1919 года. Работа над отчётом о спасательной экспедиции, которой руководил Колчак, была завершена 12 ноября 1905 года; отчёт был опубликован в «Известиях Русского географического общества», а 10 января 1906 года Колчак на основании этого отчёта сделал краткий доклад на заседании Русского географического общества. Историк В.Г. Хандорин отмечает, что с этого момента имя Колчака приобрело известность в научных кругах.
Личные качества и научные способности Колчака были высоко оценены президентом Академии наук. С 29 декабря 1905 года по 1 мая 1906 года Колчак был прикомандирован к Академии наук «для обработки картографического и гидрографического материалов Русской полярной экспедиции». Это был уникальный период в жизни Александра Васильевича, когда он вёл жизнь учёного и научного работника. Обобщения и научные наблюдения дали возможность Колчаку подготовить ряд научных работ.
В «Известиях Академии наук» была опубликована статья Колчака «Последняя экспедиция на остров Беннетта, снаряжённая Академией наук для поисков барона Толля».
В 1906 году Главное гидрографическое управление Морского министерства издало три карты, которые подготовил Колчак. Первые две карты были составлены на основании коллективных съёмок участников экспедиций и отражали линию западной части побережья Таймырского полуострова, а третья карта была подготовлена с использованием сделанных лично Колчаком промеров глубин и съёмок; она отражала западное побережье Котельного острова с Нерпичьей бухтой.
В 1907 году вышел в свет перевод на русский язык труда М. Кнудсена «Таблицы точек замерзания морской воды», подготовленный Колчаком.
В 1909 году Колчак опубликовал своё самое крупное исследование — монографию, обобщавшую его гляциологические исследования в Арктике, — «Лёд Карского и Сибирского морей», однако не успел издать ещё одну монографию, посвящённую картографическим работам экспедиции Толля. В том же году Колчак отбыл в новую экспедицию, поэтому работой по подготовке рукописи Колчака для печати и изданием книги занимался Бируля, в 1907 году издавший свою книгу «Из жизни птиц полярного побережья Сибири». Эти книги Колчака и Бирули стали самыми значимыми работами, основанными на результатах Русской полярной экспедиции. Значение труда А. В. Колчака состояло в том, что в нём он заложил основы учения о морских льдах. Колчак открыл, что «арктический ледовый пак совершает движение по часовой стрелке, причём „голова“ этого гигантского эллипса упирается в Землю Франца-Иосифа, а „хвост“ находится у северного побережья Аляски».

### Возрождение флота
Как и большинство русского офицерства, Колчак тяжело переживал поражение в Русско-японской войне и фактическую гибель флота. Осознание действительных ошибок и работа над их исправлением, борьба с обвинениями со стороны оппозиции и «прогрессивной» общественности в ошибках мнимых, стремление возродить погибший флот на совершенно ином уровне — эти чувства и желания не позволили Колчаку замкнуться в тиши «кабинетной научной работы». Продумывая возможности воссоздания флота и его коренной технической и организационной модернизации, лейтенант Колчак оказался одной из ключевых фигур в этой работе.
По инициативе молодых офицеров в столице был организован Петербургский военно-морской кружок, работой которого через некоторое время стал руководить Колчак. 24 апреля (7 мая) 1906 года в рамках Морского министерства Российской империи был сформирован Морской генеральный штаб (МГШ), который, как говорилось в указе о его создании, «имеет предметом своих занятий составление плана войны на море и мероприятий по организации боевой готовности морских вооружённых сил Империи». Колчак, один из авторов записки об организации МГШ, с 1 мая занял ответственный пост в новом учреждении, возглавив отделение русской статистики.
Вскоре был отменён «морской ценз», затруднявший продвижение по службе молодых морских офицеров. Согласно его требованиям Колчак прослужил в чине лейтенанта более 8 лет, приняв за это время участие в двух полярных экспедициях и обороне Порт-Артура. 11 июня 1907 года Колчак был произведён в восстановленный во флоте чин капитан-лейтенанта. В этом же году ему были пожалованы «мечи» и «банты» к ордену Святого Владимира, полученному за подвиг спасательной экспедиции 1903 года.
Колчак как генератор идей и организатор оказывал большое влияние на молодых офицеров. Он возглавлял комиссию МГШ по изучению военных причин, обусловивших поражение в бою при Цусиме. Историк Хандорин отмечал, что Колчак считал серьёзной ошибкой русского командования непринятие мер к нарушению радиосвязи японцев, сыгравшей колоссальную роль в бою.
Колчак был экспертом комиссии по государственной обороне Государственной думы. В декабре 1907 года на основе своего теоретического труда «Какой нужен России флот» он подготовил доклад, с которым выступил в петербургском Клубе общественных деятелей, Кронштадтском обществе офицеров флота и Обществе ревнителей военных знаний. В 1908 году эта работа была опубликована в 6-м и 7-м номерах «Морского сборника». Статья, отличавшаяся реалистичностью и принципиальностью, стала теоретическим обоснованием всего российского военного судостроения в годы, предшествовавшие началу Первой мировой войны. По мнению автора, морские границы России не на всём своём протяжении одинаково важны, и наиболее угрожаемыми морскими границами страны были воды Балтики, где Россия непосредственно соприкасалась с одной из сильнейших и наиболее воинственных мировых держав — Германией. Колчак, трезво оценив финансовые возможности России и рассмотрев её геополитическое положение, приходил к выводу, что за 200 лет, прошедших с момента создания на Балтике российского военно-политического могущества, значение этого морского театра совершенно не утратилось, и поэтому, «исходя из оснований государственной безопасности и независимости его политики, следует признать, что вооружённая морская сила должна быть создаваема на Балтийском море». Колчак решительно отвергал получившие распространение в то время мнения о создании «недорогого оборонительного флота», который не только не смог бы защитить берега страны, но и стоил бы дороже флота, способного вести бой в открытом море. Российский флот, по мнению Колчака, должен был состоять из линейных кораблей — если Россия хочет играть роль великой державы. Одновременно в статье Колчак подробно рассматривал вопрос о новом для того времени виде морского оружия — подводных лодках, чью роль как самостоятельного агента войны он считал ничтожной. В этом ряд современников усматривали существенный недостаток статьи Колчака. В 1913 году Колчак осознал своё заблуждение — недооценку роли подводного флота — и не побоялся открыто об этом сказать, после чего поддерживал также создание и сильного флота подводных лодок на всех российских морях.
Выступления Колчака в качестве эксперта по военно-морским вопросам в Государственной думе, как пишет его биограф И. Ф. Плотников, «были замечательными, логичными, убедительными, покоряли глубиной мыслей, аргументов, расчётов». Тем не менее думская комиссия по государственной обороне отклонила проекты закладки новых линейных кораблей. Колчак, считавший это строительство совершенно необходимым для того, чтобы новый возрождённый флот мог встать в один ряд с ведущими флотами Англии и Германии, тяжело переживал эту неудачу. По мнению современного биографа Колчака П. Н. Зырянова, это стало одной из причин того, что вскоре Колчак оставил службу в Морском генеральном штабе, перестал заниматься вопросами реорганизации флота и начал читать лекции в Морской академии. В. Г. Хандорин обращает внимание на то, что у Колчака не было академического образования, однако Морская академия, учитывая его весьма значительный к тому времени научный авторитет путешественника-исследователя, пригласила его читать лекции. За несколько месяцев, что Колчак провёл на поприще преподавателя, он прочитал курс лекций, посвящённый совместным действиям армии и флота и являвшийся первым теоретическим обобщением данного круга вопросов. Хандорин называет А. В. Колчака «родоначальником теории подготовки, организации и проведения совместных операций армии и флота». Изложенные в его лекциях принципы получили дальнейшее развитие уже в советское время.
В этот период семья Колчака снимала квартиру на Большой Зелениной улице, дом 3. 25 января 1908 года у них родилась дочь Татьяна.
13 апреля 1908 года Колчак был произведён в чин капитана 2-го ранга, и он получил назначение на должность заведующего отделом Балтийского театра действий МГШ, однако вскоре из-за разногласий с новым морским министром С. А. Воеводским Колчак покинул МГШ.

### Гидрографическая экспедиция Северного Ледовитого океана

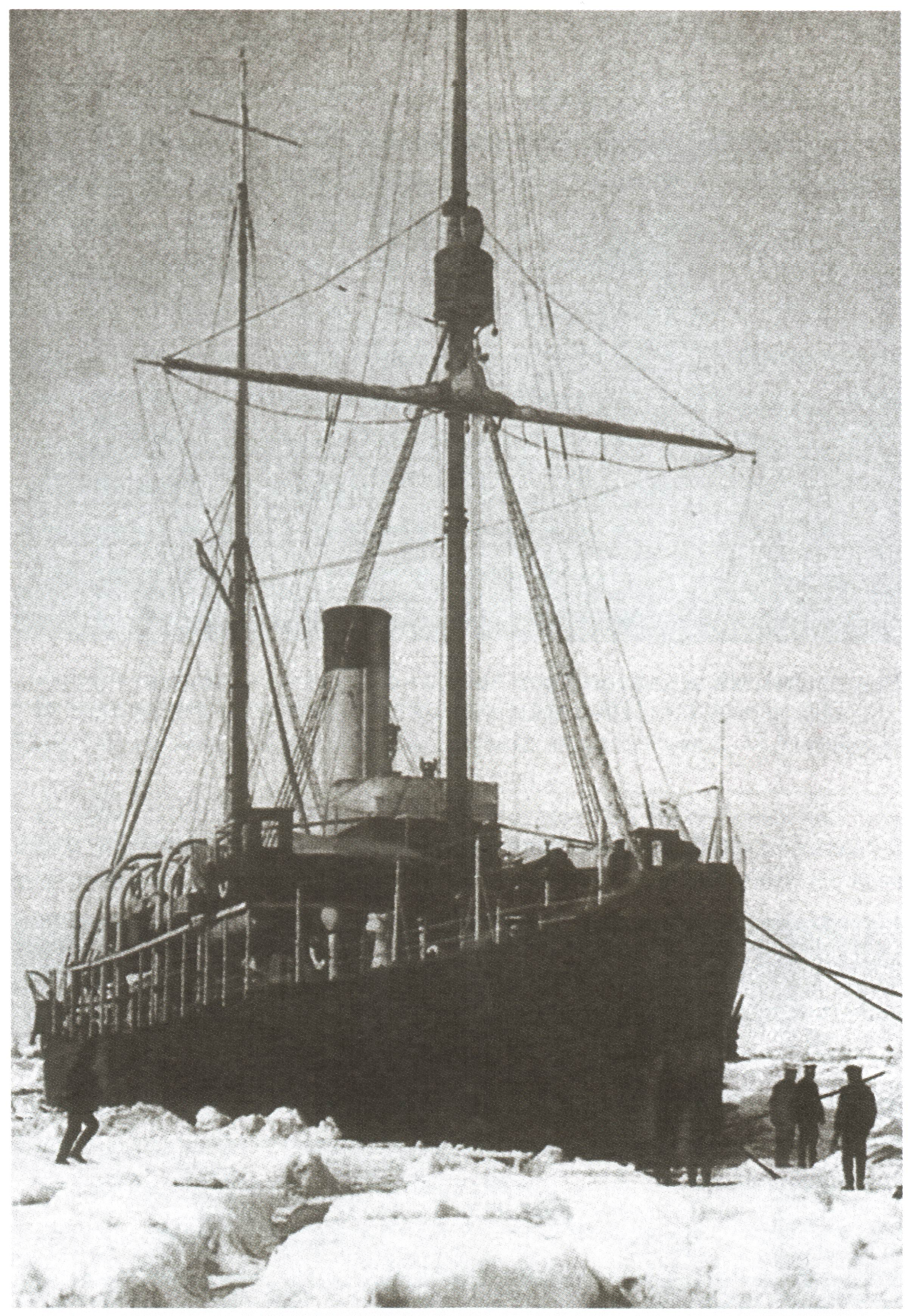
Ледокол «Вайгач», на котором Колчак через южные моря ходил в Арктику в 1909—1910 годах

Во время службы в Морском генеральном штабе Колчак не переставал интересоваться Севером, входил в комиссию Северного морского пути и продолжал научные исследования. В 1906 году была создана комиссия во главе с адмиралом В. П. Верховским для изучения вопроса о Северном морском пути. Комиссия поручила Колчаку составить доклад для морского министра об условиях плавания вдоль арктического побережья России. Записка была подготовлена Колчаком в сентябре 1906 года.
Возглавлявший Главное гидрографическое управление морского министерства генерал-майор А. И. Вилькицкий лелеял мечту об открытии Великого северного пути из Атлантического океана в Тихий. Вилькицкий заручился поддержкой правительства и решил организовать экспедицию. Он обратился к Колчаку с предложением возобновить исследовательскую работу в Северном Ледовитом океане, включиться в подготовку экспедиции и быть одним из её руководителей. Колчак принял это предложение.
Согласно разработанному комиссией Верховского плану, в комплексную экспедицию предполагалось отправить три отряда по два судна в каждом, построить 16 геофизических станций на арктическом побережье и островах. Колчак в сотрудничестве с Ф. А. Матисеном разработал проект экспедиции с применением стальных судов ледокольного типа. Проект был представлен Вилькицкому и получил одобрение. 29 мая 1908 года, ещё до окончания строительства ледоколов «Вайгач» и «Таймыр», Колчак был назначен командиром ледокола «Вайгач». 30 сентября он был зачислен во 2-й Балтийский флотский экипаж и покинул Морской генштаб.
Суда считались военными, степень их надёжности и непотопляемости была для своего времени очень высокой. Ледоколы долго служили исследователям и спасателям и позволили сделать крупнейшие географические открытия, в том числе открыть архипелаг Земля Императора Николая II (ныне Северная Земля) и проложить Северный морской путь. Как в создании этих ледоколов, строившихся на Невском судостроительном заводе в Петербурге, так и вообще в развитии ледокольного флота заслуги Колчака были велики. Однако в советской литературе и историографии они замалчивались.
Ход экспедиции

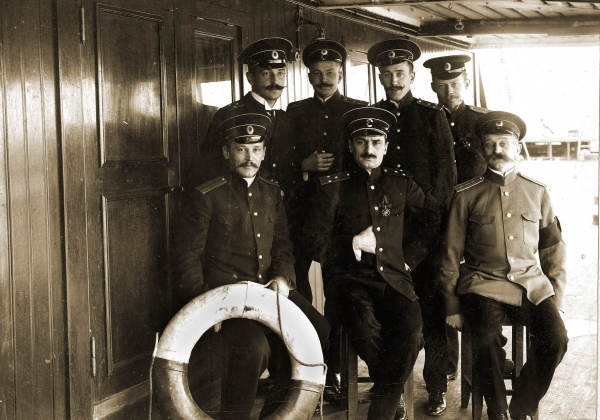
Группа офицеров ледокольного парохода «Вайгач». В центре 1 ряда — командир корабля капитан 2 ранга А. В. Колчак. Второй справа за его спиной — лейтенант Георгий Брусилов. Во время перехода с Балтики на Дальний Восток. Гавр. 1909

28 октября 1909 года «Вайгач» и «Таймыр» вышли в море, имея на борту по четыре морских офицера и 38—40 человек команды. Пройдя Балтийское, Северное, Средиземное, Красное моря и Индийский океан, 3 июня 1910 года экспедиция пришла во Владивосток. Здесь был произведён ремонт судов, на «Вайгач» прибыл начальник экспедиции, полковник корпуса флотских штурманов И. С. Сергеев, известный гидрограф.
Колчак горел идеей открытия Северного морского пути и заражал этой идеей своих спутников, энтузиазм участников экспедиции был высок.
На навигацию 1910 года Главным гидрографическим управлением ставились задачи прохода в Берингов пролив и обследования этого района. Основным пунктом для проведения съёмок и астрономических работ был выбран мыс Дежнёва. Основная же часть работы экспедиции была запланирована на весну 1911 года. Часть работ, относящихся к плану 1910 года, экспедиция выполнила, все научно-исследовательские работы на мысе, в которых принимал участие и Колчак, были сделаны.
17 августа 1910 года суда вышли из бухты Золотой Рог и подошли к Камчатке, после чего пересекли Авачинскую бухту и достигли Петропавловска-Камчатского. Миновав мыс Дежнёва, экспедиция вошла в Северный Ледовитый океан. Простояв неделю у посёлка Уэлен, экспедиция двинулась на запад. 20 сентября ледоколы отправились обратно во Владивосток. По пути в заливе Наталии описали бухты Петра и Павла, внеся уточнения в имевшиеся карты.
20 октября вернулись во Владивосток. Колчака, однако, вызвали в Петербург для продолжения службы в Морском генштабе. И хотя ему было досадно отказываться от дальнейшего участия в экспедиции, которой было отдано столько усилий и у которой были хорошие перспективы, Колчак согласился принять предложение. В морском министерстве за это время произошли благоприятные перемены, и теперь открывались новые возможности для реализации судостроительной программы, за которую ратовал Колчак и которая обрела поддержку самого́ П. А. Столыпина.
15 ноября Колчак сдал «Вайгач» и выехал в Санкт-Петербург, где его ждала жена и родившийся 24 февраля 1910 года сын Ростислав.

### Возвращение в Морской генеральный штаб
Вернувшись в Морской генеральный штаб на должность начальника 1-й оперативной части (планирование операций флота на Балтике), в 1911—1912 годах Колчак занимался доработкой судостроительной программы и подготовкой флота к войне. По программе, одним из авторов которой был Колчак, в России строились быстроходные, манёвренные, хорошо вооружённые корабли. Во время войны вступили в строй линейные корабли типа «Севастополь», эсминцы типа «Новик», новейшие подводные лодки. Историк В. Г. Хандорин отмечает, что «буквально все линкоры, половина крейсеров и треть эсминцев советского Военно-морского флота, в 1941 году вступившего в Великую Отечественную войну, были построены именно по этой программе».
Одновременно Колчак занимался преподаванием в офицерских классах, а также на курсах военно-морского отдела Николаевской морской академии. Колчаком были написаны теоретические работы «О боевых порядках флота», «О бое». В 1912 году с грифом «Не подлежит оглашению» вышла книга Колчака «Служба Генерального штаба» — обзор деятельности морских генеральных штабов ведущих мировых держав.
В работе по проведению в жизнь судостроительной программы Колчак сотрудничал с продолжателем дела С. О. Макарова вице-адмиралом Н. О. Эссеном. Эссен предложил Колчаку перейти в действующий флот Балтийского моря. К этому времени Колчак считал свою работу в части судостроительной программы и подготовки флота к войне законченными, штабной работой стал тяготиться, а потому ответил адмиралу согласием.

### Довоенная служба в Балтийском флоте

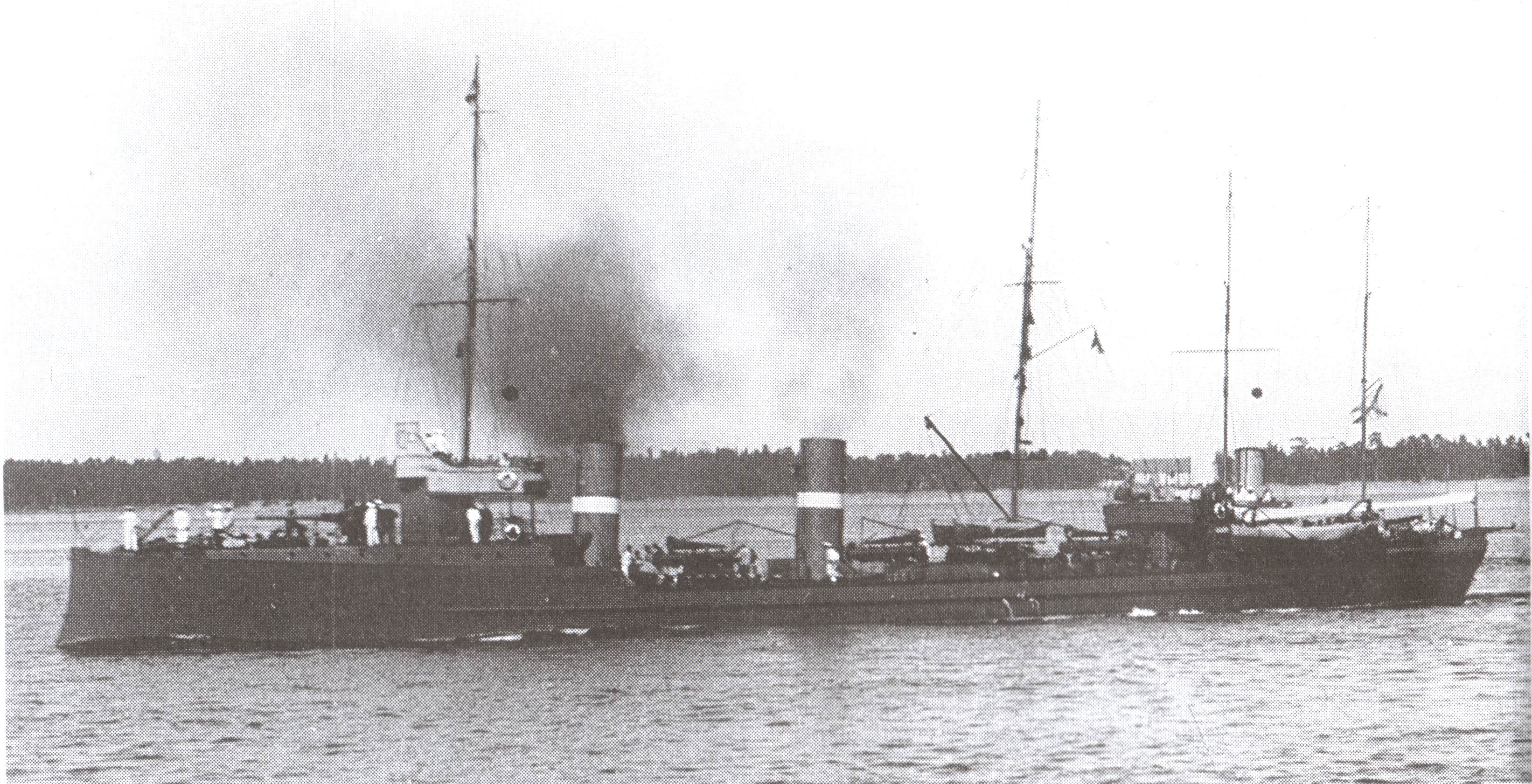
Эскадренный миноносец «Пограничник», им командовал капитан 2-го ранга А. В. Колчак в 1913—1914 гг.

15 апреля 1912 года Колчак был назначен командиром эскадренного миноносца «Уссуриец» и отправился на базу Минной дивизии в Либаву. Семья перебралась к нему в начале зимы 1912 года. 30 ноября 1913 года у Колчаков родилась дочь Маргарита.
В мае 1913 года Колчак был назначен командовать миноносцем «Пограничник», который использовался в качестве посыльного судна адмирала Эссена. Колчак был привлечён к работе в штабе Эссена, сначала помощником О. О. Рихтера. 25 июня, после учебно-показательных постановок мин в финских шхерах, на борту «Пограничника» собрались Николай II со свитой, министр И. К. Григорович, Эссен. Государь остался доволен состоянием команд и судов, Колчаку и другим командирам кораблей было объявлено «именное монаршее благоволение». В штабе командующего флотом стали готовить бумаги для производства Колчака в следующий чин. Аттестация, подготовленная 21 августа 1913 года начальником Минной дивизии контр-адмиралом И. А. Шторре, характеризовала Колчака так:
Выдающийся офицер во всех отношениях.

Нравственность, характер и здоровье: Характера твёрдого, установившегося, немного нервен в управлении кораблём, здоровья крепкого.

Воспитанность и дисциплинированность: Весьма дисциплинирован, воспитания отличного.

Особенности познания и иностранные языки: Большая начитанность по морским вопросам, специальная подготовка к службе Генерального штаба. Языки знает.
6 декабря 1913 года «за отличие по службе» Колчак был произведён в капитаны 1-го ранга и через 3 дня уже был назначен исправляющим должность начальника оперативного отдела штаба командующего морскими силами Балтийского флота.
С 14 июля 1914 года Колчак начал исполнять в штабе Эссена обязанности флаг-капитана по оперативной части. В этот день он был награждён французским орденом Почётного легиона — в Россию приезжал с визитом французский президент Р. Пуанкаре.
Как один из ближайших помощников командующего Балтийским флотом, Колчак сосредоточился на подготовке флота к стремительно приближавшейся большой войне. В обязанности Колчака входило инспектирование отрядов флота, военно-морских баз, разработка защитных мер и минирования — сложнейших операций, начавшихся за день до объявления войны, в которых Колчак принимал активное личное участие.

### Первая мировая война

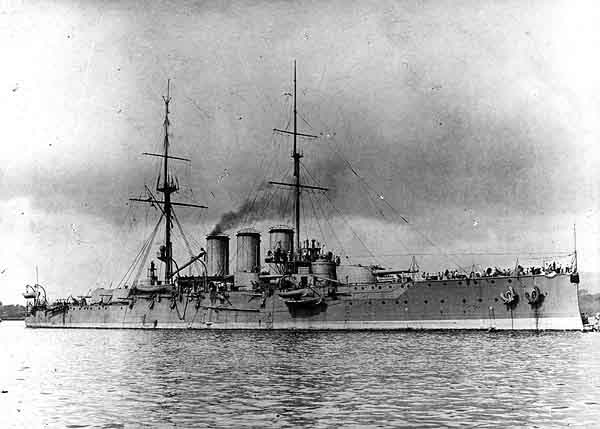
Броненосный крейсер «Рюрик», на котором ходил в боевые походы капитан 1-го ранга А. В. Колчак в 1914—1915 гг.

#### Участие в войне на Балтике

##### Служба в штабе командующего Балтийским флотом
Вечером 16 июля штаб адмирала Эссена получил шифровку из Генерального штаба о мобилизации Балтийского флота с полуночи 17 июля. Всю ночь группа офицеров во главе с Колчаком занималась составлением инструкции для боя.
Впоследствии на допросе в 1920 году Колчак скажет:
На «Рюрике», в штабе нашего флота, был громадный подъём, и известие о войне было встречено с громадным энтузиазмом и радостью. Офицеры и команды все с восторгом работали, и вообще начало войны было одним из самых счастливых и лучших дней моей службы
Первые два месяца войны Колчак занимал должность флаг-капитана, разрабатывая оперативные задания и планы, при этом всегда стремился принять участие в боевых действиях.
Служба в штабе Эссена соответствовала темпераменту Колчака. Адмирал Тимирёв писал по этому поводу:
…А. В. Колчак, обладавший изумительной способностью составлять самые неожиданные и всегда остроумные, а подчас и гениальные планы операций, — не признавал никакого начальника, кроме Эссена, которому он всегда непосредственно докладывал. На этой почве у Колчака с Кербером всегда выходили конфликты, причём Эссен, уважавший и ценивший их, пожалуй, одинаково, совершенно неожиданно оказывался в роли примирителя обоих своих горячих и неуступчивых помощников.
— С. Н. Тимирёв
Отношения, сложившиеся в штабе Эссена, давали Колчаку возможность активного вмешательства в различные сферы управления флотом и способствовали быстрому приобретению авторитета среди тех офицеров, что предпочитали решительные и активные действия. Историк Кручинин соглашается с Тимирёвым, что «…история деятельности Колчака на Балтийском флоте есть история этого флота во время войны. Каждое боевое предприятие совершалось по планам, им разработанным, в каждую операцию он вкладывал свою душу, каждый офицер и матрос понимал, что его ведёт Колчак к успехам».
В эту войну борьба на море стала много сложнее и разностороннее, чем раньше, очень важное значение приобрели оборонительные меры — в первую очередь, в виде минных заграждений. И именно мастером ведения минной войны проявил себя Колчак. Западные союзники считали его лучшим в мире специалистом по минному делу.
В августе близ острова Оденсхольм был захвачен севший на мель немецкий крейсер «Магдебург». В числе трофеев была обнаружена немецкая сигнальная книга, из которой штаб Эссена узнал, что Балтийскому флоту противостоят довольно малые силы германского флота. В результате был поставлен вопрос о переходе Балтийского флота от глухой обороны к активным действиям.
В начале сентября план активных операций был одобрен, Колчак отправился защищать его в Ставку Главковерха, однако Великий князь Николай Николаевич признал активные операции Балтийского флота преждевременными. Почувствовав настороженное отношение Ставки к Эссену, Колчак тяжело переживал неудачу своей миссии, «был чрезвычайно нервен и жаловался на чрезмерный бюрократизм, мешавший продуктивной работе».
Осенью 1914 года штаб Эссена решил использовать ослабление бдительности немцев, уверенных в пассивной тактике русских морских сил, и «завалить минами всё германское побережье». Колчак разработал операцию по минной блокаде немецких военно-морских баз. Первые мины были поставлены в октябре близ Мемеля, и уже 4 ноября в районе этой минной банки пошёл ко дну германский крейсер «Фридрих Карл». В ноябре была поставлена минная банка близ острова Борнхольм.
В конце декабря близ острова Рюген и банки Штольпе на путях, которыми германские судна шли из Киля, была осуществлена постановка минных полей, в которой принял активное участие Колчак. Впоследствии на минах подорвались малые крейсера «Аугсбург» и «Газелле».
Со временем Колчаку наскучила штабная работа. Он стремился попасть на миноносец, любовь к которому у него осталась со времён Порт-Артура. Коллеги часто слышали от Колчака о его сильном желании командовать Минной дивизией. При этом командующий флотом сочувственно смотрел на устремления своего молодого помощника и продвигал его в адмиралы, замыслив после этого поручить ему Минную дивизию.

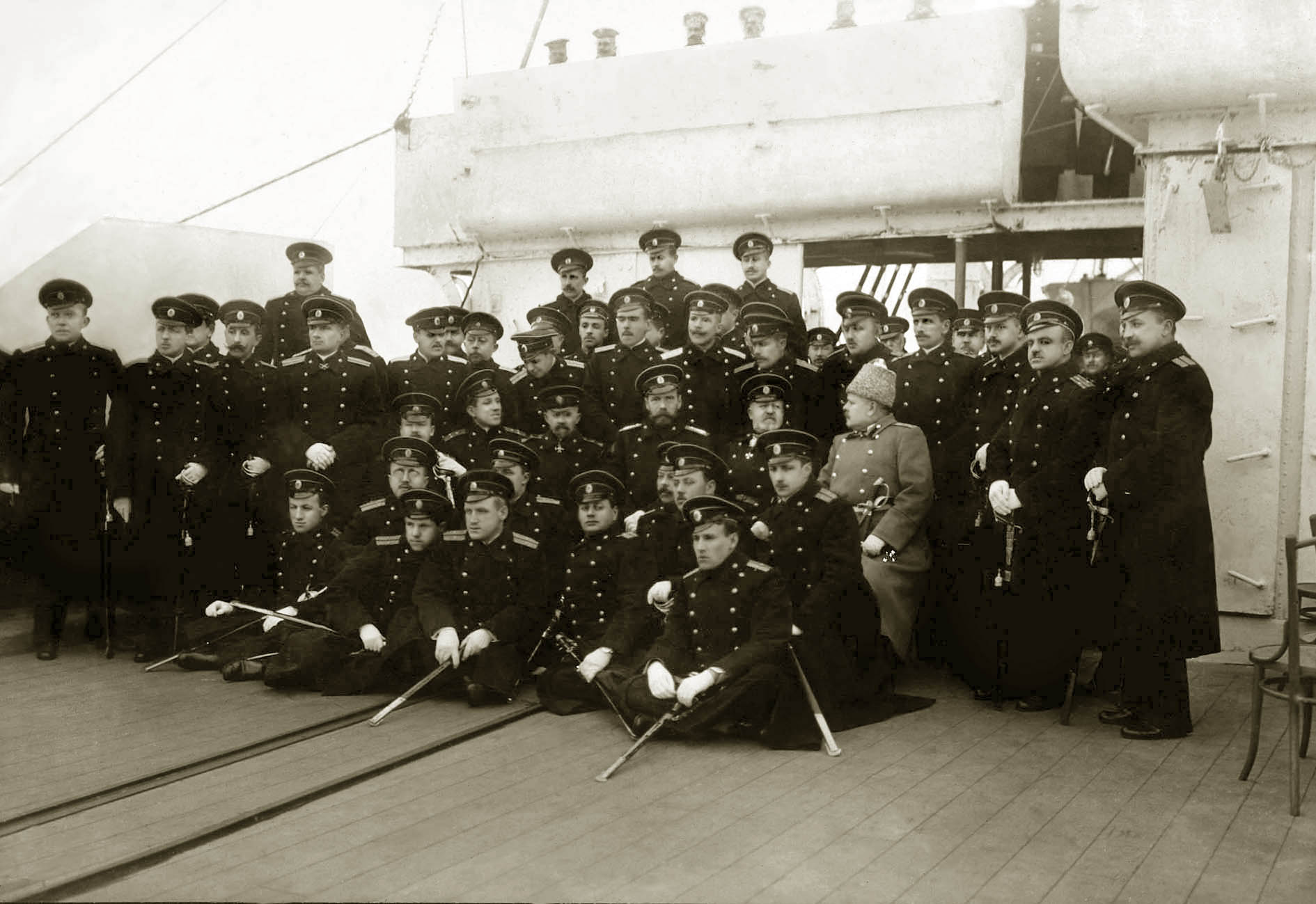
Николай II и адмирал Эссен (в центре) с офицерами Балтийского флота. Пятый слева стоит Колчак. Крейсер «Россия», 25 февраля 1915 года

В феврале 1915 года капитан 1-го ранга Колчак принял командование полудивизионом особого назначения из четырёх эскадренных миноносцев типа «Пограничник». В ходе минно-заградительной операции в Данцигской бухте ему пришлось применить свой опыт плавания в Арктике — в море уже было много льда. Все миноносцы успешно достигли места постановки минного поля, но крейсер прикрытия «Рюрик» наскочил на камни и получил пробоину. Колчак повёл свои корабли дальше без прикрытия. 1 февраля Колчак в тяжелейших погодных условиях поставил в бухте до 200 мин (по другим данным — 140), выполнив задачу похода, и успешно вернул свои суда на базу. Впоследствии, как утверждалось биографами Колчака, немецкий флот понёс такие серьёзные потери от установленных мин, что командующему немецким Балтийским флотом принцу Генриху Прусскому пришлось распорядиться о запрете кораблям выходить в море до тех пор, пока не будет найдено средство для борьбы с русскими минами. Современные военные историки, однако, подвергают большому сомнению приводимые количественные данные о нанесённом ущербе: А. А. Шишов отмечал, что ни один корабль германского ВМФ не подорвался на минах в Данцигской бухте, а жертвами русских мин спустя полгода стали 3 немецких транспорта. Командующий 6-й армией доложил о «мужестве и отличной распорядительности» Колчака «во время опасной операции большого боевого значения». Колчак был награждён орденом Святого Владимира 3-й степени с мечами. Его имя приобрело известность и за рубежом: для обучения у него тактике минной войны англичане снарядили на Балтику группу своих морских офицеров.
В августе 1915 года германский флот, перейдя к активным действиям, предпринял попытку прорыва в Рижский залив. Его остановили именно минные заграждения: потеряв на русских минах несколько эсминцев и повредив некоторые крейсера, из-за угрозы новых потерь немцы вскоре отменили свои планы. Это привело затем и к срыву наступления их сухопутных войск на Ригу, так как оно не было поддержано с моря флотом.
В 1915 году Колчак также был удостоен подарка из Кабинета Его Императорского Величества.

##### Начальник Минной дивизии Балтийского флота
В начале сентября 1915 года в связи с травмой контр-адмирала П. Л. Трухачёва временно освободилась должность начальника Минной дивизии, которую доверили Колчаку. Приняв дивизию 10 сентября, Колчак стал налаживать связи с сухопутным командованием. С командующим 12-й армией генералом Р. Д. Радко-Дмитриевым договорились общими силами препятствовать германскому наступлению вдоль берега (незадолго до этого германцы высадили десант на южном берегу Рижского залива и повели наступление против 12-й армии).

А. В. Колчак — начальник Минной дивизии Балтийского флота

Колчак стал разрабатывать десантную операцию в германском тылу. Несмотря на противодействие штаба Балтийского флота, он сумел настоять на своём, хотя ему и пришлось сократить масштабы операции до минимума. 6 октября отряд из 22 офицеров и 514 нижних чинов (согласно другой версии: 2 роты морской бригады, пулемётная команда с линейного корабля «Слава» и спешенный эскадрон драгун — всего 490 чел. при 3 пулемётах) на двух канонерских лодках под прикрытием 15 миноносцев, линкора «Слава» и авиатранспорта «Орлица» отправился в поход. Руководил операцией лично Колчак. 9 октября отряд скрытно высадился на берег, снял сторожевой пост около маяка и разгромил высланную немцами роту пехоты. Гидросамолёты и миноносцы помогали десантникам с моря. В результате высадки был ликвидирован наблюдательный пункт противника, захвачены пленные и трофеи. Соотношение потерь составило 43 человек убитыми с германской стороны против 4 раненых с русской. Проведённая Колчаком демонстрация стала наглядным доказательством возможности проведения аналогичных операций силами более крупных соединений. Германцы в дальнейшем были вынуждены для защиты береговой линии снять часть войск с фронта. В то же время, по оценке контр-адмирала Тимирёва, проведённая операция, которую с самого начала не поддерживало командование Балтийского флота, в итоге «свелась к скромной авантюре».

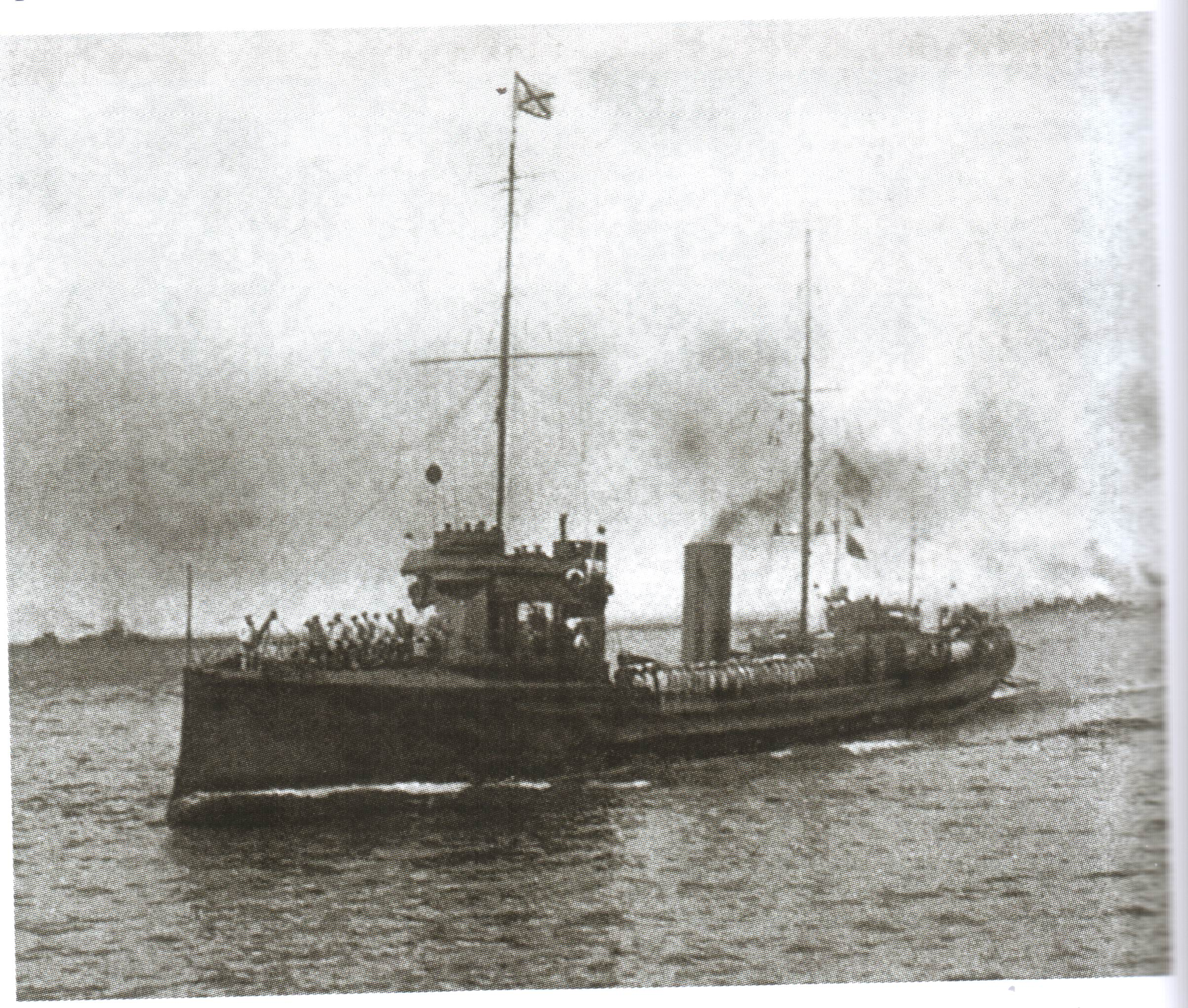
Эсминец «Сибирский стрелок» — флагманский корабль 1-й минной дивизии. 1915

Серьёзную помощь армейским частям оказали корабли Колчака и в дальнейшем, поддерживая их в тяжелейшей ситуации массированными обстрелами германских позиций. В середине октября, когда начались снегопады и Колчак отвёл корабли в гавань Рогокюль на Моонзундском архипелаге, на флагманский миноносец пришла телефонограмма: «Неприятель теснит — прошу флот на помощь. Меликов». Провести суда ночью в пургу по узкому каналу, выводящему из Моонзунда, было чрезвычайно трудной задачей. Утром, подойдя к побережью, узнали, что на мысе Рагоцем ещё держались русские части, отрезанные немцами от основной группировки. Став на бочку, миноносец «Сибирский стрелок» соединился со штабом Меликова, командира 20-го драгунского Финляндского полка. Остальные русские миноносцы подошли к берегу, открыли шрапнельный огонь по атакующим немецким цепям. В этот день русские войска отстояли свои позиции. Меликов сообщил Колчаку, что немцы понесли такие потери, что не скоро рискнут предпринять новое наступление. Кроме того, Меликов просил помощи уже в своём контрнаступлении, которое должно было начаться через несколько дней. Через полторы недели миноносцы Колчака вернулись на свои прежние позиции возле фланга сухопутных войск, упиравшегося в береговую линию. Огонь судов был распределён таким образом, чтобы прикрывать весь фронт атаки Меликова. При этом «Слава», имевшая на вооружении 12-дюймовые орудия, бомбардировала бетонные укрепления германцев, а миноносец «Храбрый» участвовал в дуэли с береговой батареей. Остальные миноносцы, не сходя с пристрелянных позиций, прикрывали атаку своим огнём. В течение часа Мельников сообщил, что взят город Кеммерн, а германцы отступили не оказав сопротивления. 2 ноября Николай II по докладу Радко-Дмитриева наградил Колчака орденом Святого Георгия 4-й степени.

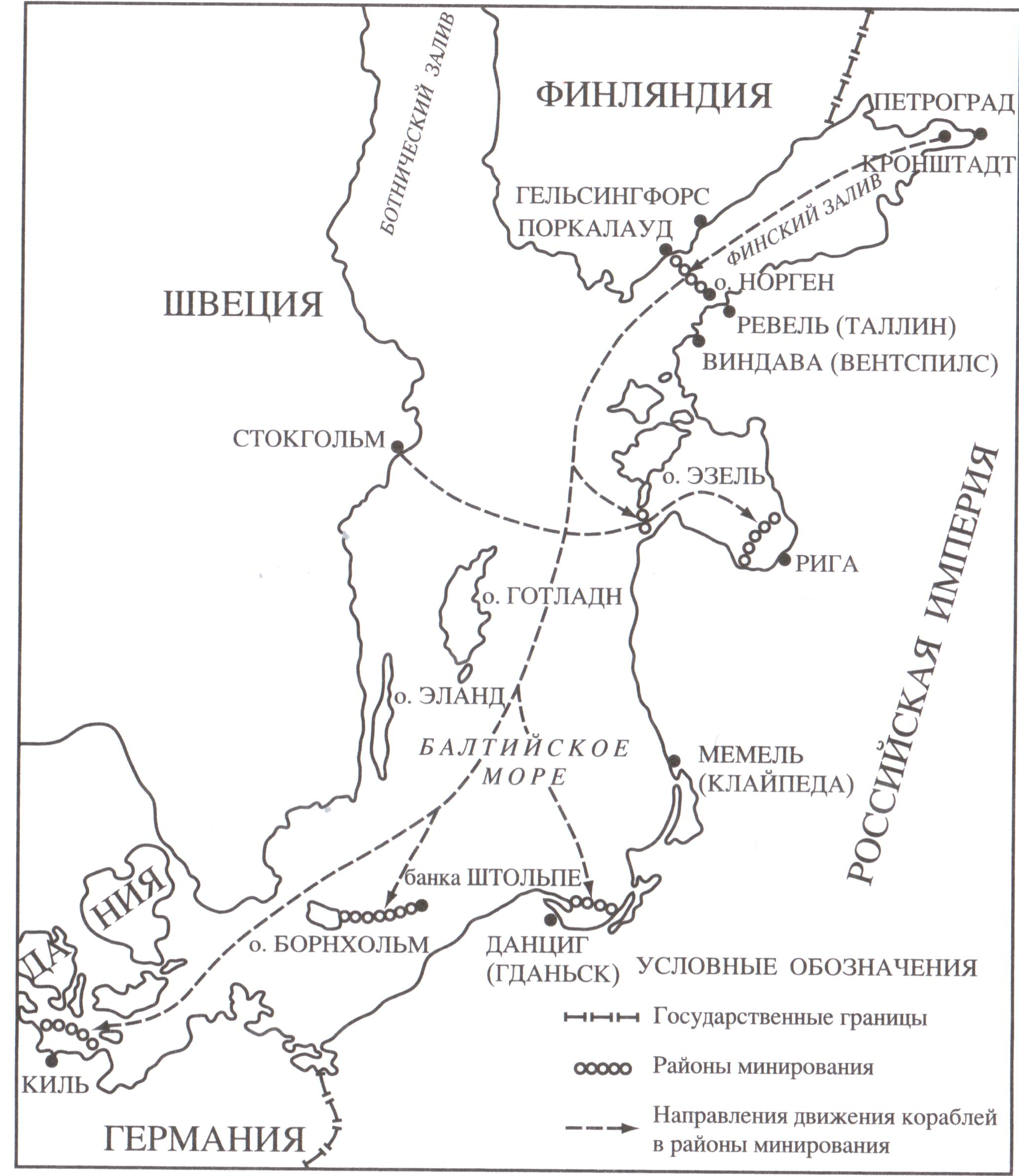
Основные районы минирования на Балтике при участии и руководстве капитана 1-го ранга А. В. Колчака

Из рассказа служившего под началом Колчака офицера Н. Фомина:

Вечером флот оставался на якоре, когда из Ставки Верховного главнокомандующего была мною принята телефонограмма приблизительно такого содержания: «Передаётся по повелению Государя Императора: капитану 1 ранга Колчаку. Мне приятно было узнать из донесений командарма-12 о блестящей поддержке, оказанной армии кораблями под Вашим командованием, приведшей к победе наших войск и захвату важных позиций неприятеля. Я давно был осведомлён о доблестной Вашей службе и многих подвигах… награждаю Вас Св. Георгием 4-й степени. Николай. Представьте достойных к награде»…Ночью, когда Александр Васильевич заснул, мы взяли его тужурку и пальто и нашили ему георгиевские ленточки…

Возвращение Колчака на его прежнее место службы — в штаб — оказалось непродолжительным: уже в декабре выздоровевший Трухачёв получил новое назначение, и 19 декабря Колчак, минуя должность начальника первичного тактического соединения эсминцев и оставаясь командующим морскими силами Рижского залива, снова принял Минную дивизию, причём на этот раз уже как действующий её командир. Однако и за непродолжительное время работы в штабе Колчак успел сделать очень важное дело: разработал план операции по минированию Виндавы, успешно реализованный позднее. Для немцев это оказалось таким сюрпризом, что здесь сразу же подорвались крейсер и несколько миноносцев.
Перед тем, как лёд покрыл Балтийское море, Колчак, едва успев принять Минную дивизию, предпринял новую минно-заградительную акцию в районе Виндавы. Однако его планам помешал взрыв и полузатопление миноносца «Забияка», в результате чего операция была отменена.
Кроме постановок минных заграждений, Колчак часто выводил под личным командованием в море группы кораблей для охоты за различными судами противника, сторожевой службы. Неудачей закончился один из таких выходов, когда погиб сторожевой корабль «Виндава». Однако, как правило, проявлявшиеся командиром Минной дивизии умение, храбрость и находчивость вызывали восхищение у его подчинённых, быстро становились известными во флоте и в столице. По словам одного из коллег, Колчак
«три дня мотался с нами в море и не сходил с мостика. Бессменную вахту держал. Щуплый такой, а в деле железобетон какой-то! Спокоен, весел и бодр. Только глаза горят ярче. Увидит в море дымок — сразу насторожится и рад, как охотник. И прямо на дым. Об адмирале говорят много, говорят все, а он, сосредоточенный, никогда не устающий, делает своё дело вдали от шумихи. Почти никогда не бывает на берегу, зато берег спокоен».
Слава, которую снискал себе Колчак, была заслуженной: к концу 1915 года потери немецкого флота в части боевых кораблей превосходили аналогичные русские в 3,4 раза; в части торговых судов — в 5,2 раза, и его личную роль в этом достижении вряд ли возможно переоценить.

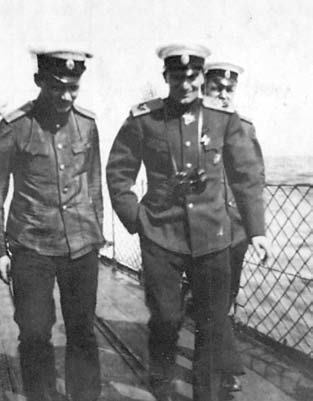
Контр-адмирал Колчак на Балтике (апрель-июнь 1916 г.). Снимок сделан английским офицером войск союзников

В 1915—1916 годах начинаются многолетние глубокие романтические отношения А. В. Колчака с Анной Васильевной Тимирёвой, с которой он познакомился в Гельсингфорсе на одном из вечеров у Н. Л. Подгурского. Анна Васильевна — жена морского офицера С. Н. Тимирёва (друга и сослуживца А. В. Колчака), дочь пианиста и дирижёра, директора Московской консерватории В. И. Сафонова, — была почти на 20 лет моложе Колчака. Встреча с ней увлекла будущего адмирала и покорила его на долгие годы: при всей свойственной ему жёсткости, отмечает В. Г. Хандорин, «Колчак был человеком сентиментальным». Он не оставил семью (хотя Софья Фёдоровна предполагала, что он в итоге с ней разведётся), однако в его жизни сложилась ситуация «треугольника». Завязалась любовная переписка. В письмах Колчак делился со своей возлюбленной не только чувствами, но и служебными заботами, своими взглядами. Эта переписка, отмечает историк, «добавляет важные штрихи к мировоззрению будущего Верховного правителя — штрихи, через которые рельефно проступает облик патриота и вместе с тем милитариста, рыцаря войны, презирающего демократию».
В 1918—1919 годах Тимирёва, разведясь с мужем и уехав в Омск к Колчаку, станет его фактической женой, вместе с ним эвакуируется на восток, а в январе 1920 года в Иркутске добровольно пойдёт под арест, чтобы оставаться рядом с любимым.
В весенней кампании 1916 года, когда германцы повели наступление на Ригу, роль колчаковских крейсеров «Слава», «Адмирал Макаров» и «Диана» состояла в обстреле и препятствовании продвижению противника. Чтобы исключить возможность продвижения вражеских подводных лодок и транспортов вдоль части берега, находящейся под контролем немцев, Колчак стал минировать эти участки побережья при помощи мелкосидящих заградителей.
Война позволила Колчаку проявить новые грани своего таланта — после полярных плаваний, научных работ и штабного реформотворчества, Александр Васильевич раскрылся как флотоводец и минёр. С принятием 23 августа 1915 года Николаем II должности Верховного главнокомандующего, отношение к флоту в Ставке стало меняться в лучшую сторону. Это почувствовал и Колчак. Вскоре стало двигаться и представление его к следующему военному чину. 10 апреля 1916 года Колчак в возрасте 41 года был произведён в контр-адмиралы, встав в один ряд с немногочисленными предшественниками в истории русского флота, в схожем возрасте получившими этот чин за действительные отличия, не «по случаю» или благодаря связям — М. П. Лазаревым (38 лет), П. С. Нахимовым (43 года), В. И. Истоминым (42 года), С. О. Макаровым (42 года).
В. Г. Хандорин отмечает, однако, что как личность и военный специалист Колчак импонировал далеко не всем. В качестве примера историк цитирует донесение его сослуживца А. Саковича: «Колчак… абсолютно не признаёт системы там, где без неё не обойтись, оттого, что он слишком впечатлителен и нервен, оттого, что он совершенно не знает людской психологии. Его рассеянность, легкомыслие и совершенно неприличное состояние нервов дают богатейший материал для всевозможных анекдотов».
В контр-адмиральском чине Колчак принимал участие в набеговых действиях лёгких сил Балтфлота на германские коммуникации, в частности в попытках прервать транспортировку железной руды из Швеции в Германию. Первая атака транспортов оказалась неудачной. Второй поход — 31 мая 1916 года — был спланирован до мелочей, и встреча с немецким конвоем состоялась в Норчёпингской бухте. Для решения задачи по уничтожению конвоя неприятеля с крупным грузом железной руды был сформирован отряд особого назначения, состоящий из трёх крейсеров, одиннадцати миноносцев и ещё нескольких вспомогательных кораблей под общим командованием начальника 1-й бригады крейсеров контр-адмирала П. Л. Трухачева (флаг на «Рюрике»). Сам Колчак держал флаг на «Новике» и командовал корабельной ударной группой из трёх эсминцев — «Новик», «Гром» и «Победитель» которые должны были решить главную задачу операции: внезапным ударом уничтожить основную цель — неприятельские транспорты. Обнаружив караван, Колчак ночью атаковал его и рассеял, потопив корабль сопровождения. Некоторые современные историки, однако, с позиций сегодняшнего дня выносят «приговор» Колчаку как флотоводцу, сетуя на скромность полученных результатов (был потоплен один 2030-тонный транспорт, вооружённый четырьмя 105-мм пушками «Q-ship» «Германн»). По их мнению, командующий эсминцами позволил транспортам с рудой укрыться в территориальных водах нейтральной Швеции и действовал несогласованно с основными силами П. Л. Трухачёва. Подобное теоретическое «переигрывание» прошедших сражений в свою очередь само подвергается критике — как не являющееся плодотворным методом. Критики Колчака, собственноручно указывая на близость территориальных вод нейтральной страны, не учитывают фактора значительной опасности атаковать вместо немцев нейтральных шведов в условиях, когда достоверность разведывательных данных, на основании которых была предпринята операция, могла находиться под вопросом. Между тем, именно исходя из этих соображений Колчак не захотел обходить караван со стороны чужой морской границы и вместо этого попытался предупредительным выстрелом остановить его для досмотра, а затем по той же причине не бросился догонять караван в направлении шведского берега. В этой операции Колчак-генштабист возобладал над Колчаком — любителем авантюр и «кавалерийских набегов» своих миноносцев: «…Я, имея в виду возможность встречи со шведскими судами… решил пожертвовать выгодой внезапности нападения и вызвать со стороны идущих судов какой-нибудь поступок, который дал бы мне право считать эти суда неприятельскими» — позднее признавался адмирал, который должен был находить выступление Швеции на стороне Германии довольно вероятным, а последствия этого события — достаточно тяжёлыми: кроме факторов морской войны, чего стоило одно увеличение протяжённости сухопутного русского фронта на всю длину границы Великого княжества Финляндского с его давними традициями недовольства русским владычеством.
А. В. Колчак во время своей службы на Балтике смог доказать, что минное оружие при умелом обращении может быть действенным средством борьбы даже против значительно превосходящих сил противника. Александр Васильевич занимался совершенствованием подготовки и выучки офицеров и матросов, особенно в части минного дела. Он не только руководил минными операциями, но и сам изобретал новые мины, совершенствовал методы их постановки.
Последняя задача, которой Колчак занимался на Балтийском флоте, была связана с разработкой крупной десантной операции в немецком тылу в Рижском заливе.

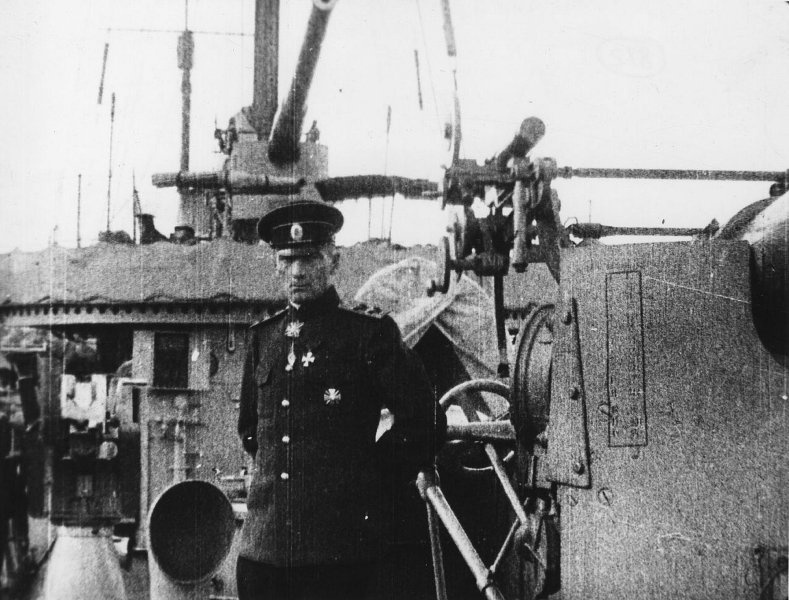
Вице-адмирал Колчак на боевом корабле. Июль 1916 года

28 июня 1916 года указом императора, в нарушение прав старшинства, неожиданно для себя, Колчак был произведён в вице-адмиралы и назначен командующим Черноморским флотом, став, таким образом, самым молодым из командующих флотами воюющих держав. При этом, как отмечают современные историки, командование воюющим флотом было поручено адмиралу, который ни в мирное, ни в военное время не командовал кораблём I ранга, не говоря уже о командовании «становым хребтом» военных флотов того времени — соединением тяжёлых кораблей. Назначение, как писали офицеры, знавшие Колчака, «потрясло всех». Некоторые современники связывали его с близостью адмирала к думской оппозиции, а в Ставке объясняли это назначение усилением важности Черноморского флота и планами десантной операции в Черноморских проливах (летом 1916 года Ставка начала подготовку десантной операции для захвата Константинополя и Черноморских проливов). Случай, когда контр-адмирал с выслугой в 2½ месяца был произведён в следующий чин, стал уникальным в истории русского Флота и лишний раз показал, насколько выдающимся офицером был А. В. Колчак.
Назначение на новое место Колчак воспринял без особого энтузиазма и радости: приходилось оставлять живое и интересное дело, которому он отдавал всего себя, — командование Минной дивизией. Кроме того, переезд на юг автоматически означал разлуку с возлюбленной.
Колчаку был назначен оклад в размере 22 тыс. рублей в год и дополнительное морское довольствие, на переезд в Севастополь было отпущено 2 тыс. рублей.

#### Командующий флотом Чёрного моря Российской империи

##### Приготовления к принятию флота
8 июля 1916 года Колчак прибыл в Севастополь и на следующий день принял флот. По дороге в Крым он заезжал в Ставку. Встреча Колчака с Николаем II, произошедшая 4 июля, стала их третьей и последней. Верховный главнокомандующий рассказал новому командующему Черноморским флотом о ситуации на фронтах, передал содержание военно-политических соглашений с союзниками о скором вступлении в войну Румынии. Император оживился, когда Колчак заговорил о Босфорской операции, и сказал, что ещё не решено, как проводить наступление: вдоль берега или путём высадки десанта прямо в Босфор. Историк Зырянов пишет, что скорее всего именно здесь произошла первая встреча Колчака и начальника французской военной миссии генерала М. Жанена, сыгравшего впоследствии роковую роль в его судьбе. В Ставке Колчак был ознакомлен с указом о награждении его орденом Святого Станислава 1-й степени.
На должность флаг-капитана Черноморского флота по оперативной части Колчак взял капитана 1-го ранга М. И. Смирнова. Смирнов в своё время учился в роте, где Колчак был фельдфебелем, служил вместе с ним в Морском генштабе, а во время Первой мировой войны состоял наблюдателем в ходе союзнической Дарданелльской операции. Уже на пути в Севастополь Колчак и Смирнов обсуждали план работы на Чёрном море. Колчак решил прекратить заграждение минами собственных баз и ставить мины как можно ближе к берегам неприятеля и в таком количестве, чтобы их не успевали вытраливать, в несколько ярусов, чтобы не могли проходить ни большие корабли, ни подводные лодки, ни мелкосидящие суда. Первая задача, поставленная Колчаком флоту, заключалась в очистке моря от вражеских военных кораблей и прекращении неприятельского судоходства вообще. Для достижения этой цели, выполнимой только при полной блокировке Босфора и болгарских портов, М. И. Смирнов начал планирование операции по минированию портов врага. Для борьбы с подводными лодками Колчак пригласил на Черноморский флот своего товарища по столичному офицерскому кружку капитана 1-го ранга Н. Н. Шрейбера, изобретателя специальной малой мины для подводных лодок; были заказаны и сети для заграждения выходов подводных лодок из портов.

#### Боевая работа в Черноморском флоте
Сменяемый командующий Черноморским флотом адмирал А. А. Эбергард радушно встретил Колчака. Деловой разговор был прерван сообщением о появлении крейсера «Бреслау». «Тотчас по вступлении Колчака в командование флотом было получено известие секретной разведки о том, что крейсер „Бреслау“ вышел из Босфора в Чёрное море в неизвестном направлении. Адмирал Колчак хотел немедленно выйти с флотом в море для встречи с „Бреслау“, но оказалось, что… выходные фарватеры не протралены и протраление их займёт 6 часов времени… Стало ясно, почему… флот никогда не мог выйти вовремя в море для встречи противника, который успевал делать набеги на наши берега… Утром флот Колчак вывел, около 4 часов дня настиг врага на пути к Кавказскому побережью. Приблизившись на 90 кабельтовых, флагман-линкор „Императрица Мария“ дал по „Бреслау“ залп, который накрыл его. Противник поспешил выпустить дымовую завесу и, пользуясь быстроходностью, двинулся восвояси, не выполнив задания. Хотя шансов догнать немецкий крейсер у кораблей Колчака не было, он преследовал его до вечера. С этого времени как этот, так и другой немецкий быстроходный линейный крейсер „Гёбен“ не отваживались выходить в море и нападать на российское побережье. По отработанным на Балтике методам через некоторое время под своим личным руководством Колчак провёл минирование Босфора, турецкого побережья, которое затем повторялось, и практически вообще лишил противника возможности активных действий», — вспоминал М. И. Смирнов. Как отмечает историк И. Ф. Плотников, с этого времени Россия полностью завладела инициативой в Чёрном море.
Приход Колчака стал для Черноморского флота поводом для оживления. Энергичный и активный командующий заставил всех работать «на ять», произошли перемены и в командном составе.
Командующий флотом вновь столкнулся со старым препятствием, в первый раз — в начале мировой войны — оказавшимся непреодолимым. Великий князь Николай Николаевич, смещённый государем с должности Главковерха и назначенный главнокомандующим Кавказской армией, продолжал придерживаться своих взглядов, что флот не имеет самостоятельного значения и служит всего лишь вспомогательным средством для сухопутных частей. Главнокомандующий Кавказской армией предъявлял завышенные требования к охране транспортируемых его фронту подкреплений, боеприпасов и продовольствия и не считал нужным составлять перспективный план для планирования охранения, полагая, что как вспомогательное средство флот всегда должен быть готов мгновенно исполнять его требования. Чтобы удовлетворить запросы Николая Николаевича, Черноморский флот должен был бы отказаться от своих планомерных действий по вытеснению противника с Чёрного моря, поэтому Колчак недолго мирился с требованиями Великого князя, так как уже непосредственно не подчинялся ему. Перевозки для нужд Кавказского фронта стали обеспечиваться разумным и достаточным охранением, и за всю войну это охранение не было ни разу прорвано противником, а за время командования Черноморским флотом Колчаком был потоплен лишь один русский пароход.
Воспользовавшись наработками времён службы на Балтике, Колчак продолжил начатое его предшественником адмиралом Эбергардом минирование (три заграждения в предпроливной зоне и в самом горле Босфора, а также четыре на подходах к анатолийским портам были установлены разнородными силами Черноморского флота с 1914 года по июль 1916-го) , а также заминировал побережье Турции, что почти лишило врага возможности действовать активно. Начала операцию подводная лодка «Краб», выставившая в самом горле пролива 60 мин. Затем по приказу Колчака был заминирован вход в пролив от берега до берега, после чего были заминированы выходы из болгарских портов Варна, Зонгулдак. Для поддержки минных полей в боевой готовности на расстоянии в 50—100 миль от Босфора всегда стоял на дежурстве отряд кораблей в составе дредноута, крейсера и нескольких миноносцев, а близ Босфора постоянно дежурила подводная лодка. В течение года, начиная с июля 1916 года, близ Босфора было произведено 17 минных постановок и выставлено 4 тыс. мин, что привело к коренному перелому обстановки на Чёрном море в пользу России.
На долгое время неприятельские суда вообще исчезли из Чёрного моря. Лишь протралив канал вдоль побережья, неприятель снова смог выпускать в море небольшие суда и подводные лодки. Тогда Колчак оборудовал для постановки минных полей низкосидящие суда, которые стали ставить мины вплотную к берегу. В конце октября 1916 года на минах близ Варны подорвалась немецкая подводная лодка «B—45», а в конце ноября у Босфора ещё одна — «B—46». К концу 1916 года командующий Черноморским флотом реализовал свою задачу, прочно заперев германо-турецкий флот в Босфоре и ослабив напряжение транспортной службы русского флота.
К Колчаку пришла всероссийская известность. Центральные газеты стали публиковать о нём статьи, размещать на своих страницах его портреты. Первая статья о командующем Черноморским флотом — «Новый адмирал» — была опубликована 13 августа 1916 года столичным изданием «Новое время». Через месяц в этой же газете был опубликован первый литературный портрет Колчака — «С командующим в открытом море». 29 сентября в газете «Вечернее время» был помещён фотопортрет Колчака.
Вместе с тем служба Колчака на Черноморском флоте была отмечена рядом неудач и потерь, которых могло и не быть. Самой крупной потерей стала гибель 7 октября 1916 года флагманского корабля флота — линкора «Императрица Мария». Через 15 минут после первого взрыва командующий на катере подошёл к борту тонущего корабля. Первым распоряжением Колчака было отвести подальше от «Марии» «Екатерину Великую», после чего, несмотря на продолжавшиеся взрывы, адмирал поднялся на борт линкора и лично руководил затоплением погребов и локализацией пожара. Этими мерами командующий спас город и рейд, однако полностью победить огонь не удалось. Чрезвычайно сильно переживавший потерю флагмана адмирал держался мужественно, хотя, бывало, и срывался, доходя до крайней степени гнева. В эти дни было получено много сочувственных писем в адрес Колчака. Первое пришло от Николая II: «Скорблю о тяжёлой потере, но твёрдо уверен, что Вы и доблестный Черноморский флот мужественно перенесёте это испытание». Государь отправил в Севастополь курировавшего Черноморский флот офицера Ставки Бубнова с сообщением, что «он не видит никакой его вины в гибели „Императрицы Марии“, относится к нему по-прежнему и повелевает спокойно продолжать командование». Современный исследователь П. Н. Зырянов отмечает, что слова Николая II возымели благоприятное влияние на Колчака, который вскоре полностью оправился и занялся своим следующим главным делом — подготовкой Босфорской операции.

#### Планирование Босфорской операции
Морской отдел Ставки и штаб Черноморского флота подготовили простой и дерзкий план Босфорской операции как альтернативу академичному и сложному плану начальника штаба Верховного главнокомандующего генерала М. В. Алексеева. Согласно этому, по оценке современных историков, «суворовскому» плану моряков, который разрабатывался при непосредственном участии Колчака, предлагалось нанести неожиданный стремительный удар в центр всего укреплённого района — на Константинополь, причём сделать это уже в сентябре 1916 года, во взаимодействии с сухопутными войсками южного фланга Румынского фронта. В операции мог принять участие и английский флот, наступая по Эгейскому морю.
Николай II полностью поддержал план операции моряков, но генерал Алексеев пытался отстаивать свой собственный план, требовавший нереального снятия с фронта десяти пехотных дивизий. При этом для формирования и обучения десантного отряда в любом случае требовалось 3-4 месяца, в связи с чем операцию отложили до апреля — мая 1917 года. Алексеев, рассчитывавший на победное завершение войны в результате готовившегося весеннего наступления в Галиции, не стал возражать против подготовки десанта.
С конца 1916 года началась комплексная практическая подготовка к Босфорской операции: проводили тренировки по высадке десанта, стрельбе с кораблей, разведывательные походы отрядов миноносцев к Босфору, всесторонне изучали побережье, проводили аэрофотосъёмку. Формировалась специальная десантная Черноморская дивизия морской пехоты во главе с генерал-майором А. А. Свечиным и начальником штаба полковником А. И. Верховским, которую курировал лично Колчак.
31 декабря 1916 года Колчак отдал приказ о формировании Черноморской воздушной дивизии, отряды которой предполагалось развёртывать по мере поступления гидросамолётов. В этот день Колчак во главе отряда из трёх броненосцев и двух авиатранспортов предпринял поход к берегам Турции, однако из-за усилившегося волнения бомбардировку берегов неприятеля с гидросамолётов пришлось отложить.

#### Оценки боевой деятельности Черноморского флота под командованием Колчака
При оценке боевой работы Черноморского флота в период командования им А. В. Колчака современные историки отмечают, что флот добился за это время больших успехов. Неприятель понёс значительные потери, его подводные лодки были вынуждены оставаться на своих базах, неприятельский флот в целом лишился возможности выхода в Чёрное море и были пресечены нападения на русское побережье. И. Ф. Плотников пишет, что Колчак пользовался очень высоким авторитетом среди современников как флотоводец.
В книге адмирала М. И. Смирнова об А. В. Колчаке, вышедшей в 1920-е годы в эмиграции, автор писал: «Не случись революции, Колчак водрузил бы русский флаг на Босфоре». В книге приведены оценки результатов боевой деятельности адмирала Колчака в войне на Чёрном море, полученные из официальных германских источников:

Колчак был молодой и энергичный вождь, сделавший себе имя в Балтийском море. С его назначением деятельность русских миноносцев ещё усилилась… Подвоз угля был крайне затруднён… Флот [немецко-турецкий] был принуждён прекратить операции… Постановка русскими морскими силами мин перед Босфором производилась мастерски… Пришлось сократить железнодорожное движение, освещение городов, даже выделку снарядов. При таких безнадёжных для Турции обстоятельствах начался 1917 год. К лету деятельность русского флота стала заметно ослабевать. Колчак ушёл. Россия явно выходила из строя союзников, её флот умирал. Революция и большевистский переворот его добили.
— Смирнов М. И. Адмирал Александр Васильевич Колчак (Краткий биографический очерк)  (недоступная ссылка). — Париж: Издание Военно-Морского Союза, 1930. — 64 с.
Контр-адмирал А. Д. Бубнов в своих воспоминаниях писал:

… И, начиная с июля месяца 1916 года, то есть начиная со вступления адмирала А. В. Колчака в командование флотом, до июня месяца 1917 года, когда он это командование покинул,
ни одно неприятельское судно больше не появлялось на Чёрном море: весь турецко-германский флот, вернее
его остатки, был «закупорен» в Босфоре. С тех пор никто больше не тревожил наших берегов, и нарекания на Черноморский флот прекратились. Установленное вследствие этого полное господство нашего флота на Чёрном море открывало и обеспечивало широкую возможность крупных наступательных операций, а в первую очередь возможность осуществления Босфорской операции.
Всё это показывает, сколь правильны были оперативные требования, которые верховное командование
предъявляло Черноморскому флоту, и сколь целесообразны были решения о смене адмирала А. А. Эбергардта и назначении адмирала А. В. Колчака на его место. Для историка же это может послужить отличным примером влияния личности начальника на войне.
— Бубнов А. Д. В царской ставке: Воспоминания адмирала Бубнова. — Нью-Йорк: изд-во им. Чехова, 1955. — 405 с. — С. 232.

#### Февральская революция и политические взгляды Колчака
Должность командующего флотом обязывала адмирала быть в курсе политической ситуации в стране. В этот период либеральная оппозиция, используя тяжёлое положение воюющей России, готовила свержение верховной государственной власти, нащупывала и налаживала контакты в среде высшего генералитета. Заговорщиков особенно интересовали военные, имевшие в своих руках реальную военную силу, — командующие фронтами и флотами. Известно, что в августе 1916 года Колчака посетил входивший в группу заговорщиков член Прогрессивного блока Государственной думы М. В. Челноков. Находившийся с осени 1916 года в Крыму на лечении начальник штаба Верховного главнокомандующего генерал М. В. Алексеев дважды вызывал к себе Колчака и начальника его штаба для докладов о ситуации на Чёрном море. Помимо этих двух официальных встреч также были и другие частные беседы. По свидетельству Колчака, ему часто приходилось общаться с Алексеевым на государственные темы.
Колчак был информирован о политических событиях в стране как из официальных, так и из неофициальных источников — так, А. В. Тимирёва интересовалась политикой, посещала гостевую трибуну Государственной думы и в письмах к Колчаку сообщала ему о политической обстановке в столице. Колчаку было известно о настроениях оппозиционной либеральной интеллигенции. Он не оставался сторонним наблюдателем, стараясь всеми силами воспрепятствовать росту революционных настроений и предохранить вверенный ему флот от надвигавшихся потрясений.
События февраля 1917 года застали вице-адмирала Колчака в Батуме, куда он прибыл на двух миноносцах по вызову командующего Кавказским фронтом Великого князя Николая Николаевича для обсуждения графика морских перевозок и строительства порта в Трапезунде. 28 февраля на миноносце была получена телеграмма из Морского генерального штаба о бунте в Петрограде и захвате города мятежниками. Колчак показал телеграмму Великому князю. Выяснилось, что Николай Николаевич никакой информации о происходящих в Петрограде событиях до этого не имел. Описывая события этого дня в письме А. В. Тимирёвой, Колчак высказался:
Я сегодня устал от всяких обсуждений и решений вопросов огромной важности, требующих обдумывания каждого слова
— Колчак А. В. «Милая, обожаемая моя Анна Васильевна…». — С. 152.

Историк А. В. Смолин считает, что в этом высказывании Колчак говорил о бунте в столице и судьбе императора. Что касается Николая Николаевича, то через неделю — 7 марта — он сказал Великому князю Андрею Владимировичу об этой встрече с Колчаком: 
О событиях, случившихся в Петрограде, я узнал 1 марта в Батуме. Туда ездил переговорить с адмиралом Колчаком — он прямо невозможен.
— Великий князь Николай Николаевич. Из дневника А. В. Романова за 1916—1917 гг. — С. 197.
Объясняя причину недовольства Николая Николаевича адмиралом Колчаком, А. В. Смолин связывает его с обсуждением событий в Петрограде и судьбы Николая II. Раздражение Николая Николаевича историк объясняет тем, что, возможно, уже 28 февраля великий князь склонялся к варианту отречения, в то время как Колчак продолжал оставаться верным императору. Историк А. С. Кручинин, говоря про эту реплику Великого князя, отмечает обстоятельство, что оперативные предложения и планы командующего Черноморским флотом у Николая Николаевича раньше никогда не вызывали столь негативной реакции, и приводит в своей работе письмо капитана 2-го ранга Лукина, содержание которого вполне может быть интерпретировано как предложение Колчака о широкомасштабной военной демонстрации «юга» в противовес солдатскому мятежу «севера».
28 февраля Колчак покинул Батум, прибыв в Севастополь 1 марта. Ещё из Батума он распорядился прервать телеграфную и почтовую связь Крыма с остальными территориями России для предотвращения паники и распространения непроверенных слухов. Было приказано все поступавшие телеграммы отправлять в штаб Черноморского флота.
В Севастополе Колчак ознакомился с несколькими телеграммами в его адрес. М. В. Родзянко сообщал о восстании в столице и переходе власти к Временному комитету Государственной думы. Морской министр И. К. Григорович информировал, что «Комитет Государственной думы постепенно восстанавливает порядок», и рассказывал о приказе адмирала А. И. Непенина, объявлявшем Балтийскому флоту о событиях в Петрограде. Телеграмма М. В. Алексеева подробно информировала о событиях с 25 по 28 февраля в столице. Начальник морского штаба Ставки Верховного главнокомандующего адмирал А. И. Русин информировал о мятеже в Петрограде, беспорядках в Кронштадте и приказывал «принять все меры в поддержании спокойствия во флоте». На совещании старших военачальников, созванном адмиралом, было решено сообщить командам кораблей о восстании в столице России. Колчак одновременно отменил свой приказ об информационной блокаде Крыма, уже не имевший смысла, поскольку радиотелеграфисты флота перехватили немецкие телеграммы с сообщениями о революции в Петрограде, и решил взять инициативу в свои руки, информируя флот о событиях посредством собственных приказов. 2 марта командующий издал приказы, в которых сообщал флоту о петроградских событиях, требовал верить только его приказам и игнорировать дезинформационные сообщения турецких радиостанций и приводил телеграмму Родзянко с обращением к армии и флоту от имени Временного комитета Государственной думы. Современные историки обращают внимание на содержание первого из приказов, за № 771. Этим приказом Колчак впервые извещал флот о событиях в Петрограде, и сделано было это извещение вовсе не в «революционном» тоне: командующий флотом не спешил присоединяться к революционному течению и заканчивал свой приказ вполне монархическим призывом:

Приказываю всем чинам Черноморского флота и вверенных мне сухопутных войск продолжать твёрдо и непоколебимо выполнять свой долг перед Государем Императором и Родиной.
Историк А. В. Смолин отмечает, что требование Колчака продолжать исполнять «долг перед Государем Императором» является свидетельством верности адмирала присяге до отречения.

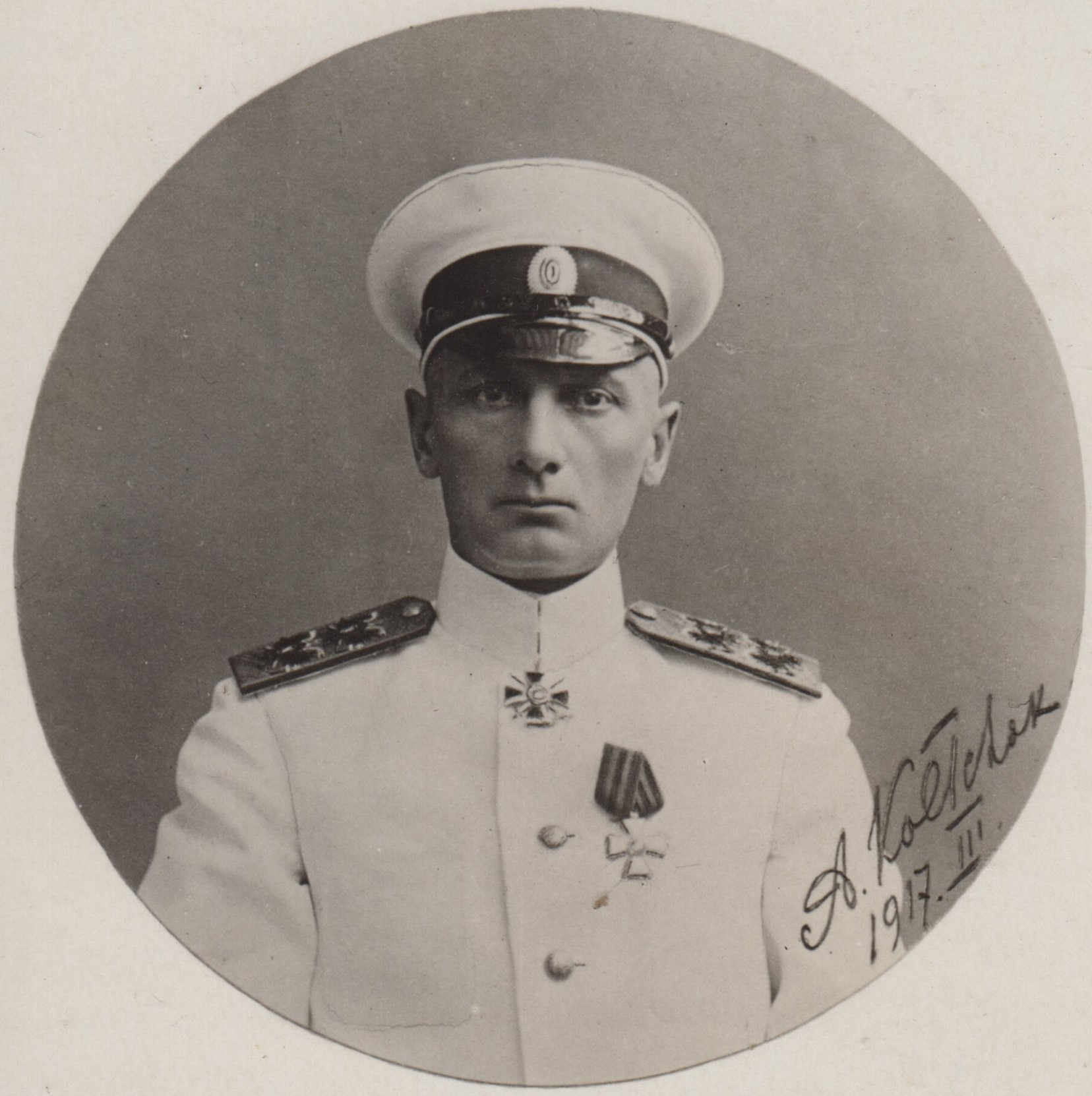
Вице-адмирал А. В. Колчак, март 1917 года

Тем временем в Пскове вечером 1 марта главнокомандующий Северным фронтом генерал Рузский вёл переговоры от лица Временного комитета Государственной думы с прибывшим из Ставки Николаем II, склоняя его к принятию решения об учреждении правительства, ответственного перед Думой. Его позицию поддержал начальник штаба Верховного главнокомандующего генерал Алексеев. После нескольких часов тяжелейших переговоров Николай II сдался и дал согласие на формирование ответственного министерства. На следующий день, однако, в разговоре по прямому проводу между председателем Думы Родзянко и генералом Рузским вопрос был поставлен уже об отречении Николая II. Получив изложение разговора между Рузским и Родзянко, генерал Алексеев по собственной инициативе составил и отправил его краткое изложение всем главнокомандующим фронтами, попросив их срочно подготовить и направить в Ставку своё мнение. Командующих флотами Алексеев не опрашивал, хотя и Непенин, и Колчак, как и командующие фронтами, напрямую подчинялись Верховному главнокомандующему: по мнению историка П. Н. Зырянова, в этом сказалось пренебрежительное отношение русского генералитета к флоту. Вечером 2 марта командующий Черноморским флотом получил от Алексеева телеграмму, в которой для сведения приводились тексты телеграмм от командующих фронтами Николаю II с просьбами об отречении. Осведомительная телеграмма не требовала ответа, но командующие Балтийским и Черноморским флотами в одинаковой ситуации повели себя по-разному: Непенин 2 марта отправил Государю телеграмму, в которой присоединялся к просьбам отречься от престола, а Колчак решил не участвовать в происходившем 2 марта телеграфном совещании вообще.
Историк А. В. Смолин отмечает, что и 3 марта Колчак ещё не признавал Временного правительства, ибо в середине этого дня он делал запрос в Ставку, требуя разъяснений, кто в данный момент является «законной верховной властью» и кто — Верховным главнокомандующим. При этом историк отмечает, что под «законной верховной властью» Колчак подразумевал именно монарха. Даже 11 марта командующий флотом в письме военному министру задавался вопросом, как поступать со словами «За Царя» на военных знамёнах и значках Черноморского флота, не приняв самостоятельного решения и лишь исполнив поступившее в ответ на запрос распоряжение. 
В 1919 году, находясь на посту Верховного правителя России, Колчак отменил празднование годовщины Февральской революции. Были запрещены митинги и манифестации в её честь на том основании, что рано подводить итоги революции, обернувшейся большевистским переворотом.
Что касается политических взглядов Колчака, то до марта 1917 года его монархизм был совершенно бесспорен. После революции по понятным причинам Колчак свои взгляды не афишировал. При этом М. И. Смирнов в эмигрантских воспоминаниях писал:
Колчак был предан престолу и отечеству. Известие об отречении государя его крайне огорчило, и он считал, что отечество идёт к гибели.
— Смирнов М. И. Адмирал Александр Васильевич Колчак во время революции в Черноморском флоте. — С. 4.
Косвенным доказательством приверженности Колчака монархическим взглядам А. В. Смолин считает посещение Колчаком 17 июля 1919 года, в день поминовения царской семьи, Екатеринбурга, где он встречался с архиепископом Уфимским Андреем. Этот неофициальный визит, по мнению историка, приобретает особенное значение, если учитывать, что ещё за два дня до этого Колчак посещал город с официальным визитом.
Современная историография не имеет значимых оснований для утверждений о том, что адмирал в одночасье сменил свои убеждения, а вот высказывать их открыто он уже действительно не имел никакой возможности. При этом известно замечание адмирала в беседе с К. В. Сахаровым, что «все слои русского народа, начиная с крестьян, думают только о восстановлении монархии и призвании на престол своего народного вождя, законного царя. Только это движение и может иметь успех». Позиция адмирала в вопросе об отречении, по мнению А. В. Смолина, способствовала его популярности в Белом движении как военачальника, не запятнанного «грехом Февраля», в отличие от некоторых высших генералов.
Впоследствии взгляды Колчака развивались после назначения, позже отменённого, на Месопотамский фронт в начале 1918 года. Из-за чумного карантина он задержался в Шанхае, где постоянным его собеседником стал японский полковник Хизахиде. Будучи членом «секретного пан-монгольского общества», Дзен-буддистом и убеждённым милитаристом, он оказал большое влияние на Колчака. Колчак записал одну из его фраз:

Что такое демократия? Это развращённая народная масса, желающая власти. Власть не может принадлежать массам в силу закона глупости числа: каждый практический политический деятель, если он не шарлатан, знает, что решение двух людей всегда хуже одного… наконец, уже 20—30 человек не могут вынести никаких разумных решений, кроме глупостей.
Комментируя её, Колчак, сам увлёкшийся «воинствующим буддизмом» и ставший поклоняться «культу холодной стали», писал, что ему нечего было возразить «японскому фанатику», «тяжёлой справедливости его слов». Сам он также писал:

Война проиграна, но еще есть время выиграть новую, и будем верить, что в новой войне Россия возродится. Революционная демократия захлебнется в собственной грязи или её утопят в её же крови. Другой будущности у неё нет. Нет возрождения нации помимо войны, и оно мыслимо только через войну. Будем ждать новой войны как единственного светлого будущего.
Милитаристские взгляды адмирал высказывал и раньше, и позже, теперь он увлёкся военным искусством Древнего Востока и полюбил его символы вроде старинного оружия. Милитаризму Колчака были свойственны «мистически окрашенные, средневековые взгляды», и В. Г. Хандорин отмечал, что они были свойственны не только ему и в то время были ещё довольно распространены в профессиональной военной среде.
Несмотря на все усилия командующего, полностью исключить волнения на флоте не получилось. Уже 2 марта слухи о перевороте в Петрограде распространились по Севастополю и проникли в сухопутные части. Солдаты начали вести себя с офицерами вызывающе, перестали отдавать честь. В городе вспыхнули митинги. 3 марта на «Екатерине Великой» на фоне проявившейся среди матросов шпиономании и требований удаления офицеров с немецкими фамилиями покончил жизнь самоубийством мичман Фок. 4 марта матросы потребовали прибытия на судно командующего флотом. Колчак посетил корабль, но лишь после доклада его командира, а не под давлением команды. Возмущённый поведением матросов, адмирал говорил с выстроенной на палубе командой резко и нелицеприятно. Он отверг подозрения офицеров с немецкими фамилиями в измене и отказал в их списании на берег.
4 марта по приказу командующего газета «Крымский вестник» сообщила об отречении Николая II и формировании Временного правительства. Флот это известие воспринял спокойно, однако в этот же день в Севастополе начались митинги, и Колчак для разряжения обстановки 5 марта провёл смотр частей. После смотра вновь начались митинги. Участники одного из них потребовали прибытия адмирала. Колчак сначала не хотел ехать, но, чтобы не накалять страсти, согласился. Он приказал собравшимся разойтись, но матросы заперли ворота и потребовали выступления и отправки приветственной телеграммы Временному правительству от Черноморского флота. Колчак выступил с короткой речью и обещал отправить телеграмму. После этого его отпустили. В телеграммах, отправленных в адрес Г. Е. Львова, Временного правительства, А. И. Гучкова, М. В. Родзянко, от имени Черноморского флота и жителей Севастополя Колчак приветствовал правительство и высказывал надежду, что оно доведёт войну до победы. При этом в телеграммах Колчак ни слова не говорил о революции, благодаря которой власть оказалась в руках этого правительства. В связи с этим, указывает А. В. Смолин, адмирал приветствовал не революцию, но правительство, которое будет способно добыть победу в войне. Историк отмечает также, что в своих докладах 6 марта Алексееву и Русину Колчак снял с себя ответственность за признание Временного правительства, переложив её на команды кораблей и население города:
Команда и население просили меня послать от лица Черноморского флота приветствие новому правительству, что мною и исполнено.
— А. В. Колчак. 6 марта 1917 года.
Историк В. Г. Хандорин обращает внимание на то, что признание Временного правительства Колчак предпочёл провести через Ставку Верховного главнокомандующего, потребовав от неё подтверждения. Получив радиограмму нового правительства, командующий Черноморским флотом ответил в столицу, что подчинится этому правительству не ранее, чем получит соответствующее распоряжение из Ставки.
10 марта, чтобы прервать череду митингов и демонстраций, Колчак вывел флот в море, полагая, что боевая работа будет лучшим противодействием «углублению революции». Правоту Колчака, пытавшегося таким образом противостоять большевистской разлагающей агитации, признавал и служивший в это время на «Екатерине Великой» большевик А. В. Платонов, свидетельствовавший, что «частые походы отрывали массы от политики… служили препятствием развитию революции».
Сохранить боеспособность флота Колчаку помогло и то, что в трудной ситуации он проявил умение идти на компромисс, волевым усилием и выдержкой подавлять присущую ему вспыльчивость. Эта борьба с самим собой стоила адмиралу огромных усилий, однако она же позволила, как пишет А. В. Смолин, проявить качества, характеризующие уже настоящего политика.
19 марта в Севастополе состоялась торжественная церемония приведения Черноморского флота к присяге Временному правительству. После молебна перед командующим флотом церемониальным маршем прошли черноморцы с красным знаменем, на котором был нарисован портрет лейтенанта Шмидта в траурной рамке. Замыкали шествие рабочие с красными флагами.
Упреждающими приказами Колчак смог предотвратить крайние проявления на флоте, связанные с движением за отмену погон и отдания чести. Командующий не стал чинить препятствий и матросским идеям о переименовании боевых кораблей, что также было отражено в его приказах. По его распоряжению были распущены севастопольские полиция и корпус жандармов (вместо них была сформирована городская милиция) и выпущены из тюрем политические заключённые. На флоте был сформирован Центральный военно-исполнительный комитет (ЦВИК). 19 марта адмирал утвердил проект, вводивший в законное русло и подчинявший командующему новые флотские организации — корабельные, полковые и ротные комитеты. С разработанным на Черноморском флоте «Положением об организации чинов флота, Севастопольского гарнизона и работающих на государственную оборону рабочих» были ознакомлены военный министр, Исполком Петросовета и члены Госдумы, а несколько позднее и Ставка. Несмотря на возражения начальника штаба Ставки А. И. Деникина, главковерх Алексеев одобрил проект Колчака, после чего его внедрили повсеместно. Такие меры командующего позволили избежать на Черноморском флоте эксцессов, подобных тому, что происходило на Балтийском флоте, тем более что сам Колчак старался поддерживать репутацию человека, преданного революции и учитывающего настроения матросских масс.
После того, как стало известно о намерении попавших под влияние революционного угара масс выкопать прах «контрреволюционных адмиралов» — участников Обороны Севастополя, погибших во время Крымской войны и покоившихся во Владимирском соборе Севастополя, и на их месте перезахоронить лейтенанта Шмидта и его товарищей, расстрелянных за участие в Севастопольском восстании 1905 года, эти останки по приказу Колчака были в ускоренном порядке перевезены в Севастополь, где в Покровском соборе состоялось их временное захоронение. Это распоряжение позволило сбить накал страстей.
В начале апреля на флоте и в столице стали распространяться слухи о переводе Колчака на должность командующего Балтийским флотом. Сразу же решительно против такого перевода выступил новый Верховный главнокомандующий генерал М. В. Алексеев, уязвлённый тем, что Ставка не была об этом поставлена в известность. Историк Смолин пишет о найденных в архивах трёх телеграммах в Ставку, информировавших о перемещениях Колчака после его приезда в столицу, что, по его мнению, означало с большой долей вероятности, что Ставка вела собственное наблюдение за вице-адмиралом и относилась к нему настороженно. Против перевода Колчака также высказывались новый начальник штаба Черноморского флота М. И. Смирнов и капитан первого ранга А. Д. Бубнов, отвечавший в Ставке за Черноморский флот. Они считали, что эта мера не улучшит ситуации на Балтике, но усилит разложение на Черноморском флоте и поставит под вопрос проведение Босфорской операции.

#### Командировка в Петроград

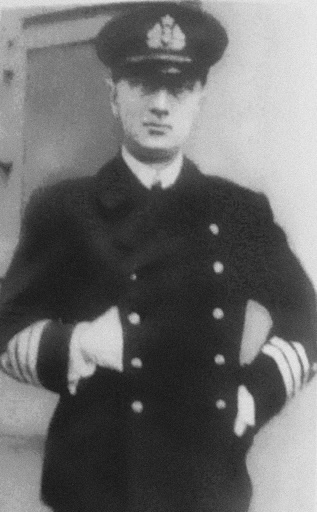
Колчак в новой морской форме Временного правительства (без погон, со знаками отличия на рукавах и пятиконечной звездой на кокарде), лето 1917 года

15 апреля адмирал прибыл в Петроград по вызову военного и морского министра А. И. Гучкова. Последний рассчитывал использовать Колчака в роли главы военного переворота для ликвидации двоевластия и установления военной диктатуры и предложил ему взять на себя командование Балтийским флотом. Предполагаемое назначение Колчака на Балтику было увязано с созданием Отдельной армии «для обороны Петрограда». Учитывая, что никакой угрозы столице в то время германские войска не представляли, А. Смолин полагает, что речь могла идти о планах использования армии для наведения порядка в Петрограде. Назначение Колчака на Балтику, однако, не состоялось — согласно одной версии, поскольку почуявший неладное командующий Балтийским флотом А. С. Максимов, не пользовавшийся поддержкой военного и морского министра, саботировал вызов в Петроград; согласно другой, Колчак убедил Гучкова оставить всё как есть. Как бы то ни было, планам установления военной диктатуры в тот период помешали апрельский политический кризис и демонстрации, прошедшие в Петрограде 20-21 апреля. 29 апреля Гучков ушёл в отставку, а 5 мая было образовано первое коалиционное правительство с участием эсеров и меньшевиков.
В Петрограде Колчак принял участие в заседании правительства, где выступал с докладом о стратегической ситуации на Чёрном море. Его доклад произвёл благоприятное впечатление. Когда же речь зашла о Босфорской операции, генерал Алексеев решил воспользоваться ситуацией и окончательно похоронить операцию, которой никогда не сочувствовал. Генерал заявил, что у него нет необходимых пяти дивизий, что в армии уже нет ни одного полка, в котором он мог быть уверен, и что сам Колчак не может быть до конца уверен в своём флоте. Несмотря на то, что в этот момент рухнуло мероприятие, которое адмирал видел венцом своей военно-морской службы и даже «большей частью содержания и смысла жизни», он из соображений воинской дисциплины не стал на правительственном заседании вступать в спор с Главковерхом.
Колчак также участвовал в совещании командующих фронтами и армиями в штабе Северного фронта в Пскове, где, в частности, познакомился с командующим столичным военным округом генералом Л. Г. Корниловым. С совещания адмирал вынес тяжёлое впечатление о деморализации войск на фронте и скором их развале.
В Петрограде адмирал стал очевидцем вооружённых солдатских манифестаций и пришёл к выводу, что их следовало подавить силой. Отказ Временного правительства генералу Корнилову, предлагавшему применить силу, Колчак считал ошибкой. Даже Гучкова он считал виновным в чрезмерных уступках радикально настроенным массам. Колчак был уверен, что в то время авторитета командующих и находившихся в их руках сил как в Петрограде, так и на юге России, ещё было бы достаточно для наведения порядка.
Настроения, с которыми вечером 21 апреля Колчак покидал Петроград, лучше всего передаются отрывком из его письма Тимирёвой:
Из Петрограда я вывез две сомнительные ценности — твёрдое убеждение в неизбежности государственной катастрофы со слабой верой в какое-то чудо, которое могло бы её предотвратить, и нравственную пустоту.
Вернувшись из Петрограда, Колчак выступил с инициативой общероссийского масштаба, которая, по его мнению, могла бы остановить развал российской армии и флота, восстановить боеспособность войск и продолжить войну до победного конца.

#### Черноморская делегация
25 апреля, сразу же по возвращении в Севастополь, Колчак выступил на Делегатском собрании солдат и матросов гарнизона в цирке Труцци с докладом «Положение нашей вооружённой силы и взаимоотношения с союзниками». Начав с отрицательной оценки свергнутого государственного строя, который привёл «армию морально и материально в состояние крайне тяжёлое, близкое к безвыходному», адмирал перешёл к неоправдавшимся, по его мнению, надеждам, возлагавшимся на революцию, которая должна была поднять боевой дух армии:

Армия и флот гибнут. Балтийский флот как вооружённая единица перестал существовать, в армии в любом месте противник может прорвать фронт и начать наступление на Петроград и Москву… Фронт разваливается, и шкурнические интересы торжествуют. Наш Черноморский флот — одна из немногих частей, сохранивших боеспособность; на него обращены взоры всей России… Черноморский флот должен спасти Родину!
Главную причину такого положения дел Колчак усматривал в германской пропаганде, которая вела к братанию на фронтах и дезертирству. Для выхода из сложившейся ситуации Колчак призывал правительство немедленно отменить приказы о демократизации армии и прекратить «доморощенные реформы»:

Какой же выход из этого положения, в котором мы находимся, которое определяется словами «Отечество в опасности»… Первая забота — это восстановление духа и боевой мощи тех частей армии и флота, которые её утратили, — это путь дисциплины и организации, а для этого надо прекратить немедленно доморощенные реформы, основанные на самоуверенности невежества. Сейчас нет времени и возможности что-либо создавать, надо принять формы дисциплины и организации внутренней жизни, уже существующие у наших союзников: я не вижу другого пути для приведения нашей вооружённой силы из «мнимого состояния в подлинное состояние бытия». Это есть единственно правильное разрешение вопроса.
Доклад Колчака произвёл на слушателей огромное впечатление и воодушевил их. Командующий покидал трибуну под аплодисменты. Успех Колчака отмечал даже большевик Платонов. Под влиянием этого выступления команда флагманского корабля «Георгий Победоносец» 26 апреля приняла резолюцию с осуждением агитации за сепаратный мир с Германией, обратилась к флоту с призывом поддержать лозунг «Война до победного конца во имя свободы», оказать доверие Временному правительству и направить делегацию в Петроград и на Балтийский флот. Понимая значение своего доклада, Колчак попросил помощника начальника Морского генштаба А. П. Капниста опубликовать его в главных газетах и «Русском слове». Так, Московской городской думой речь Колчака была напечатана тиражом в несколько миллионов экземпляров.
Под впечатлением от выступления Колчака Центральный военный исполнительный комитет принял решение сформировать и направить на фронт и Балтийский флот делегацию для агитации за продолжение войны, которую возглавил «революционный оборонец» Фёдор Баткин, ранее не имевший отношения к флоту и зачисленный в него матросом 2-й статьи по личному указанию командующего. В делегацию из более чем двухсот человек вошли офицеры, кондукторы, матросы, солдаты, рабочие и делегаты от Совета депутатов. В середине мая к делегации присоединились ещё 100 человек. Деньги на командировку были выделены из фонда командующего. Отправляя делегацию на фронт, адмирал сознательно шёл на ослабление оборонческой пропаганды на Чёрном море, понимая, что судьба России решается на фронте.
Члены делегации работали в Москве, Петрограде, Гельсингфорсе, на Балтийском флоте, выезжали на фронты Первой мировой войны, выступали в действующих частях армии и флота. Работа делегации получила широкую известность, и она косвенно способствовала распространению информации о взглядах и действиях адмирала по всей Русской армии. Тем не менее, как отмечает историк А. Смолин, в общероссийском масштабе акция не дала ощутимых результатов, и уже в начале июня Колчак обратился к военному и морскому министру с просьбой немедленно вернуть часть делегации обратно на Черноморский флот, поскольку их отсутствие сказалось на обстановке на флоте.
В течение определённого времени усилия Колчака по предотвращению анархии и развала флота давали плоды: так, проводившееся ЦВИК голосование о желательности приезда в Крым Ленина закончилось тем, что из 409 делегатов лишь 20 высказалось в поддержку, после чего по крымским городам было разослано распоряжение о недопустимости приезда Ленина. Командующему флотом, боровшемуся за сохранение дисциплины и против развала вверенных ему частей, противостояли большевики с их пораженческой пропагандой.

#### Осложнение ситуации на Черноморском флоте
С отъездом делегации и связанным с этим ослаблением оборонческой пропаганды положение на флоте ухудшилось, между тем как антивоенная агитация большевиков усилилась, что привело к падению порядка и дисциплины.
В мае между Колчаком и ЦВИК произошёл резкий конфликт по поводу помощника главного командира порта генерал-майора Н. П. Петрова, которого ЦВИК уличил в хищении казённого имущества и спекуляции им. Колчак не утвердил постановление об аресте и выгнал пришедшую к нему делегацию. Тогда ЦВИК арестовал Петрова по собственной инициативе без санкции командующего флотом. 12 мая привыкший к безоговорочному исполнению своих приказов адмирал Колчак отправил Временному правительству телеграмму с описанием противостояния и просьбой заменить его другим лицом. Конфликт совпал по времени с публикацией Декларации прав солдата, которую во время поездки Колчака в столицу военные отказались обсуждать на заседании Временного правительства. Открыто выступить против Декларации Колчак не мог, так как сразу был бы отправлен в отставку и подвергся судебному преследованию. Не собираясь уходить из политики, он выбрал иной путь. 14 мая на созванном им Делегатском совещании Колчак подверг публичной критике деятельность солдатских комитетов, обвинив их в разложении армии и флота и подрыве дисциплины. Военный и морской министр А. Ф. Керенский, прибывший 17 мая в Севастополь, на некоторое время уладил конфликт между ЦВИК и Колчаком.
Тем временем Колчак продолжал регулярно выводить флот в море, так как это позволяло отвлекать личный состав от революционной активности и подтягивало их. Крейсеры и миноносцы продолжали обходы вражеского побережья, продолжались минные работы по блокированию Босфора, близ него, регулярно сменяясь, дежурили подводные лодки.

После отъезда Керенского сумятица и безвластие на Черноморском флоте стали усиливаться. Недоверие матросов к офицерам и лично командующему усугубила военная неудача — в ночь на 13 мая при попытке постановки мин практически в устье Босфора с самоходных баркасов, спущенных с русских линкоров, оставшихся в 10 милях (16 км) от берега, произошёл несанкционированный подрыв мины, вызвавший цепную реакцию взрывов других мин. Два баркаса из четырёх пошли ко дну, погибло 15 матросов и офицеров, 29 человек было ранено. После этого случая команды стали отказываться выходить в море на рискованные задания. 18 мая комитет эсминца «Жаркий» потребовал списать на сушу командира корабля Г. М. Весела́го «за излишнюю храбрость». Колчак приказал поставить миноносец в резерв, а Весела́го перевёл на другую должность. Недовольство моряков вызвало и решение Колчака поставить на ремонт броненосцы «Три святителя» и «Синоп» с распределением их чрезмерно революционно настроенных команд по другим портам. Росту напряжённости и левоэкстремистских настроений среди черноморцев способствовал и приезд в Севастополь в начале июня делегации моряков Балтийского флота, состоявшей из большевиков и снабжённой огромным грузом большевистской литературы. Большинство делегатов были переодетыми в форму матросов партийными работниками, получившими от Я. М. Свердлова напутствие: «Севастополь должен стать Кронштадтом юга». Начались неподконтрольные властям митинги, «балтийцы» разъезжали по кораблям, выступали на улицах и площадях города. Влияние офицеров падало. Подвергся нападкам и лично командующий флотом. Тиражировалась и повторялась клевета о якобы имевшихся у Колчака крупных землевладениях, о том, что именно поэтому «он кровно заинтересован в продолжении войны». Как честному военнослужащему, ничего не нажившему за свою службу, бо́льшая часть личного имущества которого к тому же погибла в начале войны во время германского обстрела Либавы, Колчаку было оскорбительно слышать про себя эти небылицы. На одном из митингов, отвечая на клевету, в очередной раз прозвучавшую в его адрес, он сказал: 
Если кто-нибудь… найдёт у меня какое-нибудь имение или недвижимое имущество, или какие-нибудь капиталы обнаружит, то я могу охотно передать, потому что их не существует в природе.
 Ответ Колчака произвёл на матросов сильное впечатление, и больше этот вопрос они никогда не поднимали. Однако политические противники Колчака впоследствии не раз прибегали к подобного рода инсинуациям — например, по свидетельству историка И. Ф. Плотникова, большевистские источники не брезговали измышлениями о том, что Колчак никогда не участвовал в боевых действиях, а адмиральский чин получил благодаря тому, что хорошо танцевал на балах в царских дворцах.
Последние недели своего командования флотом Колчак уже не ждал и не получал от правительства никакой помощи, стараясь решать все проблемы своими силами. Однако его попытки восстановить дисциплину встречали противодействие рядового состава армии и флота. 3 июня участники митинга в полуэкипаже потребовали удаления со своих постов Колчака, начальника штаба М. И. Смирнова и ряда других офицеров. 4 июня командующий телеграфировал Керенскому, что агитация балтийской делегации получила «сильное распространение» и местные силы не справляются с ней.

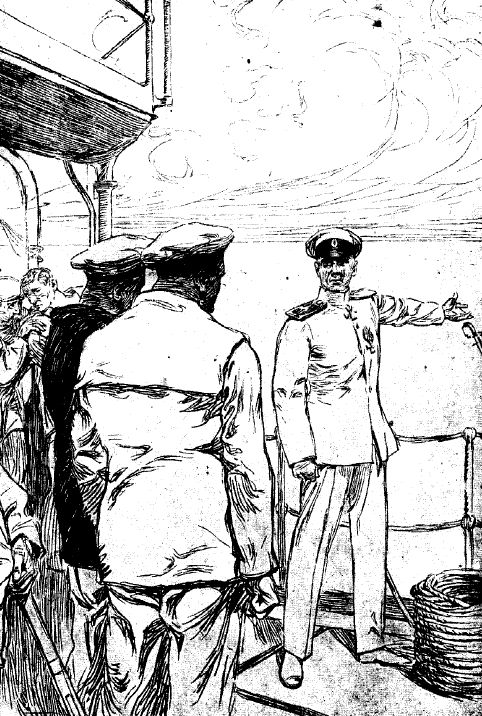
«Японцы, наши враги — и те оставили мне оружие. Не достанется оно и вам!»

На митинге 5 июня матросы арестовали помощника командира Черноморского флотского экипажа полковника К. К. Грубера и вынесли постановление о сдаче офицерами холодного и огнестрельного оружия. Чтобы предотвратить кровопролитие, на следующий день Колчак отдал офицерам приказ сдать оружие. Когда пришла пора Колчаку самому сдавать оружие, он собрал на палубе «Георгия Победоносца» его команду и заявил, что офицеры всегда хранили верность правительству и поэтому разоружение для них является тяжёлым и незаслуженным оскорблением, которое он сам не может не принять на свой счёт: «С этого момента я командовать вами не желаю и сейчас же об этом телеграфирую правительству». Судовой комитет решил, что он сдавать оружие не собирается. Рассказывалось, что Колчак, находясь в состоянии крайнего возбуждения, взял пожалованную ему за Порт-Артур золотую саблю — Почётное Георгиевское оружие и, крикнув матросам: «Японцы, наши враги — и те оставили мне оружие. Не достанется оно и вам!», — швырнул саблю за борт. Историк П. Н. Зырянов отмечает, что Колчак, единственный (кроме застрелившегося в знак протеста против решения сдать оружие) не сдавший оружие, да ещё в такой демонстративной форме, от имени офицеров ответил на оскорбление достойным жестом и вызвал этим огонь на себя. Этот жест адмирала обошёл страницы всех газет и произвёл сильное впечатление как в России, так и за границей. В среде правых, уже склонявшихся в то время к идее военной диктатуры, имя Колчака приобрело дополнительную популярность.
По данным же газеты «Русские ведомости», делегатское собрание гарнизона и рабочих, происходившее весь день 6 июня, постановило обезоружить всех офицеров и отстранить от должности командующего флотом адмирала Колчака и начальника штаба капитана первого ранга Смирнова.
Делегатское собрание постановило немедленно сместить командующего флотом и меня, с тем, чтобы мы сдали свои должности очередным по старшинству в присутствии комиссии, которую сейчас выбирают. Митинг требует немедленного ареста командующего флотом. Делегатское собрание с этим не согласилось и постановило завтра обсудить вопрос об аресте. В судовых и полковых комитетах можно ожидать проявление насилия по отношению к командующему до обсуждения вопроса об аресте.
6 июня Колчак направил Временному правительству телеграмму с сообщением о произошедшем бунте и о том, что в создавшейся обстановке он не может более оставаться на посту командующего. Не дожидаясь ответа, он передал командование контр-адмиралу В. К. Лукину, совершив таким образом, по мнению А. В. Смолина, дисциплинарный проступок, ибо не имел права без приказа Временного правительства покидать своего поста. 
Видя, что ситуация выходит из-под контроля, и опасаясь за жизнь Колчака, М. И. Смирнов по прямому проводу вызвал А. Д. Бубнова, который связался с Морским генштабом и просил немедленно доложить министру о необходимости вызова Колчака и Смирнова ради спасения их жизней. Ответная телеграмма Временного правительства пришла 7 июня: «Временное правительство… приказывает адмиралу Колчаку и капитану Смирнову, допустившим явный бунт, немедленно выехать в Петроград для личного доклада». Таким образом, Колчак автоматически попадал под следствие и выводился из военно-политической жизни России. Керенский, уже тогда видевший в Колчаке соперника, использовал этот шанс, чтобы отделаться от него. Колчак же был глубоко оскорблён этой телеграммой, обвинявшей его в допущении бунта, в то время как само правительство постоянно попустительствовало анархии в рядах матросов.
Настроения в Севастополе стали успокаиваться. На митинге была принята резолюция об аресте Колчака, однако Исполком её отверг. Вечером 7 июня Колчак и Смирнов отбыли из Севастополя в Петроград. На вокзале их провожала небольшая группа офицеров флота. 12 июня, вскоре после отъезда адмирала, получив по агентурным каналам сведения о его уходе, близ русских берегов вновь появился «Бреслау», разгромивший на острове Фидониси (о. Змеиный) маяк с радиостанцией и пленивший его гарнизон.

### Кандидат в диктаторы
Доклад Колчака Временному правительству о севастопольских событиях был назначен на 13 июня. До этого дня столичные журналисты успели взять у адмирала интервью, в котором тот рассказал о причинах, заставивших его покинуть Черноморский флот. 13 июня «Русские ведомости» опубликовали беседу с адмиралом, а в «Маленькой газете» А. А. Суворина вышла передовая статья, в которой говорилось:
Пусть кн. Львов уступит место председателя в кабинете адмиралу Колчаку. Это будет министерство Победы. Колчак сумеет грозно поднять русское оружие над головой немца, и кончится война! Настанет долгожданный мир!
— Маленькая газета, 13 июня 1917 года.
В статье шла речь о неспособности Г. Е. Львова управлять страной. Затрагивался и вопрос о диктатуре. В контексте статьи в качестве выбранного народом диктатора выступал адмирал Колчак.
Таким образом, 13 июня для отчёта о своей деятельности на заседание Временного правительства пришёл выступать новый кандидат в диктаторы. Министры встретили его с явным недоверием и сочли нужным дать бой этой попытке. Львов поставил на повестку вопрос о статье в «Маленькой газете». Было решено начать судебное разбирательство против газеты за призывы к демонстрации с требованием свержения правительства. Колчак выступал в самом конце заседания. Критически относясь к изменившемуся в мае 1917 года составу Временного правительства, тон в котором теперь стали задавать социалисты, Колчак изложил обстоятельства дела и обвинил в произошедшем политику правительства, которая привела к разложению флота, подрыву авторитета командного состава, поставила командование «в совершенно бесправное и беспомощное положение». Речь Колчака министры выслушали при гробовом молчании. Вслед за ним в том же духе выступил и М. И. Смирнов. В итоге министры постановили отложить обсуждение вопроса до окончания работы комиссии А. С. Зарудного, уже отправившейся в Севастополь для расследования. Адмирала поблагодарили за доклад и отпустили. Когда комиссия Зарудного вернулась в Петроград и подтвердила правомерность всех шагов Колчака, адмиралу предложили вернуться к командованию флотом. Это предложение он, однако, отверг.

17 июня в Зимнем дворце состоялась встреча Колчака с американским адмиралом Дж. Г. Гленноном. При переговорах присутствовал и глава американской делегации Э. Рут. Колчаку было предложено принять участие в Дарданелльской операции американского флота. Адмирал дал согласие. План был секретным, и официально Колчак привлекался как специалист по минному делу и борьбе с подводными лодками. Однако историк А. В. Смолин замечает, что в истории с приглашением Колчака в США очень много неясного. Так, в американских архивах не найдено вообще никаких документов о подготовке Дарданелльской операции. Американские историки Ч. Викс и Дж. Бейлен предполагали, что Гленнон ходатайствовал за Колчака из личной симпатии для спасения его от судебного разбирательства, однако Смолин опровергает эту мысль, указывая, что 17 июня Гленнон Колчака видел впервые. Смолин приходит к выводу, что вся история с поездкой Колчака в Америку была выгодна в первую очередь А. Ф. Керенскому, видевшему себя главой России, а Колчака — соперником в борьбе за власть. Керенского не могла радовать перспектива восхождения на российском политическом небосклоне новой яркой звезды, которую общественность уже рассматривала, наравне с генералом Л. Г. Корниловым, как потенциального кандидата в военные диктаторы. Чтобы выпроводить из страны опасного конкурента, договорились о поездке адмирала в Америку. Этому могли способствовать и русско-американские масонские связи, поскольку и Рут, и Керенский были масонами. Гленнон сделал запрос в российское Адмиралтейство, однако ему отказали. Тогда Рут обратился к Временному правительству, на заседании которого 28 июня вопрос был решён. При этом русская миссия в США не имела ни дипломатического статуса, ни определённой цели. Прибыв осенью 1917 года в Вашингтон, Колчак с удивлением обнаружил, что американские официальные лица не понимали цели русской миссии, а во время обсуждения планов Дарданелльской операции определённо заявляли о её неосуществимости. В письме 12 октября 1917 года Колчак писал: 
…моё пребывание в Америке есть форма политической ссылки и вряд ли моё появление в России будет приятно некоторым лицам из состава настоящего правительства
— А. В. Колчак. 12 октября 1917 года
 Своим спутникам Колчак прямо говорил, что Керенский заставил его покинуть Родину против его желания.

Наблюдение за общественно-политической жизнью России привело Колчака в июне 1917 года к мысли, что либерально-демократическая общественность не способна управлять страной, довести войну до победы и остановить хаос революции. Он принял приглашение «Республиканского центра», претендовавшего на роль организатора разнородных контрреволюционных и антисоветских элементов и ставившего задачу установления военной диктатуры, водворения порядка и восстановления дисциплины в армии, вступить в эту организацию и возглавить её военный отдел. «Республиканский центр» в качестве возможных диктаторов рассматривал две кандидатуры: Колчака и Корнилова. П. Н. Милюков, уже в эмиграции, писал:
Естественным кандидатом на единоличную власть явился Колчак, когда-то предназначавшийся петербургским офицерством на роль, сыгранную потом Корниловым.
 Колчак же своей задачей считал объединить разрозненные офицерские кружки, наладить их взаимодействие. В частном порядке он встречался с Милюковым и В. В. Шульгиным. 1 июля Колчака посетили члены Главного комитета Союза офицеров армии и флота и преподнесли ему саблю, взамен выброшенной в море, с надписью «Рыцарю чести от Союза офицеров армии и флота». Состоялась также встреча Колчака с председателем Союза полковником Л. Н. Новосильцевым: адмирал выразил согласие остаться в России, пусть даже на нелегальном положении, и не ехать в Америку, однако у Новосильцева «ничего реального» в то время не было. Смолин считает, что на самом деле задача делегации Союза, созданного по почину Ставки и тогдашнего Главковерха генерала Алексеева, состояла в устранении в приличествующей форме конкурента протеже Ставки Корнилова, которого к тому же в это время начала активно «раскручивать» Москва в противовес Петрограду. Корнилов не был так интеллигентен, как Колчак, однако у него в руках была реальная сила, а 19 июля он стал Верховным главнокомандующим. Колчак к власти не рвался и с Корниловым соперничать не собирался — наоборот, он ценил этого талантливого и смелого генерала. Корнилов, в свою очередь, считал Колчака своим сторонником, и фамилия адмирала фигурировала в различных вариантах списков корниловского правительства. При этом историк А. С. Кручинин указывает, что настрой Колчака на решительные действия соответствовал обстановке того времени гораздо лучше, нежели упорная лояльность Корнилова Временному правительству, пагубно сказавшаяся уже через месяц.
О политической активности и антиправительственной деятельности опального адмирала Временное правительство было хорошо информировано. По данным Смирнова, Керенскому удалось раскрыть военный отдел «Республиканского национального центра». Последней каплей, переполнившей чашу терпения Керенского, стал визит 21 июля к Колчаку находившегося в резкой оппозиции Временному правительству и лично Керенскому генерала В. И. Гу́рко. Они обсуждали положение в армии и генерала Корнилова, способного, по их мнению, остановить её развал. На следующий день Колчак хотел нанести Гурко ответный визит, однако того арестовали по распоряжению Керенского за монархическую пропаганду и публикацию письма Николаю II от 4 марта, в котором генерал предсказывал реставрацию монархии. Перед арестом Гурко Колчак получил от Керенского срочную телеграмму с требованием в кратчайший срок отбыть в США и донести о причинах задержки отъезда, что, как отмечают современные историки, не могло быть простым совпадением. Историк П. В. Зырянов считает, что если бы Колчак чистосердечно поведал Керенскому об этих причинах, то наверняка оказался бы в Петропавловской крепости вместе с Гурко.

### Время скитаний
Русская военно-морская миссия в составе А. В. Колчака, М. И. Смирнова, капитана 2-го ранга Д. Б. Колечицкого, капитана 2-го ранга В. В. Безуара, лейтенанта И. Э. Вуича, лейтенанта А. М. Мезенцева и адъютанта Колчака лейтенанта В. С. Макарова (сына погибшего в 1904 году адмирала С. О. Макарова) покинула столицу 27 июля. До норвежского города Бергена Колчак добирался под чужой фамилией, чтобы скрыть свои следы от немецкой разведки. Из Бергена миссия проследовала в Англию.
В Англии
В Англии Колчак провёл две недели: знакомился с морской авиацией, подводными лодками, тактикой противолодочной борьбы, посещал заводы. С английскими адмиралами у него сложились хорошие отношения, союзники доверительно посвящали Колчака в военные планы.
В Лондоне Колчак встретился с русским послом К. Д. Набоковым. Также его познакомили с первым лордом адмиралтейства адмиралом Джоном Джеллико. Они обсуждали минирование, говорили о морской авиации. Колчак просил разрешения принять участие в одной из её операций. Разведывательный полёт на двухмоторном самолёте произвёл на русского адмирала большое впечатление. В Англии Колчак несколько раз встречался также с начальником английского Морского генерального штаба генералом Холлом.
В США

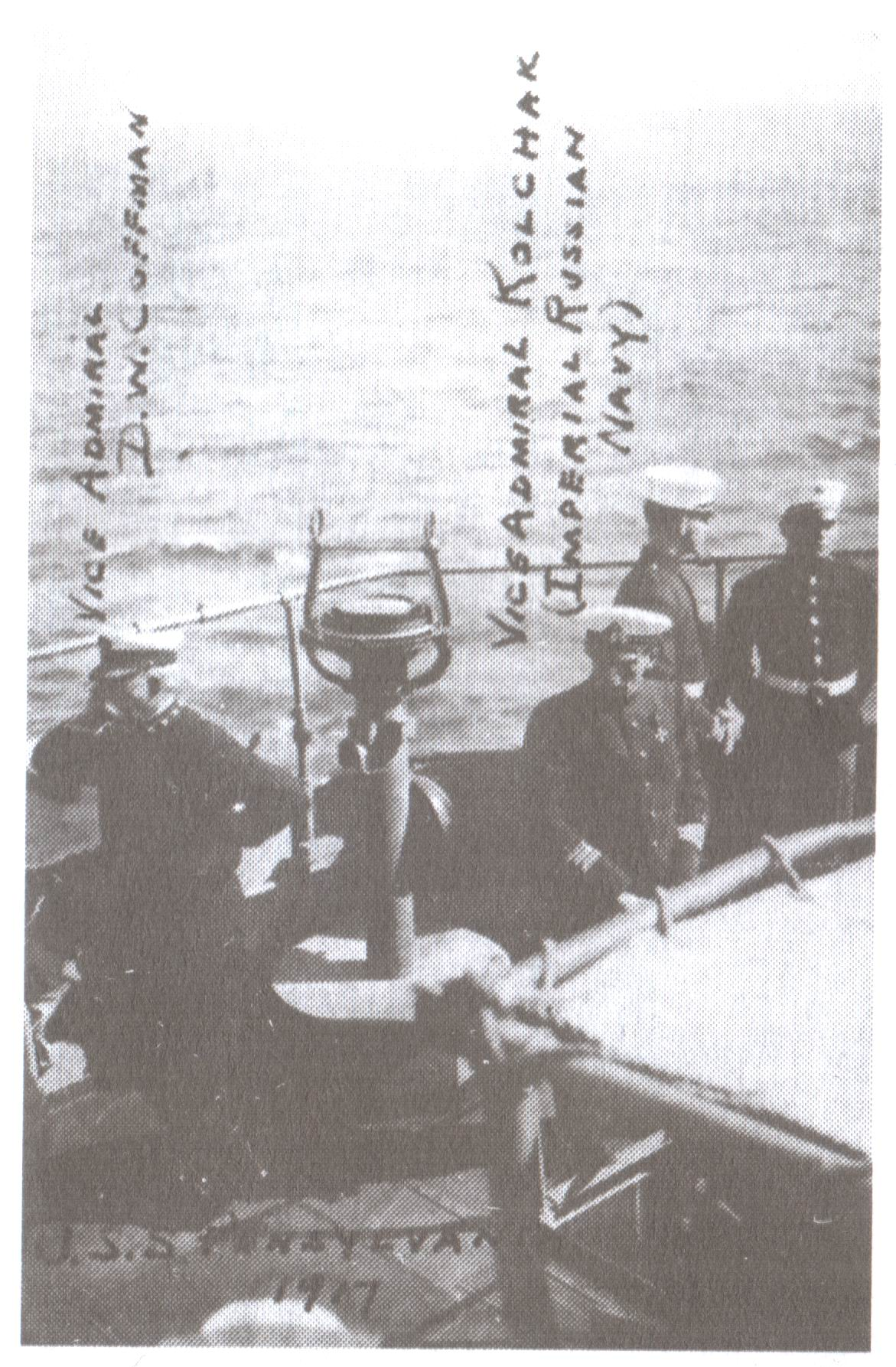
Колчак и американский адмирал Д. Коффман на палубе флагманского линкора «Пенсильвания». США. 1917

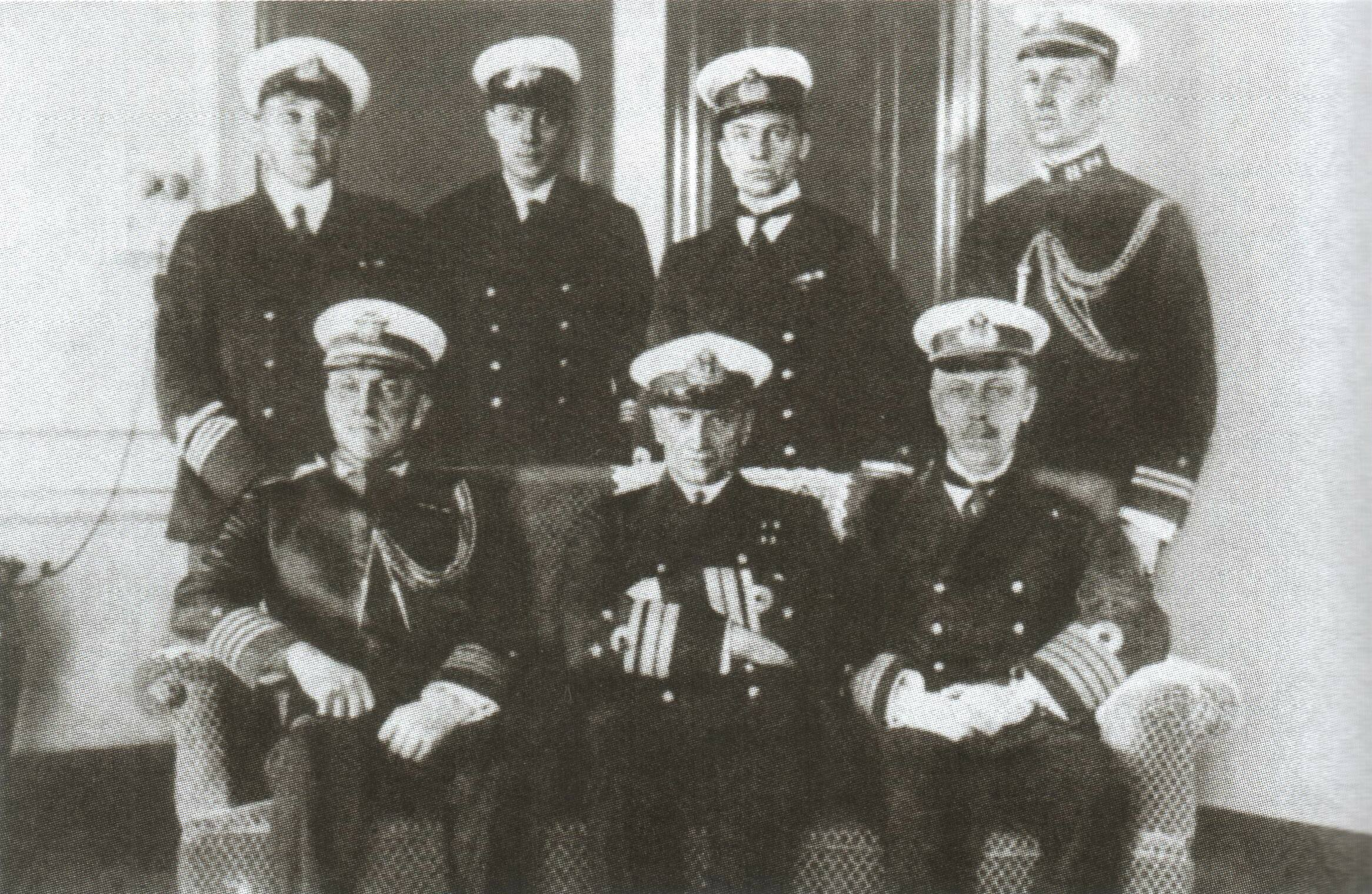
Группа русских и американских морских офицеров во главе с Колчаком (сидит в центре) в Нью-Йорке. Справа от Колчака — М. И. Смирнов

16 августа русская миссия на крейсере «Глонсестер» вышла из Глазго к берегам США, куда прибыла 28 августа. Здесь-то и выяснилось, что никакой Дарданелльской операции американский флот не планировал. Таким образом отпала главная причина поездки Колчака в Америку, и с этого момента его миссия носила военно-дипломатический характер. Колчак пробыл в США около двух месяцев, за это время встречался с русскими дипломатами во главе с послом Б. А. Бахметьевым, морским и военным министрами и государственным секретарём США. 16 октября Колчака принял американский президент В. Вильсон.
Колчак по просьбе коллег-союзников поработал в американской Морской академии, где консультировал слушателей академии по минному делу, признанным мастером которого являлся. По приглашению морского министра знакомился с американским флотом и на флагмане «Пенсильвания» более 10 дней участвовал во флотских манёврах.
Поскольку миссия в Америку не удалась, было решено возвращаться в Россию. В Сан-Франциско, уже на западном побережье США, Колчак получил телеграмму из России с предложением выставить свою кандидатуру в Учредительное собрание от кадетской партии по Черноморскому флотскому округу, на что он ответил согласием, однако его ответная телеграмма опоздала. Накануне отъезда Колчак получил сообщение о свержении Временного правительства, о победе Октябрьской революции. Все планы рушились. Колчак писал: «…я решил вернуться в Россию и там уже разобраться, что делать дальше». 12 (25) октября Колчак с офицерами отправился из Сан-Франциско во Владивосток на японском пароходе «Карио-Мару».
Позднее, в письме жене от 15 июня 1919 года, адмирал напишет, что в Америке сделал всё, от него зависящее, для участия в войне на стороне союзников, но в итоге пришёл к выводу, что «Америка заняла положение в отношении России, исключающее возможность с нею работать». Поэтому Колчак решил вернуться в Россию и продолжить войну с немцами на каких угодно условиях.
В Японии

Через две недели пароход прибыл в японский порт Йокогаму. В письме жене Софье Фёдоровне отсюда адмирал сообщает, что надеется продолжить войну в рядах русских солдат, вернувшись в Россию, и что если этого не удастся сделать, он будет стремиться всё равно продолжать войну с врагом Родины на западном фронте, в рядах союзнических войск — по мнению историка А. В. Ганин, действовать именно так подсказывали Колчаку долг перед Россией и понятие о чести. В Йокогаме Колчак узнал о свержении Временного правительства и захвате власти большевиками, а также о начале сепаратных мирных переговоров в Брест-Литовске между Советской Россией и Центральными державами. Колчак остро переживал случившееся на Родине, своё бессилие что-либо изменить: 
Быть русским, быть соотечественником Керенского, Ленина… ведь целый мир смотрит именно так: ведь Иуда Искариот на целые столетия символизировал евреев, а какую коллекцию подобных индивидуумов дала наша демократия, наш «народ-богоносец».
— А. В. Колчак
 Колчаку теперь предстояло решить тяжёлый вопрос: что делать дальше, когда в России утвердилась власть, которую он не признавал, считая изменнической и повинной в развале страны. Связывать служение Родине с большевизмом для него было немыслимо, поэтому он решил отказаться от мысли возвращаться на Родину и, как представитель бывшего русского правительства, которое было связано известными обязательствами с Антантой, продолжать войну, о чём в письме от 24 января 1918 г. из Шанхая, по пути на Месопотамский фронт, он сообщил жене. Своим офицерам он предоставил полную свободу оставаться за границей или ехать на Родину (большинство из членов комиссии Колчака впоследствии встали под знамёна Белого движения), сам же в сложившейся обстановке своё возвращение в Россию он считал невозможным и сообщил о своём непризнании сепаратного мира союзному английскому правительству. Он просил также принять его на службу «как угодно и где угодно» для продолжения войны с Германией. Выбор Англии Колчак объяснял наилучшими отношениями, которые сложились у него с представителями этой страны за время заграничной поездки.
Также Колчак писал о попытке определиться на английскую службу:
Я оставил Америку накануне большевистского переворота и прибыл в Японию, где узнал об образовавшемся правительстве Ленина и о подготовке к Брестскому миру. Ни большевистского правительства, ни Брестского мира я признать не мог, но как адмирал русского флота я считал для себя сохраняющими всю силу наше союзное обязательство в отношении Германии. Единственная форма, в которой я мог продолжать своё служение Родине, оказавшейся в руках германских агентов и предателей, было участие в войне с Германией на стороне наших союзников. С этой целью я обратился, через английского посла в Токио, к английскому правительству с просьбой принять меня на службу, дабы я мог участвовать в войне и тем самым выполнить долг перед Родиной и её союзниками.
— А. В. Колчак
Учитывая, что запросом русского адмирала занялся лично английский министр иностранных дел Бальфур, Лондон воспринимал Колчака очень серьёзно. Действительно, вскоре Колчака вызвали в английское посольство и сообщили, что Великобритания охотно принимает его предложение. 30 декабря 1917 года Колчак получил сообщение о назначении на Месопотамский фронт. В первой половине января 1918 года он выехал из Японии через Шанхай в Сингапур. Размышляя о роде службы, которую имел в виду для Колчака английский Генеральный штаб, британский исследователь Питер Флеминг отмечает, что в эти дни в Лондоне решили отправить на Кавказ из Багдада военную миссию под начальством генерала Денстервила, которая должна была вступить в контакт с небольшим русским контингентом в Северной Персии, отказавшимся признать Брестский мир. Флеминг считает, что Колчаку могла отводиться роль в этом смелом предприятии, имевшем целью недопущение захвата турками бакинских нефтяных месторождений и создания ими на берегах Каспийского моря плацдарма для наступления на Индию. При этом из письма Софье Фёдоровне, опубликованного в конце 2019 года, следует, что для Александра Васильевича, тем не менее, приоритетной оставалась прежняя цель попасть в Россию, которую он теперь надеялся осуществить, прорвавшись вместе с английскими союзниками на Юг России со стороны Месопотамии.
В Сингапуре и в Китае

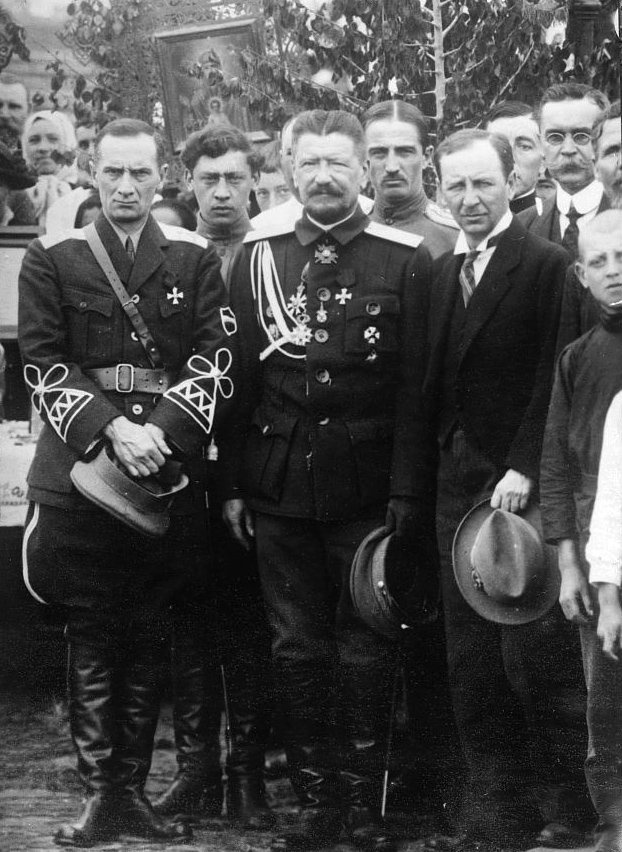
Колчак на Китайско-Восточной железной дороге в форме КВЖД. 1918 год

В марте 1918 года, прибыв в Сингапур, Колчак получил секретное поручение срочно возвращаться в Китай для работы в Маньчжурии и Сибири. Изменение решения англичан было связано с настойчивыми ходатайствами русских дипломатов и других политических кругов, видевших в адмирале кандидата в вожди противобольшевистского движения. Первым пароходом Колчак вернулся в Шанхай, где и завершилась, не успев начаться, его английская служба. Подробности нового назначения адмирала ожидали у русского посланника в Пекине князя Н. А. Кудашева. В Шанхае Колчак встретился с председателем правления Русско-Азиатского банка А. И. Путиловым, затем по железной дороге добрался до Пекина и посетил Кудашева, который поведал ему, что это именно он настоял на командировке адмирала в Китай, надеясь решить с его помощью ряд важных задач. Дипломат рассказал адмиралу, что большевистское правительство в разных концах России уже начало встречать сопротивление, например, на Юге России уже борется Добровольческая армия генералов Алексеева и Корнилова. Главной из задач, которые мог решить Колчак, дипломат видел объединение хаотично формировавшихся на Дальнем Востоке противобольшевистских отрядов в единую крупную вооружённую силу, которую можно было бы противопоставить большевикам.
С прибытием Колчака в Китай завершился период его зарубежных скитаний. Теперь адмирала ожидала политическая и военная борьба с большевистским режимом внутри России. Местом организации сил предполагалась Китайско-Восточная железная дорога (КВЖД), построенная Россией к 1903 году, с центром в Харбине.
В Пекине Колчак встретился с управляющим КВЖД генералом Д. Л. Хорватом, предложившим ему взять на себя руководство охраной железной дороги и всей военно-стратегической стороной дела, связанной со спасением КВЖД как русской собственности. 10 мая 1918 года на заседании акционеров КВЖД Колчак был введён в состав правления и назначен главным инспектором охранной стражи КВЖД с одновременным руководством всеми русскими вооружёнными силами в её полосе отчуждения. На заседании под видом нового правления дороги было образовано русское эмигрантское правительство Хорвата, на котором адмирал изложил план вооружённого вторжения на советскую территорию. Операцию планировалось осуществить сразу с двух направлений: со стороны Забайкалья и со стороны Приморья; по расчётам Колчака, ему требовалось для её проведения 17 тысяч бойцов.
В эти дни Колчаку доставили секретную телеграмму от русского посла в США Бахметева, приглашавшего Колчака в Америку на совещание пребывающих за границей российских политических деятелей с целью создания Политического центра для национального возрождения России. Посол находил присутствие адмирала совершенно необходимым и настоятельно просил его приехать, хотя бы ненадолго и в полной тайне. Колчак ответил, что приехать не сможет, а его деятельность на КВЖД направлена на достижение этой же цели. Как пишет П. Флеминг, это доказывает, что адмирал весьма серьёзно относился к своей роли в этом проекте.
11 мая Колчак прибыл в Харбин. В местных газетах было напечатано интервью с адмиралом, в котором он обещал восстановить законность и правопорядок в городе. В полосе отчуждения действовало несколько вооружённых формирований: пятитысячный Особый маньчжурский отряд атамана Г. М. Семёнова, не подчинявшегося Хорвату, двухтысячный харбинский отряд полковника Н. В. Орлова и действовавший на восточном конце КВЖД отряд атамана И. П. Калмыкова. Колчак начал организацию крупного соединения под видом усиления охраны железной дороги. Опорой Колчака стал отряд Орлова. Колчак пытался наладить отношения с атаманом Семёновым, однако, в силу японских инструкций и собственного предвзятого отношения к «господам», Семёнов на контакт идти отказался, вошёл с Колчаком в конфликт, и этот самый крупный отряд Колчак через некоторое время перестал брать в расчёт своих сил. В ведение адмирала входили и вопросы закупки оружия у Японии, однако, когда Колчак прибыл для переговоров к возглавлявшему японскую военную миссию в Харбине генералу Накасиме, тот затребовал за оружие некую компенсацию, намекая на более тесное сотрудничество. Колчак ответил, что не просит этого оружия у японцев как милости, но желает его купить за счёт средств КВЖД. В итоге визит не дал результатов, и это обстоятельство сказалось на отношениях между генералом Хорватом и Колчаком. Начало организации Колчаком флотилии на Сунгари и его планы занятия Владивостока беспокоили готовивших интервенцию японцев и вызвали недовольство китайцев. Японцы проводили враждебную Колчаку политику, настаивая на передаче всех вооружённых сил в подчинение атаману Семёнову, их агенты вели подрывную работу в войсках Колчака и переманивали бойцов в отряды Семёнова и Калмыкова. Нередко речь шла даже о личной безопасности адмирала. Колчаку пришлось со своим небольшим отрядом фактически противостоять Японии на востоке России. В конце концов Колчак решил съездить в Японию для выяснения отношений с японским военным руководством.
Снова в Японии
30 июня Колчак, передав командование генералу Б. Р. Хрещатицкому, уехал в Японию. Целью поездки, кроме выяснения отношений с японцами, было стремление завязать связи с представителями других стран, получить от них поддержку в военном строительстве. Посол В. Н. Крупенский организовал встречу Колчака с начальником японского Генштаба генералом Ихарой и его помощником генералом Г. Танакой. Встреча не принесла результатов: японцы убедились, что манипулировать Колчаком не удастся; будучи уверенными в «японофобии» Колчака, они не оказали ему содействия в устранении противоречий с японскими представителями на Дальнем Востоке и даже постарались задержать его в Японии под предлогом отдыха и лечения, так как такая известная и трудноуправляемая личность на Дальнем Востоке мешала осуществлению их планов. Те черты характера Колчака, которые были оценены англичанами — честность и лидерские способности, — автоматически делали его персоной нон грата для японцев. Японцы не были настроены считаться с русскими интересами на Дальнем Востоке в обстановке начинавшегося развала России.
Адмирал внимательно следил за событиями в России, где разворачивалась гражданская война, и размышлял, как он может принести пользу Родине, поэтому большое значение для него сыграло знакомство с возглавлявшим Русский отдел британского военного министерства генералом А. Ноксом. У них завязались дружеские отношения. На англичанина русский адмирал произвёл неизгладимое впечатление, через несколько месяцев генерал запишет: «Он обладает двумя качествами, необычными для русского: вспыльчивостью, вселяющей благоговейный ужас в его подчинённых, и нежеланием говорить просто ради того, чтобы поболтать». В одном из своих докладов в Лондон Нокс написал о Колчаке: «…нет никаких сомнений, что он является лучшим русским для осуществления наших целей на Дальнем Востоке». Эта оценка позволила некоторым советским историкам утверждать, что «адмирал стал действовать по указке англичан», хотя речь могла идти лишь о планах английских дипломатов на Колчака и их взаимном влиянии с Ноксом друг на друга. По совету Крупенского Колчак посетил французского посла в Токио Э. Реньо, которого уже тогда считали претендентом на пост главы французской миссии во Владивостоке. В сентябре Колчак узнал, что Нокс и Реньо отправляются во Владивосток, и, видимо, при содействии Нокса сумел получить место на их судне. 16 сентября он покинул Японию. Понимая, что на Дальнем Востоке японцы будут мешать его работе, он намеревался пробраться на Юг России, чтобы разыскать семью и поступить на службу к руководителям Добровольческой армии Алексееву и Корнилову (в то время он не знал о гибели последнего во время неудачного штурма Екатеринодара в конце марта 1918 года). Колчак и представить себе не мог, что уже весной командующий Добровольческой армией генерал Деникин признает его Верховным правителем России и подчинится как Верховному главнокомандующему объединённой Русской армии.

### Гражданская война
Колчак прибыл во Владивосток 19—20 сентября 1918 года. Во Владивостоке он ознакомился с положением на восточных окраинах страны, узнал о состоявшемся в Уфе совещании представителей различных демократических сил и об образовании Директории — объединённого антибольшевистского правительства на территории от Волги до Сибири, претендовавшего на роль «Временного Всероссийского правительства». Узнав о приезде Колчака, с ним захотели встретиться многие морские офицеры. На частном совещании с ними адмирал заявил, что из конкурирующих правительств он поддержал бы Сибирское, так как оно появилось без внешнего влияния и смогло провести мобилизацию населения, что означало значительную поддержку правительства гражданами. Приезд Колчака совпал по времени с посещением Владивостока главой Временного Сибирского правительства П. В. Вологодским. 21 сентября они встретились. Познакомился Колчак и с одним из руководителей антибольшевистского выступления Чехословацкого корпуса и командующим чехословацкими войсками генералом Р. Гайдой, с которым, по данным И. Ф. Плотникова, Колчак договорился о будущем сотрудничестве. В результате двух бесед Гайда, человек весьма трудноуправляемый, попал под влияние Колчака.

#### Военный и морской министр Директории

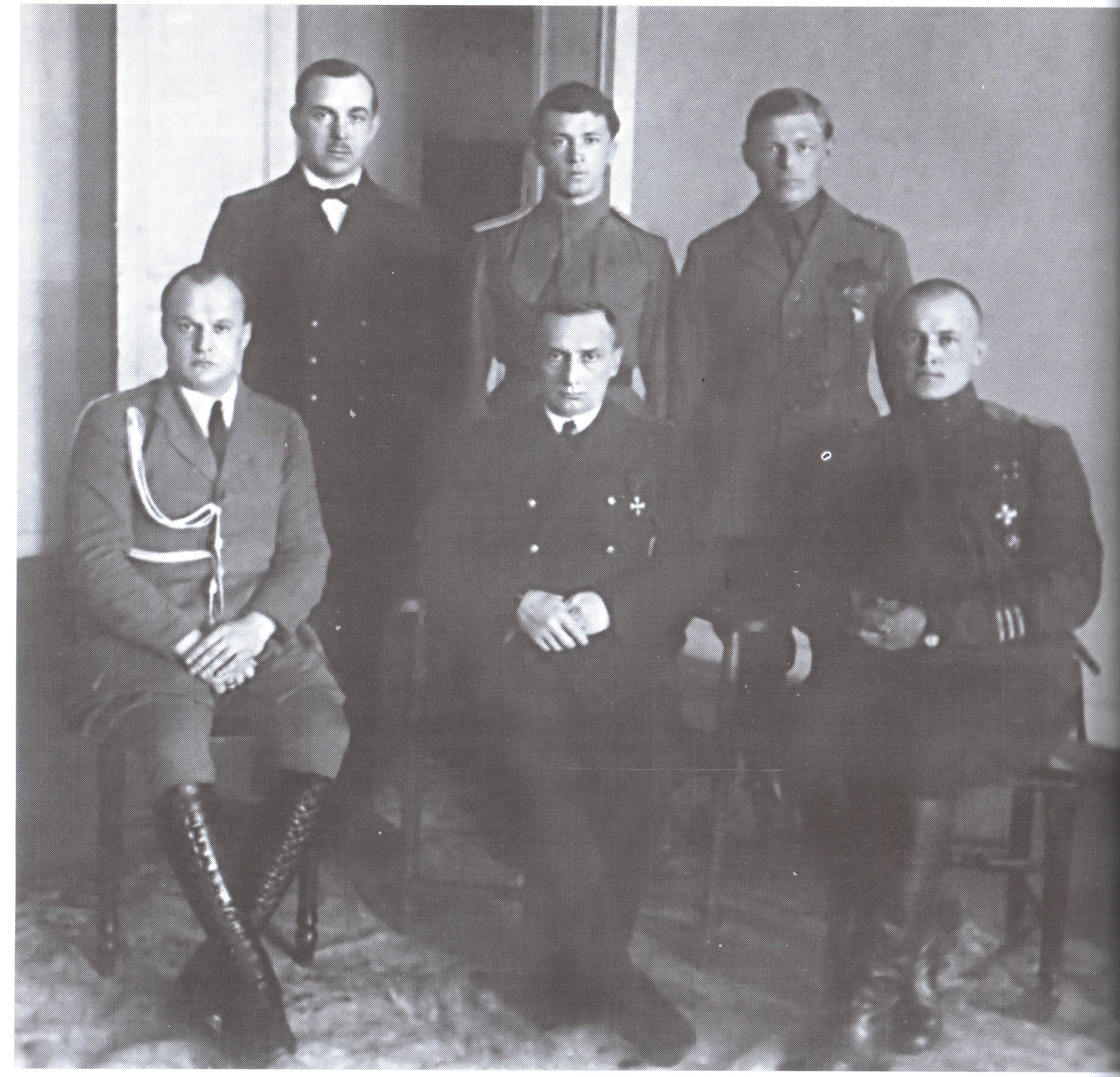
Вице-адмирал А. В. Колчак — военный министр Временного Всероссийского правительства со своим ближайшим окружением. 1918 г.

Через Сибирь Колчак ехал как частное лицо в штатской одежде. 13 октября 1918 года он прибыл в Омск, планируя провести здесь лишь несколько дней и отправиться дальше — на Дон. В первую очередь Колчак установил связь с представителями Добровольческой армии. Они относились к Директории крайне отрицательно, считая её «повторением Керенского», что, по мнению историка Хандорина, полностью соответствовало истине. В Омске состоялась встреча Колчака и главнокомандующего войсками Директории генерала В. Г. Болдырева. Видимо, после этой встречи Колчак отправил письмо генералу М. В. Алексееву о своём желании служить под его началом. Колчак встречался и с другими членами Директории, где большинство составляли эсеры, а также с представителем Добровольческой армии в Сибири полковником Д. А. Лебедевым и казачьими офицерами, включая коменданта Омска казачьего полковника В. И. Волкова. С Колчаком пытались установить отношения и члены правительства, включая главу Директории Н. Д. Авксентьева. С одной стороны, в Колчаке нуждались, с другой — его боялись; через него рассчитывали наладить отношения с англичанами, так как было известно, что Колчак состоит с ними в наилучших отношениях, однако одновременно и опасались его диктаторских наклонностей.

Ко времени приезда в Омск Колчак утвердился в мысли, что единственным средством победить большевизм может быть только военная диктатура. В это же время по заданию подпольной антибольшевистской организации Национальный центр из Москвы в Сибирь и Маньчжурию выехал видный сибирский кадет, в прошлом депутат IV Госдумы В. Н. Пепеляев. Он имел специальное задание и значительные полномочия: 
Национальный центр командировал меня на восток для работы в пользу единоличной диктатуры и для переговоров с адмиралом Колчаком в целях предотвращения соперничества имён Алексеева и Колчака. Со смертью Алексеева кандидатура адмирала стала бесспорной…
— В. Н. Пепеляев
 Свидетельство Пепеляева, написанное в марте 1919 года, очень важно. Очевидно, кандидатура Колчака рассматривалась в антибольшевистских кругах уже довольно давно, ведь выехал из Москвы он ещё в августе 1917 года. Историк И. Ф. Плотников приходит к заключению, что в Национальном центре знали о пребывании Колчака весной — летом 1918 года на Дальнем Востоке и рассматривали его как кандидата во всероссийские диктаторы. Относительно возможной конкуренции имён Колчак заявил Пепеляеву: «…если бы я имел власть, то, объединившись с Алексеевым, я бы отдал её ему».
16 октября генерал Болдырев предложил Колчаку пост военного и морского министра (вместо не удовлетворявшего Директорию и правительство П. П. Иванова-Ринова). От этого поста, не желая связывать себя с Директорией, Колчак сначала отказался, но потом, выяснив ряд вопросов (особенно вопрос о степени подчинённости ему некоторой части войск), дал согласие с условием, что если обстановка и условия работы будут противоречить его взглядам, он оставляет за собой право уйти. Против кандидатуры Колчака Сибирское правительство ничего не имело, возражали лишь Иванов-Ринов, начальник штаба Сибирской армии П. А. Белов (Виттенкопф) и эсеровский вождь В. М. Чернов. В начале ноября почти удалось достичь соглашения, но на этот раз против вхождения в состав правительства Е. Ф. Роговского, находившегося под подозрением в организации сепаратных эсеровских вооружённых формирований, выступил уже Колчак. Уступил адмирал лишь после просьбы председательствовавшего министра снабжения И. И. Серебренникова «спасти положение дел, войти в состав Совета Министров, примирившись с присутствием в Совете некоторых нежелательных для него лиц».
5 ноября Колчак был назначен военным и морским министром Временного Всероссийского правительства и 7 ноября приступил к исполнению своих новых обязанностей, первыми своими приказами начав формирование центральных органов Военного министерства и Главного штаба. На следующий день Колчак отправился на фронт для личного ознакомления с положением армии и её командным составом.

#### Верховный правитель России

##### Переворот 18 ноября

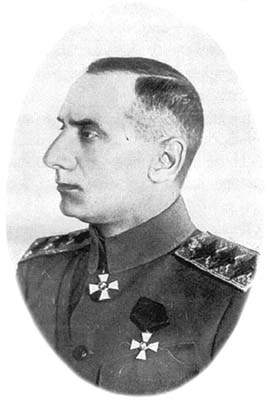
А. В. Колчак, официальный портрет 1919 года

Приезд Колчака в Омск совпал с конфликтом между находившейся под влиянием правых эсеров Директорией (Временным Всероссийским правительством) и её исполнительным органом — правоцентристским Всероссийским Советом министров во главе с П. В. Вологодским. Ряд военных поражений привёл к падению авторитета Директории в глазах армии. Директория не обладала реальной властью, а с неудачами на фронте настроение офицерства становилось всё более консервативным. Директория оказалась изолированной от военных — единственной реальной антибольшевистской силы. Назрел правительственный кризис, вызванный недовольством военной среды.
Именно военные и составили ударную силу заговора против Директории. 18 ноября около трёх сотен казаков и солдат под командованием казачьих офицеров арестовали эсеров — представителей левого крыла Временного Всероссийского правительства. Состоявший из эсеров батальон охраны Директории был разоружён. В поддержку Директории не выступила ни одна воинская часть омского гарнизона.
Колчак лично к перевороту не был причастен, однако был поставлен заговорщиками в известность, выразив готовность возглавить будущую диктатуру, «если будет нужно». «Роль» английской военной миссии в перевороте ограничивалась тем, что английские офицеры, будучи проинформированы о перевороте, обещали не вмешиваться в него при условии, что переворот будет бескровным.

А. В. Колчак после посещения госпиталя в Омске. Слева от него контр-адмирал М. И. Смирнов, за спиной Смирнова А. В. Тимирёва, крайний справа — начальник личной охраны Верховного правителя полк. А. Удинцов. 1919 год

После ареста эсеров Совет министров признал Директорию несуществующей, объявил о принятии на себя всей полноты верховной власти и заявил о необходимости «полного сосредоточения власти военной и гражданской в руках одного лица с авторитетным именем в военных и общественных кругах», которое будет руководить на принципах единоначалия. Было решено «передать временно осуществление верховной власти одному лицу, опирающемуся на содействие Совета министров, присвоив таковому лицу наименование Верховного правителя». Было выработано и принято «Положение о временном устройстве государственной власти в России» (так называемая «Конституция 18 ноября»), устанавливавшее, в частности, порядок взаимоотношений Верховного правителя и Совета министров. В качестве кандидатов в «диктаторы» рассматривались главнокомандующий войсками Директории генерал В. Г. Болдырев, управляющий КВЖД генерал Д. Л. Хорват и военный и морской министр вице-адмирал А. В. Колчак. Сам адмирал поддержал кандидатуру Болдырева, командовавшего армией на германском фронте и пользовавшегося доверием войск. Совет министров, однако, проголосовал за Колчака.
Совет министров своим Указом от 18 ноября 1918 года произвёл Колчака в полные адмиралы. Постановлением Совета министров от 18 ноября 1918 года Колчаку было передано осуществление Верховной государственной власти с присвоением наименования Верховного правителя. В его подчинении были все вооружённые силы государства. Верховному правителю были предоставлены полномочия предпринимать любые меры, вплоть до чрезвычайных, по обеспечению вооружённых сил, а также по установлению гражданского порядка и законности. Историк И. М. Ходаков обращает внимание на интересную деталь: перед переворотом Колчак говорил напрямую, что считает генерала М. В. Алексеева (если он ещё жив) Верховным главнокомандующим и что, если генерал Деникин (к которому Колчак относился с большим уважением) стал преемником бывшего Главковерха Русской Императорской армии, то он готов признать его власть над собой. Сначала Колчак не хотел принимать должность Верховного правителя, находя достаточной должность Верховного главнокомандующего, однако в итоге согласился с настойчивыми просьбами своего окружения.

##### Первые шаги на посту

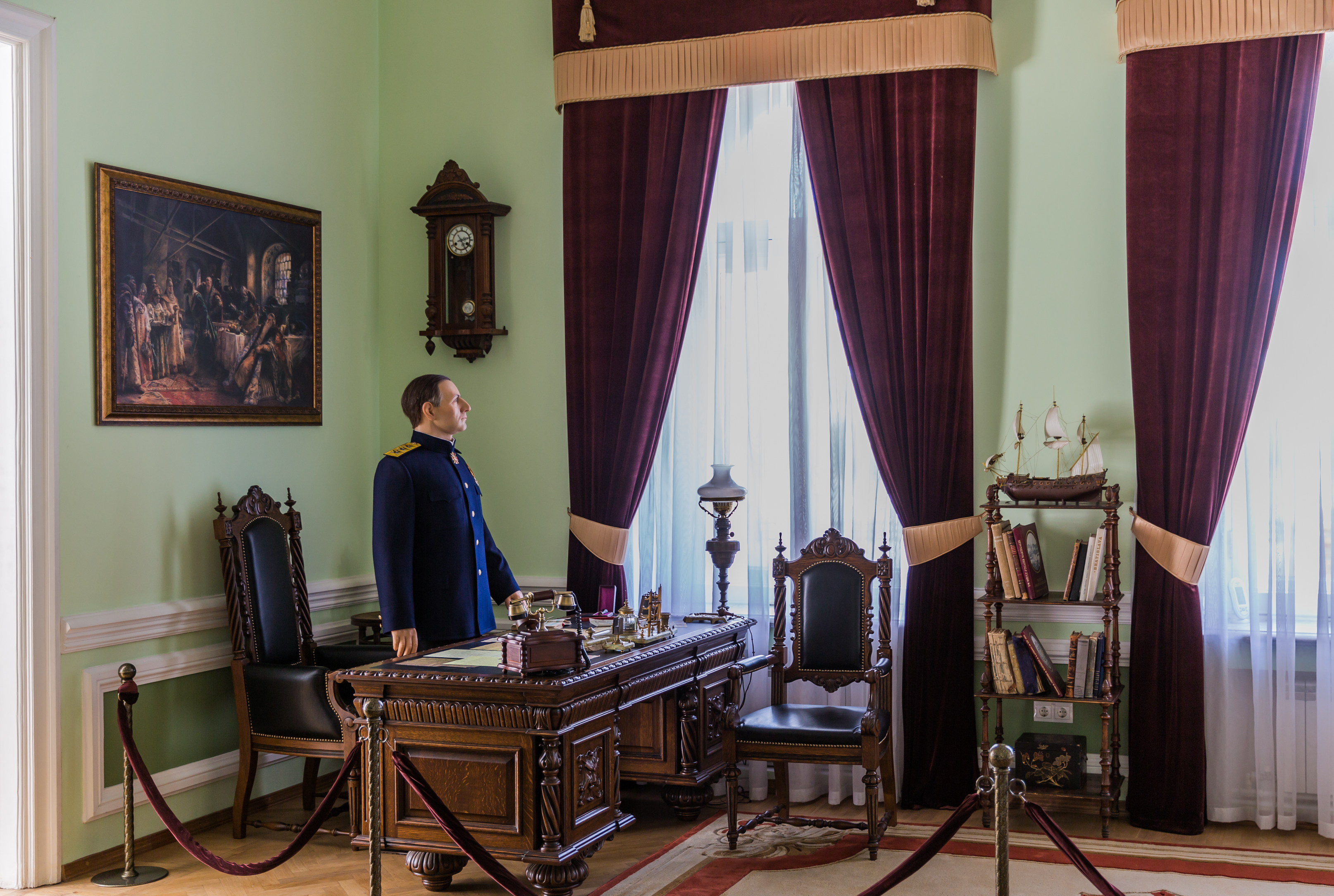
Восковая фигура А. В. Колчака в особняке Батюшкиных у стола, за которым работал Верховный правитель в 1919 году. Мемориальный кабинет восстановлен в том помещении, где он находился в 1919 году, и полностью обустроен, в нём размещена антикварная мебель (письменный стол, стулья, этажерка XIX—XX вв.). Здесь Александр Васильевич принимал иностранных послов, подписывал важные документы

Первым приказом по армии Колчак объявил о принятии должности Верховного главнокомандующего всеми сухопутными и морскими силами. Этим же приказом Колчак отправил в отставку занимавшего эту должность генерал-лейтенанта В. Г. Болдырева. Тот находился в Уфе, когда его вызвал по прямому проводу Колчак и сообщил о произошедшем перевороте. Болдырев, являвшийся к тому же одним из членов распущенной Директории, энергично протестовал и требовал от адмирала восстановления Директории и наказания виновных, указывая на угрозу гражданской войны в самом антибольшевистском лагере, но адмирал резко прервал его, потребовав немедленно выехать из Уфы. Болдырев в конце концов не пошёл на обострение ситуации и подчинился распоряжению Колчака.
Забайкальский атаман Г. М. Семёнов, пользовавшийся поддержкой японцев, отказался признать власть Колчака. 1 декабря 1918 года Колчак издал приказ об аресте Семёнова, который, впрочем, исполнить не удалось. При участии японских представителей и главы французской миссии генерала М. Жанена конфликт был урегулирован лишь к лету 1919 года. 25 мая приказ Колчака об аресте Семёнова был официально отменён. Атаман Семёнов, однако, фактически, продолжал вести себя на подвластной ему территории Забайкалья как самовластный правитель и так и не направил на фронт ни одного полка из своих сил. Настороженное отношение приход Колчака к власти вызвал поначалу и у семипалатинского атамана Б. В. Анненкова и руководителя оренбургского казачества А. И. Дутова.
Приоритетной задачей Верховного правителя было добиться признания своей власти как населением и армией, так и другими белыми правительствами на окраинах России и западными державами. Обращение Колчака к населению, опубликованное на следующий день после переворота, гласило:

Приняв крест этой власти в исключительно трудных условиях Гражданской войны и полного расстройства государственных дел и жизни, объявляю: я не пойду ни по пути реакции, ни по гибельному пути партийности. Главной своей целью ставлю создание боеспособной армии, победу над большевиками и установление законности и правопорядка, дабы народ мог беспрепятственно избрать себе образ правления, который он пожелает, и осуществить великие идеи свободы, ныне провозглашённые по всему миру.
Следующей задачей, решение которой признавалось возможным лишь при условии победы, провозглашалось «возрождение и воскресение погибающего государства». Было объявлено, что деятельность «временной верховной власти Верховного Правителя и Верховного Главнокомандующего» будет иметь целью «передачу судьбы государства в руки народа, предоставив ему устроить государственное управление по своей воле».

«Приказъ Верховнаго Правителя и Верховнаго Главнокомандующаго Адмирала Колчака.» к офицерам и солдатам Русской армии от 25 июня 1919 года. № 153. Стр. 1

Стр. 2

Как пишет историк В. В. Журавлёв, важнейшей идеологической константой колчаковского правления стала формула-лозунг «восстановления законности». 28 ноября на встрече с представителями прессы Колчак заявлял: «Порядок и закон в моих глазах являются неизменными спутниками, неразрывно друг с другом связанными». «Законность» намечалось обеспечить путём восстановления правопреемства российской власти — как было заявлено, новое российское правительство (правительство Колчака) действует, «восприняв власть бывшего Временного правительства, образовавшегося в марте 1917 года, и поставив своей задачей укрепление своего авторитета как единой власти, преемственной к исторической власти Государства Российского».
Что касается непосредственных участников переворота 18 ноября, то Колчак приказал «выявить» виновных в аресте Директории и передать их дело в суд. Уже на следующий день было объявлено о «явке с повинной» казачьих офицеров полковника В. В. Волкова, войсковых старшин И. Н. Красильникова и А. В. Катанаева. Военный суд, состоявшийся всего через 3 дня после событий, оправдал всех троих. На время их перевели из Омска в другие места службы, где они вскоре получили повышение в чинах, и инцидент официально был исчерпан.

##### Общественная реакция
Несмотря на то, что представители кадетской партии, правые круги и большинство военных поддержали Колчака, провозглашение его Верховным правителем не прошло гладко.
Западные державы вначале восприняли события в Омске с настороженностью, вызванной слухами о реакционно-монархических устремлениях организаторов переворота, распространявшимися эсерами. Союзники также опасались, что произошедшее может привести к вооружённому конфликту в антибольшевистском лагере. Однако реакция сибирского общества и последовавшие официальные выступления Верховного правителя, в которых он заверял в отсутствии «реставрационных» намерений, успокоили их. Российское отделение Чехословацкого национального совета 21 ноября высказало своё недовольство свершившимся переворотом. При этом командир чехословацкого корпуса генерал-майор Ян Сыровый потребовал от подчинённых ему войск сохранять нейтралитет, рассматривать события 18 ноября как внутренние российские дела, и запретил в войсках политическую пропаганду под угрозой военно-полевого суда. Верховный правитель, в свою очередь, очень резко отреагировал на выступление чешских политиков, заявив, что мнение иностранцев, бросивших фронт после окончания мировой войны, его не интересует.
Реакция в Сибири, на Урале и Дальнем Востоке на «омский переворот» была в основном благоприятной — слишком многие желали установления твёрдой власти. В адрес Верховного правителя поступали многочисленные приветствия от местных органов власти, промышленно-торговых объединений, общественных организаций, воинских соединений и частей, отдельных граждан. Так, съезд судовладельцев Сибири в своём обращении заявлял: «Только единоличная власть, опирающаяся на боеспособную армию и государственно мыслящие группы русского общества, может восстановить погибшую русскую государственность и защитить национальные интересы России».

##### Противодействие левых сил
Представители «революционной демократии» и меньшевики осудили переворот, а эсеры призвали к вооружённому сопротивлению.
В Екатеринбурге в этот период проходил съезд депутатов Учредительного собрания, готовивший возобновление его деятельности к началу 1919 года. Здесь же находилось и руководство партии эсеров во главе с В. М. Черновым — председателем Учредительного собрания. 19 ноября съезд принял воззвание «Ко всем народам России» с призывом к борьбе за устранение «кучки заговорщиков». Колчак отдал приказ о роспуске съезда и об аресте его руководителей. Командующий Екатеринбургской группой Сибирской армии чешский генерал Радола Гайда выполнил приказ, но два дня спустя распорядился освободить арестованных и выслать в Челябинск, где основу гарнизона составляли чехословаки, а оттуда — в Уфу. По приказу Колчака от 3 декабря 30 депутатов Учредительного собрания были здесь арестованы и отправлены в Омск. По делу ЦК партии эсеров, возглавившей сопротивление «омскому перевороту», было возбуждено следствие.
В Уфе против переворота выступили представители местной демократической власти, которые потребовали от премьера П. В. Вологодского восстановления «законной» власти и обратились за содействием к автономным правительствам областей и казачьих войск, а также чехословакам. Генерал В. Г. Болдырев, с которым они также пытались договориться, после некоторых колебаний всё же подчинился Колчаку. 30 ноября Верховный правитель отдал приказ об аресте уфимских «мятежников». Тогда же правительство Колчака приняло постановление, которое предусматривало смертную казнь для лиц, виновных в воспрепятствовании осуществлению власти Верховного правителя или Совета министров. Населению было приказано сдать имеющееся на руках оружие, за исключением охотничьих ружей. В начале декабря за попытки нелегальной борьбы с новым режимом по распоряжению Колчака были вновь произведены аресты депутатов Учредительного собрания.
Вооружённые выступления против новой власти всё же продолжились. В ночь на 23 декабря большевики подняли в Омске восстание, которое было жестоко подавлено в тот же день частями местного гарнизона: по официальным данным, 277 повстанцев было убито на месте, 166 расстреляно по приговору военно-полевых судов. В ходе подавления восстания в результате самосуда колчаковских офицеров погибли восемь депутатов Учредительного собрания, которых восставшие выпустили из тюрьмы. Убитые сами в восстании не участвовали, а после его усмирения добровольно вернулись в тюрьму. Остальные находившиеся в тюрьме депутаты позднее были отпущены на свободу.
Эта самосудная расправа имела неблагоприятный для Колчака резонанс. Поэтому официальное правительственное сообщение о событиях 23 декабря, с одной стороны, выражало благодарность войскам за подавление восстания, а с другой заверяло общественность в расследовании фактов незаконных самосудных расправ. Созданная следственная комиссия выявила виновников, но от наказания им удалось уйти.
После этих событий основная масса эсеров и меньшевиков на Урале и в Сибири перешла к подпольной деятельности против правительства Колчака. ЦК партии эсеров ещё в ноябре принял резолюцию, гласившую: «Партийные организации должны вернуться к методам и формам работы, практиковавшимся при самодержавном режиме, объявив беспощадную борьбу не на жизнь, а на смерть режиму единоличной диктатуры, не отступая ни перед какими способами борьбы». Считая белогвардейскую диктатуру большей опасностью, чем большевистскую, руководство эсеров заняло позицию сотрудничества с большевиками и правительством РСФСР. После этого колчаковское правительство запретило деятельность партии эсеров и объявило её местные организации распущенными.
В конце января 1919 года в ответ на распространившиеся в заграничной прессе разноречивые толки о причинах и содержании переворота российское правительство выпустило заявление, в котором характеризовало свергнутую власть Директории как «неделовую», лишённую политического единства и раздираемую партийными противоречиями, и поставило в вину её эсеровским руководителям узкопартийное интриганство и привнесение политики в жизнь армии, а также попытку создания эсеровской партийной военной организации.

##### Укрепление власти

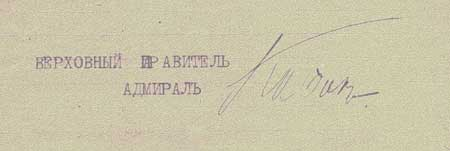
Автограф Верховного правителя России адмирала А. В. Колчака

29 января 1919 года Колчак принёс присягу как Верховный Правитель:
«Обещаюсь и клянусь перед Всемогущим Богом, Святым Его Евангелием и Животворящим Крестом быть верным и неизменно преданным Российскому Государству как своему Отечеству.
Обещаюсь и клянусь служить ему по долгу Верховного Правителя, не щадя жизни моей, не увлекаясь ни родством, ни дружбой, ни враждой, ни корыстью и памятуя единственно о возрождении и преуспеянии Государства Российского.
Обещаюсь и клянусь воспринятую мною от Совета министров Верховную власть осуществлять согласно с законами Государства до установления образа правления, свободно выраженной волей народа.
В заключение данной мной клятвы осеняю себя крестным знамением и целую слова и крест Спасителя моего. Аминь».
В целом Колчак продолжил экономический и политический курс Временного Сибирского правительства, бывший глава которого — близкий к кадетам П. В. Вологодский, ставший для Верховного правителя символом легитимности его правления, — был оставлен председателем Совета министров.
Приход Колчака к власти, концентрация в его руках военной, политической и экономической власти дали возможность белым оправиться от поражений, понесённых ими в Поволжье осенью 1918 года. Антибольшевистское движение после омских событий стало более консолидированным, подавляющее большинство современников отмечали, что после ноябрьского переворота престиж власти укрепился и управление стало более упорядоченным. Закончились междоусобицы различных правительств и «областных дум», была выстроена единая «вертикаль» управления сверху донизу. Таким образом, в результате событий 18 ноября 1918 года антибольшевистское движение трансформировалось в Белое движение.
Один из видных большевистских деятелей, председатель Сибирского ревкома И. Н. Смирнов в период колчаковской диктатуры сообщал В. И. Ленину: «В Сибири контрреволюция сложилась в правильно организованное государство с большой армией и мощным разветвлённым госаппаратом». Историк Хандорин отмечает, что, даже делая скидку на субъективность и преувеличенность этого отдельно взятого мнения, нельзя не заметить, что оно во многом ломает бывшее принятым в советской историографии представление о «внутренней гнилости» государственного организма белых.
Колчак рассчитывал на то, что под знаменем борьбы с красными ему удастся объединить самые разнородные политические силы и создать новую государственную власть. Поначалу положение на фронтах благоприятствовало этим планам. В декабре Сибирская армия заняла Пермь, имевшую важное стратегическое значение и существенные запасы военного снаряжения. Оценивая в апреле 1919 года значение ноябрьского переворота, омская газета «Наша заря» писала: «Фронт начал крепнуть. Снабжение его самым необходимым становилось с каждым днём лучше и лучше. Жизнь прифронтовой полосы упорядочивалась. Население получило уверенность в завтрашнем дне и стало поддаваться организации. Движение неприятеля было остановлено».

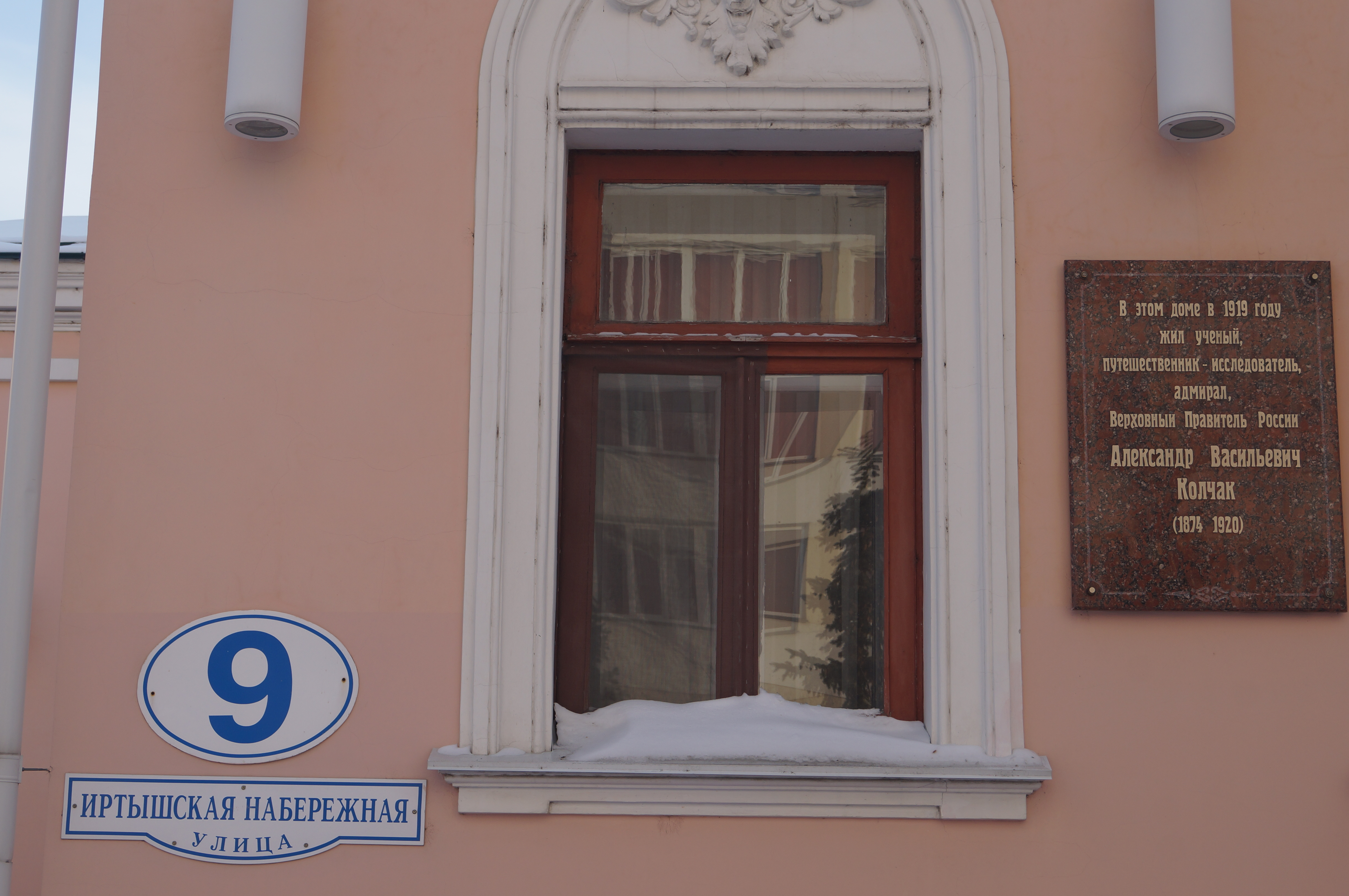
Мемориальная доска с текстом: «В этом доме в 1919 году жил учёный, путешественник-исследователь, адмирал, Верховный правитель России Александр Васильевич Колчак (1874—1920)»

В январе 1919 года произошло знакомство Колчака с генералом В. О. Каппелем, который уже давно в соответствии со своими заслугами должен был получить соответствующее военное назначение, но оказался в Сибири не у дел. Заочно Каппель был представлен Колчаку в невыгодном свете, однако при личной встрече генерал произвёл на адмирала благоприятное впечатление. Отношения между Колчаком и Каппелем наладились, генералу был поручен стратегический резерв Ставки — 1-й Волжский корпус, предназначавшийся для нанесения ударов на наиболее важных направлениях.

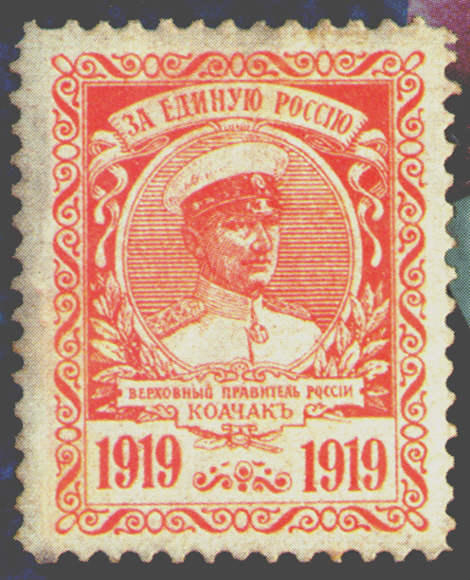
Пропагандистская марка, Екатеринодар, 1919 год

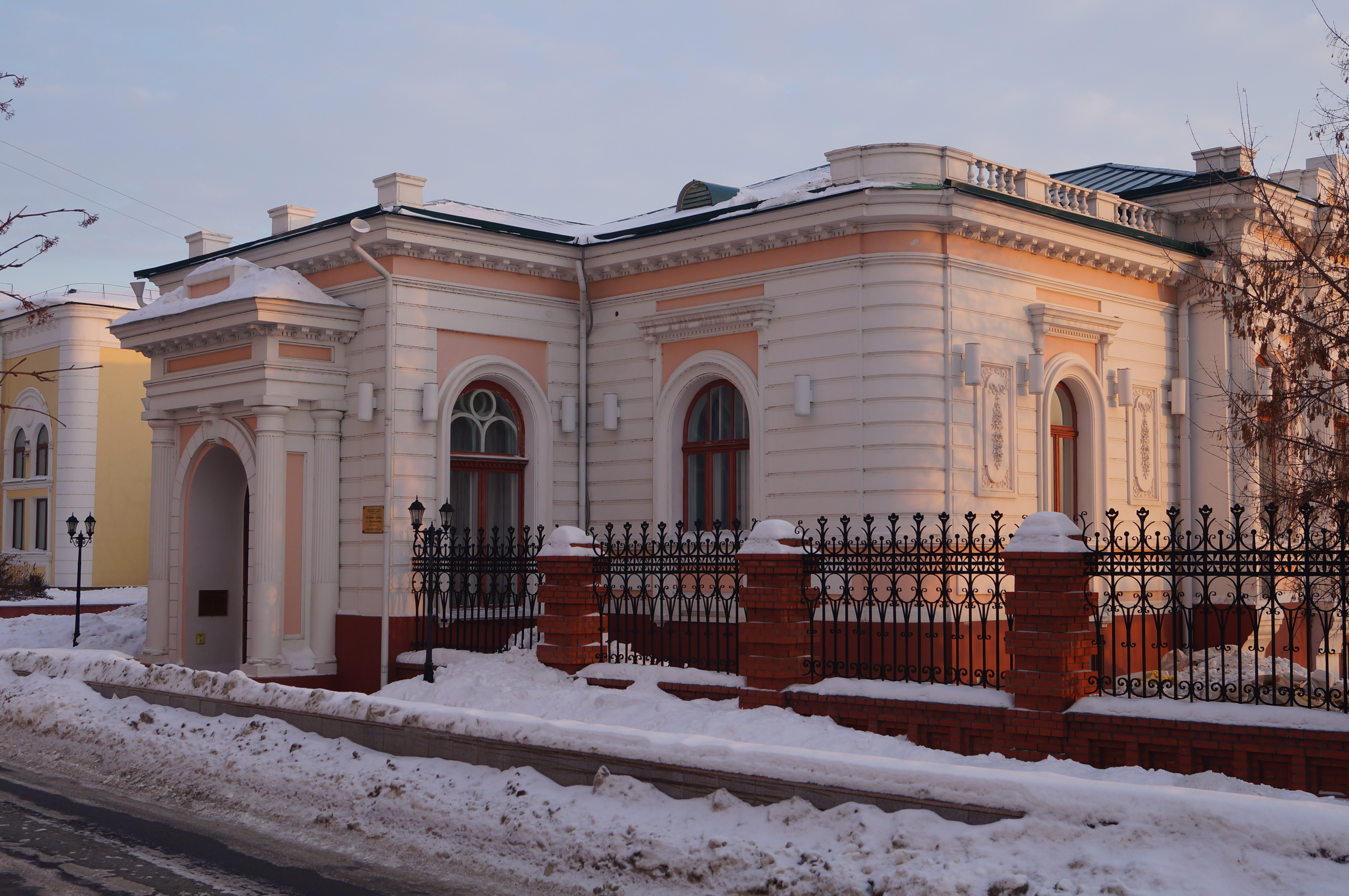
Особняк Батюшкиных на Иртышской набережной, с декабря 1918 г. по ноябрь 1919 г. служивший резиденцией адмирала А. В. Колчака. Сегодня здесь располагается Центр изучения истории Гражданской войны, в котором воссоздан мемориальный кабинет Верховного правителя

Заняв должность Верховного правителя, Колчак продолжал жить довольно скромно. Переехав в дом отставного чиновника К. А Батюшкина на берегу Иртыша, он оплачивал аренду хозяевам. Проживал Александр Васильевич в этом особняке на Береговой улице, дом № 9 (ныне Иртышская наб., 9) с 15 декабря 1918 года по 12 ноября 1919 года. Своей жене, проживавшей за границей и стремившейся вести образ жизни, подобающий супруге главы государства, Колчак писал, что он является главой непризнанного правительства и смотрит на своё положение как на должность чисто служебного характера, обращая внимание на неуместность таких запросов в письме жене и сыну от 16 сентября 1919 г.: «С мая я перевёл тебе 30 000 фр[анков]. Это превышает мои личные средства и раньше конца октября я не смогу сделать тебе перевода», и в последующих письмах: «Мне странно читать в твоих письмах, что ты спрашиваешь меня о представительстве и каком-то положении своём как жены Верховного правителя… Я не устраиваю никаких приёмов, и ты должна жить скромно. Не пытайся следовать дипломатическому протоколу».

##### Консолидация антибольшевистских сил
Процесс официального признания правительства Колчака как общероссийского проходил непросто. Энергичные усилия, имеющие целью консолидацию антибольшевистских сил, предпринимали российские дипломаты и политические деятели кадетского и умеренно-правого направления.
В конце мая — начале июня 1919 года о своём подчинении Колчаку как Верховному правителю России официально заявили командовавшие отдельными белыми армиями генералы Е. К. Миллер на Севере и Н. Н. Юденич на Северо-Западе. Приказом Верховного правителя они получали статус генерал-губернаторов и командующих вооружёнными силами в своих регионах. Аналогичное заявление сделал командующий Добровольческой армией (с начала 1919 года — главнокомандующий Вооружёнными силами Юга России) генерал А. И. Деникин.
Скрытое соперничество между Деникиным и Колчаком, несомненно, существовало, хотя внешне они всегда демонстрировали взаимное уважение. Понимая необходимость консолидации сил, Деникин уже 11 января 1919 года направил Колчаку телеграмму: «Признаём верховную власть, принятую Вашим превосходительством, в уверенности, что Вы солидарны с основными началами политической и военной программы Добровольческой армии». С. Д. Сазонов, министр иностранных дел в правительстве Деникина, был назначен министром иностранных дел «объединённого» правительства и переехал в Париж, откуда руководил деятельностью русских послов за границей. Правительство Франции выразило Колчаку своё удовлетворение объединением усилий Востока с Югом и назначением Сазонова, пользовавшегося авторитетом в дипломатических кругах Антанты. Несколько позже там же было образовано и объединённое военное представительство Колчака и Деникина за границей под руководством генерала Д. Г. Щербачёва.
Деникин, однако, долгое время не заявлял об официальном подчинении Колчаку, предпочитая рассматривать свои отношения с адмиралом как равноправные. В окружении Деникина многие считали, что именно его правительство имеет большее право именоваться всероссийским, несмотря на меньшую территорию. Лишь после того как стало ясно, что правительства держав Антанты однозначно рассматривают Колчака как главу Белого движения и будут вести переговоры по основным вопросам именно с ним, Деникин ради консолидации антибольшевистских сил был вынужден заявить о подчинении ему. 30 мая 1919 года Деникин в приказе по армиям Юга заявил: «Спасение нашей Родины заключается в единой Верховной власти и нераздельном с нею едином Верховном командовании. Исходя из этого глубокого убеждения, отдавая свою жизнь служению горячо любимой Родине и ставя превыше всего её счастье, я подчиняюсь адмиралу Колчаку как Верховному правителю Русского государства и Верховному главнокомандующему Русских армий».
17 июня Колчак официально назначил Деникина заместителем Верховного главнокомандующего. Лишь в сентябре, когда армии Колчака уже терпели поражения, он назначил его также своим заместителем как Верховного правителя. Указом об этом назначении Деникину предоставлялась широкая самостоятельность в вопросах местного управления, военного командования и ведения сношений с союзниками. При этом общие вопросы внутренней и внешней политики, земельный вопрос и финансовую политику Колчак оставил в своей исключительной компетенции. Официально заявив о подчинении Колчаку, Деникин, однако, по существу сохранил полную самостоятельность и в военно-оперативных действиях, и в управлении занятыми территориями. Координация действий между антибольшевистскими силами Востока и Юга была крайне слабой.

##### Внешняя политика и отношения с союзниками
Во внешней политике Колчак неуклонно придерживался ориентации на союзников России в Первой мировой войне. В качестве Верховного правителя и правопреемника царского и Временного правительств России он в декларации от 21 ноября 1918 года признал их внешние долги и другие договорные обязательства (к концу 1917 года внешний долг России превышал 12 миллиардов рублей). Главным представителем белых правительств за границей был назначен бывший царский министр иностранных дел С. Д. Сазонов.
Отношения с союзниками, однако, складывались непросто. Руководители правительств Англии и Франции (Д. Ллойд-Джордж и Ж. Клемансо) на первых порах претендовали на руководство всей борьбой с большевиками в России. 13 декабря 1918 года Колчака известили радиотелеграммой о том, что направленный во Владивосток французский генерал Морис Жанен уполномочен осуществлять верховное командование всеми войсками в Сибири — как союзными, так и русскими. Колчак, однако, категорически отверг предъявленный Жаненом мандат, подписанный Клемансо и Ллойд-Джорджем, и заявил, что скорее откажется вообще от иностранной помощи, чем согласится на такие условия. В результате переговоров был достигнут компромисс — приказом Колчака от 19 января 1919 года М. Жанен был назначен главнокомандующим союзными войсками — Чехословацким легионом, а также прибывшими позднее небольшими отрядами сербов, итальянцев, румын и поляков. Все они стояли в глубоком тылу. На фронте недолгое время находились лишь небольшой французский отряд и английская бригада, в которой рядовой состав был набран в основном из русских. Стоявшие на Дальнем Востоке японские (40-тысячный корпус) и американские войска (бригада численностью 7 тыс.) не подчинялись Жанену и в боевых действиях на фронте также не участвовали.
Чехословаков, несмотря на усилия представителей Антанты, вернуть на фронт гражданской войны после капитуляции Германии и Австро-Венгрии в мировой войне так и не удалось. Они рвались домой, не желая сражаться в чужой стране за непонятные им цели, особенно после переворота в Омске. Отношения между русскими и чехами становились всё более напряжёнными. Единственное, на что они согласились под давлением эмиссаров Антанты, — нести в тылу охрану Транссибирской магистрали от Новониколаевска до Иркутска.
Генерал Жанен, лишившийся первоначально предназначавшегося ему престижного поста, испытывал личную неприязнь к Колчаку и в донесениях своему правительству не упускал случая представить его в невыгодном свете. В отличие от него, руководитель английской военной миссии генерал Альфред Нокс, отвечавший за снабжение колчаковской армии, добросовестно выполнял свою работу и с симпатией относился к Колчаку.
Основная помощь союзников белым свелась к снабжению армий Колчака и Деникина оружием и обмундированием. Эта помощь поступала в основном от Англии, располагавшей значительными излишками оружия и снаряжения, оставшегося после мировой войны. До сентября 1919 года Англия потратила на помощь белым (включая интервенцию на Севере) 60 млн фунтов стерлингов — больше, чем остальные союзники, вместе взятые. В мае 1919 года Колчак направил военному министру Уинстону Черчиллю телеграмму с выражением персональной благодарности за его деятельность. Несмотря на все поставки союзников, Красная армия неизменно превосходила белых по количеству оружия.
Что касается США и Японии, то с их стороны практической помощи колчаковскому правительству было мало. По оценке историка В. Г. Хандорина, они ограничивались в основном политическими отношениями с Колчаком и ролью «дружественных» наблюдателей на Дальнем Востоке, соперничавших между собой за преобладающее влияние в этом регионе, исходя из собственных экономических интересов. По его словам, американское командование не было настроено на активное вмешательство в российские дела и даже по существу враждебно воспринимало режим Колчака из-за его «недемократичности» и белого террора. Весной 1919 года, отвечая на предложение японцев совместно участвовать в подавлении большевистского восстания в тылу, американцы заявили: «Мы не смотрим на большевиков как на врагов, так как они представляют одну из политических партий в России… действуя против них, мы стали бы вмешиваться в домашние дела России». *В отличие от США, японцы не только вмешивались в местные дела, но и активно стремились подчинить своему влиянию Дальний Восток, поддерживая таких сепаратистов и откровенных бандитов, как атаман Г. Семёнов, и не столько «помогали» белому делу, сколько дискредитировали его и вредили Колчаку[нейтральность?]. Власть Колчака в этом регионе была фактически номинальной.
Целью внешней политики Колчака было дипломатическое признание его правительства странами-победительницами в Первой мировой войне. Но союзные миссии не спешили признать Колчака как официального правителя России. Признание де-юре в итоге было получено в начале 1919 года только со стороны Королевства сербов, хорватов и словенцев. Как сообщал в Омск В. А. Маклаков, страны Антанты хотели убедиться, что новое правительство «не реакционное».
Руководители держав Антанты, несмотря на первоначальные заявления, отказались пригласить представителей белой России на Парижскую мирную конференцию, на которой были подведены итоги Первой мировой войны, что было воспринято Белым движением как ущемление национального достоинства России — великой страны, понёсшей огромные потери и на протяжении трёх лет удерживавшей второй фронт, без которого невозможна была бы конечная победа союзников. В декларации колчаковского правительства от 7 декабря 1918 года по поводу окончания мировой войны выражалась надежда на участие России в мирной конференции. Предполагалось, что если до созыва конференции не будет юридически признанного союзниками правительства новой России, то её интересы будет представлять кто-либо из дипломатов старой России по согласованию с белыми правительствами. Рассчитывая на это, правительство Колчака в декабре 1918 года создало специальную комиссию по подготовке к мирной конференции. Вскоре, однако, позиция союзников в этом вопросе изменилась под предлогом отсутствия признанного де-юре правительства всей России. Единственное, что Россия получила от мирной конференции, — это право на возмещение причинённого войной ущерба со стороны Германии и её союзников. Германия также передала союзникам 300 миллионов золотых рублей, полученные от Советской России в счёт контрибуции по Брестскому миру, который после победы союзников был аннулирован. На конференции было принято решение отложить рассмотрение вопроса о России, её международном статусе и границах до окончания в ней гражданской войны.
В феврале 1919 года державы Антанты предприняли попытку созыва международного совещания с участием представителей всех политических групп и государственных образований бывшей Российской империи (Совещание на Принцевых островах) для выработки договора о дальнейшей судьбе России. По сути дела, это была попытка создания всероссийской власти под непосредственным руководством держав Антанты. Для участия в работе совещания была приглашена и делегация от правительства Советской России. Ввиду того, однако, что все потенциально заинтересованные участники (включая Российское правительство адмирала Колчака) отказались дать своё согласие на участие в совещании, оно по существу не состоялось:412.
26 мая в Омск была направлена нота Верховного совета Антанты. Союзники в ней обещали помощь, но требовали от Верховного правителя выполнения ряда условий. В ответном послании Колчак подтверждал соблюдение законов и свобод, но большинство политических требований оставлял на усмотрение будущего Национального собрания, которое должно было быть созвано после победы над большевиками. Союзники продолжили поставки Колчаку, но отступление фронта летом 1919 года негативно сказалось на прогрессе по этому направлению.

##### Временно во главе Православной Церкви
С провозглашением адмирала Верховным правителем церковная жизнь в Сибири заметно оживилась. По инициативе сибирских епископов в Уфе было создано возглавлявшееся архиепископом Омским Сильвестром (Ольшевским) Временное высшее церковное управление. 27 декабря 1918 года им было учреждено Главное Управление по делам вероисповедания. В учебных заведениях возобновили преподавание Закона Божьего, церкви вернули отобранные советской властью земли. В армию было направлено более 2 тысяч священников. В апреле 1919 года Омский Собор духовенства Сибири единогласно утвердил адмирала временным главой Православной Церкви на освобождённых от большевиков сибирских землях — до тех пор, пока Москва не будет освобождена от большевиков и Святейший Патриарх Тихон не сможет вступить в свои обязанности. Омский Собор при этом постановил упоминать имя адмирала во время официальных церковных богослужений.
На содержание Церкви из государственных средств выделялись средства — 11,8 млн рублей на содержание приходов и ещё более 1,2 млн рублей на содержание Церковного аппарата.
В отличие от генерала П. Н. Врангеля, по-настоящему стремившегося опереться на Церковь, адмирал Колчак на государственном уровне не проявлял такого стремления и не предпринимал усилий по привлечению её к активной борьбе с большевизмом. Отношения Верховного правителя с Временным высшим церковным управлением носили довольно формальный характер. Далеко не все священники были на стороне Колчака, некоторые из них в декабре 1919 года даже поддержали восстание против его власти в Иркутске.

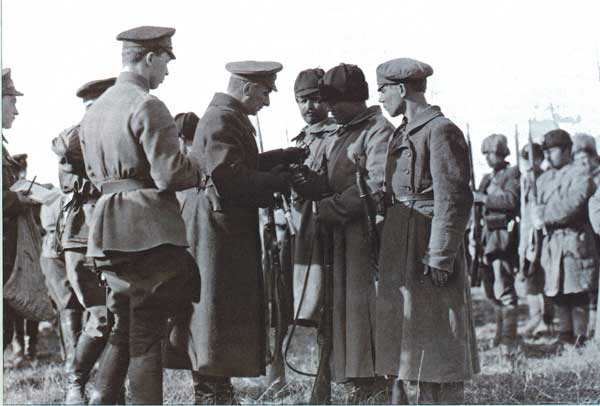
Верховный главнокомандующий вручает георгиевские кресты солдатам. 1919 г.

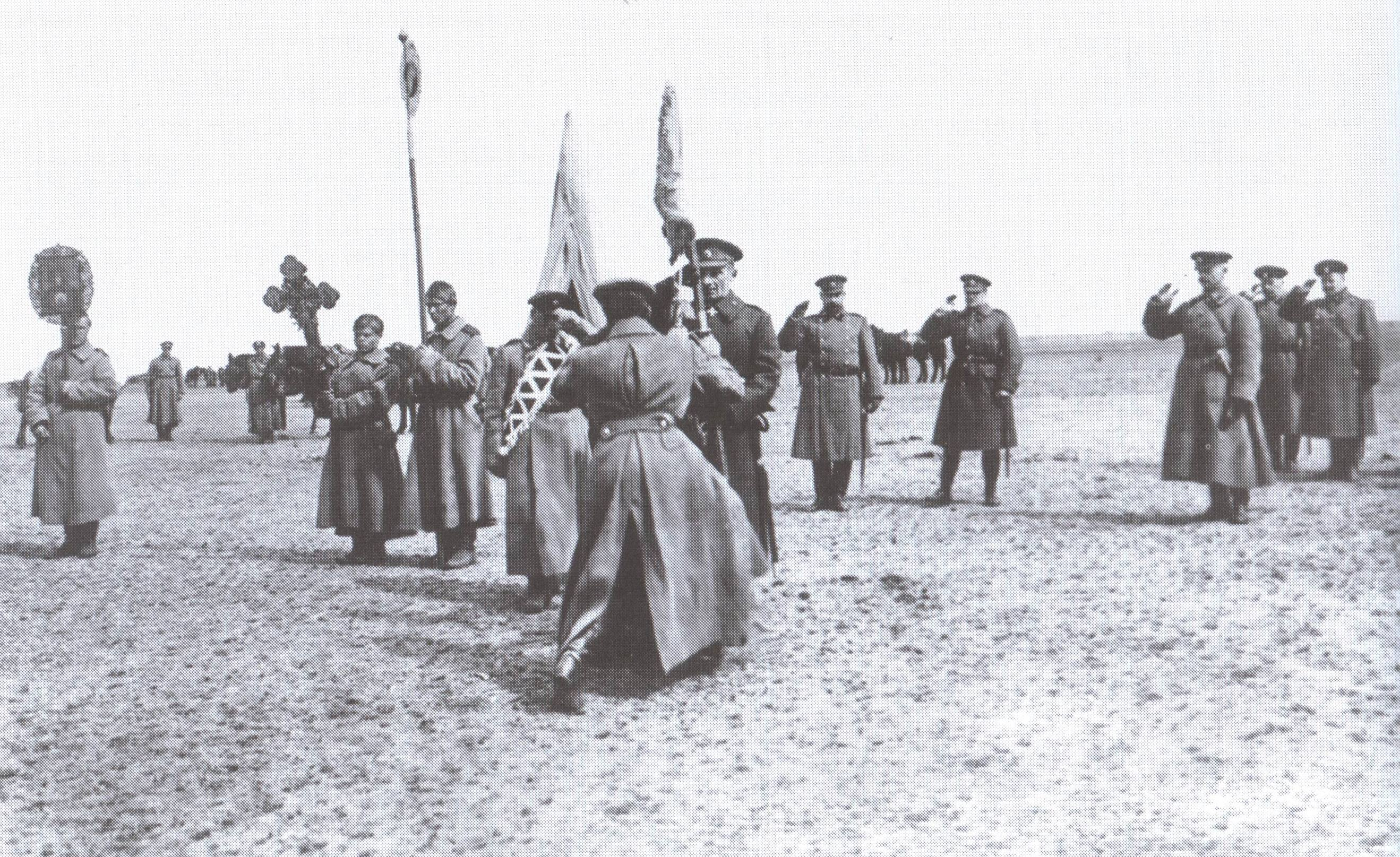
Верховный правитель вручает полковое знамя. 1919 г.

##### Восстановление наград Русской армии
30 ноября 1918 года Колчак издал приказ о восстановлении дня празднования в честь Ордена Святого Великомученика и Победоносца Георгия — 26 ноября (старого стиля), повелев: 

Считать этот день праздником всей Русской Армии, доблестные представители которой высокими подвигами, храбростью и мужеством запечатлели свою любовь и преданность нашей Великой Родине на полях брани. 
 День сей торжественно праздновать ежегодно во всех воинских частях и командах.— Кручинин, А. С. Адмирал Колчак: жизнь, подвиг, память. — М.: АСТ, Астрель, Полиграфиздат, 2010. — с.304
Верховный правитель отменил внесённые 24 июня 1917 года Временным правительством изменения в награждения Орденом Св. Георгия и Георгиевским крестом, т. н. «Георгии с лавровой ветвью», даже запретив ношение полученных ранее таких наград, как отменил и награждение орденом Святого Станислава.
Были восстановлены награждения орденами Святого Георгия до 2-й степени включительно и Георгиевским оружием, орденами Святого Владимира до 2-й степени включительно и орденами Святой Анны всех степеней. Солдат награждали Георгиевскими крестами, георгиевскими медалями и медалями «За усердие» (кроме медалей на лентах ордена Святого Станислава).
Не были восстановлены высшие императорские ордена: орден Святого апостола Андрея Первозванного, орден Святого Александра Невского, орден Святого Георгия 1-й степени, орден Святого Владимира 1-й степени, орден Белого Орла. Колчак отказался от восстановления орденов, награждение которыми было прерогативой императора, а также оставил в орденской системе (отражавшей и государственную иерархию) незанятой самую высшую ступень. При этом были введены новые награды, соответствовавшие событиям гражданской войны, например, «За освобождение Сибири», позднее — «За Великий Сибирский поход».

##### Расследование убийства царской семьи
Колчак организовал расследование дела о расправе большевиков с семьёй бывшего императора Николая Александровича, поручил это следователю Н. А. Соколову, который на основе раскопок, сбора и анализа документов, поиска и допросов свидетелей установил время, место и обстоятельства трагедии, хотя останки убитых до отступления Русской армии от Екатеринбурга в июле 1919 года найти не успели.

##### Золотой запас

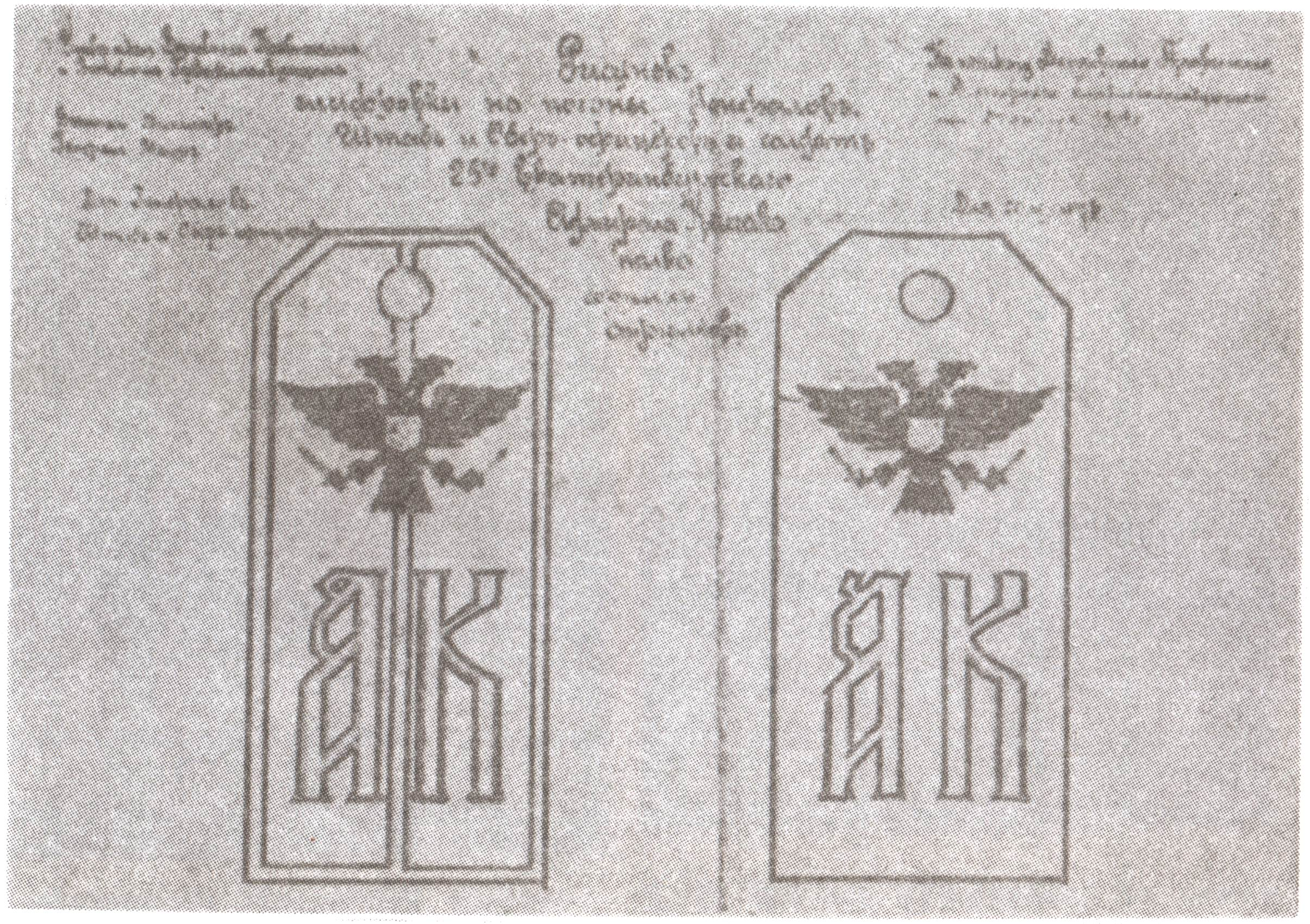
Погоны 25-го Екатеринбургского полка имени адмирала Колчака

В 1914—1917 годах около трети золотого запаса России было отправлено на временное хранение в Англию и Канаду, а примерно половина была вывезена в Казань. Часть доставшегося после Октября 1917 года целиком большевикам золотого запаса, хранившегося в Казани (более 500 тонн), была отбита у них 7 августа 1918 года войсками Народной армии Комуча под командованием В. О. Каппеля при взятии Казани и отправлена в Самару, где утвердилось правительство Комуча. Из Самары эти ценности на некоторое время перевезли в Уфу, а в конце ноября 1918 года — в Омск и передали в распоряжение правительства Колчака. Здесь золотой запас и хранился в виде золотых монет и слитков, а также ювелирных изделий, платины, серебра и ценных бумаг. В мае 1919 года было установлено, что всего в Омске находилось золота на сумму 650 млн рублей по довоенному курсу (505 тонн).
Имея в своём распоряжении бо́льшую часть золотого запаса России, Колчак не позволял своему правительству расходовать его, даже для стабилизации финансовой системы и борьбы с инфляцией (которой способствовала безудержная эмиссия «керенок» и царских рублей большевиками). На закупку вооружения и обмундирования для своей армии Колчак потратил 68 миллионов рублей. Под залог 128 миллионов рублей были получены кредиты в зарубежных банках.
31 октября 1919 года золотой запас под усиленной охраной был погружён в 40 вагонов, ещё в 12 вагонах находился сопровождавший персонал. Транссибирская магистраль на протяжении от Новониколаевска до Иркутска контролировалась чехами, чьей главной задачей была собственная эвакуация из России. Только 27 декабря 1919 года штабной поезд и поезд с золотом прибыли на станцию Нижнеудинск, где представители Антанты вынудили адмирала Колчака подписать приказ о предрешении в будущем своего отречения от прав Верховного правителя России и передать эшелон с золотым запасом под контроль Чехословацкого корпуса. 15 января 1920 года чешское командование выдало Колчака эсеровскому Политцентру, который уже через несколько дней передал адмирала большевикам. 7 февраля чехословаки передали большевикам 409 миллионов рублей золотом в обмен на гарантии беспрепятственной эвакуации корпуса из России. Народный комиссариат финансов РСФСР в июне 1921 года составил справку, из которой следует, что за период правления адмирала Колчака золотой запас России сократился на 235,6 миллиона рублей, или на 182 тонны. Ещё 35 миллионов рублей из золотого запаса пропало уже после передачи его большевикам, при перевозке из Иркутска в Казань.

#### Возрождение и развитие путей сообщения
К лету 1919 года усилиями правительства положение на железных дорогах было исправлено, поезда стали ходить по расписанию, сократилось число злоупотреблений и беспорядков. Особое внимание Колчак уделял освоению стратегически важного для России Северного морского пути, которым адмирал интересовался ещё со времён полярных плаваний его юности. Теперь над проблемой продолжал работать созданный 23 апреля 1919 года по личному почину Александра Васильевича при Российском правительстве специальный Комитет Северного морского пути. В планах значились и новые исследовательские экспедиции, одна из которых была проведена в 1919 году в Карском море под руководством друга А. В. Колчака Б. А. Вилькицкого. В планах значилось и строительство нового порта в устье Енисея.

#### Социальная политика
Чтобы снизить социальную напряжённость, Российское правительство принимало специальные меры: несмотря на неизбежную во время военных действий инфляцию, особый комитет при министерстве труда утверждал специальные прожиточные минимумы по регионам, и в зависимости от них время от времени производил индексирование зарплаты госслужащих. Историк Хандорин замечает, что эти колчаковские «минимумы» были реальными. Практика исчисления прожиточных минимумов была впервые введена в Сибири именно при Колчаке.

#### Пермская операция

Личный самолёт Верховного Правителя

План операции по наступлению вместо Москвы на Вологду (чтобы выйти на соединение с архангельскими белыми частями и получить доступ к помощи союзников через порты Архангельск и Мурманск) был разработан ещё чехами, при оставлении фронта они передали эту идею Болдыреву, которому идея тоже понравилась, её поддерживал и Нокс. В итоге «по наследству» всё это досталось Колчаку.
Наступление началось 27 ноября с началом обхода Кушвы правофланговой группой генерала Г. А. Вержбицкого. Кушва была взята белыми штыковой атакой 2 декабря.
29 ноября в наступление перешла ударная группировка А. Н. Пепеляева. При 20-градусных морозах, по колено в снегу, за две недели солдаты преодолели 100 вёрст и взяли 14 декабря узловую станцию Калино. В результате манёвра белых армия М. М. Лашевича оказалась разрезанной на две части.
20 декабря 7-я Уральская дивизия генерала В. В. Голицына и 2-я Чехословацкая дивизия с разных сторон ворвались в Кунгур, выбив оттуда 30-ю дивизию В. К. Блюхера.
Понёсшие значительные потери советские войска отступали к опоясанной несколькими рядами окопов и проволочных заграждений Перми, которую красное командование надеялось удержать. Войска Колчака, перерезав железную дорогу, не дали частям дивизии Блюхера усилить гарнизон города, павшего 24 декабря. В плен было взято более 30 тыс. красноармейцев, 120 орудий, свыше 1000 пулемётов, 9 бронепоездов, 180 поездных составов, речная флотилия и весь обоз разбитой 3-й армии красных, в результате декабрьских сражений потерявшей половину своего состава. На некоторых направлениях красные сдавались целыми полками, например, 4-й Камский полк. Успех был достигнут белыми частями уже без помощи оставивших фронт чехов.
Сообщение о взятии Перми вызвало восторженную реакцию в Омске. Совет министров постановил наградить Колчака, находившегося и действовавшего всё время операции в боевой обстановке, орденом Святого Георгия 3-й степени за большой вклад в подготовку операции. В связи со взятием Перми личное поздравление Верховному правителю прислал премьер-министр Франции Ж. Клемансо.

#### Генеральное наступление армий Восточного фронта весной 1919 года

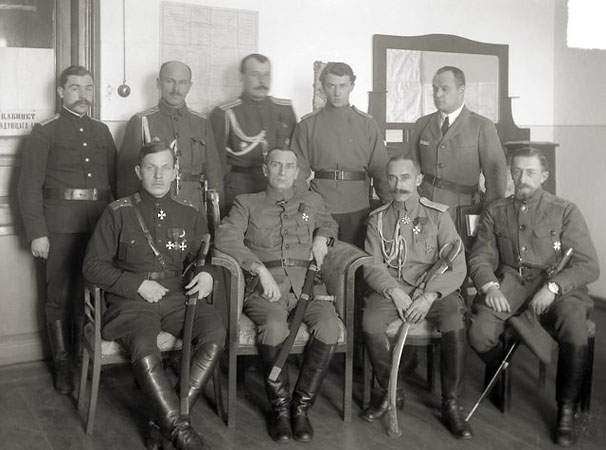
В штабе Сибирской армии. В первом ряду слева направо: командующий Р. Гайда, Колчак, начальник штаба Б. П. Богословский. Екатеринбург.Во втором ряду посередине Е. М. Калиновский, начальник дивизии. Февраль 1919 года. Накануне генерального наступления

В начале 1919 года Колчаком была произведена реорганизация войск. Бывшая Екатеринбургская группа войск была преобразована в Сибирскую армию, во главе которой стал генерал Гайда. Западной армией командовал генерал М. В. Ханжин, которому была оперативно подчинена примыкавшая к его левому флангу Южная армейская группа генерала П. А. Белова.
Восточный фронт РККА имел сильные фланги и слабый центр, что давало возможность Восточному фронту Русской армии нанести удар в центр Советской России. Согласно стратегическому плану Ставки Колчака, в первой фазе операции должно было произойти наступление на Пермско-Вятском и Самаро-Саратовском направлении. При успехе наступление должно было продолжиться двумя главными ударами на обоих направлениях и перерасти в наступление на Москву с севера, юга и востока. Генеральное наступление было запланировано Ставкой на апрель 1919 года.
В начале марта, упредив готовившееся наступление РККА, армии Колчака ударили в стык между 5-й и 2-й советскими армиями. Правофланговая Сибирская армия на Вятском направлении соединилась с войсками Архангельского правительства. Части Западной армии генерала Ханжина в марте взяли Бирск, Уфу, Стерлитамак, в апреле — Мензелинск, Белебей, Бугуруслан, Бугульму, Набережные Челны. Сибирская армия в апреле взяла Воткинский завод, Сарапул, Ижевский завод. В конце апреля армии Колчака вышли на подступы к Казани, Самаре, Симбирску, заняв значительные территории с важными промышленными и сельскохозяйственными ресурсами, население которых превышало 5 млн человек. Это открывало армиям Колчака прямую дорогу на Москву.

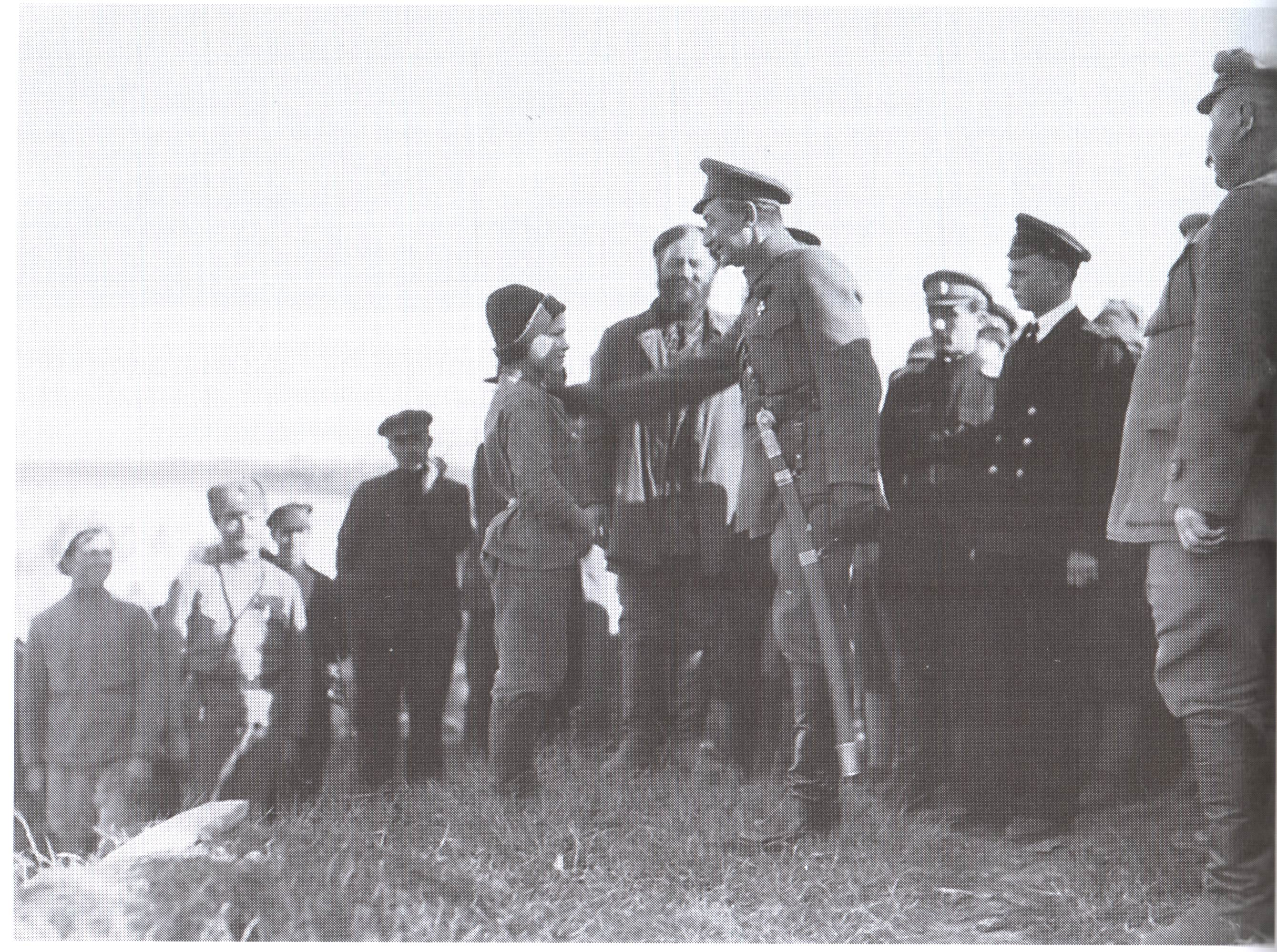
А. В. Колчак во время поездки на фронт с сыном полка. 1919 г.

«Полёт к Волге», как стали называть весеннее наступление 1919 года, произвёл сильное впечатление на современников. В буржуазных и общественных кругах России чувствовался подъём, связанный с надеждой на скорую победу над большевиками. Премьер-министр Российского правительства П. В. Вологодский в интервью томской газете «Сибирская жизнь» 29 апреля говорил, что он «верит в звезду Верховного правителя» и что к осени армии возьмут Москву, в связи с чем он уже говорил о предстоящих выборах в Национальное (или Учредительное) собрание. Колчака поздравили с успехом наступления, в частности, премьер-министр Франции Ж. Клемансо, военный министр Великобритании У. Черчилль и министр иностранных дел Франции С. Пишон. Отреагировали на успехи армии Колчака и большевики. Ленин в апреле объявил Колчака главным врагом Советской республики и призвал «напрячь все силы в борьбе с ним». Летом 1919 года Советское правительство назначило премию в 7 млн долларов за голову Колчака.
Значительно возрос авторитет Колчака. Начала поступать помощь союзников. 30 мая Главнокомандующий ВСЮР генерал А. И. Деникин признал власть адмирала Колчака как Верховного правителя Русского государства и подчинился ему как Верховному главнокомандующему Русской армией. Вокруг Колчака были созданы единые вооружённые силы и образовалось Российское государство, хотя и состоявшее из трёх разрозненных частей.
Успех весеннего наступления, однако, оказался непрочным. Красная армия, остановив колчаковцев на подступах к Волге, 28 апреля перешла в контрнаступление и в течение лета отбросила армию Колчака за Урал.
Сам Колчак осенью 1919 года, на фоне широкомасштабного отступления белых войск, оценивал итоги своей весенней кампании следующим образом:
Не мне оценивать и не мне говорить о том, что я сделал и чего не сделал. Но я знаю одно, что я нанёс большевизму и всем тем, кто предал и продал нашу Родину, тяжкие и, вероятно, смертельные удары. Благословит ли Бог меня довести до конца это дело, не знаю, но начало конца большевиков положено всё-таки мною. Весеннее наступление, начатое мною в самых тяжёлых условиях и с огромным риском… явилось первым ударом по Советской республике, давшим возможность Деникину оправиться и начать в свою очередь разгром большевиков на Юге…
— А. В. Колчак. Начало октября 1919 года.

#### Отступление Восточного фронта летом-осенью 1919 года

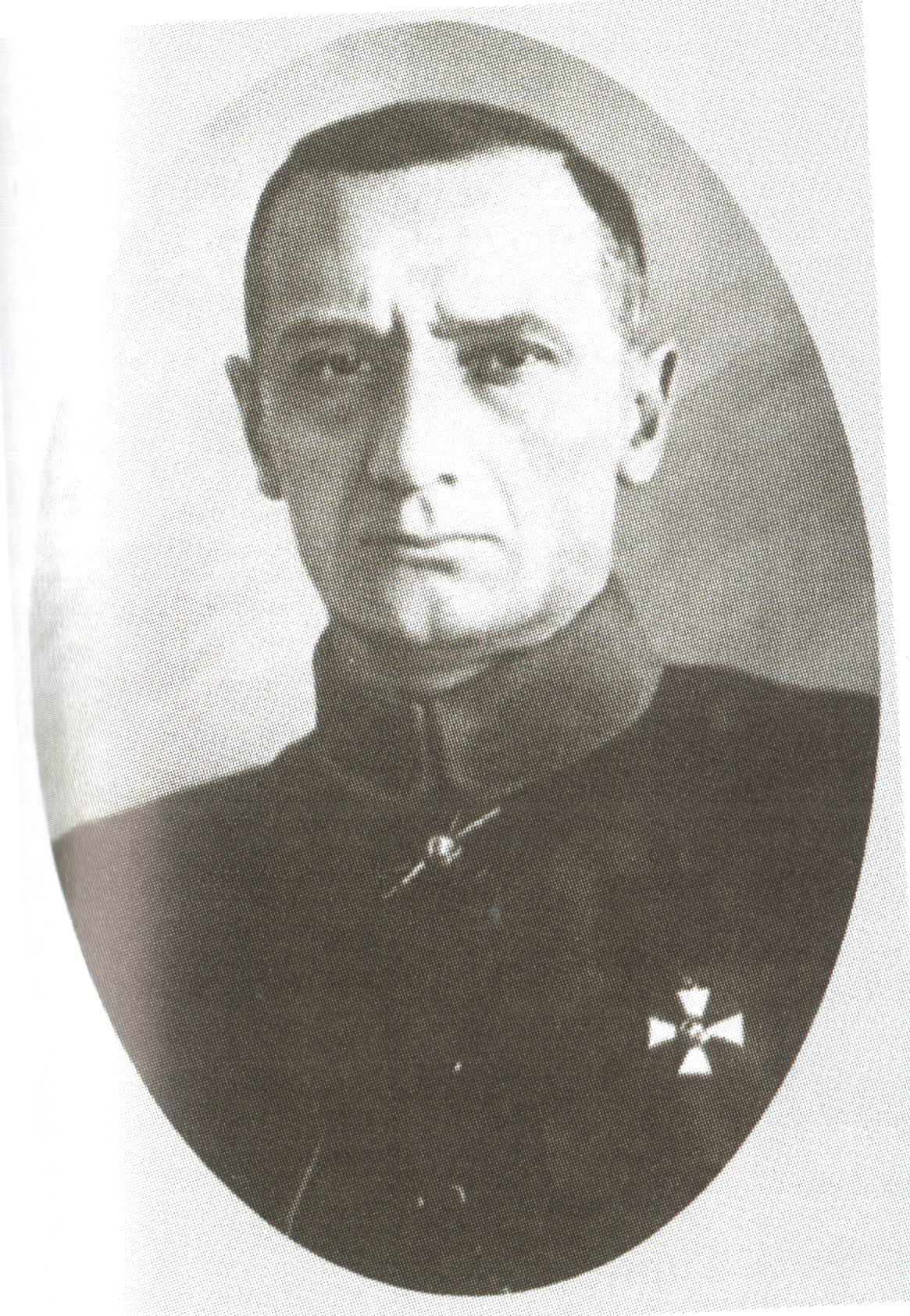
А. В. Колчак. Фото сделано 1 мая 1919 года, когда захлебнулось генеральное наступление его армий

К середине 1919 года численность Красной армии дошла до 1,5 миллиона человек. Большевики восстановили свой численный перевес на Восточном фронте, сосредоточив на главном направлении 33-тысячную группировку. «Все на Колчака!» — гласил лозунг большевистского правительства в эти дни. ЦК РКП(б) 7 апреля объявил Восточный фронт главным. М. В. Фрунзе получил в своё распоряжение четыре армии, чья совокупная численность составляла 80 тыс. человек и вдвое превышала число бойцов Западной армии генерала Ханжина. 28 апреля началось контрнаступление Красной армии. Положение белых войск усугубило восстание Украинского куреня имени Тараса Шевченко, к которому присоединились ещё четыре полка и егерский батальон. Это стало основным фактором, определившим прорыв фронта Красной армией. Многие военачальники Белого движения позднее называли именно эти события первопричиной поражения Западной и других армий Восточного фронта. Западной армии пришлось отходить.
9 июня красные части взяли Уфу. Отступив из Поволжья, Колчак потерял стратегическую инициативу. Боеспособность армии снизилась.
В июне Колчак отклонил предложение К. Г. Маннергейма двинуть 100-тысячную финскую армию на Петроград в обмен на признание независимости Финляндии, заявив, что «не поступится никогда и ни за какие минутные выгоды» «идеей великой неделимой России». В телеграмме министру иностранных дел С. Д. Сазонову от 5 декабря 1919 года Колчак говорил, что никогда не признает независимость республик, провозглашённых по условиям Брестского мира:

Образование самоопределяющихся республик в виде Финляндии, Эстонии, Латвии, Литвы, Польши, Украйны и других социалистических образований, ставит Россию в положение Московии после Столбовского трактата. 300-летний исторический путь России даёт основание считать, что в дальнейшем будущем Россия не откажется от этого пути, определяемого государственными операционными направлениями на морские пути сообщения. Отказ от этих направлений и суверенных прав на территории, соприкасающиеся с выходами на Балтийское, Чёрное и Средиземное моря и в Тихий океан, означал бы историческую гибель русского народа и одичание его в глубине равнин Европейской России и Сибири.

«Кадровый голод» привёл в конечном итоге к поражению белых армий. Генералу М. А. Иностранцеву Колчак говорил: 

…мы бедны людьми, почему нам и приходится терпеть даже на высоких постах, не исключая и постов министров, людей, далеко не соответствующих занимаемым ими местам, но — это потому, что их заменить некем…
20 июня были произведены кадровые перестановки. Колчак закрепил за собой должность верховного главнокомандующего вооружёнными силами Российского государства, Дитерихс занял освобождённый Колчаком пост главнокомандующего Восточным фронтом. Вместо Ханжина командующим Западной армией стал генерал К. В. Сахаров.
В июле провалился авантюрный план Лебедева и Сахарова завлечь 5-ю армию красных в Челябинск, а потом окружить её и разгромить. Западная и Сибирская армии отступали в Зауралье.
Колчак предпринял усилия для усиления централизации власти: по его указу от 7 августа Совету Верховного правителя, состоявшему из приближённых министров, предоставлялись дополнительные полномочия по организации обороны. Был резко сокращён бюрократический аппарат.
Колчак усилил пропаганду в войсках, обратился с воззваниями к крестьянам и солдатам. Его приказ от 28 июля обязывал офицеров разъяснять солдатам цели войны: единство и целостность России, решение насущных для народа вопросов через Национальное учредительное собрание, защита православной веры и национальных святынь. Либеральные газеты выходили с призывами крепить оборону государства. Аэропланы белых начали сбрасывать прокламации на позиции большевиков. Для компрометации большевиков, пользуясь их же методами борьбы, печатали фальшивые декреты советской власти и номера газеты «Правда». Были открыты курсы военных информаторов, готовившие профессиональных агитаторов в войсках.

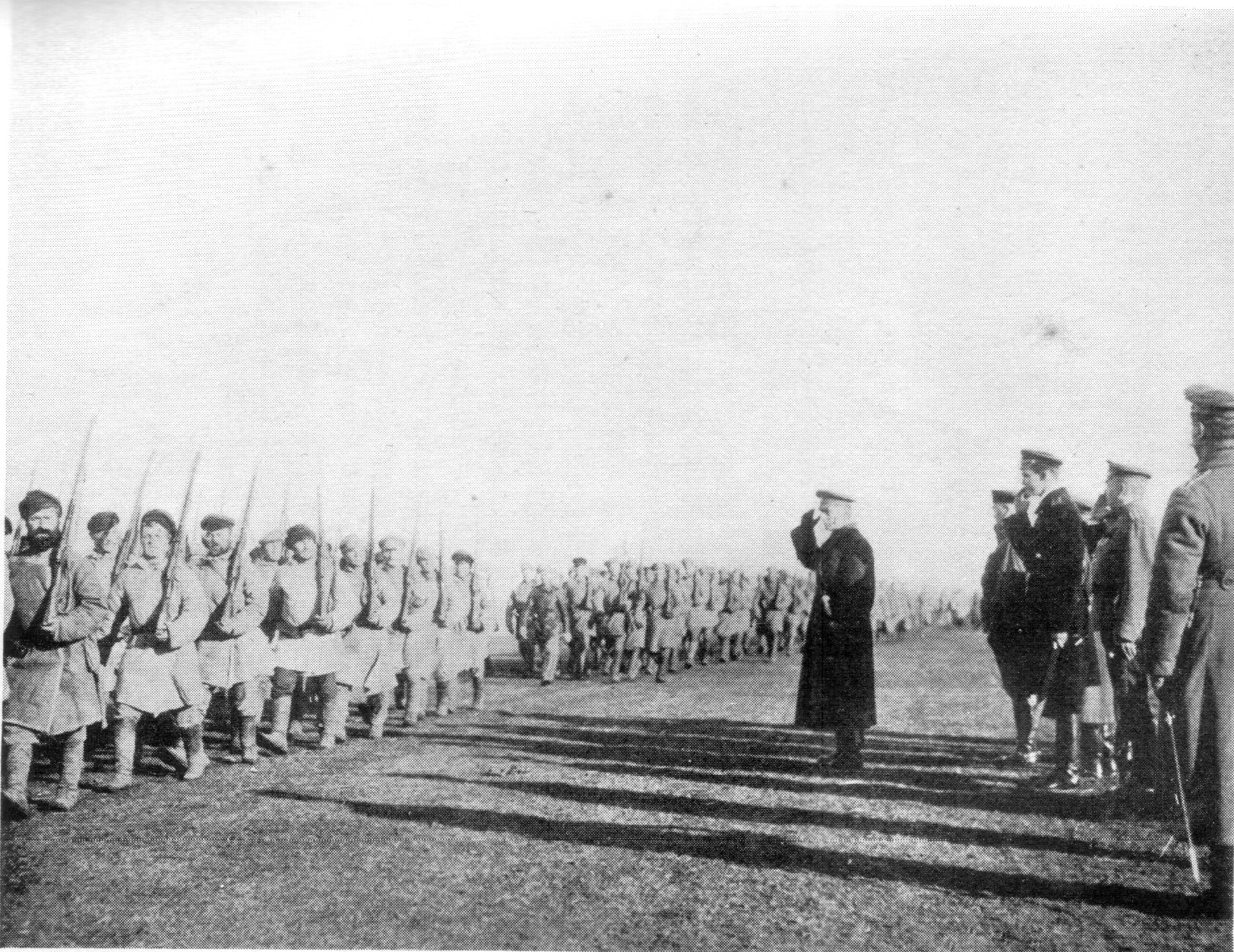
Колчак принимает парад. Близ Тобольска, сентябрь-октябрь 1919 года

Главной задачей Восточного фронта белых стало содействие силам Деникина в их наступлении на Москву, отвлечение на себя частей большевиков. Белые одержали победу в своём последнем наступательном сражении на Восточном фронте — сентябрьской Тобольской операции. Верховный главнокомандующий адмирал Колчак лично планировал десантные операции последнего наступления трёх своих армий и действия Обь-Иртышской флотилии, рассчитывая доплыть до Тюмени. Замысел адмирала был смел, состоял в стремлении не допустить отхода красных, окружить и уничтожить их путём быстрой перевозки частей по рекам и высадки десантов во взаимодействии с конницей фронтально наступающих армий. В случае успеха белые окружали 29-ю, 30-ю и 51-ю стрелковые дивизии красных. Несмотря на срыв этого плана, белые были довольно близко к разгрому 3-й Красной армии. Именно поэтому советские военные историки Тобольско-Петропавловскую операцию рассматривали исключительно фрагментами, подробно описывая бои одной лишь только 5-й армии. Красные были отброшены от реки Тобол на 100 км. Сентябрьские победы после длительных неудач оценивались как поворотный момент в гражданской войне. Колчак решился на шаг, который не хотел делать в период отступления, чтобы это нельзя было интерпретировать как проявление слабости власти, — преобразование Государственного экономического совещания в избираемый населением орган.
Александр Васильевич ездил на передовую независимо от того, как шли дела его армий. Стремление Колчака как можно больше лично присутствовать на фронте вытекало из его уверенности, что именно здесь делается настоящее важное дело. У адмирала много раз возникало желание взять самому винтовку и сражаться наравне со своими солдатами. Выступая перед бойцами, Верховный главнокомандующий говорил, что он «такой же солдат, как и все остальные, что для себя он ничего не ищет, а старается выполнить долг перед Россией». Отправляясь на фронт, Колчак прицеплял к своему поезду вагон-два с табаком, сахаром, чаем, бельём, чтобы подарить их солдатам. При этом Александр Васильевич переживал, если возникали сложности с добычей этих вещей для нужд фронтовиков, готов был даже выпрашивать необходимое. Колчак при этом неосознанно вёл себя как Николай II и делал это от знания жизни солдата, желая помочь ему не только речами и наградами, но и материально.
После сентябрьских боёв на Тоболе последовало некоторое затишье. В середине октября красные повели наступление свежими силами. Белые сдавали свои опорные пункты. Началось отступление белых частей. Красные не смогли прорвать фронт, однако захватили плацдармы на левом берегу Тобола. Понимая, что дальнейшая борьба за позиции близ Тобола приведёт к окончательному истощению войск, командующий Восточным фронтом генерал Дитерихс решил начать стратегическое отступление с уступкой противнику значительной территории Белой Сибири, включая, возможно, и сам Омск, а затем нанеся удар по противнику из глубины своих позиций. Однако этот план не учитывал, что сдача столицы приведёт в движение все враждебные Колчаку силы в тылу армии. Колчак, ставший уже опытным политиком, предчувствовал всеобщий обвал в тылу и начал склоняться к мысли, что Омск надо защищать до последней возможности: потеря столицы лишала смысла всю структуру Всероссийской власти, Ставка и правительство переходили автоматически в статус «странствующих». Дитерихс был вызван к Колчаку, при этом генерал К. В. Сахаров с деланным возмущением поддержал Верховного правителя и выступил в защиту плана обороны Омска. Дитерихс был отозван в тыл для формирования добровольческих частей, а на его место был назначен Сахаров. После оставления Петропавловска Омск оказался под ударом с двух сторон: по сходящимся линиям железной дороги со стороны Петропавловска и Ишима. При этом Сахаров не смог организовать ни оборонительного рубежа, ни защиты Омска, ни организованного отступления. В результате белые опоздали с эвакуацией столицы, произведённой лишь 10 ноября. Сам Верховный правитель решил отступать вместе с армией, сделав ставку на то, что его присутствие в рядах действующих войск поможет поднять их дух. На решение Колчака оказало влияние и желание предотвратить захват чехословаками, союзниками или красными партизанами золотого запаса России. Предложение от французского генерала Жанена и всего дипломатического корпуса о взятии золотого запаса под международную опеку, охране и транспортировке во Владивосток Колчаком было воспринято как заламывание непомерной цены за обещанную помощь. Александр Васильевич категорически отверг их предложение: «Я вам не верю. Золото скорее оставлю большевикам, чем передам союзникам». По мнению историка Зырянова, эти слова стоили Александру Васильевичу жизни: с этого момента иностранные представители утратили к нему всякий интерес. Все ценности, а также специальный груз с вещами царской семьи и уликами их убийства были скрытно погружены в эшелон Красного Креста.
С оставлением Омска армии Восточного фронта начали свой «Великий Сибирский Ледяной поход».

#### Великий Сибирский Ледяной поход
Оставив Омск, командование Восточного фронта планировало задержать наступление красных на рубеже реки Обь. Армию предполагалось пополнить за счёт тыловых соединений, а фронт восстановить на рубеже Томск — Новониколаевск — Барнаул — Бийск. Однако войска к этому времени контролировали лишь крупные населённые пункты, во многих из которых были подняты восстания. Несмотря на упорные арьергардные бои, организовать оборону не удалось, и 11 декабря был оставлен Барнаул, 13 декабря — Бийск, 14 декабря — Новониколаевск.
В ноябре 1919 года конфликт между правительством Российского государства и командованием Русской армии, с одной стороны, и чехословацким политическим и военным руководством, с другой, превратился в столкновение. 13 ноября лидеры чехословаков в России опубликовали в газетах Сибири политический меморандум, наполненный жалобами и выпадами в адрес русских властей. Разгневанный действиями чехословацких политиков, Колчак 25 ноября потребовал от Совета министров прекратить сношения с чехословацким руководством. Верховный правитель сумел «поставить на место» чехословаков: после резкой реакции Верховного их руководители были вынуждены оправдываться, выступая с заявлениями, что их слова якобы «неправильно поняли». Тем не менее вскоре было опубликовано обращение чехов к союзникам, где они объявляли себя свободными от всех обязательств перед Россией и сообщали об эвакуации по железной дороге в соответствии с принципом «Наши интересы — прежде всех остальных». Транссибирская магистраль в это время контролировалась Чехословацким корпусом, получившим приказ не пропускать русские воинские эшелоны восточнее станции Тайга до тех пор, пока не проедут все чехословаки с «благоприобретённым имуществом». Действия союзников превратили боевые неудачи Восточного фронта белых в катастрофу всего Белого движения на Востоке России: армия оказалась отрезана от тыла, лишена возможности вовремя получать боеприпасы и эвакуировать раненых. 24 ноября адмирал Колчак отправил М. Жанену и Я. Сы́ровому телеграмму с констатацией: использование железной дороги исключительно для пропуска чехословацких эшелонов означает гибель многих русских эшелонов, последние из которых фактически находились на линии фронта. Адмирал писал: «В таком случае я буду считать себя вправе принять крайние меры и не остановлюсь перед ними».
Историк Г. З. Иоффе отмечал, что в своём меморандуме Чехословацкий национальный совет открыто заявил, что страна в состоянии полного произвола и беззакония, от которых ужаснётся весь цивилизованный мир. При этом историк Хандорин, отмечает, что изображая себя мучениками долга, действующими в крайних условиях, и требуя отправки на родину, чехи умышленно «забывали», что власть адмирала держалась отнюдь не чехословацкими, а русскими штыками: чехи составляли в общей массе войск в разное время от 1/8 до 33 % и давным-давно пребывали в тылу. Историк обращает внимание, что подобные действия давно стали общей чертой Гражданской войны с обеих сторон. При этом сами чехи действовали в этом же духе, свидетельством чего может служить, например, приказ полковника Крейчего о взятии и расстреле заложников, отменённый Российским правительством.
Экономическая и политическая ситуация в Сибири была очень непростой. Премьер Вологодский докладывал 21 ноября верховному правителю Колчаку о произволе, о бессилии правительства, об ужасном экономическом кризисе и приближении голода, о том, что авторитет правительства и Колчака «падает с каждым часом».
11 декабря Колчак за преступное оставление Омска сместил и отдал под следствие генерала К. В. Сахарова. Новым Главнокомандующим войсками Восточного фронта был назначен генерал В. О. Каппель, который планировал восстановить фронт по Енисею и установить связь с забайкальскими войсками атамана Г. М. Семёнова. Адмирал поспешил в новую столицу — Иркутск, так как гарнизон города был слаб, и к нему приближался партизанский отряд Н. Каландаришвили.
С целью остановить наступление Красной Армии адмирал Колчак стремится не допустить эвакуации чехословацких и других союзных войск из Сибири на Дальний Восток с явным намерением втянуть их в боевые действия. Для этого он шлёт секретные телеграммы атаману Семёнову, в которых просит его перекрыть движение по Кругобайкальской железной дороге путём подрыва железнодорожных мостов и тоннелей, а также заручиться поддержкой японских войск. В обмен на это он обещает атаману пост командующего всеми войсками восточнее озера Байкал. Однако Колчак не знал, что его секретные телеграммы были расшифрованы разведкой чехословацкого корпуса. Содержание телеграмм командование чехословацкого корпуса передало представителям США и Франции. После чего было принято решение об аресте Колчака.
Однако генерал Жанен, так и не расставшись с надеждой прибрать к рукам золотой запас России, распорядился не пропускать литерный поезд Колчака дальше Нижнеудинска. 25 декабря эшелоны Верховного правителя России были остановлены чехословаками на подходе к станции Нижнеудинск. Чешский офицер сообщил, что по распоряжению штаба союзных войск поезда Колчака задерживаются «до дальнейших распоряжений» и предпринял попытку разоружить конвой Верховного правителя. Чехословаки силой забрали и угнали два паровоза, тянувшие «золотой эшелон» и поезд Верховного правителя. Русские эшелоны были оцеплены чешскими войсками, связь с внешним миром теперь можно было осуществлять только через них. Под видом охраны от нападения чехословаки фактически взяли Верховного правителя России под арест. «Нижнеудинское сидение» продолжалось около двух недель.
21 декабря в Черемхове вспыхнуло восстание. Через три дня восстание, которое было подготовлено большевистскими подпольными комитетами РКП(б) и Политцентром эсеров и меньшевиков, началось в пригороде Иркутска Глазкове, а к вечеру 27 декабря — и в самом Иркутске. Колчак предпринял попытку отбить город при помощи войск атамана Семёнова, но им не удалось прорваться в город. Тем временем шли переговоры между генералом Жаненом, Политцентром и Советом министров о передаче власти Политцентру.
3 января 1920 года в Нижнеудинске Колчак получил от Совета министров телеграмму с подписями А. А. Червен-Водали, Ханжина и Ларионова с требованием отречения от власти и передачи её А. И. Деникину, как новому Верховному правителю. В телеграмме Совета министров содержался подлог: якобы о необходимости передачи власти Деникину ранее уже телеграфировал С. Д. Сазонов, который на самом деле говорил не о немедленной передаче власти главкому ВСЮР, а только о назначении последнего преемником Верховного правителя, чтобы в случае ухода Колчака с политической арены или из жизни не утерять «достигнутое объединение всех борющихся с большевиками сил под одной властью». Подлог был сделан, чтобы Колчак не противился. Телеграмма говорила также о стремлении её авторов «откупиться» Колчаком от наседавших на них партизан и повстанцев. Александр Васильевич не стал цепляться за власть, однако он хотел проехать Иркутск в статусе Верховного правителя — иначе это могли счесть за слабость и трусость. Поэтому Колчак ответил телеграммой Совету министров, что он согласен передать власть Деникину, но лишь по прибытии в Верхнеудинск, издав одновременно 4 января свой последний указ — о предрешении передачи власти. По мнению британского исследователя Питера Флеминга такой шаг мог иметь смысл также ввиду известного Колчаку пристрастия союзников к дипломатическому протоколу и вероятной важности для них документального узаконивания отречения от власти в пользу генерала Деникина. Соответственно, отсутствие подписи Колчака на документах увеличивало его шансы на то, что союзникам придётся таки провезти его в Забайкалье, где враждебные чехи уже не будут единственными влиятельными представителями войск союзников. Историк С. П. Мельгунов считает, что Колчак не хотел отрекаться в условиях вынуждения, считал чреватым последствиями отречение, когда с ним был только Председатель Совета министров, а его заместитель в Чите, в Иркутске в условиях восстания действовало меньшинство Совета министров. Отказ от власти и её передача Деникину в таких условиях были тождественны ликвидации Правительства и передаче власти Политцентру, планировавшему вести переговоры с большевиками. Что было для Верховного правителя неприемлемым. Мельгунов пишет, что имеются свидетельства намерений временной передачи Колчаком своих функций генералу Каппелю, с которым не смог однако связаться, будучи сознательно изолированным от окружающего мира. А. С. Кручинин пишет, что в отказе от сдачи власти адмиралом в этой самой безвыходной ситуации, будучи блокированным «союзниками» и почти переданным ими в руки врагов, было что-то сродни верности морскому закону — «до конца оставаться на капитанском мостике тонущего корабля».
Колчак и его помощники рассматривали варианты дальнейших действий. Был выдвинут план ухода в Монголию, к границе с которой вёл от Нижнеудинска старый тракт длиной в 250 вёрст. Конечно, адмирала должны были преследовать. Но у него был конвой численностью более 500 солдат и 60 офицеров, с которым преследования можно было не опасаться. Колчак загорелся этим планом, напоминавшим походы его молодости. Адмирал надеялся на верность своих солдат и офицеров. Собрав конвой, он, вызвав на откровенный разговор и предварительно предоставив бойцам свободу выбора сообщил, что не едет в Иркутск, а остаётся временно в Нижнеудинске, предложил остаться с ним всем тем, кто готов разделить его судьбу. И только после этого освобождённые от обязательств солдаты, воспользовавшись предоставленной свободой действий, покинули адмирала. К утру из 500 человек осталось с ним лишь десятеро. Офицеры остались, но высказались за уход поодиночке и принятие адмиралом предложение чехов как лучший вариант. На вопрос Колчака «Что же, вы бросаете меня?», старший офицер ответил: «Никак нет, Ваше Высокопревосходительство, если Вы прикажете, мы пойдём». После этого, поняв, что в успех офицеры не верят, адмирал распустил их своим распоряжением.

### Предательство и выдача Колчака союзниками

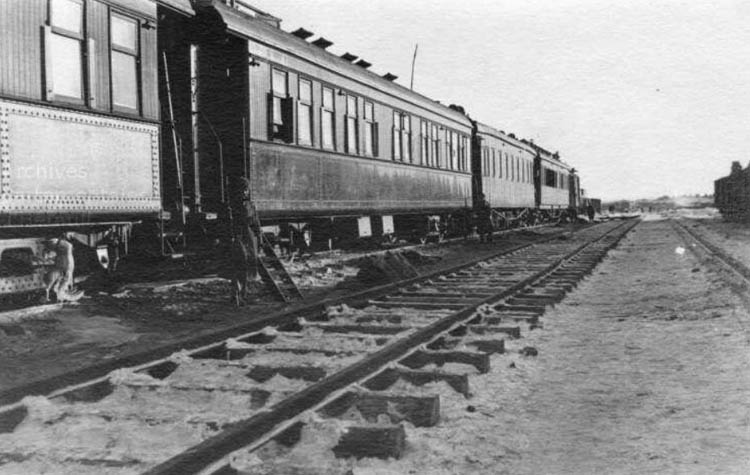
Вагон адмирала Колчака

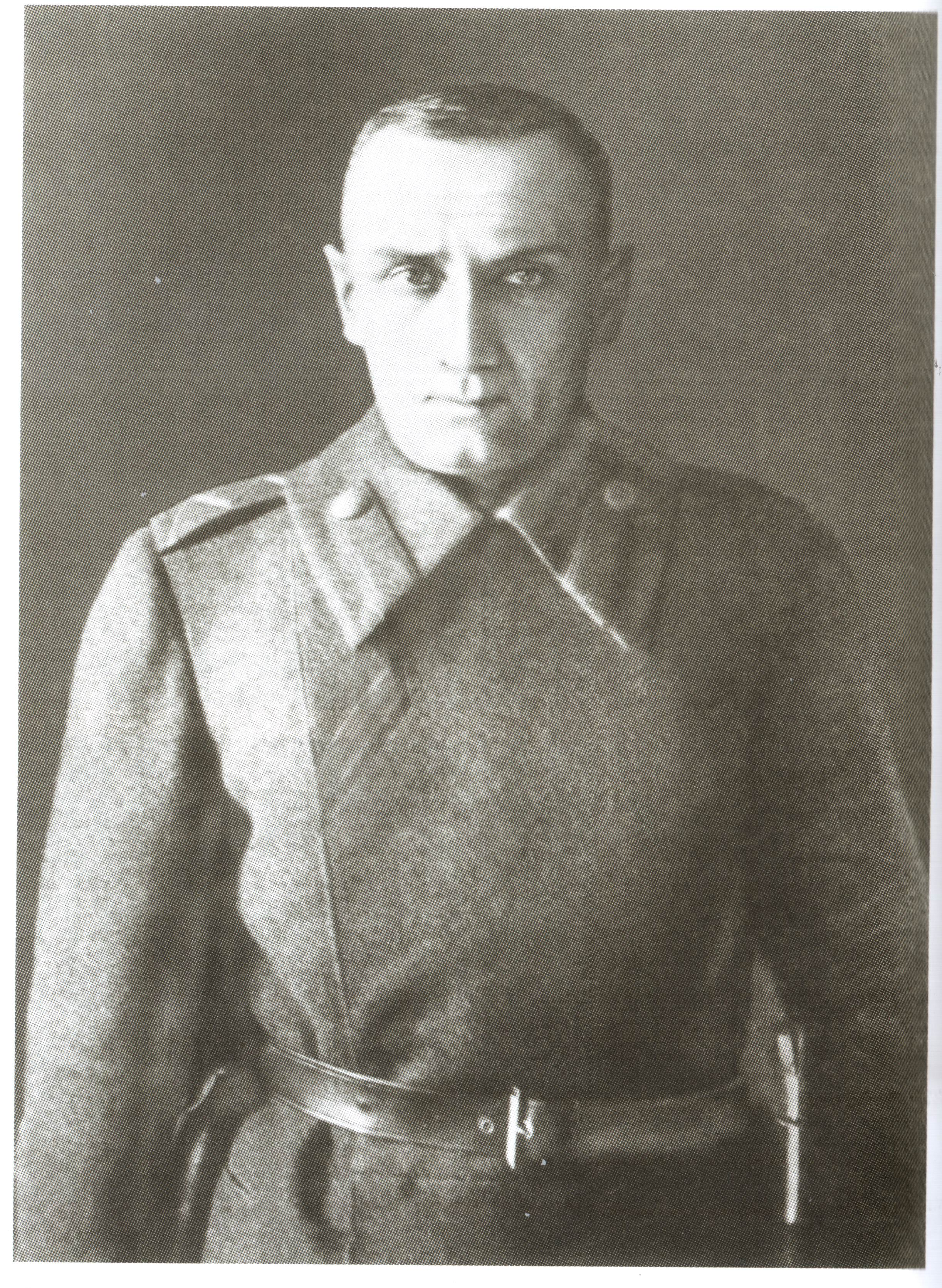
Последняя фотография Колчака. После 20 января 1920 года

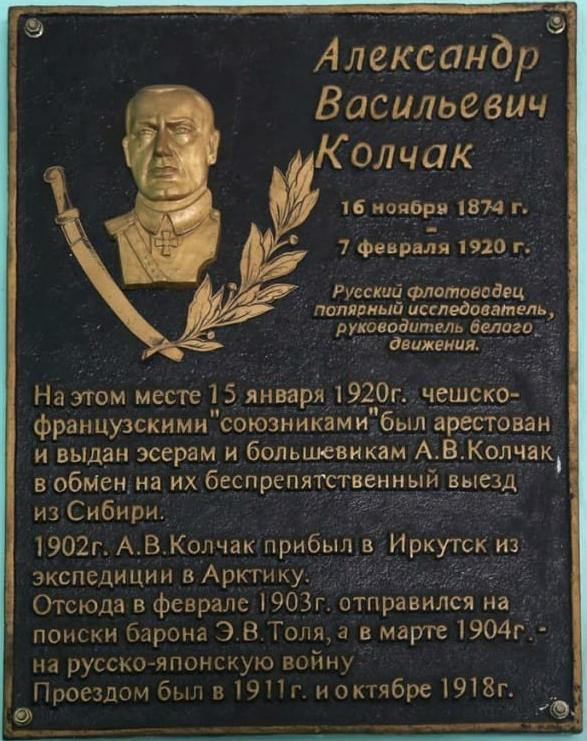
Мемориальная доска с перечислением всех пяти визитов А. В. Колчака в Иркутск в здании городского вокзала — на месте его выдачи чехами Политцентру

Колчак мало верил союзникам, чувствуя по их поведению, что будет предан и ими («Продадут меня эти союзнички», — сказал адмирал генералу М. И. Занкевичу), но после долгих колебаний всё же решил положиться на них. Он занял купе в пассажирском вагоне второго класса, декорированном флагами Великобритании, США, Франции, Японии и Чехословакии. Генерал Жанен получил от высоких комиссаров письменную инструкцию обеспечить, если окажется возможным, безопасное следование Колчака туда, куда он захочет. Фраза «если окажется возможным» была включена в инструкцию по настоянию Жанена. Вслед за вагоном Колчака шёл «золотой эшелон», переданный под чешскую охрану. 10 января эшелон вышел из Нижнеудинска и 15 января прибыл в Иркутск. По прибытии вагон Колчака был оцеплен плотным кольцом охраны. Адмиралу стало известно, что накануне город покинули все союзные миссии. С наступлением сумерек чехословаки объявили Александру Васильевичу, что передают его местным властям. Арест адмирала и передача его эсеро-меньшевистскому Политцентру были согласованы чехами с представителями союзников, стали мерою, «необходимой для безопасности чешского войска», сделаны были для обеспечения свободного продвижения их эшелонов на Восток. Несмотря на данные ранее заверения и гарантии безопасности и защиты, Жанен и чехословаки предали адмирала. Около 9 часов вечера «Политцентр» объявил Колчаку и Пепеляеву об аресте, после чего они были помещены в здании губернской тюрьмы. Колчак, будучи человеком слова, долго недоумевал, как генерал Жанен мог его выдать. Анна Тимирёва, покинувшая Омск вместе с Колчаком, попыталась успокоить адмирала и решила пойти под арест вместе с ним. Акт передачи был составлен в 21:55. Командующий японскими войсками Иркутска полковник Фукуда, узнав о прибытии в город Верховного правителя, обратился к Яну Сыровому с просьбой передать Александра Васильевича под охрану японского батальона, на что получил ответ, что Колчак уже выдан повстанцам.
Историк П. Н. Зырянов пишет, что о причинах выдачи адмирала правильно говорил руководитель иркутских большевиков А. А. Ширямов, отмечая в них уважение к Колчаку со стороны врага:
Без власти Колчак никакой ценности ни для союзников, ни для чехов не представлял; по своим же личным качествам, прямой и резкий, пытавшийся отстаивать «суверенитет Российского правительства» от притязаний союзников, он давно уже находился в остром конфликте с союзниками, а тем более с чехами.
Основной причиной предательства Колчака и последующей его выдачи союзниками стали заявления Верховного правителя, сделанные ещё в Омске, что золотой запас, как и награбленные чехословаками за время пребывания в России материальные ценности, являются достоянием России и что он не допустит их вывоза за рубеж. Трагическая развязка была ускорена ставшим известным чехословацкому командованию телеграфным приказом Колчака во Владивосток о проверке всех ценностей и имущества, вывозимых чешскими легионерами.

#### Последние дни

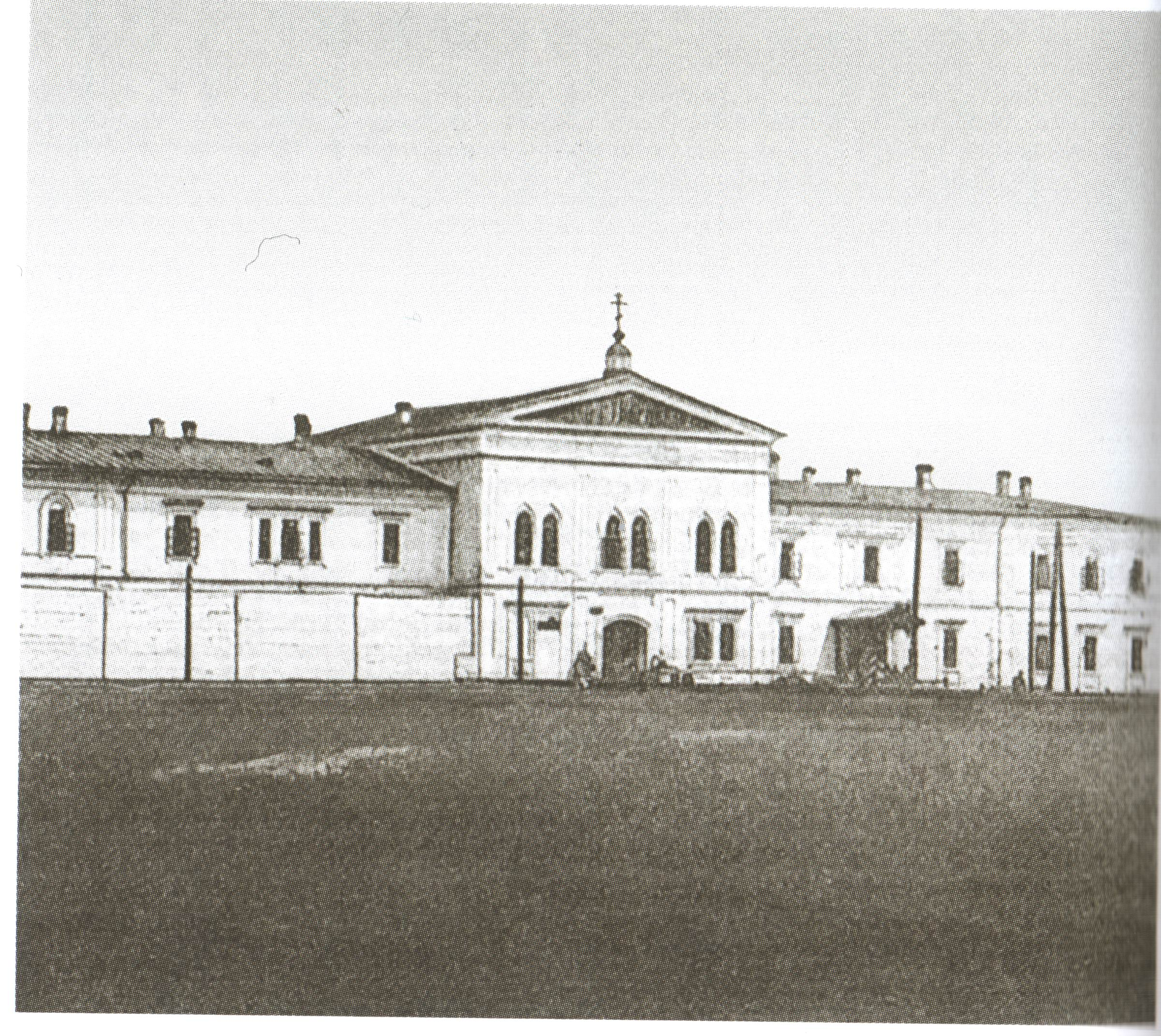
Иркутский тюремный замок — последнее земное пристанище Колчака. Открытка начала XX века

С 21 января 1920 года начались допросы Колчака Чрезвычайной следственной комиссией, имевшие для адмирала особое значение. Адмирал держался во время допросов спокойно и с большим достоинством, вызывая этим невольное уважение у следователей, подробно рассказывая о своей жизни и охотно отвечая на вопросы. При этом Колчак старался не называть имён, и, не сваливая ответственность за те или иные события на других, брал её на себя. Осознавая, что эти допросы являются своего рода «мемуарами» и его последним словом для потомков, Колчак был откровенен и открыт, стремился оставить для истории и собственные биографические данные, и сведения о важных исторических событиях, участником которых ему довелось быть. Подробно Колчак описал арктическую эпопею, ни обронив при этом ни слова ни о тяготах пути, ни про остров, названный его именем. Захватив в Иркутске власть, большевики сменили председателя следственной комиссии на своего ставленника Самуила Чудновского, который с первого дня нахождения в этой должности стал ущемлять и уязвлять допрашиваемого.
Верный Колчаку генерал Каппель во главе ещё сохранивших боеспособность остатков частей Восточного фронта поспешил ему на выручку — несмотря на лютую стужу и глубокие снега. В результате при переправе через реку Кан Каппель провалился с конём под лёд, обморозил ноги, и уже 26 января скончался от воспаления лёгких. Тем не менее войска белых под командованием генерала Войцеховского продолжили движение вперёд. Их оставалось всего 4—5 тысяч бойцов. Войцеховский планировал взять штурмом Иркутск и спасти Верховного правителя и всех томившихся в тюрьмах города офицеров. Больные, обмороженные, 30 января они вышли на линию железной дороги и у станции Зима разбили высланные против них советские войска. После короткого отдыха, 3 февраля, каппелевцы двинулись на Иркутск. Они с ходу взяли Черемхово в 140 км от Иркутска, разогнав шахтёрские дружины и расстреляв местный ревком. По свидетельству генерала Пучкова, генерал Войцеховский мог рассчитывать при реализации своего плана спасения Колчака не более чем на 5 тысяч бойцов, которые были растянуты вдоль дороги так, что на их сборы к месту боя понадобилось бы не менее суток. Армия имела четыре действующих и семь разобранных орудий с ограниченным количеством боеприпасов. В большинстве дивизий наличествовало не более двух—трёх пулемётов с малым количеством патронов. Ещё хуже дела обстояли с патронами у стрелков. Тем не менее, по свидетельству генерала, «…при малейшей надежде найти Верховного Правителя в городе армия атаковала бы Иркутск немедленно же с подходом к нему». В ответ на ультиматум командующего советскими войсками Зверева о сдаче, Войцеховский направил красным встречный ультиматум с требованием освобождения адмирала Колчака и арестованных с ним лиц, предоставления фуража и выплаты контрибуции в размере 200 млн рублей, обещая обойти в этом случае Иркутск стороной. Большевики не выполнили требований белых, и Войцеховский направил свои войска в атаку: каппелевцы прорвались к Иннокентьевской в 7 км от Иркутска. Иркутский ВРК объявил город на осадном положении, а подступы к нему были превращены в сплошные линии обороны. Началось сражение за Иркутск — по ряду оценок, не имевшее себе равных за всю Гражданскую войну по ожесточённости и ярости атак. Пленных не брали. Каппелевцы взяли Иннокентьевскую и смогли прорвать линии городской обороны красных. На 12 часов дня был назначен штурм города. В этот момент в события вмешались чехословаки, заключившие с красными соглашение, имевшее целью обеспечение их собственной беспрепятственной эвакуации. За подписью начальника 2-й чехословацкой дивизии Крейчего белым было направлено требование не занимать Глазковского предместья под угрозой выступления чехов на стороне красных. Сражаться со свежим хорошо вооружённым чешским войском у Войцеховского уже не хватило бы сил. Одновременно пришли вести о гибели адмирала Колчака. В сложившихся обстоятельствах генерал Войцеховский приказал отменить наступление. Каппелевцы с боями начали отход в Забайкалье.

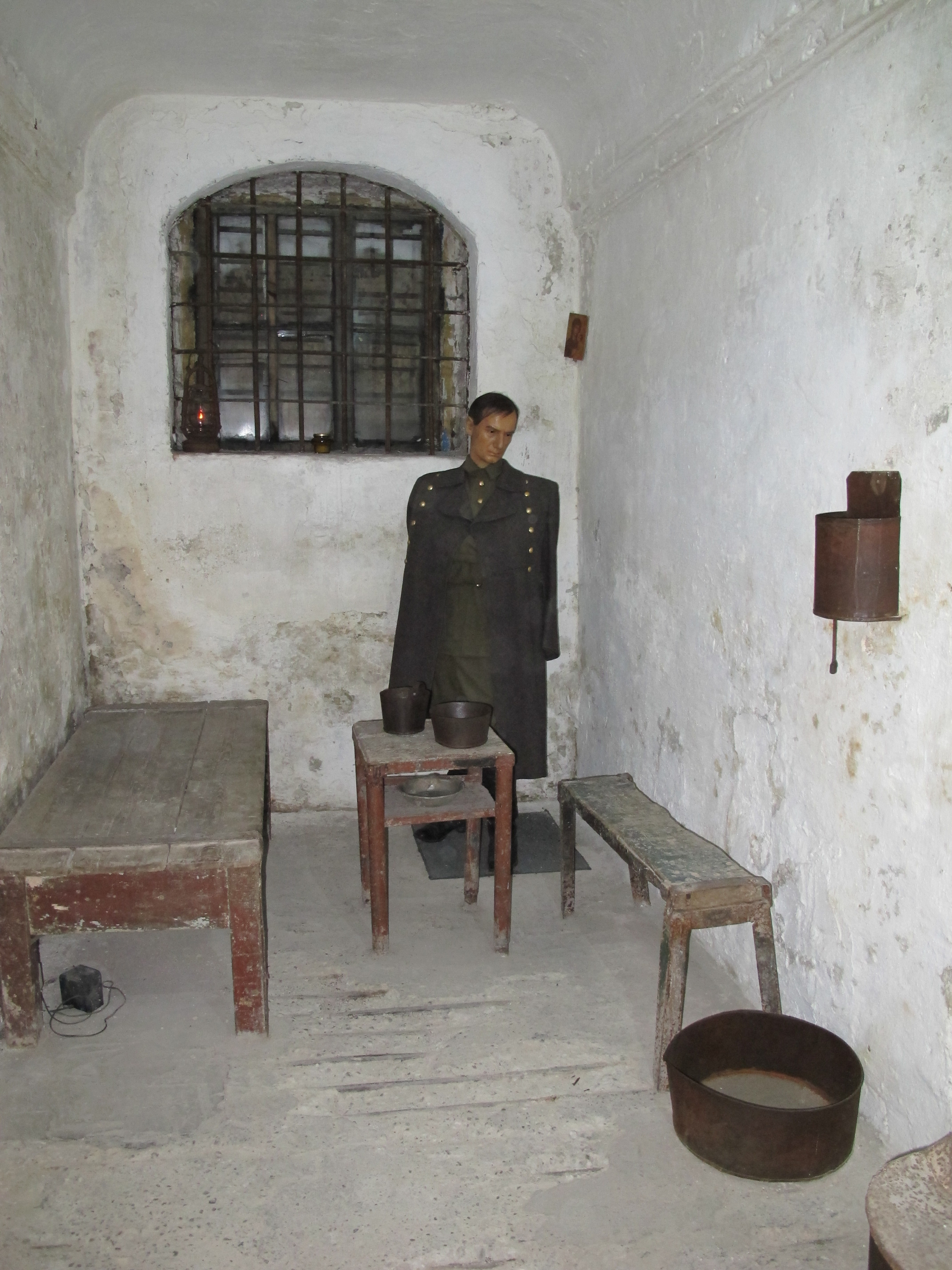
Камера № 5 в Музее истории Иркутского тюремного замка имени А. В. Колчака СИЗО г. Иркутска, где содержался А. В. Колчак

В ночь с 6 на 7 февраля 1920 адмирал А. В. Колчак и председатель Совета министров Российского правительства В. Н. Пепеляев были расстреляны без суда, по постановлению Иркутского военно-революционного комитета большевиков во исполнение прямого приказа Ленина. Постановление Иркутского военно-революционного комитета о расстреле А. В. Колчака и В. Н. Пепеляева было подписано А. Ширямовым, председателем комитета, и его членами А. Сноскаревым, М. Левенсоном и управделами комитета Обориным.
Текст постановления об их расстреле был впервые опубликован в статье бывшего председателя Иркутского военно-революционного комитета Ширямова. В 1991 году Л. Г. Колотило предположил, что постановление было составлено уже после расстрела как оправдательный документ, поскольку датировано оно 7 февраля, а в тюрьму Чудновский и Бурсак прибыли во втором часу ночи 7 февраля, якобы уже с текстом постановления, причём до этого составляли из коммунистов расстрельную команду. В работе Шишкина 1998 года показано, что имеющийся в ГАРФ подлинник постановления датирован 6 февраля, а не 7, как указано в статье Ширямова. Однако в этом же источнике приведён текст телеграммы председателя Сибревкома и члена Реввоенсовета 5-й армии И. Н. Смирнова, где говорится, что решение о расстреле Колчака было принято на заседании 7 февраля. Кроме того, весь день 6 февраля шёл допрос Колчака.
Согласно распространённой версии, расстрел произошёл на берегу реки Ушаковки близ Знаменского женского монастыря. Руководил расстрелом Чудновский. Тела убитых были сброшены в прорубь. Участники расстрела отмечали, что адмирал встретил смерть с солдатским мужеством, сохранив достоинство и перед лицом смерти.
Долгое время даже в зарубежной исторической литературе считалось, что решение расстрелять Колчака было вынужденным и было принято на месте. Плотников отмечает, что для культивирования этой версии использовалось основание, что расстрел был совершён местными властями из опасения, что прорывающиеся к Иркутску части генерала Каппеля имеют целью освободить Колчака. Лишь в начале 1990-х годов в СССР была опубликована записка Ленина Эфраиму Склянскому для передачи по телеграфу Смирнову, которая к этому моменту была известна за границей уже 20 лет — с момента опубликования в Париже издания «Бумаги Троцкого»:

Шифром. Склянскому: Пошлите Смирнову (РВС 5) шифровку: Не распространяйте никаких вестей о Колчаке, не печатайте ровно ничего, а после занятия нами Иркутска пришлите строго официальную телеграмму с разъяснением, что местные власти до нашего прихода поступали так и так под влиянием угрозы Каппеля и опасности белогвардейских заговоров в Иркутске. Ленин. Подпись тоже шифром.

1. Берётесь ли сделать архи-надёжно? …

По мнению ряда современных российских историков, эту телеграмму следует расценивать как прямой приказ Ленина о бессудном и тайном убийстве Колчака.
Историк И. Ф. Плотников отмечает, что в отношении Колчака дело большевиками изначально ставилось на неправовые рельсы. Владимир Хандорин обращает внимание, что решение о казни Колчака без суда было принято вскоре после официального постановления советского правительства от 17 января 1920 года об отмене смертной казни. Пепеляев при этом перед расстрелом даже не был допрошен.
Г. З. Иоффе обратил внимание, что хотя и Колчак, и «все ставленники и агенты Колчака» были объявлены вне закона ещё в августе 1919 года постановлением Совнаркома и ВЦИК Советов бессудно были казнены только Колчак и Пепеляев. Остальных арестованных состоявшийся в мае 1920 года трибунал, исходя из того, что «острый момент гражданской войны миновал», нашёл возможным предать суду. Он оставил открытым вопрос о корректной датировке записки Ленина Склянскому, но обратил внимание на неясности в тексте записки, если считать, что она была написана уже после расстрела.
Некоторые современные историки считают, что смысл действий Ленина здесь, как и в случае с убийством царской семьи, состоял в попытке снять с себя ответственность за бессудную казнь, представив дело как народную инициативу и «акт возмездия». Историк Шишкин, не отрицая наличия ленинской директивы о необходимости расстрела Колчака, не считает Ленина единственным виновником бессудного убийства, указывая, что в советской России в то время не существовало иной точки зрения по этому вопросу. По его мнению, освобождение Колчака было делом нереальным, и его расстрел был инициирован верхушкой большевистского руководства как акт политической расправы и устрашения.
7 февраля — в день расстрела Верховного правителя — в ходе переговоров с представителями 5-й армии красных чехи подписали соглашение с большевиками об оставлении адмирала «в распоряжении советской власти под охраной советских войск».
С. П. Мельгунов отмечает, что гибель Верховного правителя знаменовала конец организованной на государственном уровне борьбы против большевиков в Сибири.

## Могила Колчака

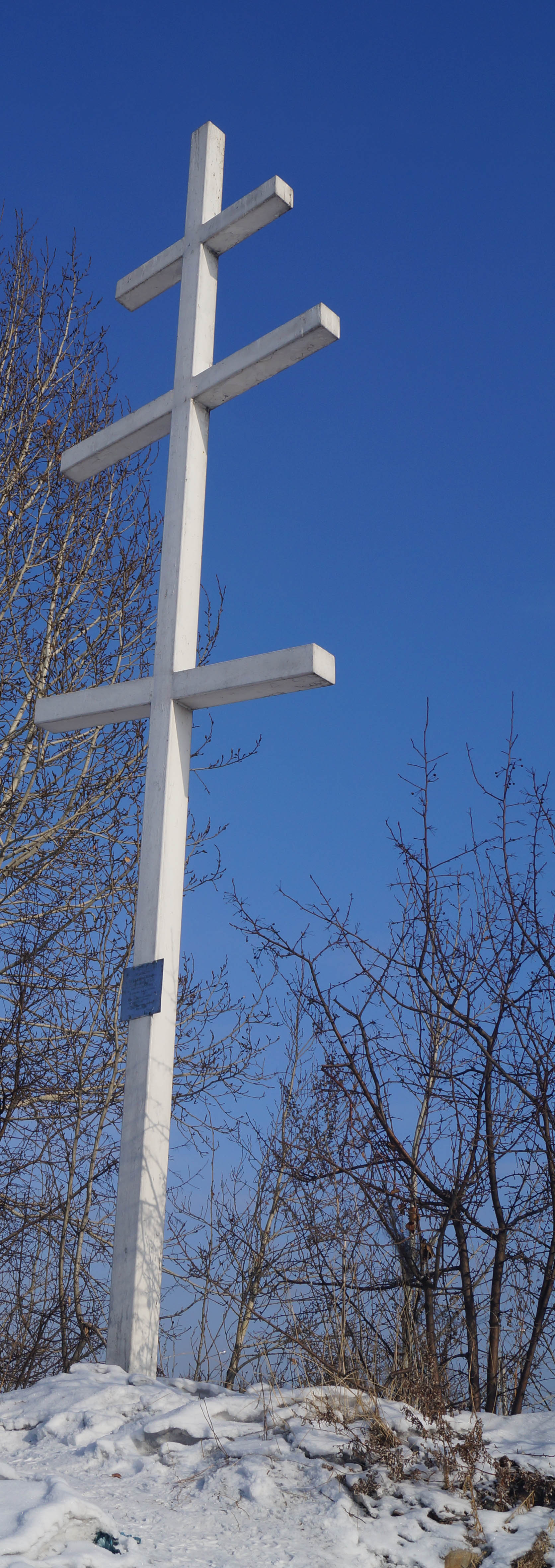
Крест на месте упокоения Колчака и Пепеляева на берегу Ангары

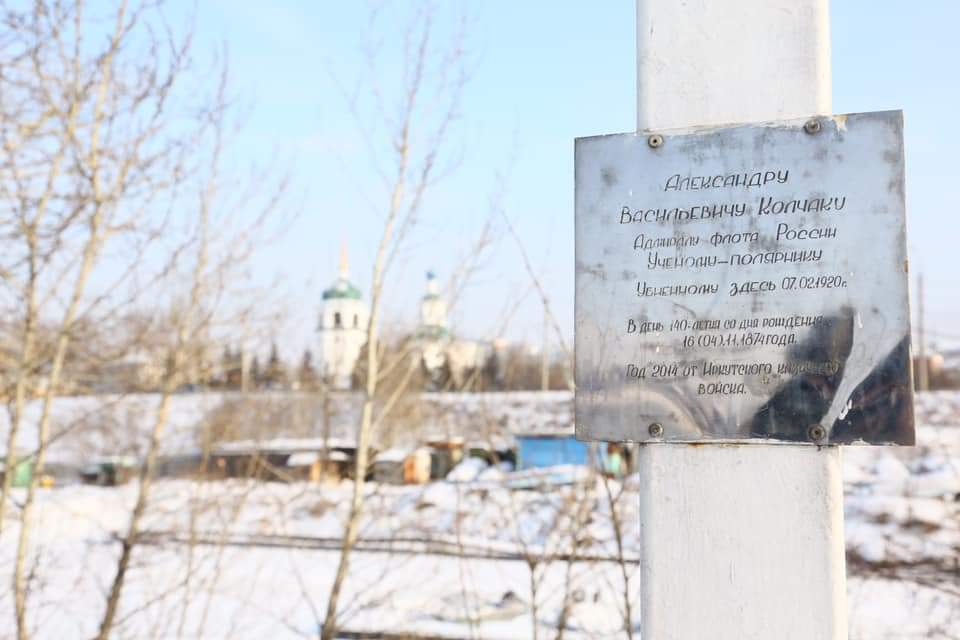
Табличка на кресте на месте упокоения Колчака и Пепеляева на берегу Ангары

Историк Ю. В. Чайковский считает убедительными предположения С. В. Дрокова, что официальная версия о расстреле Колчака на берегу Ангары выдумана, и могилу Александра Васильевича следует искать в стенах иркутской тюрьмы. Указывая на многие нестыковки в официальной версии (например, на оставшуюся в тюрьме и попавшую потом в перечень личных вещей шубу Колчака), Чайковский соглашается с Дроковым, что большевики боялись выводить Колчака за стены тюрьмы, при этом командарм Смирнов уже телеграфировал в Москву, что приказал властям Иркутска вывезти Колчака на север от города, а если это не удастся, то «расстрелять в тюрьме». Исполнители могли шумно и прилюдно вывести смертников в шубах из камер, а убить их тайком в подвале. Официальная версия, пишет Чайковский, могла служить лишь тому, чтобы скрыть место захоронения останков Колчака.
Символическая могила Колчака находится на месте его «упокоения в водах Ангары» недалеко от иркутского Знаменского монастыря, где установлен крест.

## Семья

С. Ф. Омирова, супруга Колчака

Жена Колчака, Софья Фёдоровна Омирова, родилась в 1876 году в Каменце-Подольском Подольской губернии (ныне Хмельницкой области Украины). Её отцом был действительный тайный советник Фёдор Васильевич Омиров. Мать Дарья Фёдоровна, урождённая Каменская, была дочерью генерал-майора, директора Лесного института Ф. А. Каменского, сестрой скульптора Ф. Ф. Каменского.
Потомственная дворянка, Софья Фёдоровна воспитывалась в Смольном институте и была образованной (знала семь языков, французский и немецкий знала в совершенстве), красивой, волевой и независимой по характеру (во многом это в дальнейшем сказалось на её отношениях с мужем).

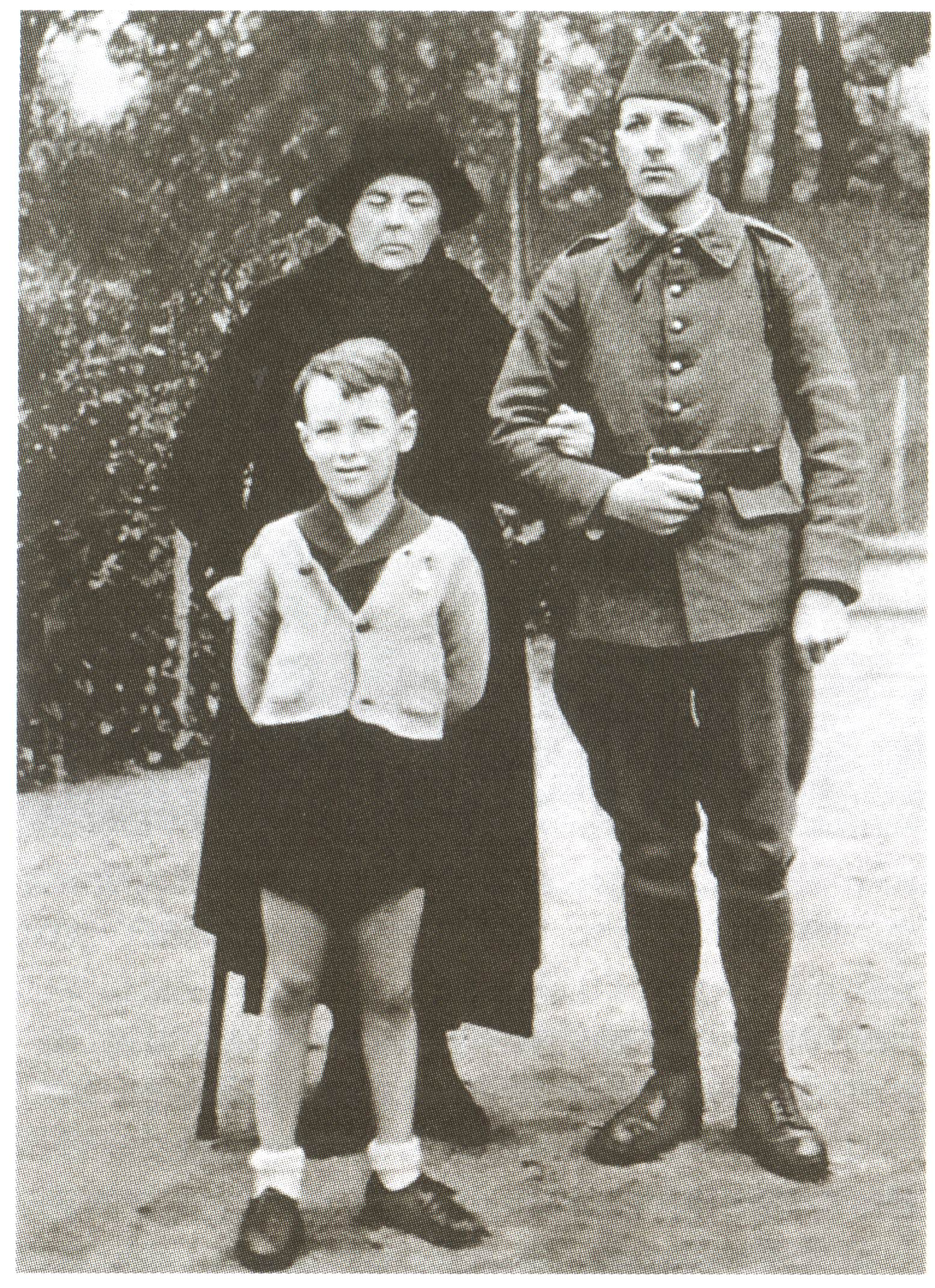
Софья Фёдоровна, сын Ростислав в форме французского офицера, внук Саша. 1939 год

По договорённости с Колчаком они должны были пожениться после его первой экспедиции. В честь Софьи (на тот момент невесты) был назван небольшой островок в архипелаге Литке (остров Софии, Карское море, архипелаг Норденшельда, название острову было присвоено в 1906 году) и мыс на острове Беннетта (мыс Софии, Восточно-Сибирское море, Новосибирские острова, название мысу было присвоено в 1903 году А. В. Колчаком как участником Русской полярной экспедиции). Ожидание растянулось на несколько лет. Они обвенчались 5 марта 1904 года в Свято-Харлампиевском храме в Иркутске.
Софья Фёдоровна родила от Колчака троих детей: первая девочка, Татьяна, родилась в январе 1908 года и умерла 18 января 1909 года в возрасте 11 месяцев 26 дней; сын Ростислав родился 9 марта 1910 года, дочь Маргарита (1912—1914) простудилась во время бегства от немцев из Либавы и скончалась.
Софья Фёдоровна жила в Гатчине, затем в Либаве. После обстрела Либавы немцами в начале войны (2 августа 1914 года) бежала, бросив всё, кроме нескольких чемоданов (казённая квартира Колчака была затем разграблена, и его имущество погибло). Из Гельсингфорса переехала к мужу в Севастополь, где во время Гражданской войны ждала мужа до последнего. В 1919 году ей удалось оттуда эмигрировать: британские союзники снабдили её деньгами и предоставили возможность выехать на корабле из Севастополя в Констанцу. Далее она перебралась в Бухарест, а затем уехала в Париж. Умерла в госпитале Лонжюмо в Париже в 1956 году и была похоронена на главном кладбище русского зарубежья — Сент-Женевьев де Буа. Последней просьбой адмирала Колчака перед расстрелом было: «Я прошу сообщить моей жене, которая живёт в Париже, что я благословляю своего сына». — «Сообщу», — ответил руководивший расстрелом сотрудник ВЧК С. Г. Чудновский.
Ростислав в 1919 году вместе с матерью покинул Россию и уехал сначала в Румынию, а потом во Францию, где окончил Высшую школу дипломатических и коммерческих наук и в 1931 году поступил на службу в Алжирский банк. Женой Ростислава Колчака была Екатерина Развозова, дочь адмирала А. В. Развозова. В 1939 году Ростислав Александрович был мобилизован во французскую армию, воевал на бельгийской границе и в 1940 году был взят в плен немцами, после войны вернулся в Париж. Слабый здоровьем, он умер 28 июня 1965 года и был похоронен рядом с матерью на Сент-Женевьев-де-Буа, где позже была захоронена и его супруга.
Их сын Александр Ростиславович (1933—2019) жил в Париже. После его смерти семейный архив, включавший паспорт Колчака, наградной лист на орден Святого Георгия 4-й степени и многие другие бумаги, был продан с аукциона. Потомки Александра Ростиславовича живут в США.
У А. В. Колчака были две сестры: Любовь и Екатерина (1875—1940-е). Любовь умерла малолетней, Екатерина в замужестве носила фамилию Крыжановская, и в 1920 году, по словам адмирала, оставалась в Советской России. Её муж Николай Николаевич Крыжановский был инженером на военном заводе (не следует путать с полными тезками: генералом, расстрелянным по делу "Весна" в 1931 году, и капитаном 2-го ранга, служившим с А. В. Колчаком на Балтике, умершим в эмиграции). Екатерина с дочерью Ольгой (1897—1970-е) жила сначала в Херсоне, затем в Рыбинске, скончалась в начале войны. В семье было ещё двое сыновей: Сергей (1902—?) и Николай (мл.) (1906—?).

## Награды
| - Медаль «В память царствования императора Александра III» (1896) - Орден Святого Владимира 4-й степени (6 декабря 1903) - Орден Святой Анны 4-й степени с надписью «За храбрость» (15 ноября 1904) - Золотая сабля с надписью «За отличие в делах против неприятеля под Порт-Артуром» (12 декабря 1905) - Орден Святого Станислава 2-й степени с мечами (12 декабря 1905) - Константиновская медаль Императорского Русского географического общества (30 января 1906) - Медаль «В память русско-японской войны» (1906) - Мечи и бант к ордену Святого Владимира 4-й степени (19 марта 1907) - Орден Святой Анны 2-й степени (6 декабря 1910) | - Медаль «В память 300-летия царствования дома Романовых» (1913) - Французский Орден Почётного легиона, офицерский крест (1914) - Крест «За Порт-Артур» (1914) - Медаль «В память 200-летия морского сражения при Гангуте» (1915) - Орден Святого Владимира 3-й степени с мечами (9 февраля 1915) - Орден Святого Георгия 4-й степени (2 ноября 1915) - Английский Орден Бани, рыцарский крест (1915) - Орден Святого Станислава 1-й степени с мечами (4 июля 1916) - Орден Святой Анны 1-й степени с мечами (1 января 1917) - Золотое оружие — кортик Союза офицеров армии и флота (июнь 1917) - Орден Святого Георгия 3-й степени (15 апреля 1919) |

## Память

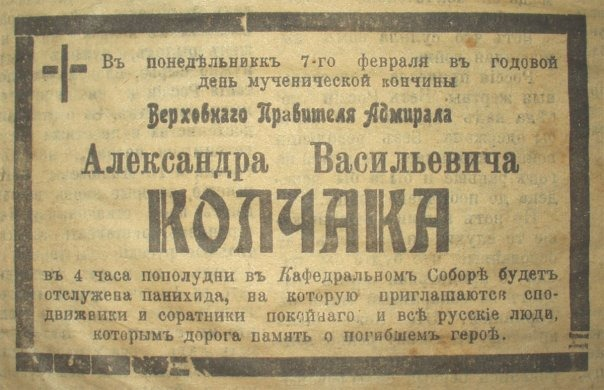
Объявление в эмигрантской газете о панихиде в память Александра Колчака. 7 февраля 1921 года

- В конце Гражданской войны на Дальнем Востоке и в последующие годы в эмиграции 7 февраля — день расстрела адмирала — отмечался панихидами в память «убиенного воина Александра» и служил днём поминовения всех павших участников Белого движения на востоке страны, прежде всего погибших во время Сибирского Ледяного похода зимой 1919—1920 годов.

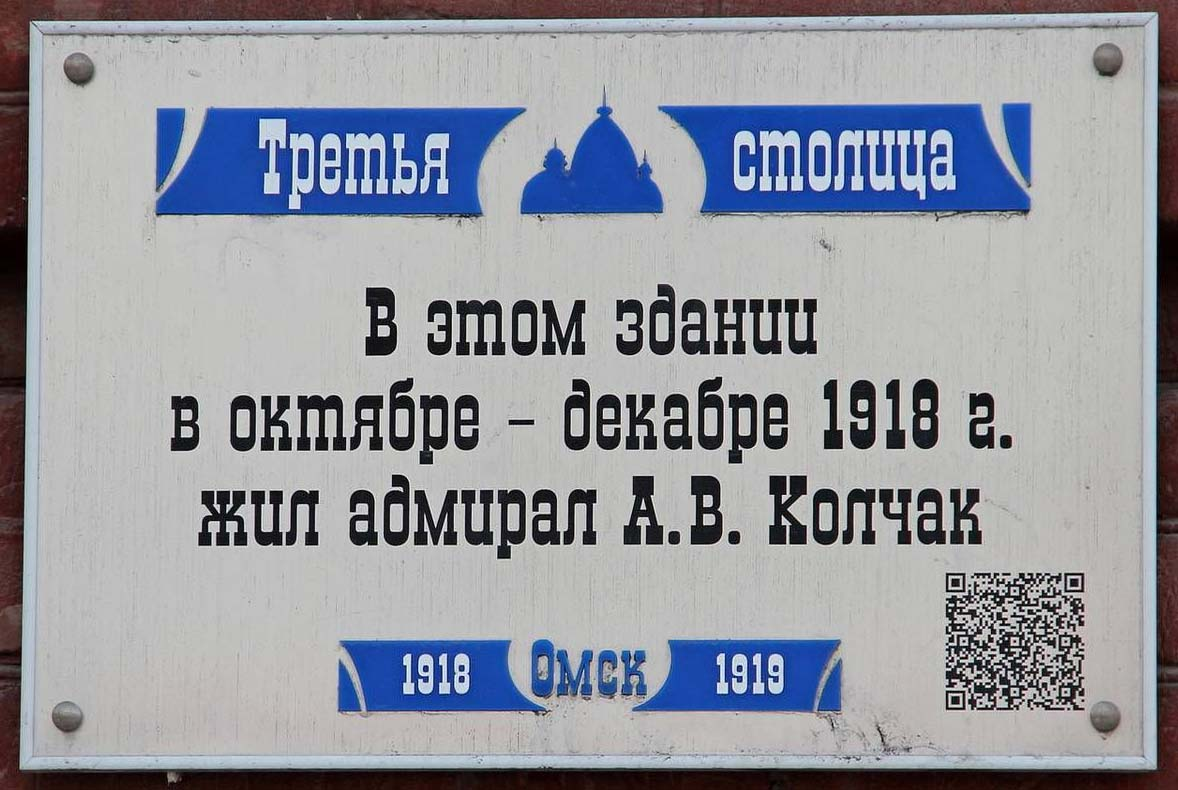
Доска Федерального проекта «Третья столица» в Омске на здании особняка полковника Вячеслава Волкова, в котором Колчак около месяца проживал, занимая должность Военного министра Директории

Памятник адмиралу Колчаку в Иркутске

- Мемориальные доски в память Колчака установлены:
  - на здании Морского корпуса в Санкт-Петербурге (2002)[366],
  - в Омске на фасаде особняка Батюшкиных, служившего резиденцией Верховного правителя в 1919 году,
  - в здании вокзала в Иркутске,
  - во дворе часовни Николая Мирликийского в Москве (2007),
  - на здании Морского вокзала во Владивостоке (2016)[367].
- На фасаде здания краеведческого музея (бывшее здание Русского географического общества) в Иркутске, где дважды выступал Колчак (в 1903 году прочёл доклад о современном положении русской полярной экспедиции Императорской академии наук, а в 1904 году прочёл сообщение об экспедиции барона Эдуарда Толля и её поисках), в 2007 году высечена фамилия адмирала — рядом с именами других учёных и исследователей Сибири[368].
- Имя Колчака высечено на памятнике героям Белого движения («Галлиполийском обелиске») на парижском кладбище Сент-Женевьев-де-Буа.
- В Иркутске на месте «упокоения в водах Ангары»[369] установлен крест.
- 4 ноября 2004 года в Иркутске установлен памятник адмиралу Колчаку, автор идеи — С. В. Андреев, скульптор — Вячеслав Клыков.

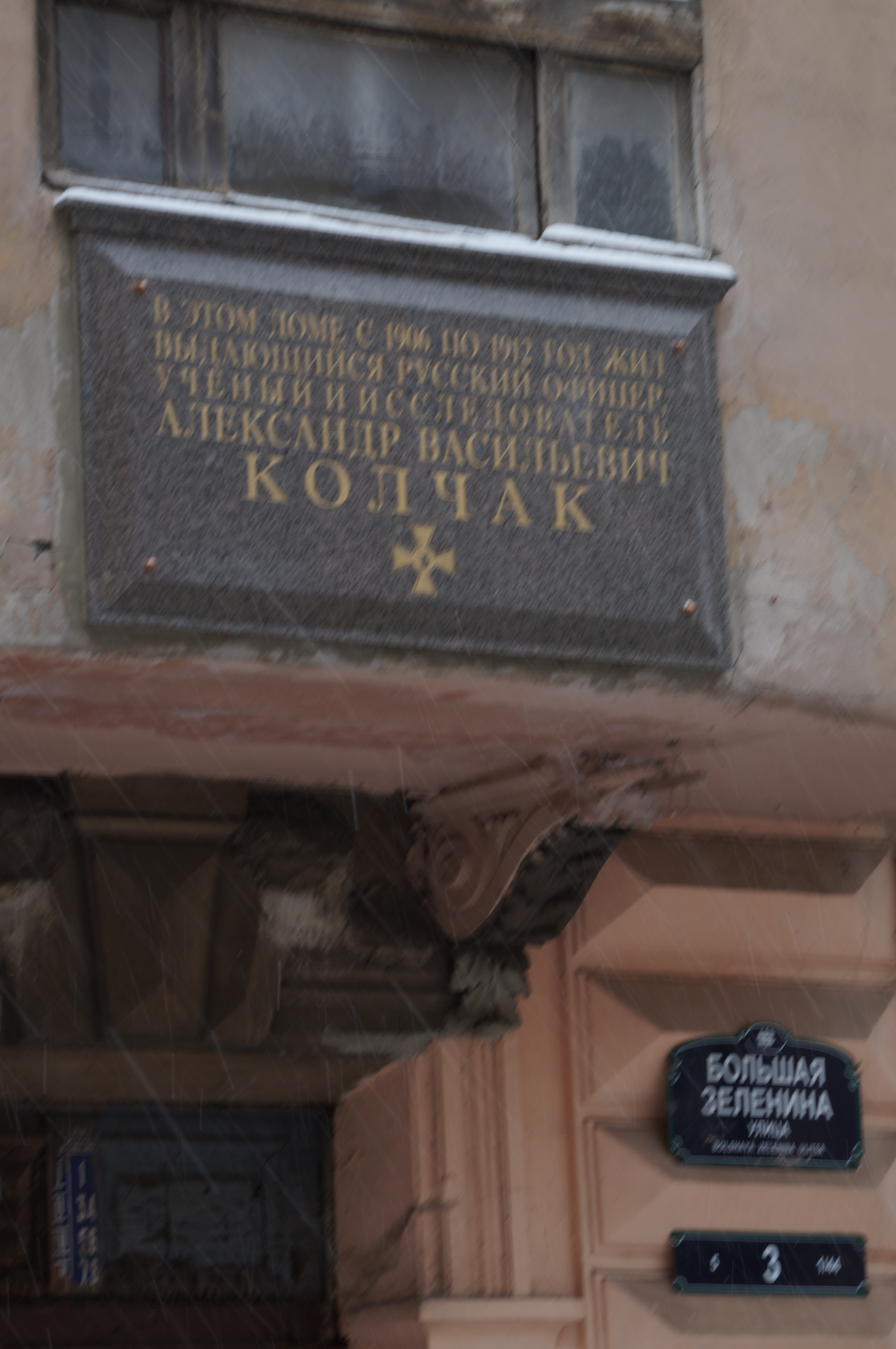
Мемориальная доска адмиралу Александру Колчаку в Санкт-Петербурге (демонтирована 5 июля 2017 года по решению суда).

- 18 декабря 2006 года в Иркутске в здании Иркутской тюрьмы был открыт Музей истории Иркутского тюремного замка имени А. В. Колчака[370], а в нём — экспозиция в бывшей камере Колчака[371][372].
- Экскурсии «Колчак в Иркутске» проводит Иркутский областной краеведческий музей. Роль Колчака в истории России раскрывают экспозиции Центра изучения истории Гражданской войны, открытого 13 января 2012 года в Омске[373].

Промысловый траулер — БАТМ «Адмирал Колчак»

- Постановлением Думы Таймырского автономного округа, в 2005 году имя Колчака было возвращено острову в Карском море[374].
- В честь адмирала назван открытый в 2013 году эндемичный для Арктики и Сибири вид клещей Arctoseius koltschaki[375].
- 12 ноября 2016 года в Санкт-Петербурге на доме № 3, улица Большая Зеленина, где проживал адмирал в 1905—1912 годах, установлена мемориальная доска Александру Колчаку[376][377]. 25 апреля 2017 года суд постановил демонтировать доску, признав постановление Правительства Санкт-Петербурга о её размещении незаконным[378]. 5 июля 2017 года по решению суда доска была демонтирована[379].
- В Екатеринбурге на здании частного кафе (улица Февральской революции, 9), была установлена доска в память о том, что в этом доме жил в 1919 году Колчак.
- Когда в ноябре 2004 года в Омской области состоялись торжества по случаю 130-й годовщины со дня рождения адмирала Колчака, Святейший Патриарх Московский и всея Руси Алексий II направил телеграмму следующего содержания в адрес участников этих торжеств:

Сердечно поздравляю руководство, всех жителей Омской области, участников и гостей со знаменательной датой — празднованием 130-летия со дня рождения адмирала А. В. Колчака, Верховного правителя России.
Ныне мы возвращаемся к истории нашей страны, вспоминаем славных предшественников, среди которых имя Колчака занимает достойное место.
Отрадно, что между духовным и светским руководством Омской области сложились добрые отношения, призванные проявлять совместную заботу о возрождении порушенных святынь и нравственном здоровье общества. Свидетельство тому — нынешние торжества.

Желаю всем вам крепости сил, терпения, благословенных успехов в дальнейших трудах во благо преображающейся ныне России. Божие благословение да пребывает со всеми вами!
- С 2015 года имя адмирала Александра Колчака носит введённый в эксплуатацию в 1993 году и ходящий под российским флагом траулер «Адмирал Колчак». Валовый тоннаж судна составляет 4407 тонн, оно имеет размер в длину 105 м и в ширину 16 м. Позывной: UEUS.
- На месте зимовки Колчака и барона Толля в Арктике планируется установить памятный знак[381].
- В 2022 году был выпущен монетовидный жетон к 100-летию окончания Гражданской войны в России. На аверсе изображён портрет Александра Колчака[382].
- Фарфоровая скульптура Колчак А. В. серии «Герои Первой мировой войны». (Создана в 2014 году. Автор скульптуры Белусь Т. К., автор росписи Ширина В. В., материал: фарфор, надглазурная роспись, позолота). Скульптурная экспозиция размещена в музее Дулёвского фарфорового завода.

### Мероприятия в день столетия гибели адмирала

Цветы у памятника адмиралу Колчаку в Иркутске в день 100-летия казни адмирала. 7 февраля 2020

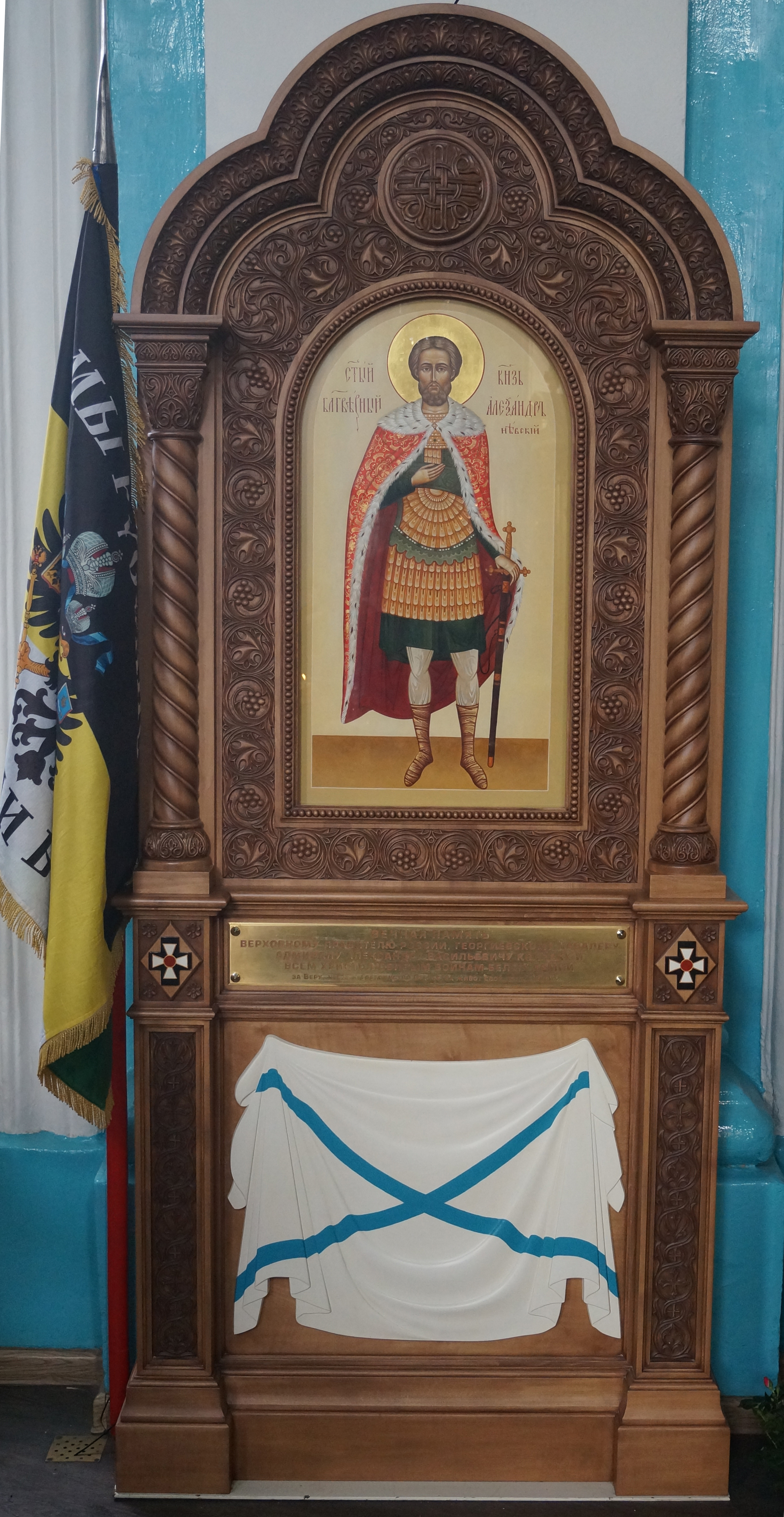
Киот в память адмирала Александра Колчака в храме Святой Троицы Живоначальной «Кулич и Пасха»

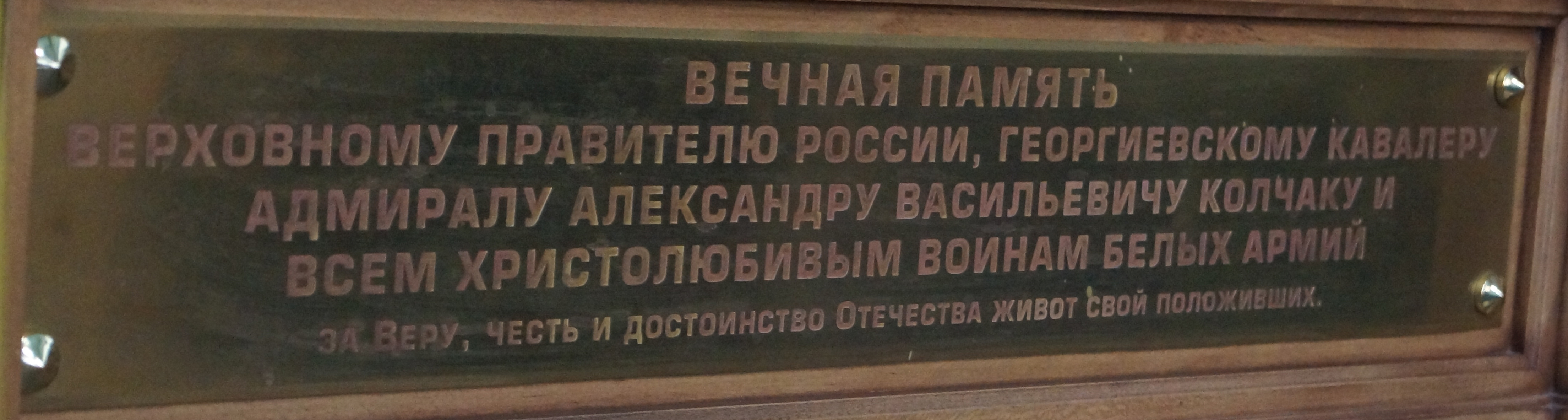
Табличка киота адмиралу Александру Васильевичу Колчаку

7 февраля 2020 года — в день убийства Александра Колчака — на месте его гибели в Иркутске в Знаменском соборе города была отслужена панихида, а с 5 по 7 февраля в этом городе, столь крепко связанном с биографией адмирала в самые разные периоды его жизни, проходили памятные мероприятия, приуроченные к этой дате: Всероссийская научно-практическая конференция «1920 год в истории России», посвящённая 100-летию событий Гражданской войны, организованная Иркутским региональным отделением Российского исторического общества, Иркутским областным краеведческим музеем, кафедрой истории и философии ИрНИТУ, Иркутским государственным университетом, архивным агентством Иркутской области, архитектурно-этнографическим музеем «Тальцы». В работе конференции приняли участие учёные из Иркутска, Москвы, Санкт-Петербурга, Томска, Улан-Удэ и Абакана. 7 февраля в Иркутском областном краеведческом музее состоялся показ фильма «Последний подвиг адмирала. Правда о золоте Колчака».
В Санкт-Петербурге — родном городе Александра Васильевича — в храме Святой Троицы Живоначальной «Кулич и Пасха» по благословению митрополита Санкт-Петербургского и Ладожского Варсонофия состоялись мемориальные торжества, был освящён преподнесённый в дар Церкви сотрудниками мемориально-просветительского и историко-культурного центра «Белое Дело» при участии информационного агентства «Белые воины» напольный киот — в память адмирала Александра Васильевича Колчака, который был крещён в этом храме 15 декабря 1874 года. Были возложены цветы к мемориальной плите возле поклонного креста на месте погребения родителей и сестры.
В Омске — столице возглавлявшегося в 1919 году адмиралом Колчаком Российского государства — 7 февраля 2020 года проходила документально-литературная композиция и митинг, посвящённые памяти Александра Колчака, а в Успенском кафедральном Соборе была отслужена панихида в память о жертвах гражданской войны и невинно убиенном Александре Колчаке. В завершение мероприятий состоялось возложение цветов на главном фасаде бывшей резиденции Верховного правителя, особняка Батюшкиных.
Панихиды по Александру Колчаку прошли также в московском храме Покрова Пресвятой Богородицы в Красном селе, Санкт-Петербурге, Екатеринбурге, Владимире и других городах России и Зарубежья.

### Дело о юридической реабилитации
В начале 1990-х годов академик Дмитрий Лихачёв и вице-адмирал Вячеслав Щербаков заявили о необходимости оценки законности приговора, вынесенного адмиралу большевистским Иркутским военно-революционным комитетом.
В конце 1990-х годов за реабилитацию Колчака высказывались занимавший в то время пост Генерального прокурора РФ Юрий Скуратов и начальник Генштаба ВС РФ Анатолий Квашнин, а также академик Александр Яковлев.
В 1998 году Сергей Зуев, руководитель Общественного фонда по созданию храма-музея в память о жертвах политических репрессий, направил в Главную военную прокуратуру заявление о реабилитации Колчака, которое дошло до суда. 26 января 1999 года военный суд Забайкальского военного округа (ЗабВО) признал Колчака не подлежащим реабилитации, так как, с точки зрения военных юристов, несмотря на свои широкие полномочия, адмирал не остановил террора, проводимого его контрразведкой в отношении гражданского населения.
Защитники адмирала с этими доводами не согласились. Иеромонах Никон (Белавенец), руководитель организации «За Веру и Отечество», обратился в Верховный суд Российской Федерации (ВС) с просьбой о внесении протеста на отказ в реабилитации Колчака. Протест был передан в Военную коллегию Верховного суда, которая, рассмотрев дело в сентябре 2001 года, приняла решение — не опротестовывать решение Военного суда ЗабВО. Члены Военной коллегии постановили, что заслуги адмирала в дореволюционный период не могут служить основанием для его реабилитации: Иркутский военно-революционный комитет приговорил адмирала к расстрелу за организацию военных действий против Советской России и массовые репрессии в отношении мирного населения и красноармейцев и, следовательно, был прав.
Защитники адмирала решили обратиться в Конституционный суд Российской Федерации (КС), который в 2000 году постановил, что суд ЗабВО не имел права рассматривать дело «без извещения осуждённого или его защитников о времени и месте судебного заседания». Поскольку суд ЗабВО в 1999 году рассматривал дело о реабилитации Колчака в отсутствие защитников, то, согласно решению Конституционного суда, дело должно быть рассмотрено вновь, уже с непосредственным участием защиты. В 2004 году КС отметил, что дело о реабилитации Колчака не закрыто, как ранее постановил ВС. Члены КС усмотрели, что суд первой инстанции, где впервые был поставлен вопрос о реабилитации адмирала, нарушил юридическую процедуру.
Процесс юридической реабилитации Колчака вызывает неоднозначное отношение и той части общества, которая, в принципе, положительно оценивает эту историческую фигуру. В 2006 году губернатор Омской области Леонид Полежаев заявил, что Колчак не нуждается в реабилитации, так как «время его реабилитировало, а не военная прокуратура».
В 2009 году была опубликована книга С. В. Дрокова «Адмирал Колчак и суд истории». На основании документов следственного дела Колчака автор книги ставит под сомнение компетенцию следственных групп прокуратуры 1999—2004 годов. Дроков доказывает необходимость официального снятия конкретных обвинений против адмирала, сформулированных и опубликованных советской властью.
В марте 2019 года ФСБ сняла гриф секретности с уголовного дела Колчака. При этом доступ к материалам остаётся ограниченным, «поскольку Колчак не был реабилитирован».

## В литературе и искусстве

### В литературе
В первых строках романа «Земля Санникова», изданного в 1926 году, В. А. Обручев описывает выступление на заседании Русского географического общества неназванного «морского офицера, совершившего смелое плавание в вельботе через Ледовитое море с Новосибирских островов на остров Беннетта, на который высадился барон Толль, оттуда не вернувшийся», упоминая «мужественное лицо докладчика, обветренное полярными непогодами». Этому описанию полностью соответствует реальный человек — Александр Колчак, которого автор открыто в то время назвать не мог.
В 1966 вышла поэма «Сумасшедший поезд» советского поэта К. Л. Лисовского, полностью посвящённая адмиралу Колчаку и неоднозначно принятая советской критикой «из-за темы».
Колчак является персонажем романа А. Н. Степанова «Порт-Артур» (1940—1942). Преимущественно положительно оценивается личность и деятельность Колчака в романе П. А. Северного «Ледяной смех», который вышел при советской власти (1981). Также Колчак является одним из действующих лиц исторического романа Валентина Пикуля «Три возраста Окини-сан» (1981) и «Моонзунд»(1970).
Жизнь Колчака описана во второй книге трёхтомника «Огненный крест» Юрия Власова. В книге «Гибель адмирала» описаны последние дни жизни Верховного правителя Российского государства, находящегося в заключении в Иркутском губчека. Изображение героя как с внешней, так и с внутренней точек зрения подчинено целям раскрытия многосторонней личности Колчака и доказательству того, что адмирал являлся недосягаемой и непреодолимой вершиной чести и порядочности.
Жизнь Колчака описана в романах «Заглянуть в бездну» В. Е. Максимова, изданном автором в эмиграции в Париже (1986), «Адмиральский час» М. И. Юдалевича (2000), «Колчак. Верховный правитель» В. Д. Поволяева (2001). В. В. Дворцовым в 2000 году написана пьеса «Адмирал. Русская драма».
Адмирал Колчак является одним из главных героев второй части трилогии Кира Булычёва «Река Хронос» — «Штурм Дюльбера» (1992), написанной в жанре альтернативной истории. Одной из линий повествования является версия о возможном развитии событий 1917 года, если бы адмиралу Колчаку удалось успешно провести Босфорскую операцию и силами Черноморского флота взять Константинополь.
Адмирал Колчак-Рифейский, бывший до 1930 г. Верховным Правителем России, а затем, после возведения на престол императора Павла II, вернувшийся к полярным исследованиям, упоминается в романе Елены Чудиновой «Победители» (2016).
Адмирала Колчака спасают от гибели герои цикла «Одиссей покидает Итаку» В. Д. Звягинцева.
Колчак является персонажем альтернативного романа Алексея Колмогорова «ОТМА. Спасение Романовых» (2023).
Колчаку посвящали стихотворения многие авторы, в том числе:
- С. С. Бехтеев «Колчак. Верховный правитель России». Создано в эмиграции в 1927 году, Новый Футог;
- В. Г. Ян, военный корреспондент во время Русско-японской войны: «Колчак»;
- С. Р. Бонгарт «Памяти адмирала Колчака»;
- С. Н. Марков «Полярный адмирал Колчак»;
- К. Л. Лисовский, советский поэт — поэма «Сумасшедший поезд» (1966).
- А. В. Тимирева «Полвека не могу принять…» (30 января 1970 г.), «Ты ласковым стал мне сниться…» (1939 г.), «Никогда не рыдал ты так…» (1939 г.), «Седьмое февраля» (7 февраля 1969 г.);
- А. И. Куприн «Кровавые лавры. Некролог А. В. Колчаку»;
- К. В. Ромашин «Письмо на Небеса»;
- неизвестный автор «На смерть Колчака». Опубликовано в газете «Славянская заря» 25 марта 1920 г.;
- Колчаку посвящена первоначальная, неподцензурная редакция стихотворения Леонида Мартынова «Воздушные фрегаты»;
- Боевые операции и сражения под руководством Колчака отражены в нескольких картах Атласа офицера, вышедшего в издательстве Генштаба Вооружённых Сил СССР, М, 1947.

### В кино и театре
В советское время Колчак эпизодически появлялся в кинофильмах об отдельных событиях российской истории:
- в Гражданской войне в Поволжье, на Урале и в Сибири («Красный газ», 1924, в роли — М. Ф. Ленин (Игнатюк), фильм не сохранился);
- в политическом противостоянии 1917 года на Черноморском флоте («Севастополь», 1970, в роли — Г. В. Зиновьев),
- обороне Моонзундского архипелага в Первой мировой войне («Моонзунд», 1988, в роли Колчака — Ю. В. Беляев),
- «Золотой эшелон», 1959, в роли — А. П. Шатов;
- «Гроза над Белой», 1968, в роли — Б. А. Фрейндлих;
- «Кочующий фронт», 1971, в роли — В. Я. Кулик).
- в западногерманском сериале «Revolutionsjahr 1917» (1967) его сыграл Вольф фон Герсум.

В послесоветское время образ Колчака в кино воплотили:
- Анатолий Гузенко в сериале «Конь белый» (1993).
- Леонид Ворон в фильме «Великая княгиня Елисавета» (1993).
- В октябре 2008 года в прокат вышел фильм «Адмиралъ», полностью посвящённый жизни и судьбе Колчака. Роль адмирала исполнил К. Ю. Хабенский, Анны Тимирёвой — Е. М. Боярская. Десятисерийная телеверсия фильма была показана осенью 2009 года.
- В сериале «Убить Дрозда» (2013) роль Колчака сыграл О. А. Морозов.
- В фильме «Матильда» молодого Колчака сыграл Александр Удальцов

В Иркутском драматическом театре 6 февраля 1998 года состоялась премьера спектакля «Звезда адмирала» по пьесе Сергея Остроумова (режиссёр В. В. Кокорин, исполнитель роли Колчака — Г. С. Гущин), 4 ноября 2005 года — «Встречи с адмиралом Колчаком» по пьесе Остроумова (режиссёр Г. В. Шапошников, роль адмирала сыграл Г. Г. Тараторкин). Позднее спектакль был сыгран на сцене Театра имени Моссовета.
В Иркутском музыкальном театре им. Н. М. Загурского 18 декабря 2015 года состоялась премьера спектакля «Анна и адмирал. История любви». Музыкально-пластический спектакль поставила главный режиссёр театра А. И. Фекета. Роль А. В. Тимирёвой исполняет солистка театра, ведущая актриса Анна Рыбникова, роль А. В. Колчака — солист балета Юрий Щерботкин
В Норильском драматическом театре в октябре 2020 года состоялась премьера спектакля «Колчак Полярный».

### В музыке
На Восточном фронте красных была популярна песня-частушка «Мундир английский, / Погон французский, / Табак японский, / Правитель омский» (в разных вариантах). Появилась в 1919 году. Генерал П. Н. Краснов в романе «От двуглавого орла к красному знамени» (1921) изображает её исполнение на вечеринке у красных командиров в Петрограде в июле 1920 года.
Адмиралу Колчаку посвящён ряд песен:
- А. Я. Розенбаум — «Романс Колчака»;
- И. В. Тальков — «Россия»;
- З. Н. Ященко и «Белая Гвардия» — «Памяти Колчака»;
- «Любэ» — «Мой адмирал»;
- К. И. Ривель — «Холод вечного огня…» (Памяти адмирала А. В. Колчака);
- А. В. Земсков — «Адмиральский романс»;
- «Алиса» — «В путь»;
- Александр Поручик — «Расстрелянный вальс»;
- Павел Мантель — «Гори звезда (памяти Анны Тимирёвой и Александра Колчака)».

Основной музыкальной темой кинофильма «Адмиралъ» стала песня И. И. Матвиенко «Анна» на стихи Анны Тимирёвой. Любви Колчака и Тимирёвой посвящена песня К. В. Фролова «Мой ангел, Анна!».
Компакт-диски с романсами и балладами, посвящёнными судьбе адмирала Колчака:
- «Звезда адмирала» (автор музыки и стихов — С. О. Остроумов), вышел в Иркутске в 2005 году[411].
- «Гори, гори, моя звезда. Адмирал А. В. Колчак». Мужской хор «Валаам». Художественный руководитель и дирижёр — Заслуженный артист РФ И. В. Ушаков.

## Комментарии
1. ↑  Однако чина Колчаку не давали, что историк П. Н. Зырянов объясняет вероятным противодействием со стороны Верховного главнокомандующего — великого князя Николая Николаевича, при встрече с которым осенью 1914 года Колчак весьма напористо отстаивал активную позицию Балтийского флота(Зырянов, П. Н. Адмирал Колчак, верховный правитель России. — 4-е изд. — М.: Мол. гвардия, 2012. — 637 с. — (Жизнь замечательных людей; вып. 1356). — ISBN 978-5-235-03375-7, С.234). С другой стороны, как указывает в своей работе историк С. В. Волков, действовавшим в то время положением о чинопроизводстве офицеров было установлено, что производство в чин контр-адмирала осуществляется лишь «за отличие», причём кандидат должен соответствовать определённым требованиям — в частности, в течение 4 лет командовать судном 1 ранга(Историк С.В. Волков — Русский офицерский корпус - II - Путь в офицеры - Чинопроизводство офицеров (4). swolkov.org. Дата обращения: 2 марта 2020. Архивировано 17 февраля 2020 года.)
2. ↑  Историк Плотников считает, что Колчак получал сведения из правительственных кругов, согласно которым Ленин и другие большевистские руководители были связаны с германскими властями, получали от них денег и согласовали свои действия с ними.
3. ↑  Смольнинский районный суд г. Санкт-Петербурга под председательством судьи Т. П. Матусяк, дополнительно установив обстоятельства дела, в описательно-мотивировочной части текста судебного решения от 24 января 2017 года по делу № 02а-0185/2017 изложил следующее: «В ночь на 7 февраля 1920 года расстрелян большевиками, по наиболее распространенной версии на берегу реки Ушаковки. Тело адмирала спустили в прорубь. Основанием для расстрела послужила секретная телеграмма В. И. Ульянова (Ленина), в результате которой Реввоенсовет 5-й Красной армии получил соответствующие указания из Москвы».
4. ↑  См.: Дроков С. В. Александр Васильевич Колчак Архивная копия от 11 декабря 2016 на Wayback Machine. // Вопросы истории. — 1991. — № 1. — С. 50—67.
5. ↑  
«Объявление вне закона — полное или частичное лишение лица правовой охраны со стороны государства (вплоть до разрешения любому убить такое лицо)… О. вне з. упоминалось как один из видов наказания в „Руководящих началах по уголовному праву РСФСР“ 1919 г.» — А. Я. Сухарев, В. Е. Крутских, А.Я. Сухарева. Объявление вне закона // Большой юридический словарь. — М.: Инфра-М. — 2003. — 2000.
6. ↑  «Неизвестно, однако, когда записка была написана. По одним данным, в январе 1920 года, по другим — в феврале, после расстрела Колчака.» — Иоффе Г. Адмирал Колчак: «Людей, дайте мне людей!» Архивная копия от 17 апреля 2012 на Wayback Machine // Наука и жизнь : журнал. — 2005. — № 1.

### Труды А. В. Колчака
- Лёд Карского и Сибирского морей // Зап. Имп. АН. Сер. 8. Физ.-мат. отд-ние. — 1909. — Т. 26, № 1.
- Последняя экспедиция на о. Беннета, снаряжённая академией наук для поисков барона Толля // Изв. Имп. Рус. геогр. об-ва. — 1906. — Т. 42, вып. 2—3.
- Какой нужен России флот // Мор. сборник. — 1908. — № 6, 7.
- Современные линейные корабли / Военные флоты 1909 г. — СПб., [1909]. — С. 229—283.
- Служба Генерального штаба. — СПб., 1912.
- Инструкция для уклонения от атак подводных лодок. — [Ревель], 1915.
- Колчак, В. И., Колчак, А. В. Избранные труды / сост. В. Д. Доценко. — СПб.: Судостроение, 2001. — 384 с. — ISBN 5-7355-0592-0.
- Письмо Верховного правителя адмирала А. В. Колчака Донскому атаману генералу А. П. Богаевскому. 28 июня 1919 г. // Белый архив. — 1926. — Т. 1. — С. 136.

#### «Допрос Колчака»
- Допрос Колчака / Публ. и предисловие К. А. Попова. — Л.: ГИЗ, 1925

Существуют многочисленные переиздания, полностью либо частично воспроизводящие текст по этой советской публикации, например:
- Допрос Колчака: протоколы заседаний Чрезвычайной следственной комиссии по делу Колчака : стеногр. отчёт // Арестант пятой камеры. — М.: Политиздат, 1990. — 478 с. — ISBN 5-250-01405-4.;
- Допрос А. В. Колчака. / Отв. за выпуск В. Д. Доценко и Л. Г. Колотило. — 2-е изд., репринт., доп. — Л.: Политекс, 1991;
- Колчак Александр Васильевич — последние дни жизни / Сост., вступ. слово, подгот. текста и общ. ред. Г. В. Егорова. — Барнаул: Алтайс. кн. изд-во, 1991. — 304 с. — ISBN 5-7405-0138-5..

- Другой текст, несколько отличающийся, опубликован ранее в Берлине И. В. Гессеном:

Протоколы допроса адмирала Колчака чрезвычайной следственной комиссией в Иркутске в январе — феврале 1920 г. // Архив русской революции. — 1991. — Кн. 5. — Т. 10. — С. 177—321
- Впервые подлинные протоколы допросов Колчака и А. В. Тимирёвой из фондов ЦА ФСК РФ (бывш. ЦА КГБ СССР) были опубликованы в 1994 году С. В. Дроковым, который подверг критике предшествующие публикации, охарактеризовав переиздаваемые стенограммы допросов Колчака как «исторический подлог»:

Подлинные протоколы допросов адмирала А. В. Колчака и А. В. Тимирёвой. / Публ. С. В. Дрокова // Отечественные архивы. — 1994. — № 5. — С. 84—97; № 6. — С. 21—58.

#### Публикации документов
- Колчак А. В. Военно-теоретические труды / Колчак А. В. — Москва : Издательство «Э», 2016. — 448 с. : ил. — (Подарочные издания. Великие полководцы). ISBN 978-5-699-86047-0
- Государственный переворот адмирала Колчака в Омске 18 ноября 1918 года : сб. док / Собрал и издал В. Зензинов. — Париж, 1919. — 193 с.
- Верховный правитель России: Документы и материалы следственного дела адмирала А. В. Колчака. ИРИ РАН, М. 2003. 722 с.
- Дроков, С. В., Коновалова, О. В. К истории рода адмирала Колчака // Отеч. архивы. — 1992. — № 5. — С. 95—99.
- Дроков, С. В. Порт-Артурский дневник лейтенанта Колчака // Сов. архивы. — 1990. — № 5.
- Колчак, Р. Адмирал Колчак. Его род и семья (из семейной хроники) // Воен.-ист. вест. (Париж). — 1959. — № 13—14; 1960. — № 16.
- Приветственные послания Верховному Правителю и Верховному Главнокомандующему адмиралу А. В. Колчаку. Ноябрь 1918 — ноябрь 1919 г. : Сб. документов / Сост. и науч. ред. В. В. Журавлев. СПб.: Издательство Европейского университета в Санкт-Петербурге, 2012. 560 с. (Эпоха войн и революций; вып. 1).
- Процесс над колчаковскими министрами. Май 1920. / Отв. ред. В. И. Шишкин. — М.: Фонд «Демократия», 2003. — 672 с.
- Совет министров Российского правительства: журналы заседаний (18 ноября 1918 — 3 января 1920 г.). Сборник документов / Сост. и науч. ред. В. И. Шишкин. Новосибирск: Издательство СО РАН, 2016. Т. 1. 748 с.; Т. 2. 734 с.
- Шишкин, В. И. Арест адмирала А. В. Колчака (декабрь 1919 — январь 1920 г.) / Власть и общество в Сибири в XX веке. Вып. 1. Сибирская контрреволюция в годы Гражданской войны. — Новосибирск: Изд-во НИИ МИОО НГУ, 1997. — С. 111—169.
- Шишкин, В. И. К истории государственного переворота в Омске (18—19 ноября 1918 г.) // Вест. НГУ. Сер. История, филология. — 2002. — Т. 1. — В. 3 (история). — С. 88—98.
- Шишкин, В. И. Как Колчак стал Верховным правителем // Сиб. огни. — 1993. — № 5-6. — С. 143—148.
- Шишкин, В. И. Колчак влюблённый // Сиб. огни. — 1993. — № 5—6. — С. 149—160.
- Шишкин, В. И. Колчак о себе // Сиб. огни. — 1993. — № 5—6. — С. 131—142.
- Шишкин, В. И. «Моя милая, бесконечно дорогая Анна Васильевна…». Переписка А. В. Колчака и А. В. Тимирёвой // Рус. мысль. — 1992, 25 декабря.
- Шишкин, В. И. Расстрел адмирала Колчака // Гуманит. науки в Сибири. — 1998. — № 2.
- Шишкин, В. И. «С уходом А. В. Колчака закрылась последняя светлая страница истории Черноморского флота» (воспоминания Р. Р. Левговда «Вице-адмирал Александр Васильевич Колчак и Черноморский флот в 1916/17 гг.» // Ист. архив. — 2008. — № 5. — С. 126—160.

#### Мемуары
- Боевое прошлое: Воспоминания. — Куйбышев: Куйбышевское кн. изд-во, 1958. — 306 с.
- Будберг, А. П. Дневник. 1919 год. // Архив русской революции : в 18 т. — Берлин, 1921—1922.
- Гинс, Г. К. Сибирь, союзники и Колчак. Поворотный момент русской истории (1918—1922 гг.): Впечатления и мысли члена Омского правительства. — Пекин, 1920. — Т. 1, часть 1. — 325 с; Т. 2, части 2 и 3. — 608 с.
  - Переиздание: М.: Айрис-Пресс, 2013. — ISBN 978-5-8112-4563-5
- Деникин, А. И. [Очерки русской смуты.] : [В 3 кн.] — Кн. 2. — Т. 2. Борьба генерала Корнилова; Т. 3. Белое движение и борьба Добровольческой армии. — М.: Айрис-пресс, 2006. — 736 с. — (Белая Россия) — ISBN 5-8112-1891-5 (Кн. 2)
- Иностранцев, М. А. Адмирал А. В. Колчак и его катастрофа. Воспоминания. — Прага, 1922.
- Князев, В. В. Жизнь за всех и смерть за всех: Записки личного адъютанта Верховного правителя адмирала Колчака ротмистра В. В. Князева. — Тюмень — Киров, 1991. — 32 с.
- Колосов, Е. Сибирь при Колчаке: Воспоминания, материалы, документы. — Петроград: Былое, 1923. — 190 с.
- Колчаковщина: Из белых мемуаров. / Под ред. и со вступ. ст. Н. А. Корнатовского. — Л.: Красная газета, 1930. — 240 с.
- Раков, Д. Ф. В застенках Колчака // Гражданская война в Сибири. Колчаковщина. — Иркутск: Провинция, 1991. — С. 18—45.
- Смирнов, М. И. Адмирал Александр Васильевич Колчак: Краткий биографический очерк. — Париж: Изд. Военно-морского союза, 1930. — 60 с.
- Устрялов, Н. В. Адмирал Колчак // Национал-большевизм / Сост., прим., комм. С. М. Сергеева. — М.: ЭКСМО, Алгоритм, 2003. — С. 118—121. — (Жизнь идей). — ISBN 5-699-02693-2.

### Биографии
- Будницкий, О. В. Александр Васильевич Колчак // Бол. энц. Кирилла и Мефодия. — 1998.
- Дроков, С. В. Полярный исследователь Александр Колчак // Северные просторы : журнал. — 1989. — № 6.
- Дроков, С. В. Александр Васильевич Колчак // Вопросы истории : журнал. — 1991. — № 1.
- Зырянов, П. Н. Адмирал Колчак, верховный правитель России. — 4-е изд. — М.: Мол. гвардия, 2012. — 637 с. — (Жизнь замечательных людей: сер. биогр.; В. 1356). — ISBN 978-5-235-03375-7.
- Кручинин, А. С. Адмирал Колчак: жизнь, подвиг, память. — М.: АСТ, Астрель, Полиграфиздат, 2010. — 538 с. — ISBN 978-5-17-063753-9.
- Кузнецов, Н. А. Александр Васильевич Колчак. — М.: Цейхгауз, 2007. — 48 с. — (Воен. биографии). — ISBN 978-5-9771-0080-9.
- Купцов, И. В., Буяков, А. М., Юшко, В. Л. Белый генералитет на Востоке России в годы Гражданской войны : Биографический справочник — М.: Кучково поле; Асс. «Воен. книга», 2011. — 672 с. — ISBN 978-5-9950-0199-7.
- Плотников, И. Ф. Александр Васильевич Колчак: жизнь и деятельность. — Ростов н/Д.: Феникс, 1998. — 320 с. — ISBN 5-222-00228-4.. В переработанном виде переиздана под названием: Плотников, И. Ф. Александр Васильевич Колчак: исследователь, адмирал, Верховный правитель России. — М.: Центрполиграф, 2002. — 702 с. — ISBN 5-227-01698-4.
- Смирнов М. И. Адмирал Александр Васильевич Колчак : (краткий биографический очерк). — Париж: Воен.-мор. союз, 1930. — 59 с..
- Чайковский, Ю. В. Возвращение лейтенанта Колчака. К 100-летию русской полярной экспедиции (1900—1903) // Вест. РАН. — 2002. — № 2. — С. 152—161.
- Черкашин, Н. А. Адмирал Колчак. Диктатор поневоле. — М.: Вече, 2005. — 368 с. — (Досье без ретуши). — ISBN 5-9533-0518-4.
- Белые офицеры. Колчак и другие. — М.: Издательство АСТ, 2016. — 864 с. — (Уникальные биографии). — ISBN 978-5-17-093159-0.

### Исследования
- Гончаренко О. Г. Белое движение. Поход от Тихого Дона до Тихого океана. — М.: Вече, 2007. — 378 с. — (За веру и верность). — ISBN 978-5-9533-1988-1.
- Будницкий О.В. Деньги русской эмиграции: Колчаковское золото. 1918—1957. — М.: Нов. лит. обозрение, 2008. — 512 с. — (Historia Rossica). — ISBN 978-5-86793-639-6.
- Ганин А. В. Враздробь, или почему Колчак не дошёл до Волги? В незабываемом 1919-м // Родина : журнал. — 2008. — № 3. — С. 63—74. — ISSN 0235-7089.
- Ганин А. В. Закат Николаевской военной академии 1914—1922. — М.: Книжница, 2014. — 768 с. — ISBN 978-5-903081-24-0.
- Гражданская война в России: Энциклопедия катастрофы. / Сост. и отв. ред. Д. М. Володихин, науч. ред. С. В. Волков. — М.: Сибирский цирюльник, 2010. — 400 с. — ISBN 978-5-903888-14-6.
- Дроков С. В. Адмирал Колчак и суд истории / под общ. ред. В. А. Благово, С. А. Сапожникова. — М.: Центрполиграф, 2009. — 590 с. — (Россия забытая и неизвестная. Люди и времена). — ISBN 978-5-9524-3720-3. Архивировано 3 декабря 2013 года.
- Журавлев В. В. Герой как чужой: некоторые наблюдения над имагографией А.В. Колчака // Новое прошлое. — 2019. — № 1. — С. 48—69.
- Звягин С. П. Правоохранительная политика А. В. Колчака. — Кемерово: Кузбассвузиздат, 2001. — 352 с. — 150 экз. — ISBN 5-202-00459-1.
- Иоффе Г. З. Колчаковская авантюра и её крах. — М.: Мысль, 1983. — 351 с. — ISBN 5-250-01558-1.
- Козлов Д. Ю., Подсобляев Е. Ф., Грибовский В. Ю. «Должен признать… что к делу развития морской силы Колчак имел громадное влияние»: К вопросу об эффективности управления силами флота вице-адмиралом А. В. Колчаком // Военно-исторический журнал. — 2006. — № 2. — С. 28—36. Архивировано 6 августа 2025 года.
- Мельгунов С. П. Трагедия адмирала Колчака. В 4-х кн. — Белград: [Рус. тип.], 1930—1931.
- Синюков В. В. Александр Васильевич Колчак как исследователь Арктики. — М.: Наука, 2000. — 325 с. — (Науч.-биограф. лит.). — ISBN 5-02-002377-9.
- Смолин А. В. Два адмирала: А. И. Непенин и А. В. Колчак в 1917 г. — СПб.: Дмитрий Буланин, 2012. — 200 с. — ISBN 978-5-86007-700-3.
- Флеминг Питер. Судьба адмирала Колчака. 1917—1920 / Пер. с англ. Л.А. Игоревского. — М.: ЗАО Центрполиграф, 2006. — 252 с. — ISBN 5-9524-2530-5.
- Ходаков, И. М. Белое солнце России. Белая армия и Православие.. — М.: ДАРЪ, 2011. — 304 с. — ISBN 978-5-485-00322-7.
- Цветков В. Ж. Белое дело в России. 1919 г. (формирование и эволюция политических структур Белого движения в России). — М.: Посев, 2009. — 636 с. — ISBN 978-5-85824-184-3.
- Цветков В. Ж. Адмирал Колчак. «Преступление и наказание» Верховного Правителя России. — М.: Яуза-Эксмо, 2018. — 317 с.
- Шешунова С. Образ адмирала Колчака в художественной литературе. // Посев : журнал. — 2004. — № 9, 11.
- Шишкин В. И. Колчак: человек, учёный, политик // Наука в Сибири. — 1992, февр. — № 5—7.
- Шишкин В. И. К характеристике политических взглядов адмирала А. В. Колчака в 1917—1919 гг. // Изв. Сибир. отд. АН СССР. Сер. истории, филологии, философии. — 1992. — В. 3. — С. 9—14.
- Шишкин В. И. Колчаковская диктатура: истоки и причины краха. // История «белой» Сибири. Тезисы второй науч. конф. (4—5 февраля 1997 г.). — Кемерово: Кузбассвузиздат, 1997. — С. 7—12.
- Шишкин В. И. Вице-адмирал А. В. Колчак (19 сентября — 4 ноября 1918 г.) // Россия в глобализирующемся мире : сб. науч. ст. — Архангельск: Солти, 2006. — С. 164—176.
- Шишкин В. И. Военный и морской министр вице-адмирал А. В. Колчак. // Гуманитарные науки в Сибири. Серия: Отечественная история. — 2007. — № 2. — С. 45—48.
- Шишкин В. И. Военный и морской министр Временного Всероссийского правительства А. В. Колчак. // Вестник НГУ. Серия: История, филология. — 2008. — Т. 7. — В. 1 (история). — С. 54—65.
- Шишкин В. И. Адмирал А. В. Колчак: на пути к военной диктатуре (19 сентября — 18 ноября 1918 г.) // Голоса Сибири : лит. альманах. — 2008. — В. 6. — С. 773—824, 1445—1453.
- Шишкин В. И. 1918 год: от Директории к военной диктатуре // Вопр. истории : журнал. — 2008. — № 10. — С. 42—61.
- Галицкая А. П. Колчаковский переворот и партия правых эсеров // Вестник Курганского государственного университета. 2014

### Публицистика
- Арестант пятой камеры. — М.: Политиздат, 1990. — 480 с. — ISBN 5-250-01405-4.
- Богданов, К. А. Адмирал Колчак: Биографическая повесть-хроника. — СПб.: Судостроение, 1993. — 304 с. — ISBN 5-7355-0481-9.
- Браун Н. Н. Верховному правителю России. // Посев. — 2002. — № 7.
- «Буду рад содействовать»: Сибирь помнит адмирала Колчака за дела и плохие, и благие. Интервью с С. Фоминых о содействии А. В. Колчака появлению первого Института исследования Сибири — прообраза Сибирского отделения Российской академии наук (недоступная ссылка с 28-12-2013 [4239 дней]). // Поиск : еженед. газета науч. сообщества. — 2009. — № 1—2 (1023—1024). — С. 11.
- Бунин, И. А. Его вечной памяти (А. В. Колчак) // Общее дело : газета. — 1921, 7 февр.
- Власов, Ю. П. Огненный крест : историческая исповедь : В 2 ч. — М.: Новости, 1992. — Ч. 2. — 590 с. — ISBN 5-7020-0378-0
- Карамаев, С. Конституционный суд вступился за Верховного правителя России. В деле о реабилитации адмирала Колчака появились новые обстоятельства. Lenta.ru (7 декабря 2004). Дата обращения: 28 декабря 2013.
- Колотило, Л. Г. Звезда и смерть адмирала Колчака // Учит. газета. — 1990, 4—11 дек.
- Краснов, В. Г. Колчак. И жизнь, и смерть за Россию: В 2 кн. — М.: Олма-пресс, 2000. — 351 с. — (Досье). — ISBN 5-224-00828-X
- Троцкий, Л. Россия или Колчак? / Сочинения. — М.—Л., 1926. — Т. 17, ч. 2
- Хандорин, В. Г. Мифы и факты о Верховном правителе России.. — М.: Общество развития русского исторического просвещения «Двуглавый орёл»; Издательство М. Б. Смолина (ФИВ), 2019. — 200 с. — ISBN 978-5-91862-057-1.
- Айрапетов О. Р. Колчак у ворот Царьграда. Планы десанта на Босфор в 1917 году // Родина. 2004. No 9. С. 23—26.
- Бубнов А. Д. В царской ставке: Воспоминания адмирала Бубнова. — Нью-Йорк: изд-во им. Чехова, 1955. — 405 с.
- Янышев Я. А. «Казнь Колчака — незаконная расправа»: громогласный вывод Смольнинского суда Санкт-Петербурга // Информационно-правовой портал «Закон.ру». 30.03.2019. — Дата обращения: 12.11.2023.